# Stile Luigi XII

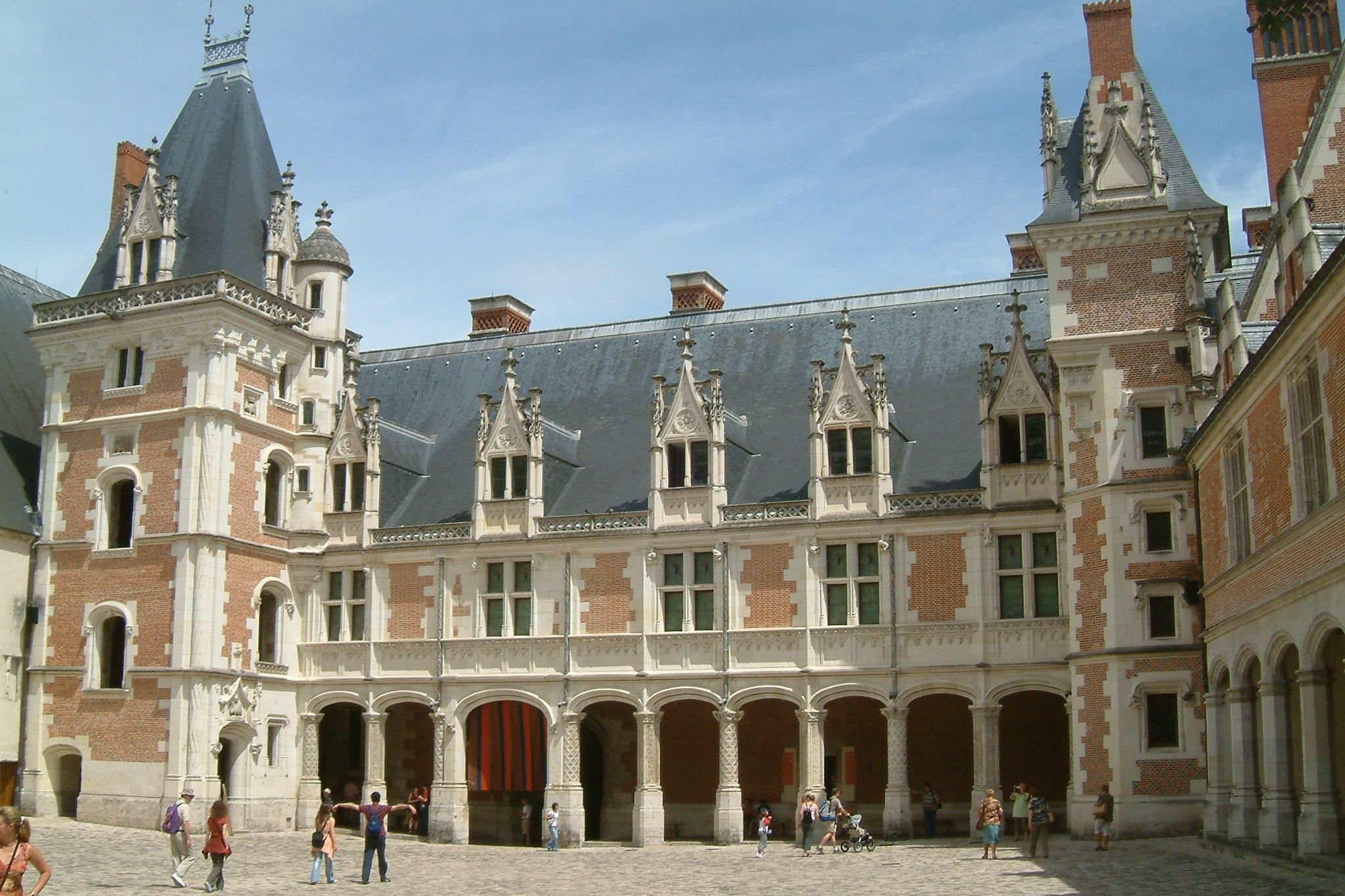
L'ala stile Luigi XII del castello di Blois (1498-1503)

Lo stile Luigi XII è uno stile artistico ed architettonico nato in Francia e costituente una transizione tra lo stile gotico ed il primo rinascimento francese. Esso fu il risultato delle guerre d'Italia di Carlo VIII e di Luigi XII che consentì per la prima volta di mettere in rapporto la Francia di allora col rinascimento italiano. Generalmente, in particolare in architettura, se la struttura rimase profondamente francese, altrettanto profondi furono i cambi decorativi influenzati dallo stile italiano.
Dal 1495 una colonia di artisti italiani si era installata ad Amboise per collaborare coi colleghi francesi. Questo è generalmente considerato l'inizio dello stile Luigi XII.
Per determinare questo nuovo stile, ad ogni modo, non bisogna considerare unicamente il rapporto col rinascimento italiano che pure risultò fondamentale; la produzione architettonica francese entrò infatti in contatto anche con quella plateresca spagnola e dell'Europa settentrionale, in particolare di Anversa per quanto riguarda le arti decorative come la pittura e l'arte vetraria.
I limiti di diffusione dello stile Luigi XII si strinsero attorno alla Valle della Loira. Oltre ai diciassette anni di regno di Luigi XII (1498-1515), questo periodo giunse a comprendere anche la fine del regno di Carlo VIII e l'inizio di quello di Francesco I, quindi dal 1495 e sino al 1525/1530 L'anno 1530 risulta fondamentale per la transizione verso il nuovo stile con la fondazione da parte di Francesco I della Scuola di Fontainebleau, ovvero la nascita del pieno rinascimento francese · .

## Contesto storico

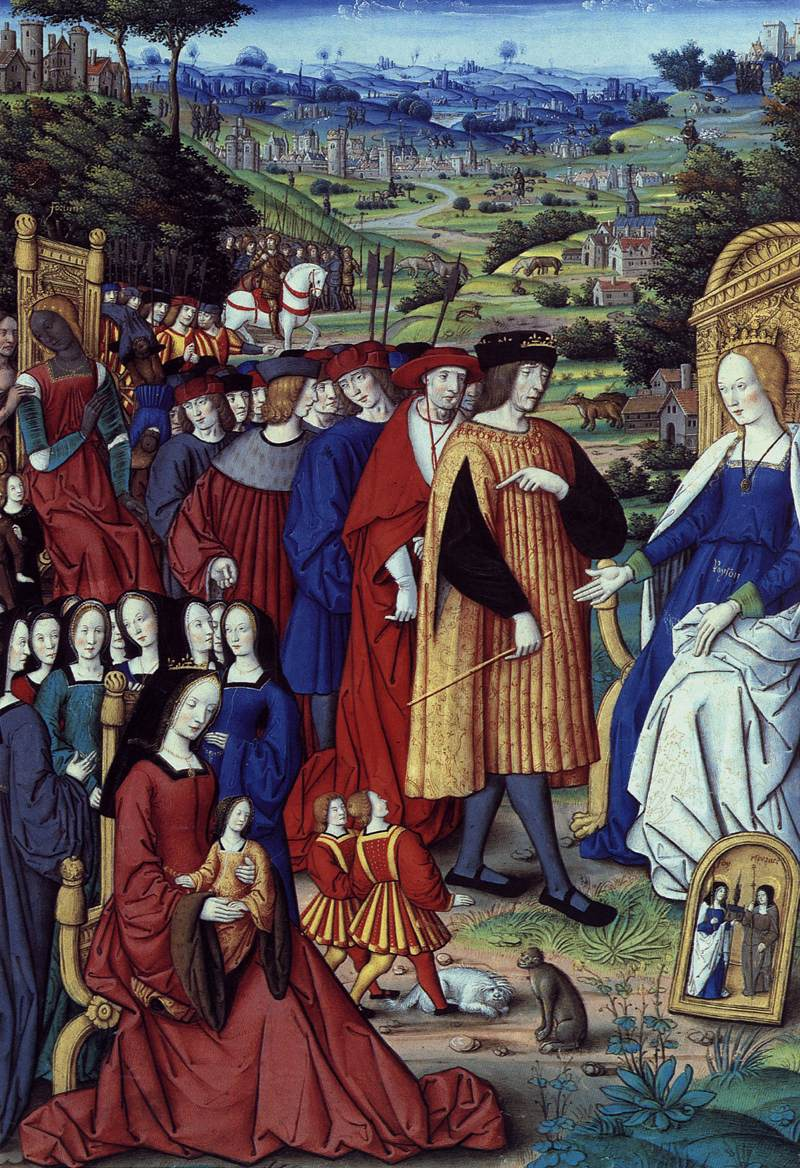
Il cardinale Giorgio d'Amboise, rappresentato dietro Luigi XII, miniatura tratta da Rime dell'una e dell'altra fortuna del Petrarca, di Jean Pichore (BnF Ms Fr 225, f.165)

Se l'italianismo era un sentimento presente in Francia già dall'epoca di Petrarca in letteratura, da Jean Fouquet in pittura e da Francesco Laurana a Marsiglia in architettura, furono in particolare le guerre d'Italia di Carlo VIII e Luigi XII a mettere la Francia in stretti rapporti con il rinascimento delle arti che proprio in quegli anni stava sviluppandosi in Italia. A partire dal regno di Carlo VIII, i costumi francesi divennero più raffinati e vicini al gusto di quelli italiani. L'arcivescovo Claudio di Seyssel nel suo Elogio di Luigi XII, parò dei « grandi edifici pubblici e privati » che il sovrano fece erigere durante il suo regno. Questi ebbe modo di constatare che le case erano ammobiliate ovunque in maniera lussuosa. In questo contesto, nel 1495, ventidue artigiani italiani giunsero ad Amboise per «edificare e fare opere alla moda dell'Italia ». tra i quali il « deviseur de bâtiments » (architetto) Giovanni Giocondo, gli scultori Guido Mazzoni e Jérôme Pacherot, i miniatori Domenico da Cortona e Bernardino da Brescia e ancora il giardiniere napoletano Pacello da Mercogliano. Allo stesso modo, l'ambasciata di Cesare Borgia, del 1499, contribuì a riprendere questo influsso, come pure l'intervento di Francesco I al Campo del Drappo d'Oro.
I frequenti "viaggi" di Carlo VIII e Luigi XII in Italia non portarono infatti ad una conversione immediata verso lo stile del rinascimento italiano dell'arte francese dell'epoca. Solo qualche personalità del clero e della nobiltà, nonché finanzieri al servizio del re iniziarono ad interessarsi all'arte italiana, ma lo stesso Luigi XII ne rimase indifferente. Pertanto, la nobiltà, tese a vedere le spedizioni militari in Italia come un modo per mettere alla prova le proprie virtù aristocratiche di medievale memoria e fare fortuna nel contempo.
Il maresciallo de Gié fu il primo ad interessarsi attivamente al gruppo di Amboise di cui il cardinale d'Amboise ed il luogotenente generale Carlo II d'Amboise erano i rappresentanti più illustri. Questo gruppo di innovatori importavano di tutto dall'Italia: pitture, oggetti in marmo come statue, medaglioni, fontane, sculture di diversi materiali. Così rapidamente i motivi dell'arte italiana iniziarono ad inserirsi nell'architettura di alcuni hôtel particulier (Bourges, Blois, Tours) e castelli (Gaillon, Bury, Châteaudun...) i quali, pur rimanendo francamente legati alla struttura francese di base che era perlopiù di stile gotico fiammeggiante, recepirono alcune innovazioni stilistiche.
Nella continua ricerca di riprodurre in qualche modo lo stile italiano e dietro continue richieste, gli Amboise finirono per chiamare in Francia direttamente degli artisti dall'Italia per eseguire nuove opere in situ. Le varie realizzazioni si svolgevano con la collaborazione di muratori francesi che mettevano al primo posto la tradizione artistica nazionale e la sposavano coi nuovi motivi artistici di tendenza. Le forme architettoniche importate, dunque, si trovarono almeno inizialmente forzosamente inserite nelle costruzioni gotiche preesistenti, obbligando così gli artisti a trovare nuove soluzioni per adattare la sintesi dei due stili. Gli ornamenti, che tendevano sempre più a riprendere i modelli italiani, subirono quindi degli adattamenti all'arte francese: i nuovi motivi vennero reinterpretati secondo la libertà degli scultori francesi con la creazione di un nuovo repertorio variegato · .

## Terminologia
Alcuni storici dell'arte hanno descritto lo stile Luigi XII come un abuso di linguaggio per il periodo dal 1495 al 1525/1530 per uno stile sostanzialmente di transizione tra l'arte gotica ed il rinascimento francese propriamente detto. La denominazione di stile Luigi XII ad ogni modo è stata pensata e messa in opera solo in tempi più recenti, quando si è notata la sostanziale differenza tra le tre epoche artistiche e stilistiche e l'importanza di questa stessa tradizione anche nella cultura francese.

## Caratteristiche principali

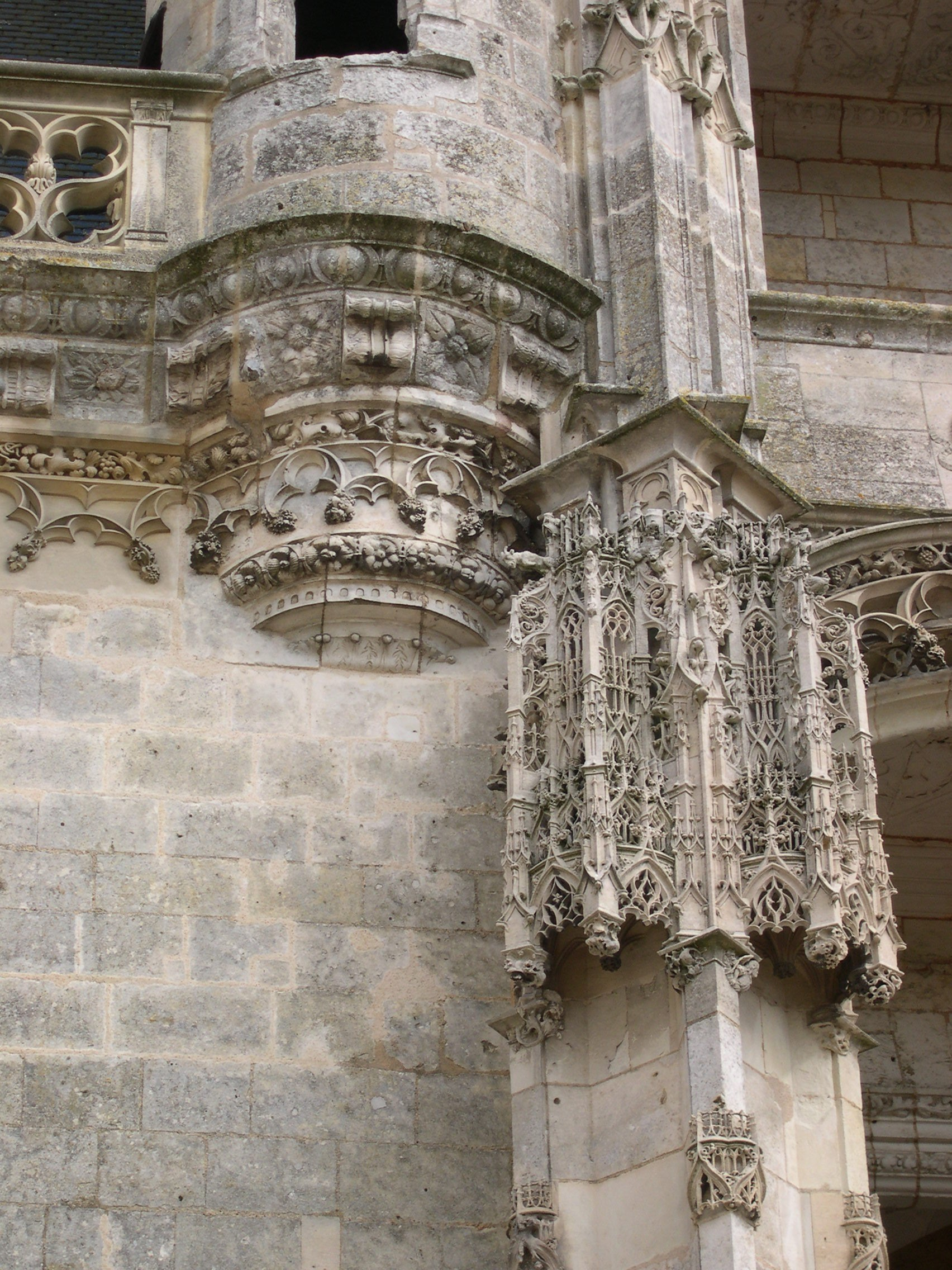
Cornice a uova, modiglioni e cassettonia fiori rinascimentali, insieme ad una decorazione in gotico fiammeggiante (castello di Châteaudun, dopo il 1518)

Lo stile Luigi XII (1495 - 1525/1530) è uno stile di transizione, un passaggio breve tra due epoche che abbracciano il periodo gotico e quello rinascimentale. Esso qualifica un'epoca dove l'ogiva ed il naturalismo gotico si fusero insieme per dare vita a uno stile tipico del primo rinascimento francese. Esempi di questo nuovo stile di commistione si troano nel castello di Blois e nella tomba di Luigi XII a Saint-Denis.

Nella storia dell'arte, gli stili di transizione sono sempre un compromesso tra uno stile e l'altro, ovvero la deformazione dello stile più vecchio per formare lo stile nuovo. I primi accenni dello stile Luigi XII si notano già nell'ultima parte del regno di Carlo VIII dove si vede la tendenza a separare l'arco a sesto acuto per avvicinarsi all'arco a tutto sesto. L'influenza delle opere compiute dal Bramante a Milano per Ludovico il Moro è percepibile chiaramente nell'ala del castello di Amboise fatta erigere da Carlo VIII: se la parte superiore del castello è spiccatamente gotica, la facciata presenta una loggia, una serie di arcate ad arco a tutto sesto con pilastri lisci. In generale, le forme ornamentali mostrano maggiore regolarità e simmetria rispetto al passato, con in più l'introduzione di elementi tipici della decorazione rinascimentale come la conchiglia. Quest'evoluzione diventa particolarmente percepibile se si osservano esempi come il castello di Meillant i cui lavori vennero voluti da Carlo II d'Amboise a partire dal 1481: pur mantenendo la struttura tipicamente medievale, la sovrapposizione di finestre con pinnacoli annuncia già i temi del primo rinascimento francese, come pure il tema del "tempietto" (pure tratto dall'opera del Bramante) e l'uso di scale elicoidali associate ad una serie di arcate a tutto sesto.

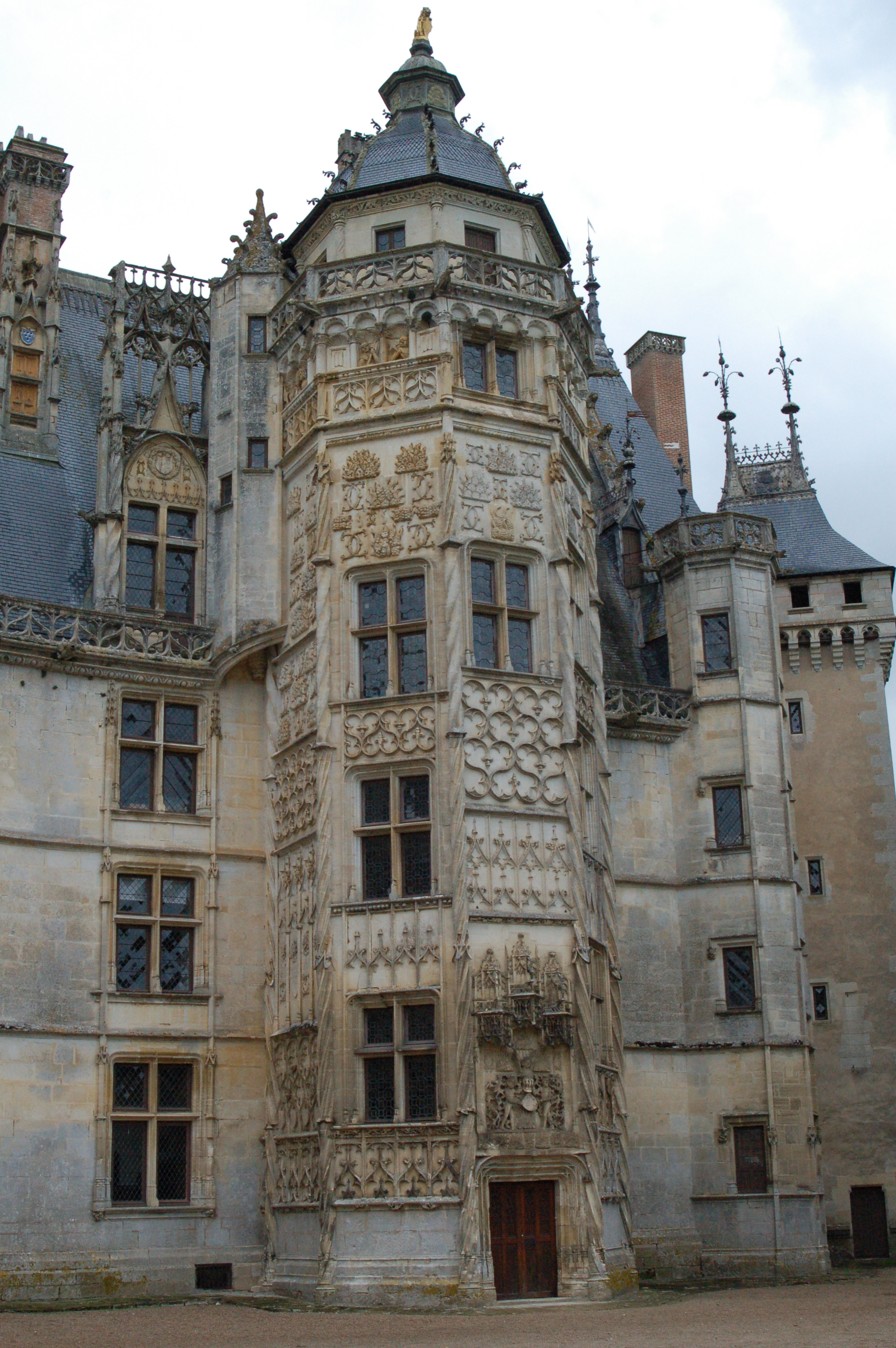
Cornice rinascimentale a uova e tempietto sormontante la Tour du Lion (Meillant, c. 1510)

Se alla fine del regno di Carlo VIII l'apporto di ornamenti italiani andò ad arricchire il repertorio del gotico fiammeggiante, fu soprattutto sotto Luigi XII che la scuola artistica francese si aprì completamente all'Italia con nuove proposte, stabilendo così i principi di un nuovo stile, per quanto di transizione.
In scultura, l'apporto sistematico di elementi italiani portò alla reinterpretazione dell'arte gotica alla luce del rinascimento italiano come ben si può notare nel Abbazia di Saint-Pierre de Solesmes dove la struttura gotica riprende le forme di un arco di trionfo romano fiancheggiato da pilastri a candelabro d'ispirazione lombarda. Le foglie gotiche assomigliano a quelle dell'Hôtel de Cluny di Parigi, e si mischiano con tondi con ritratti di imperatori romani al castello di Gaillon.
In architettura, l'utilizzo della tecnica « brique et pierre » (mattone e pietra), presente già negli edifici del XIV secolo in Francia, divenne una moda ancora più diffusa (castello di Ainay-le-Vieil, ala stile Luigi XII del castello di Blois, Hôtel d'Alluye de Blois). Gli alti tetti alla francese con torrette d'angolo e le scalinate elicoidali si mescolarono al tema ad esempio della loggia, sotto l'influenza di quelle presenti presso la villa di Poggio Reale o nel Castel Nuovo di Napoli. Il linguaggio francese ritrovò il suo rinascimento partendo da quando visto a Pavia ed a Milano rendendolo però in qualche modo più regale e adatto a rappresentare una certa modernità che lo stato francese voleva esprimere con la sua arte.
Nell'ambito di questa mutazione, anche i giardini divennero una parte importante dell'architettura: l'arrivo ad Amboise di artisti italiani nel campo della progettazione di giardini come il napoletano Pacello da Mercogliano fu l'origine della creazione dei primi giardini alla francese di stile rinascimentale ed alla concezione per la prima volta di necessità paesaggistiche nella realizzazione dello spazio attorno all'architettura; testimone di questi cambiamenti sono la costruzione di una ménagerie e dei lavori per la creazione di una prima orangerie a partire dal 1496 nei Jardins du Roy allora situati nel feudo reale di Château-Gaillard. Nel 1499, Luigi XII affidò la realizzazione dei nuovi giardini del castello di Blois al gruppo che lavorava per Georges d'Amboise col fine di realizzare dei parterres sul modello di quelli creati per il castello di Gaillon.

### Ornamenti

#### Pinnacoli e lancette

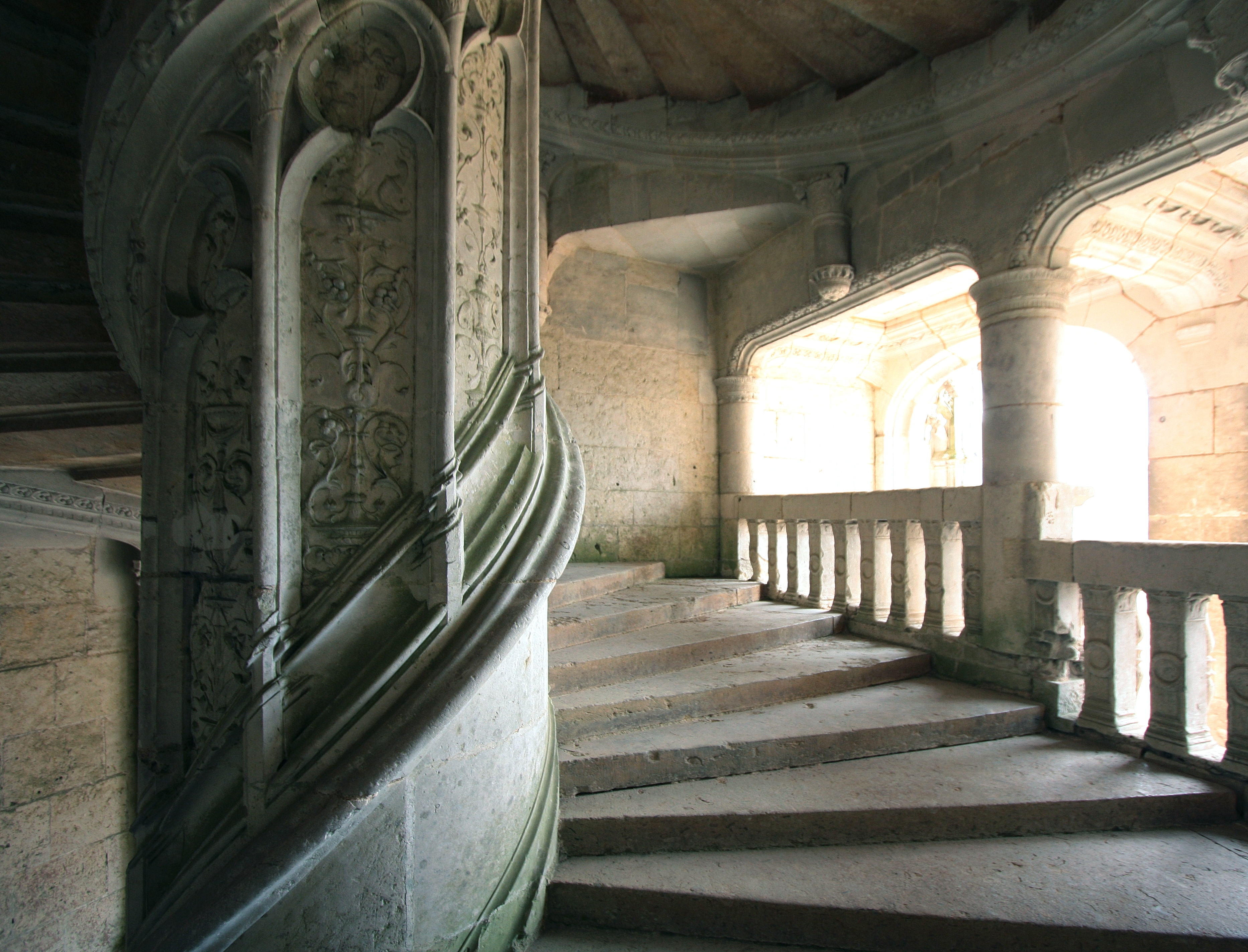
Lancette ornate di racemi che decorano l'asse centrale dello scalone a vista dell'ala Dunois del castello di Châteaudun, c. 1495)
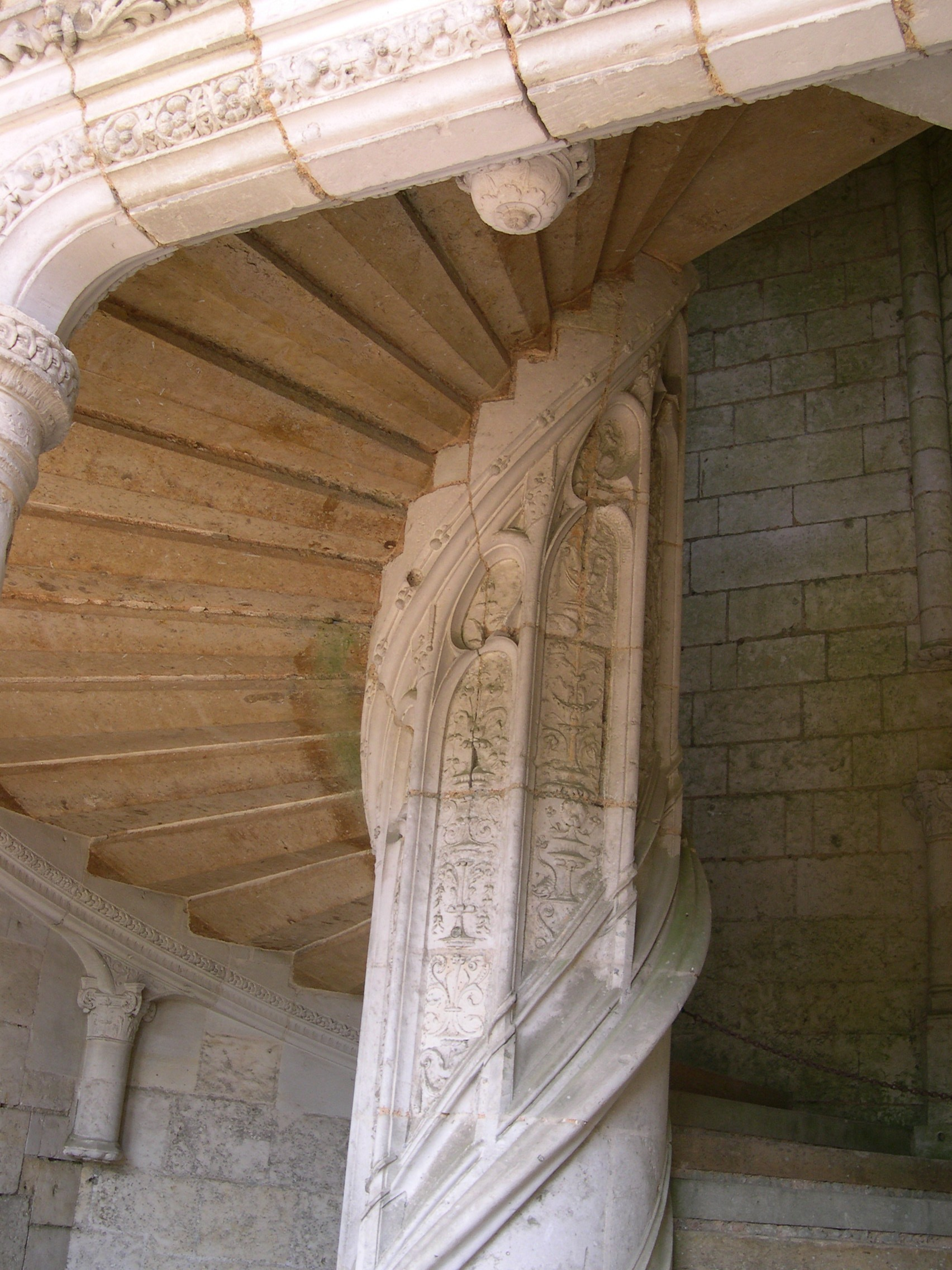
Lo scalone a vista dell'ala Dunois del castello di Châteaudun, c. 1495)
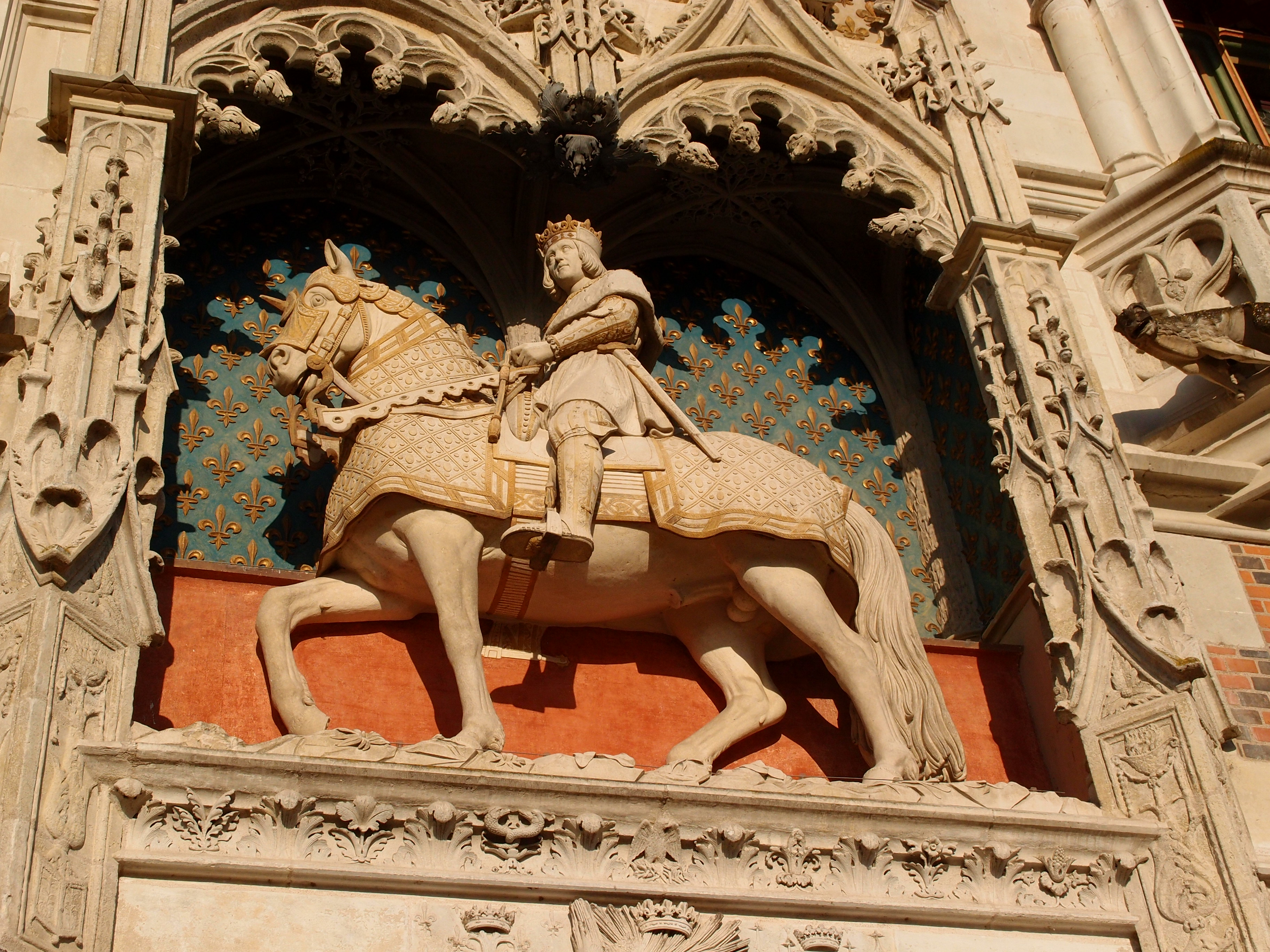
Pinnacoli a racemi inquadrano la statua equestre di Luigi XII (ala Luigi XII del castello di Blois, 1498-1503)
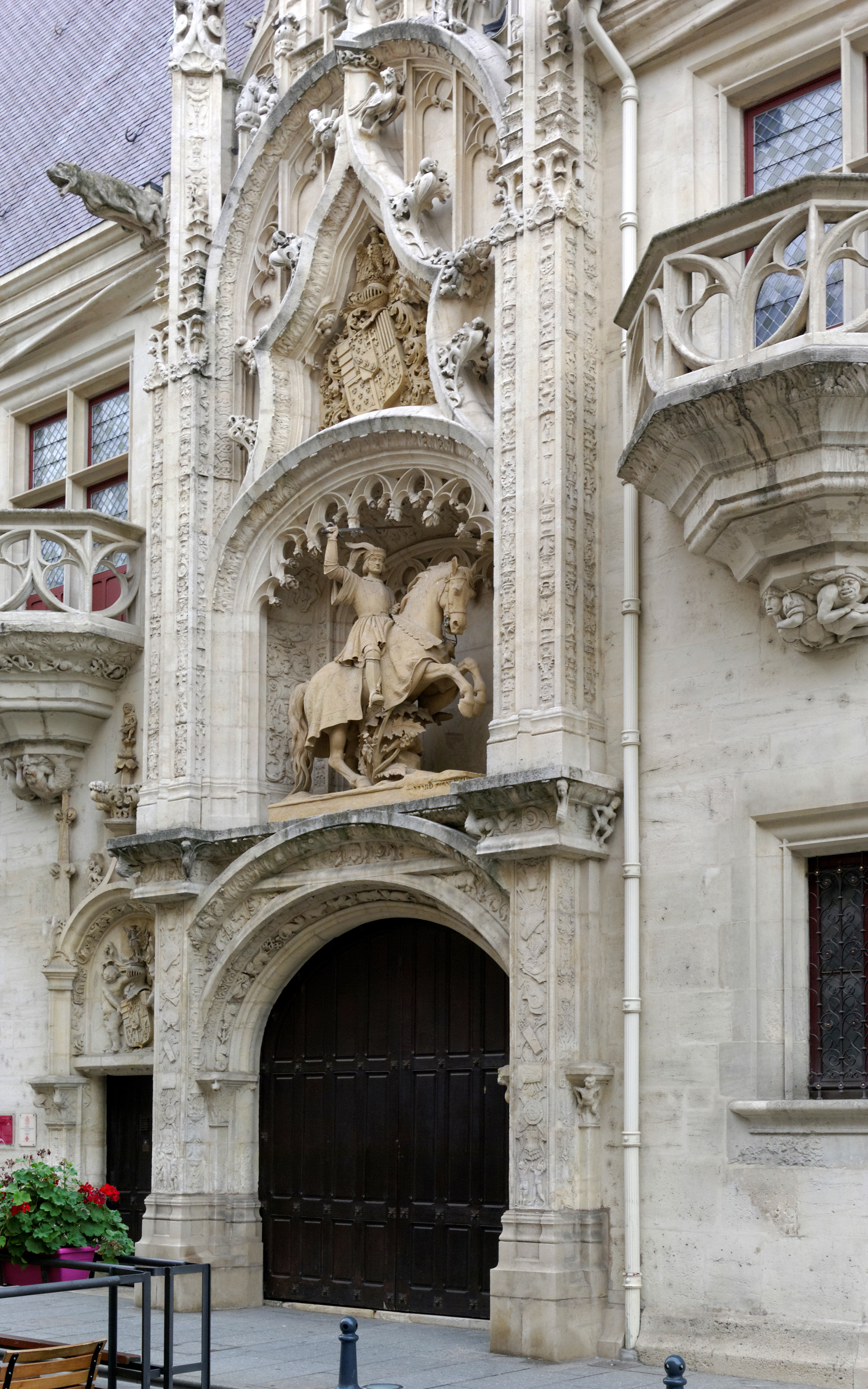
Palazzo dei duchi di Lorena a Nancy (1511-1529)
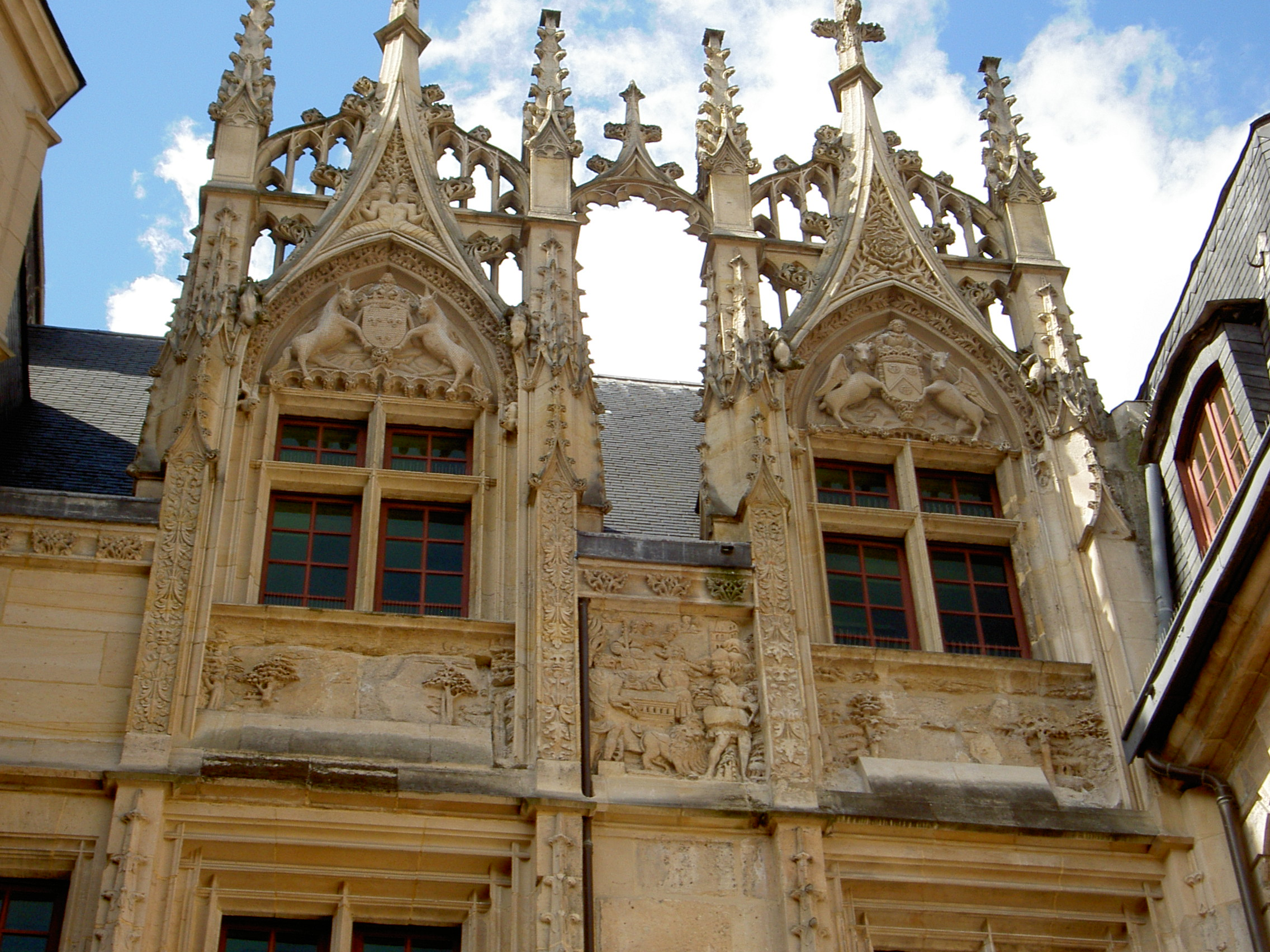
Lucernari a motivi di gotico fiammeggiante e pinnacoli con racemi (Hôtel de Bourgtheroulde, Rouen, 1501-1532)

#### I festoni

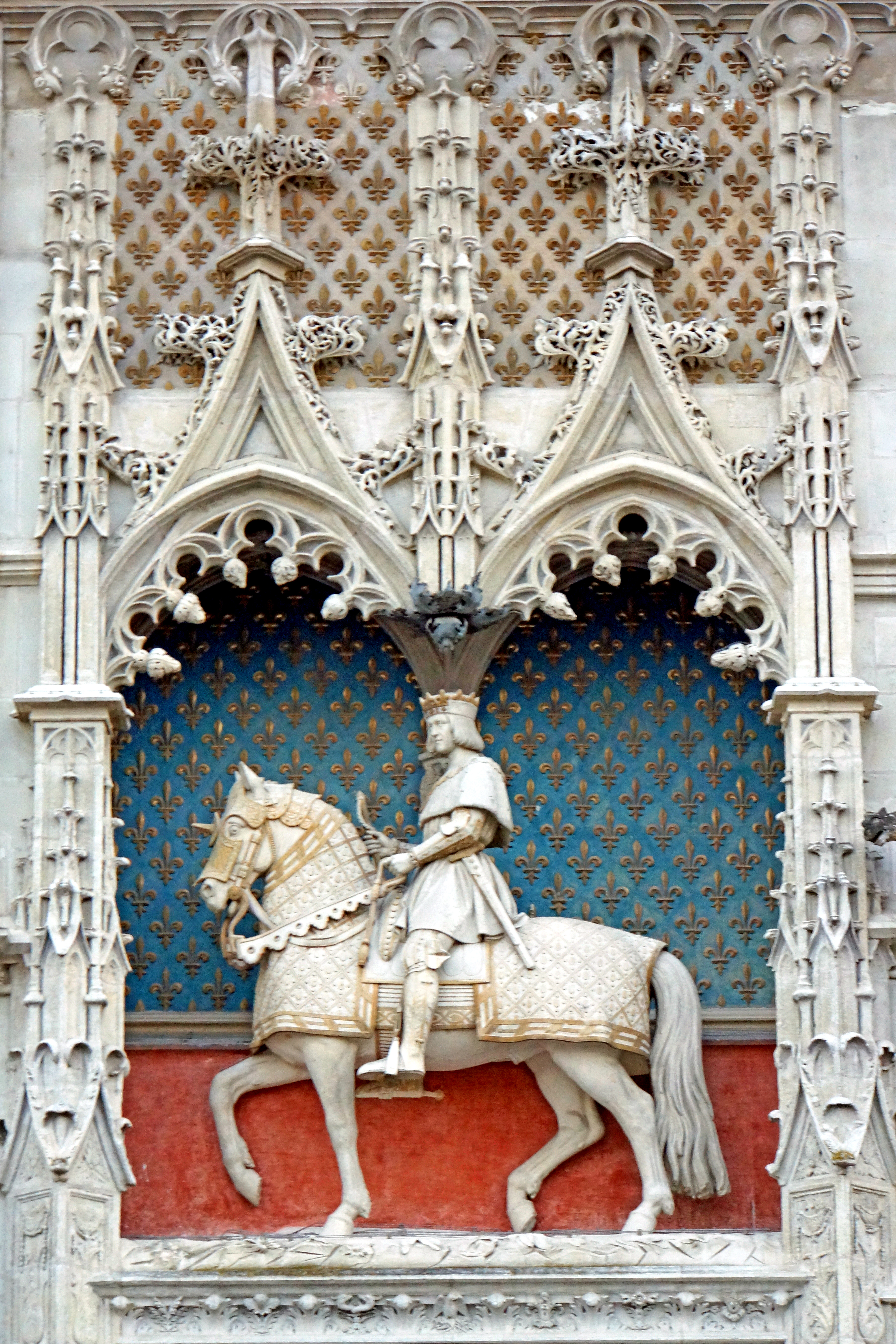
Festoni (1498-1503, castello di Blois)
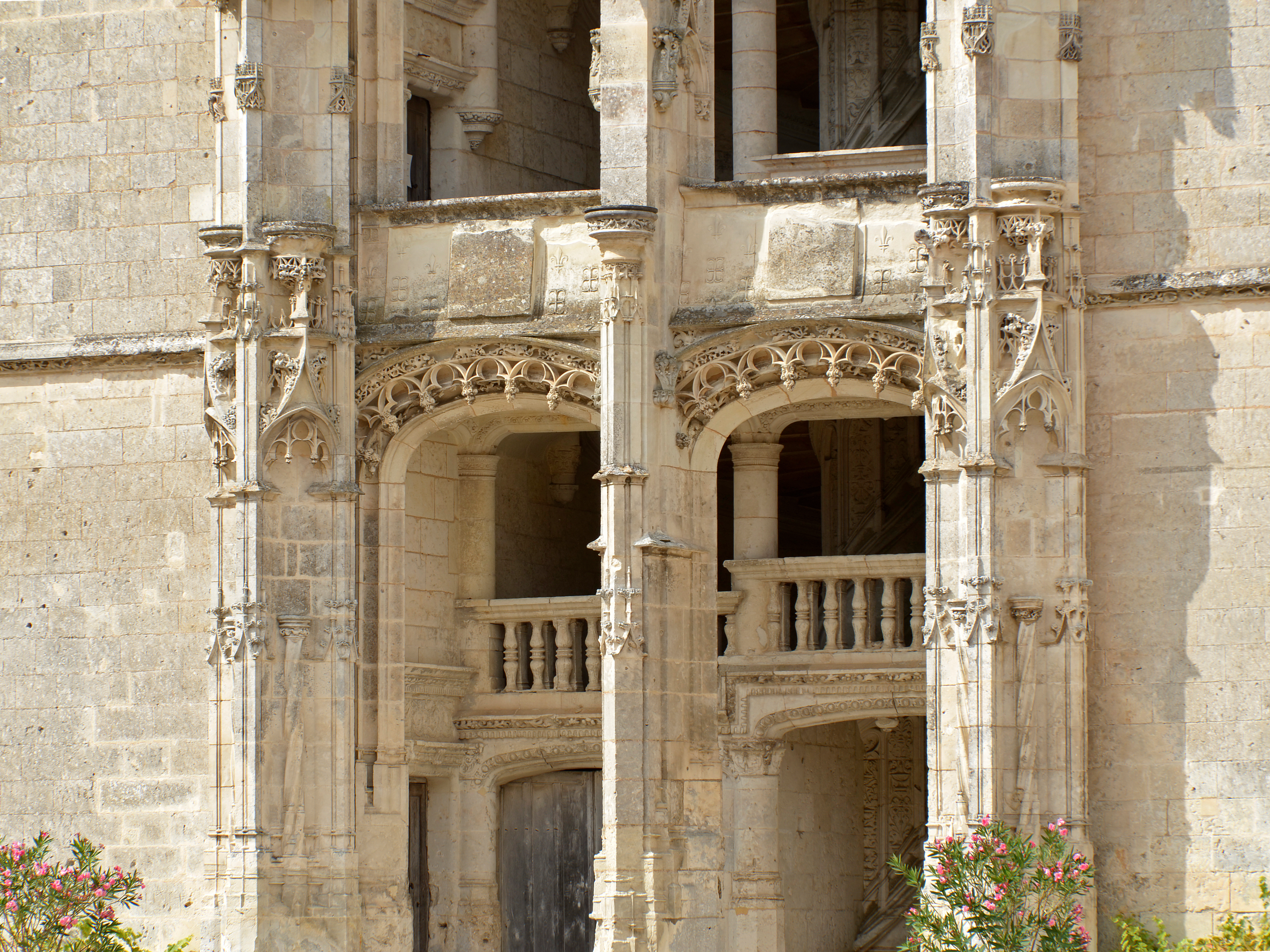
Scala dell'ala nord detta Longueville di Châteaudun (primo quarto del XVI secolo)
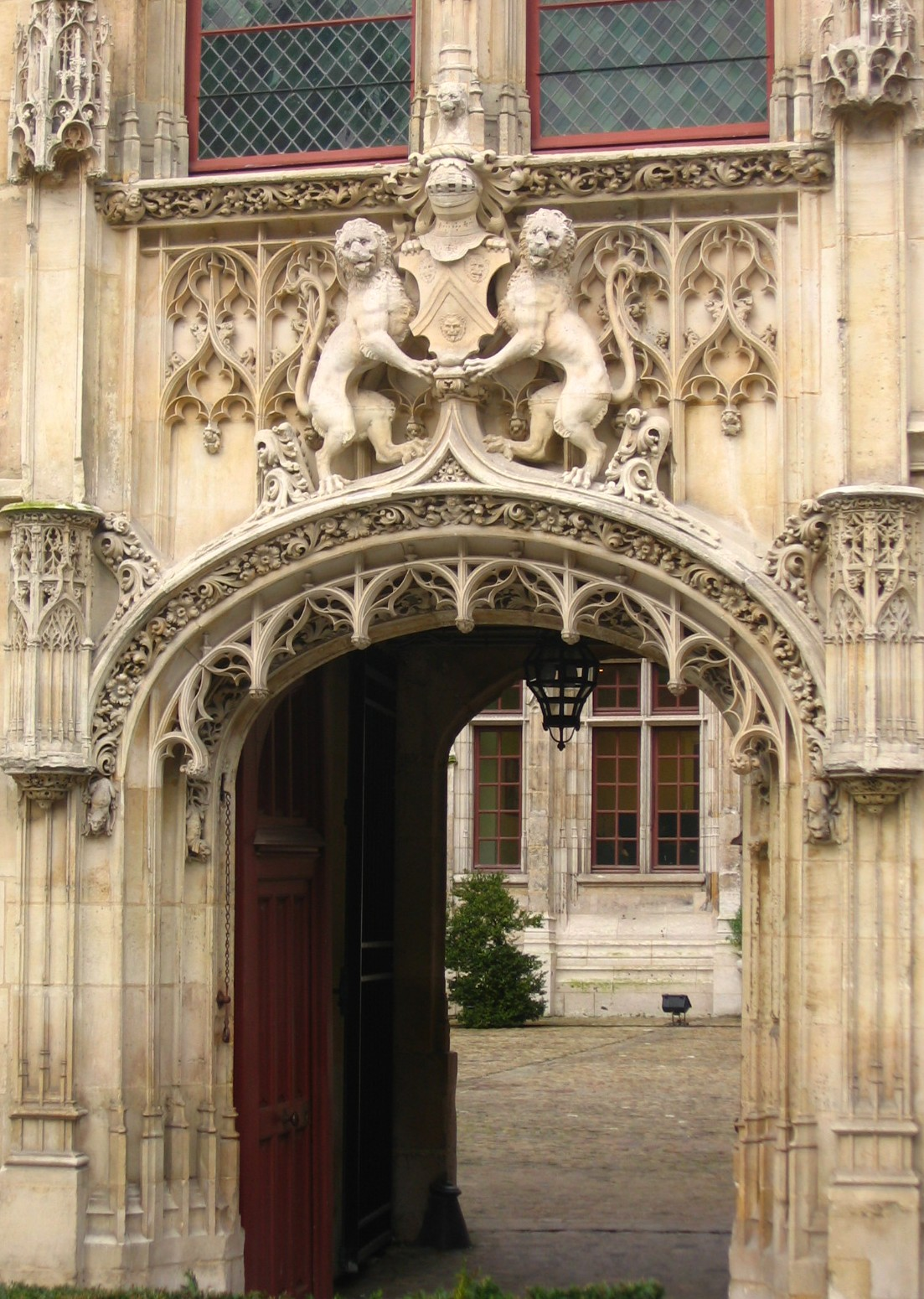
Hôtel de Bourgtheroulde, (inizio del XVI secolo, Rouen)
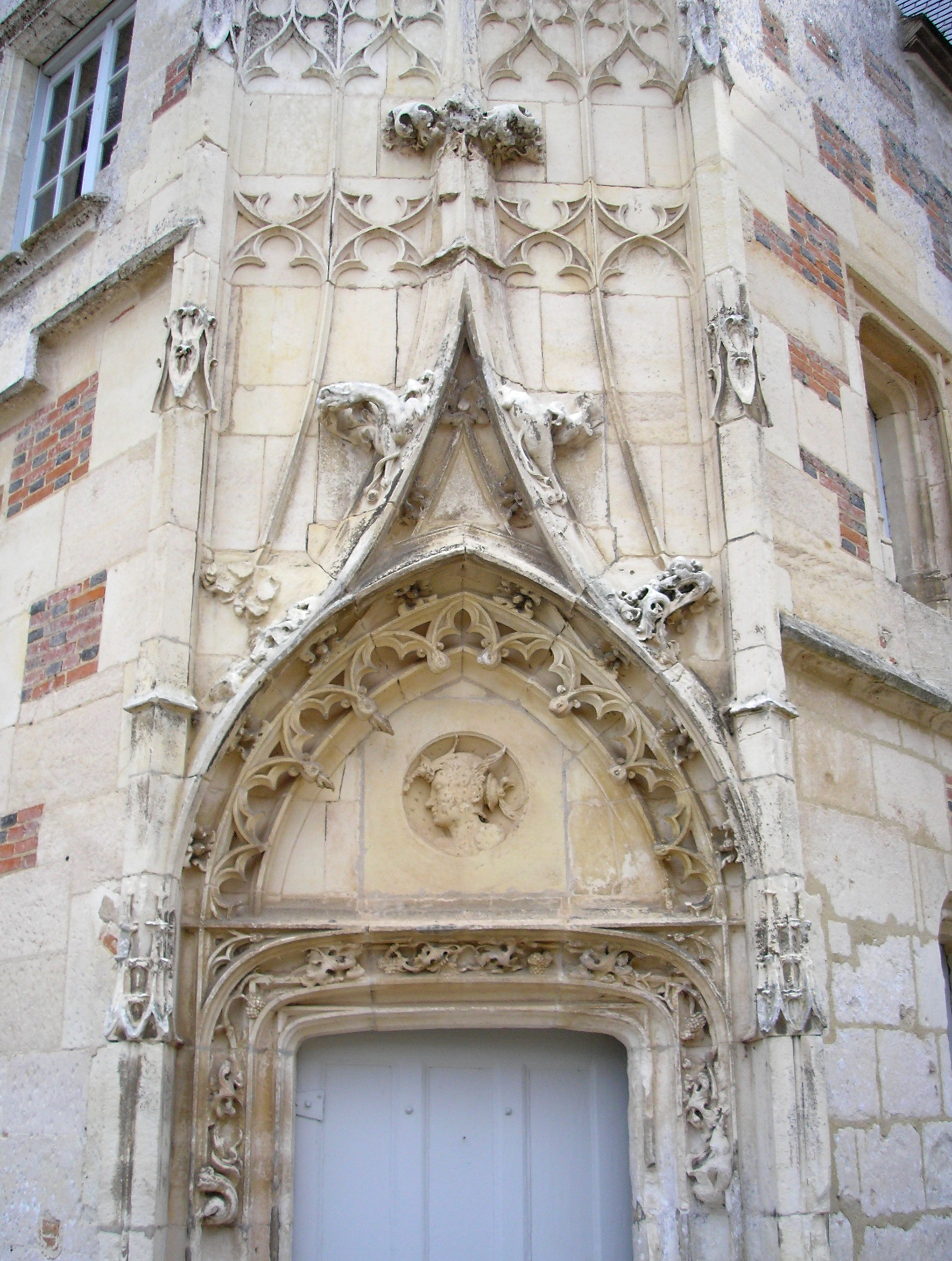
Portale del castello d'Ô (Orne), c. 1505

#### Sovraporta

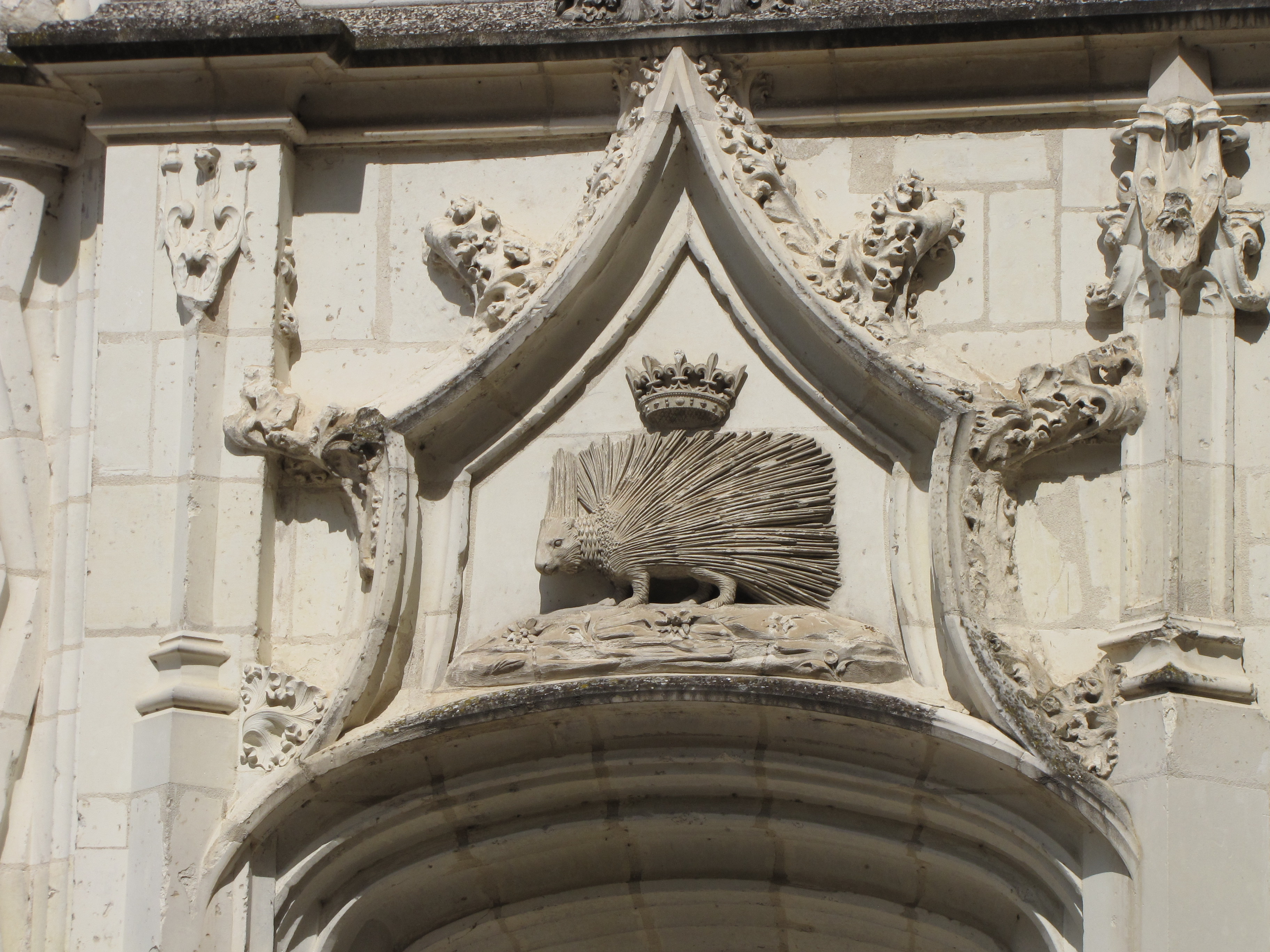
Sovraporta del castello di Blois (1498-1503)
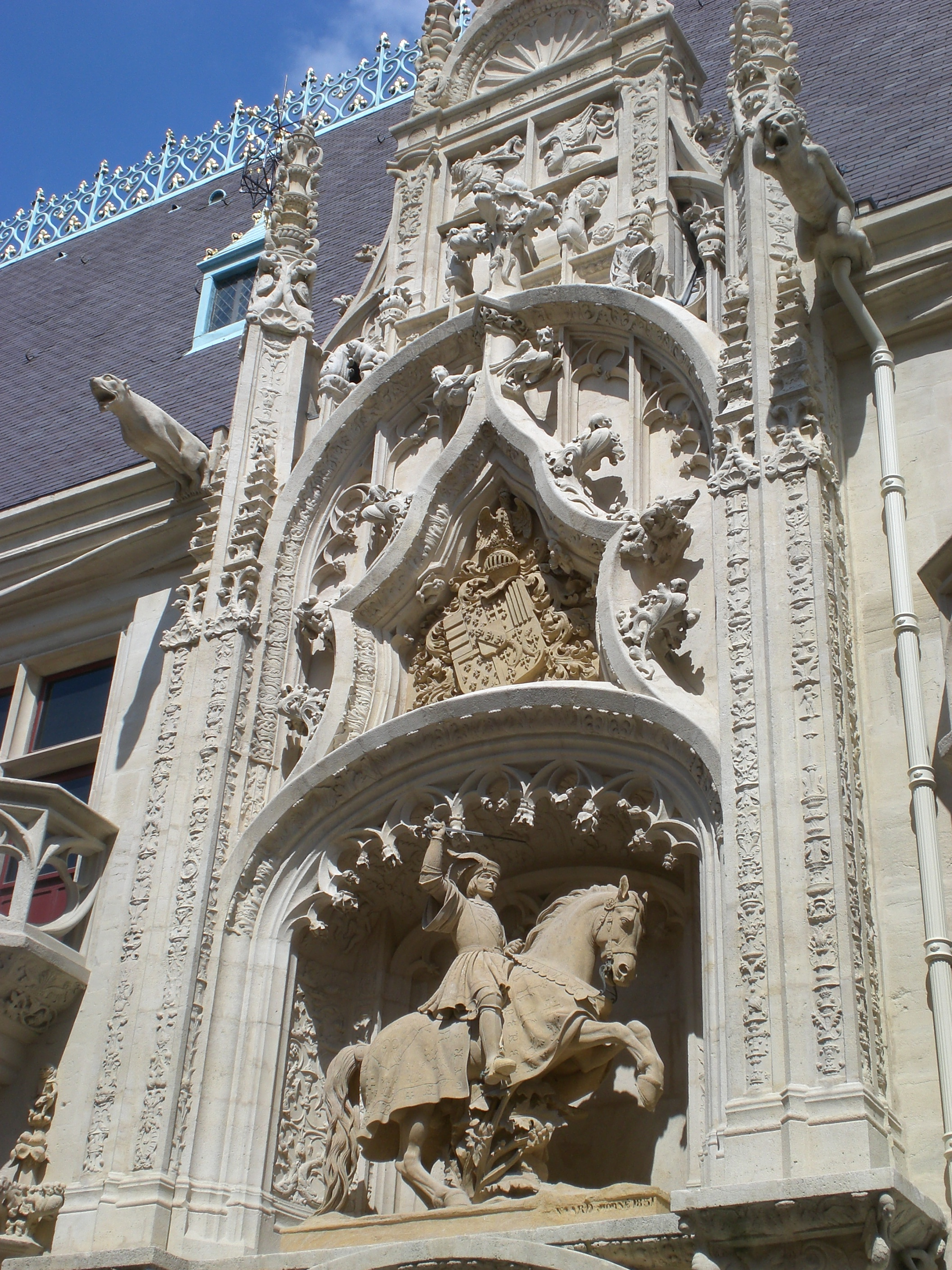
Palazzo ducale di Nancy (1511-1529)
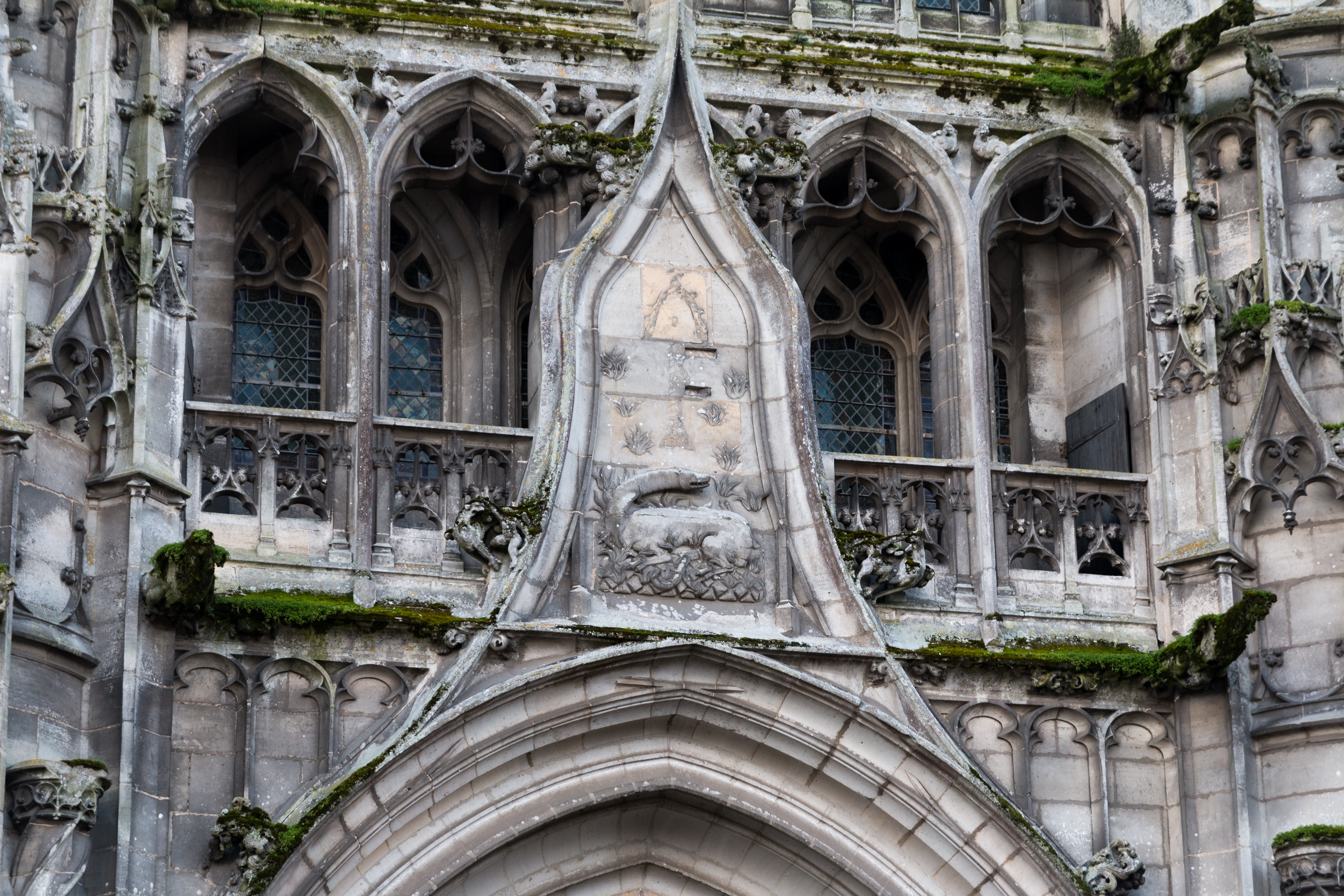
Sovraporta sul transetto nord della Senlis, XVI secolo
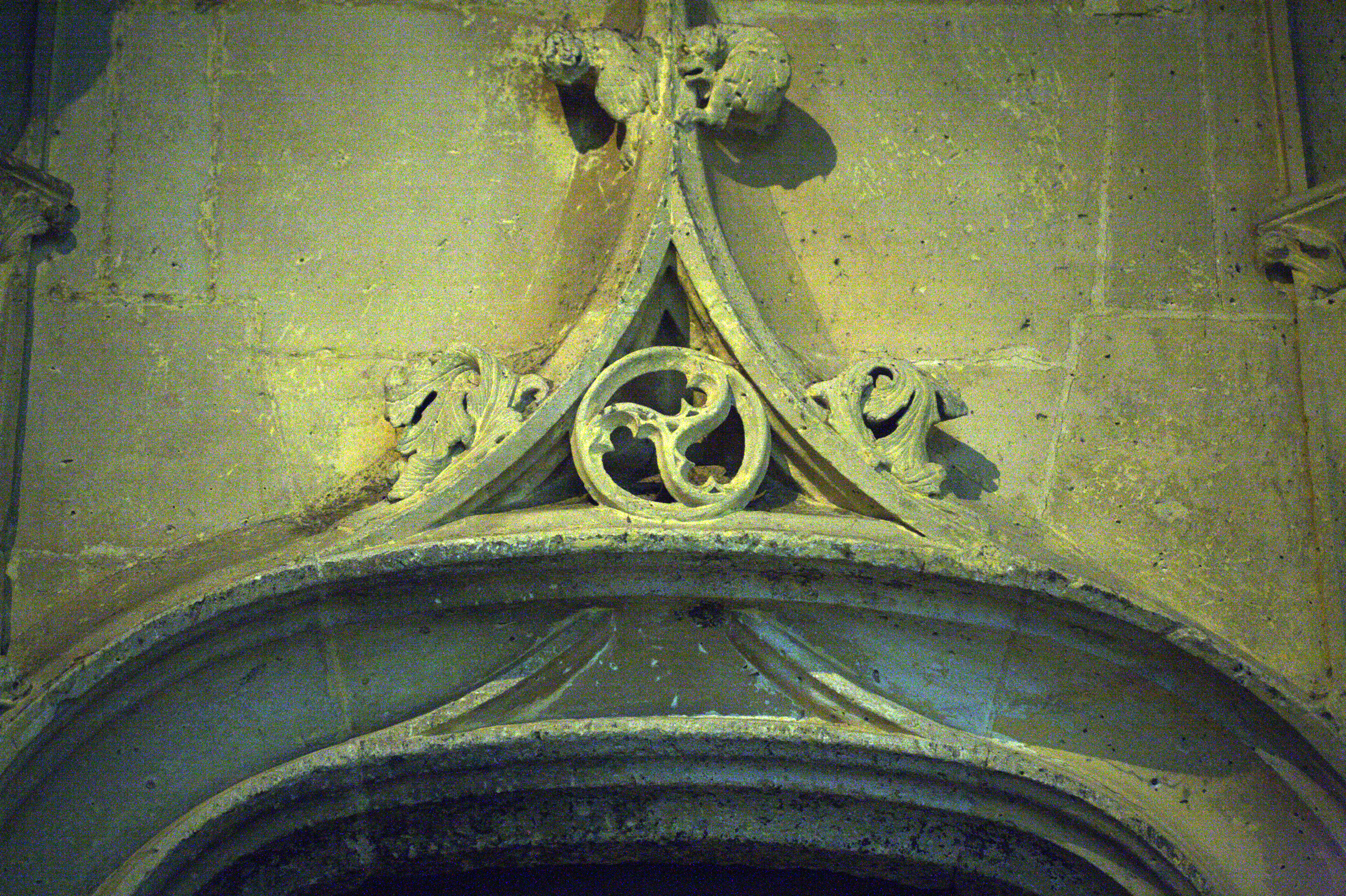
Sovraporta e triscele, cattedrale di Notre-Dame de Senlis, XVI secolo
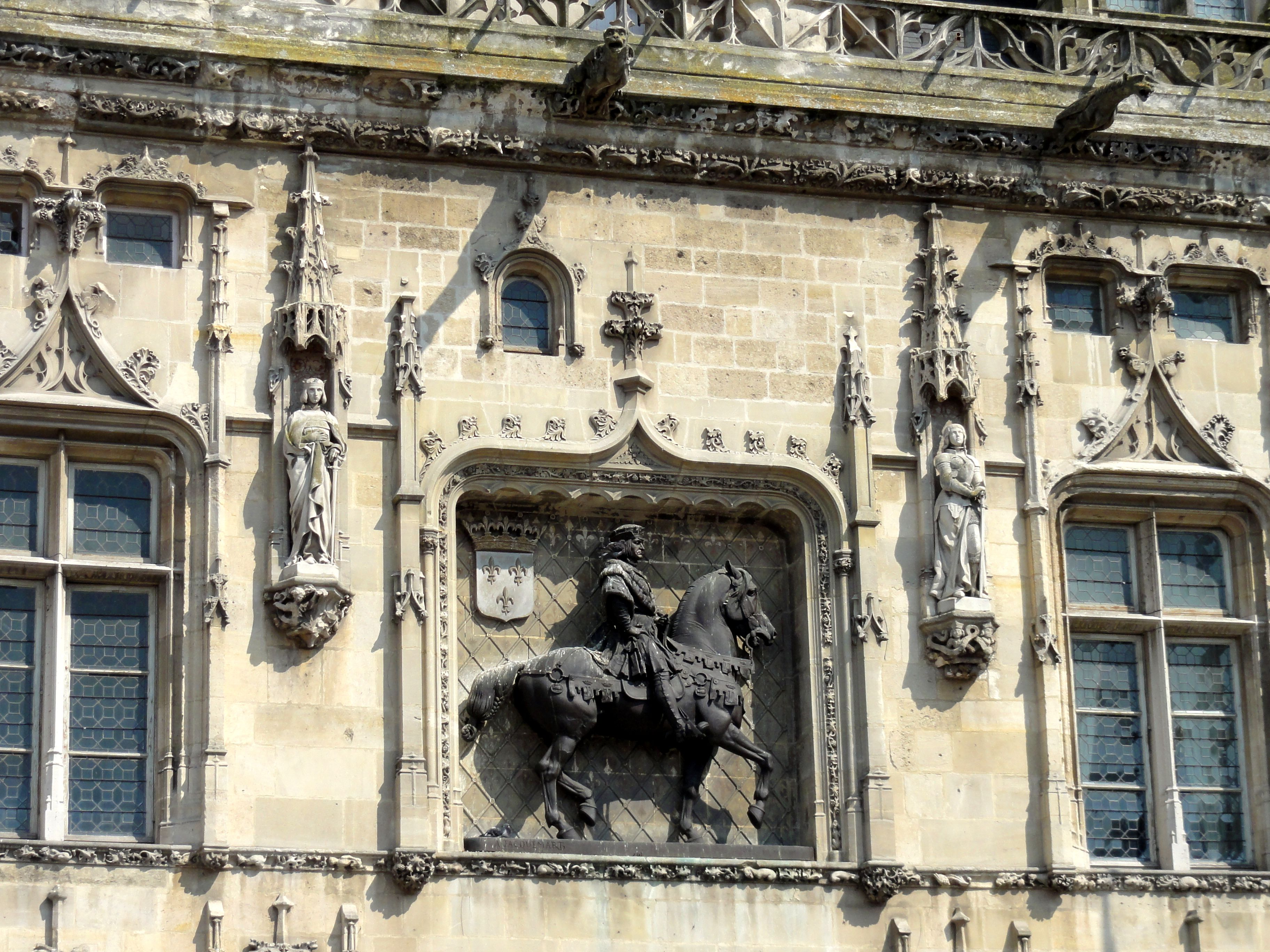
Sovraporta al castello di Compiegne (1504-1511)
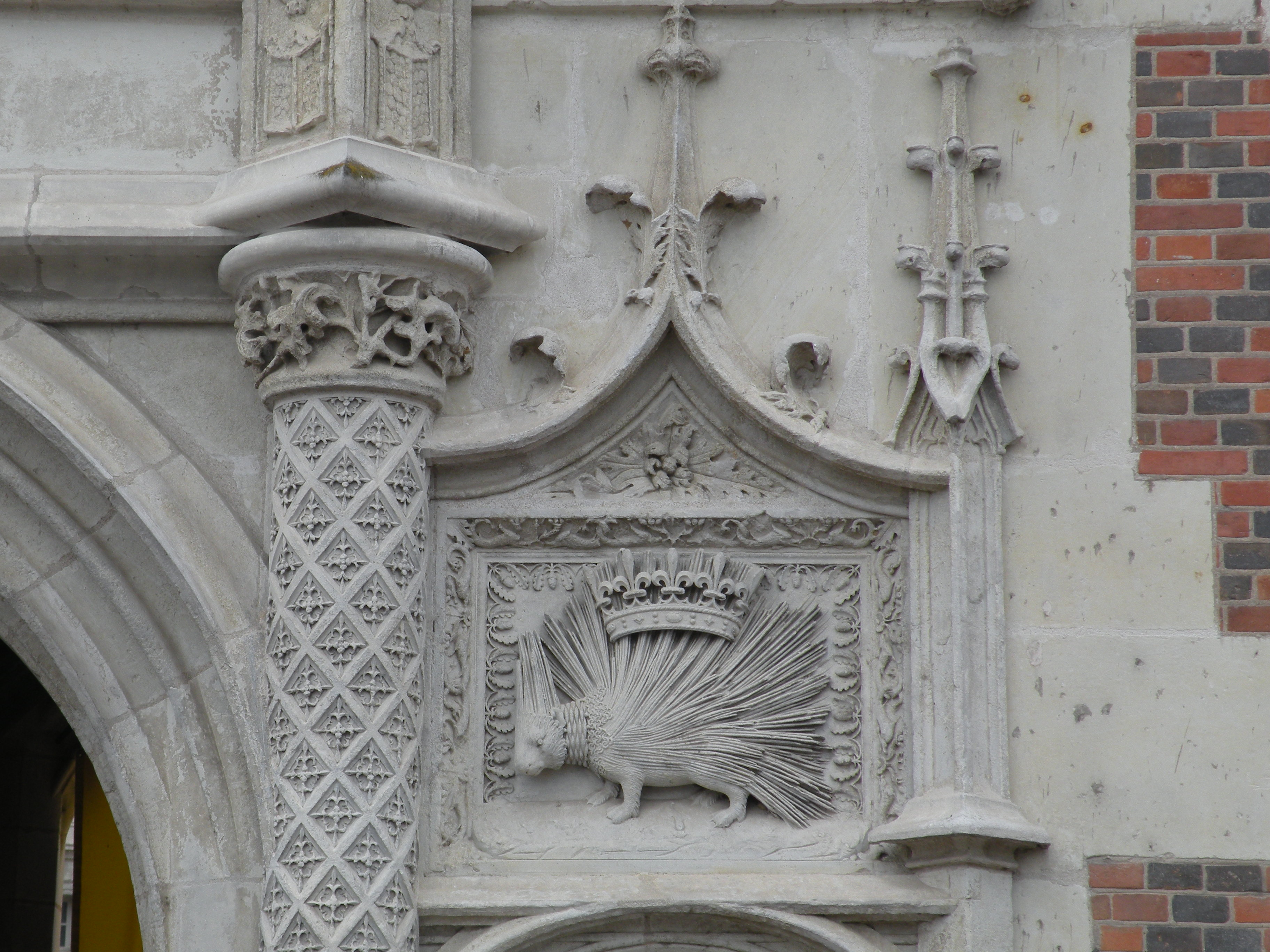
Sovraporta con arco a graffa (1498-1503, ala Luigi XII, castello di Blois)
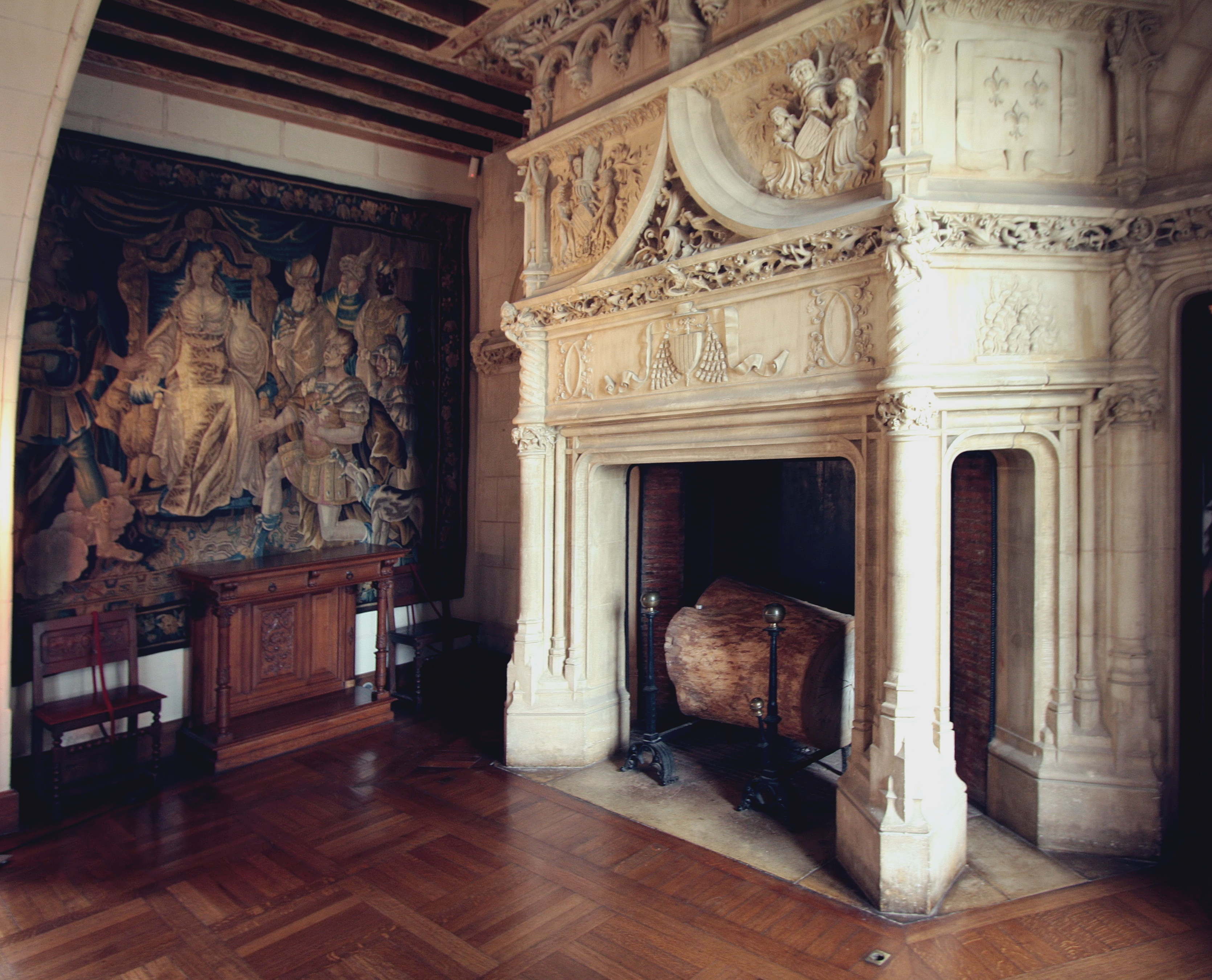
Camino al castello di Chaumont-sur-Loire, 1498-1510)
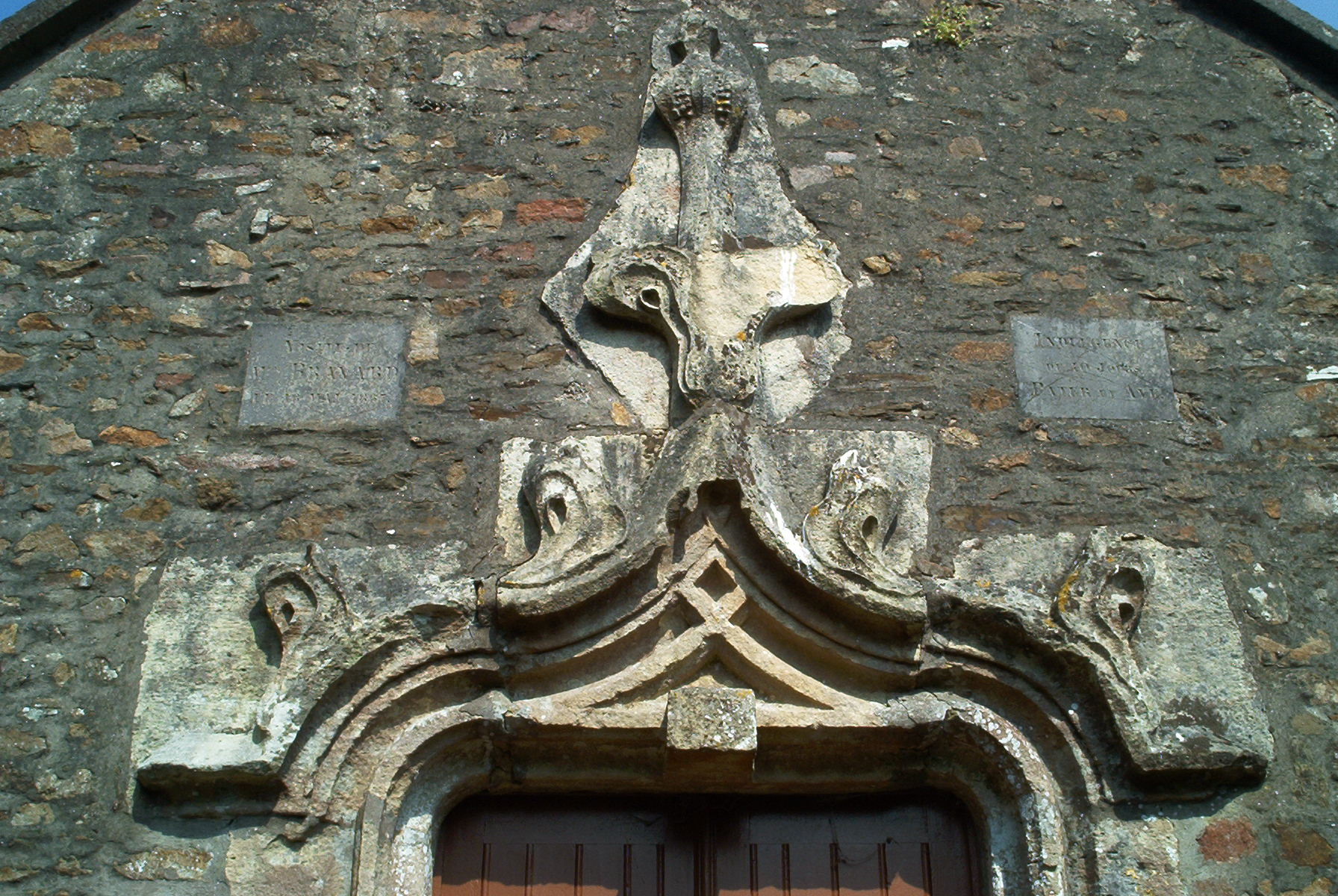
Sovraporta con arco a graffa sul portalle della cappella di Millières (Manche), fine del XV secolo - inizio del XVI secolo

#### Doppio arco a campana

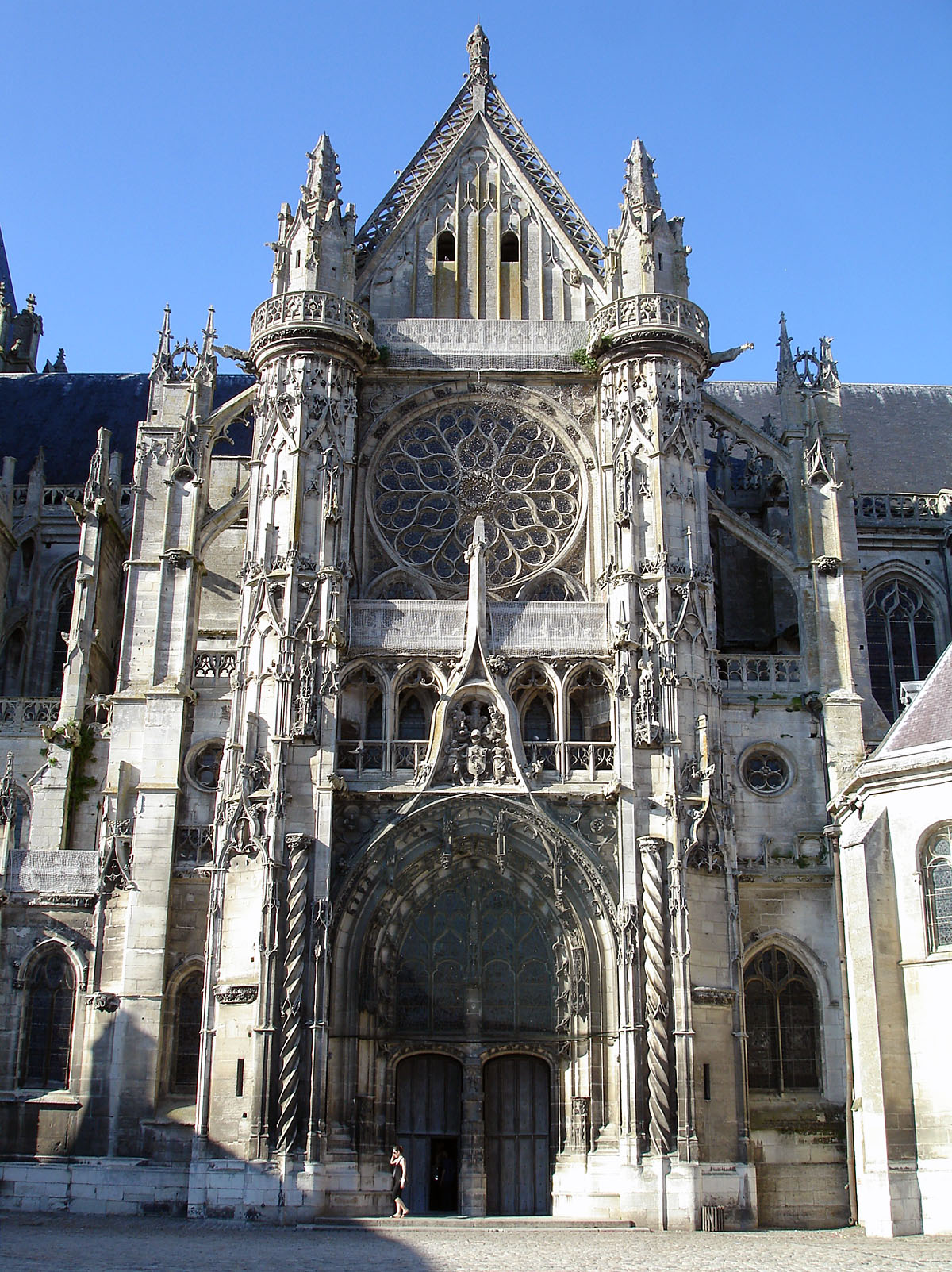
Transetto sud, Cattedrale di Senlis (1520-1538)
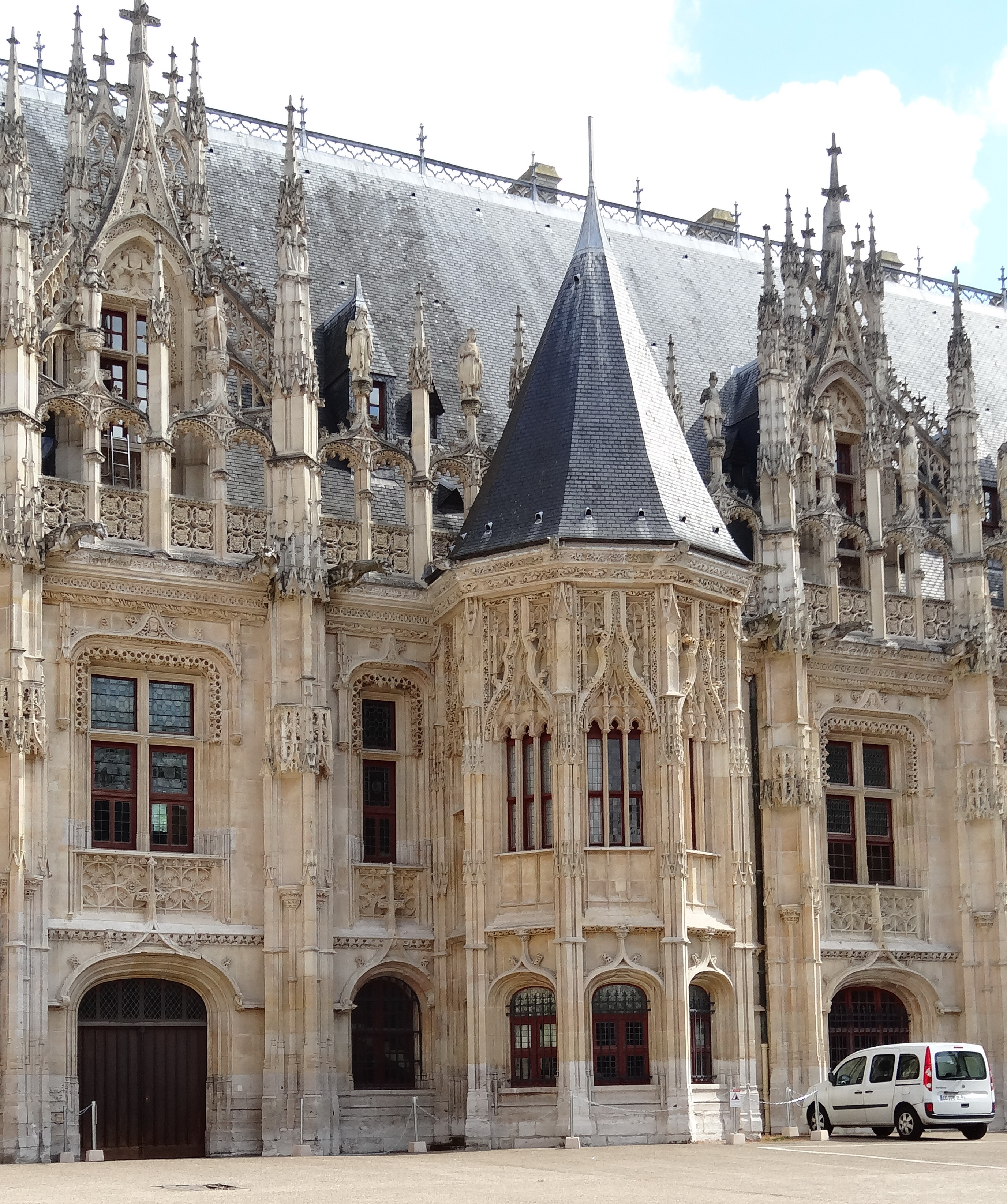
Padiglione in avancorpo, Palazzo di giustizia di Rouen (1499-1517)
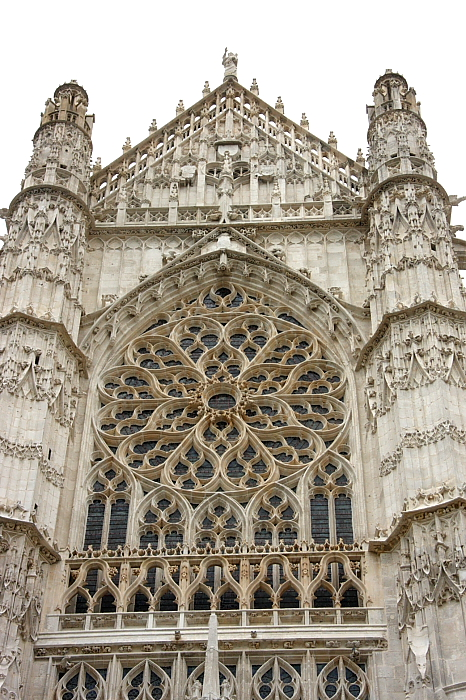
Arco a campana, Beauvais (1499-1532)
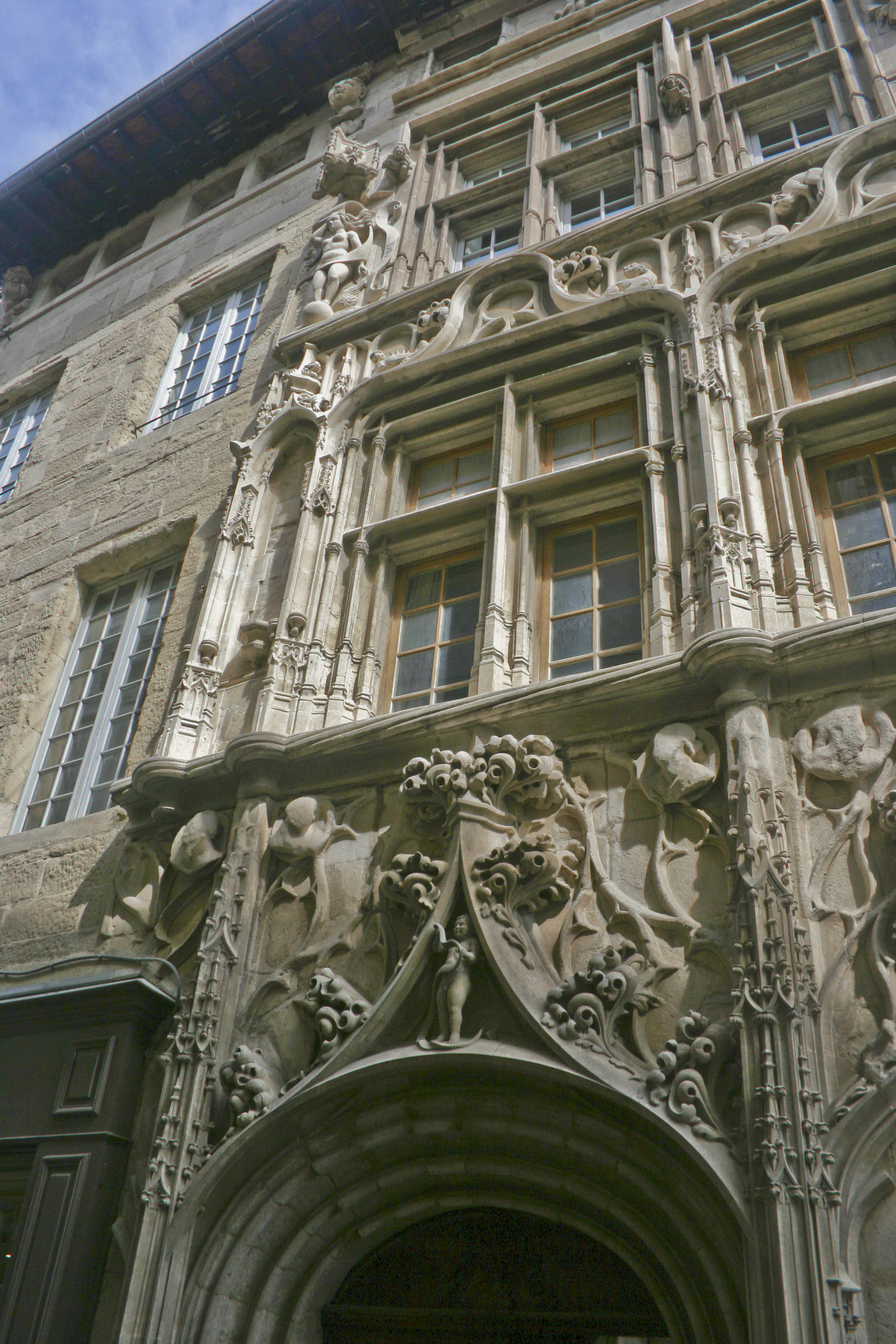
Primo piano della Maison des Têtes, Valence (1528-1532)
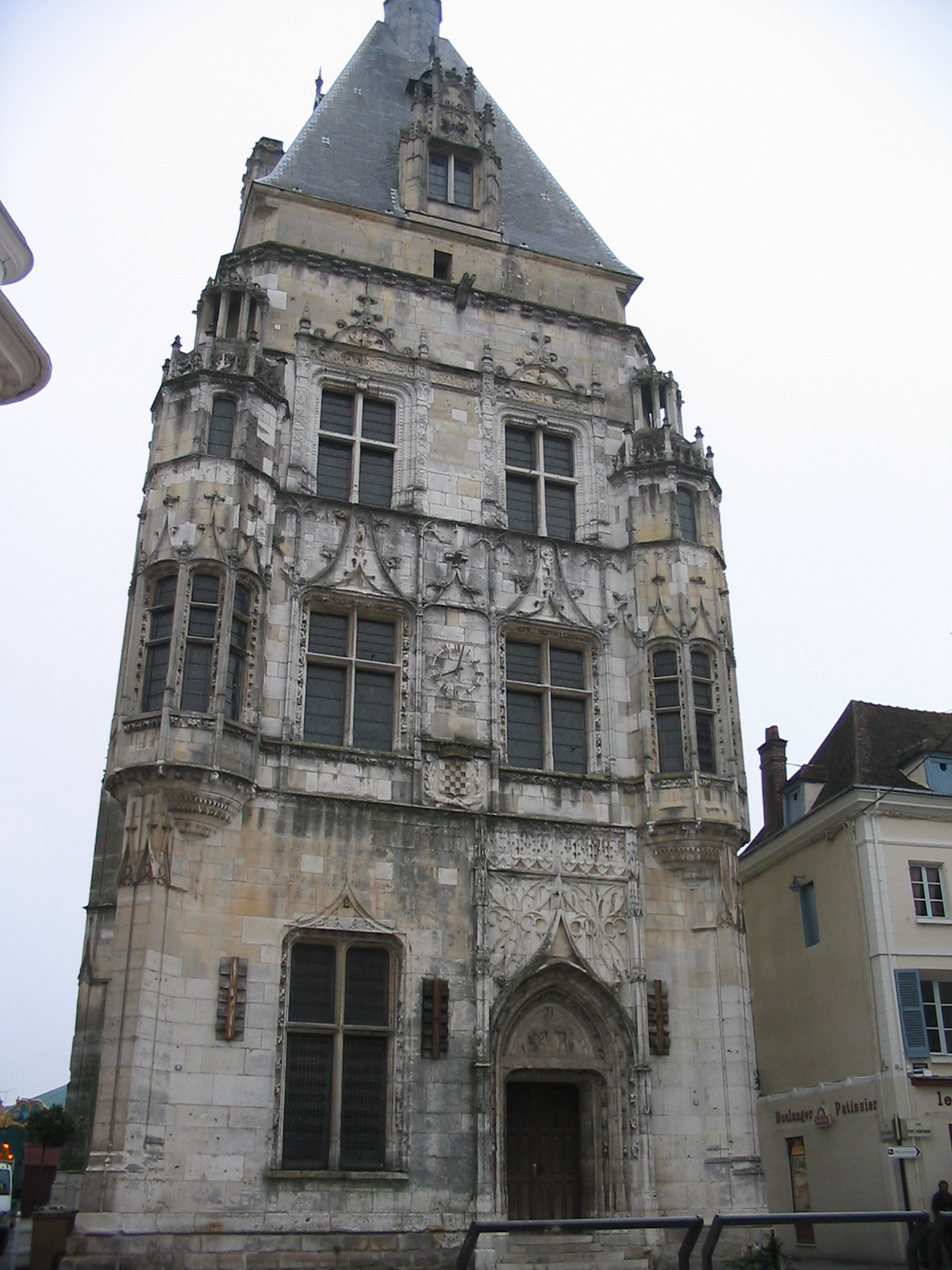
Primo piano di Beffroi de Dreux (1512-1537)
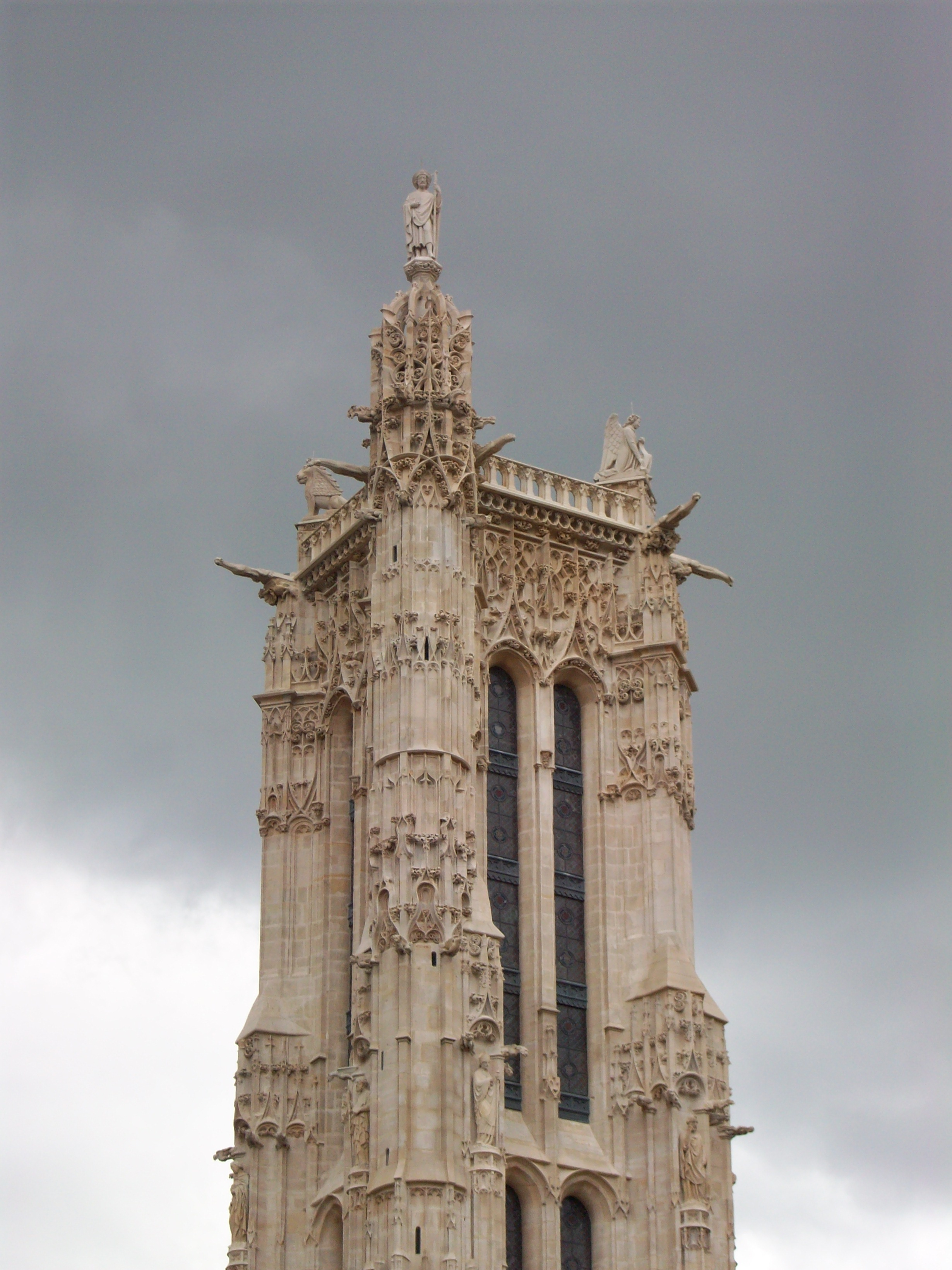
Arco a campana sulla torre d'angolo della Tour Saint-Jacques (Parigi, 1509-1523)
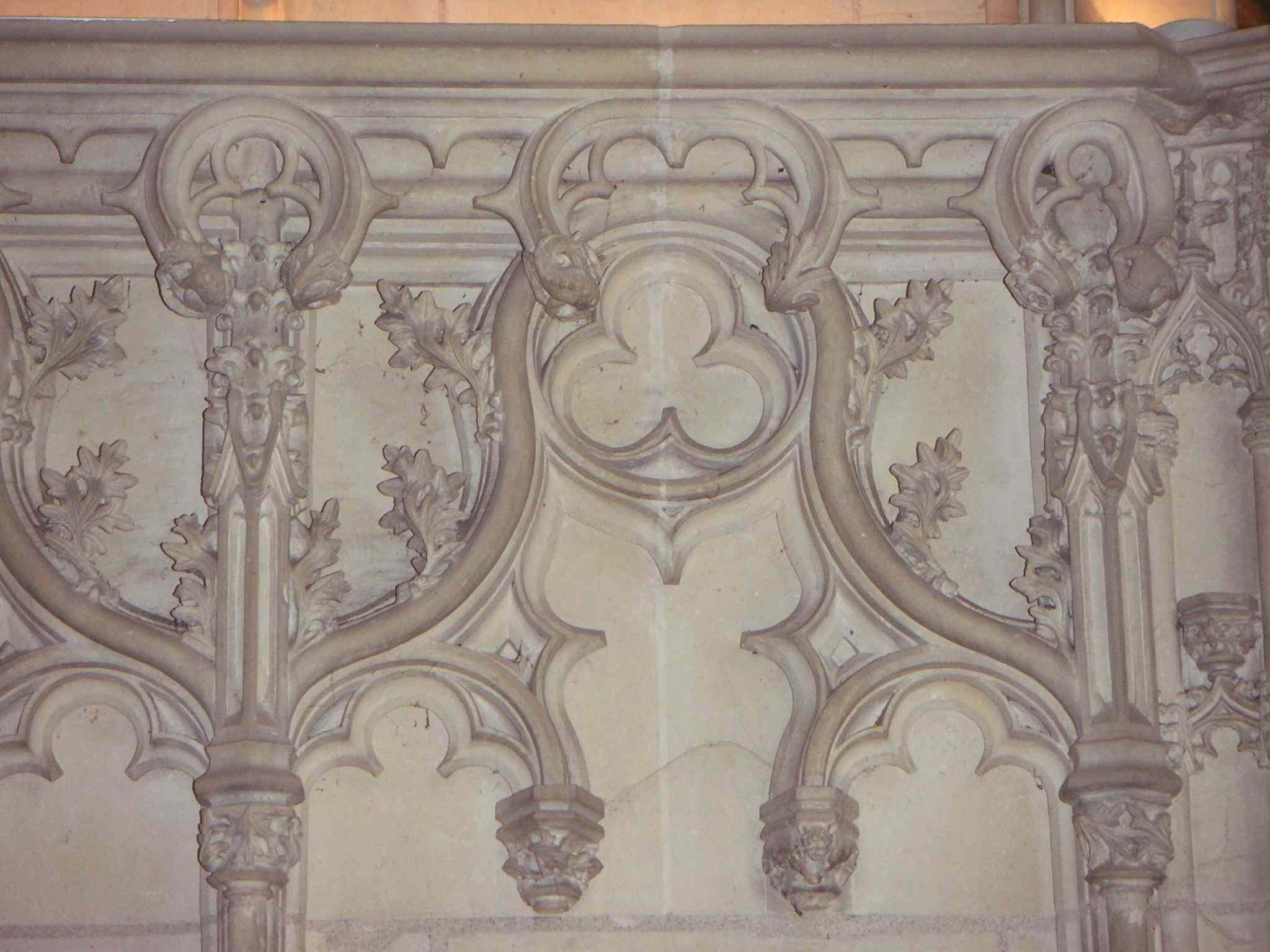
Arco a campana, cappella di Sant'Uberto del castello di Amboise (1491-1496)
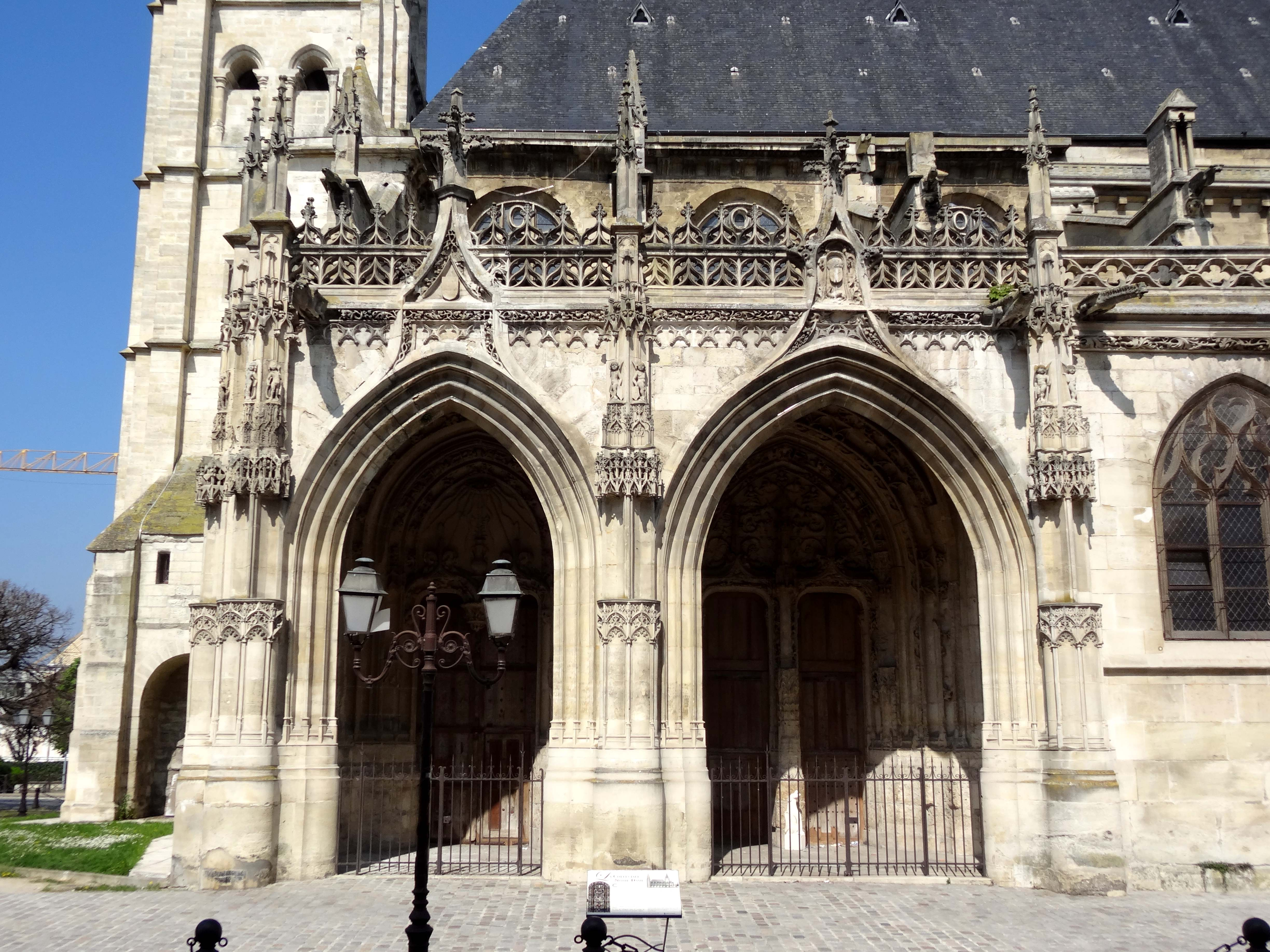
Arco a campana, a destra (Notre-Dame de Poissy (inizio del XVI secolo)

#### La conchiglia

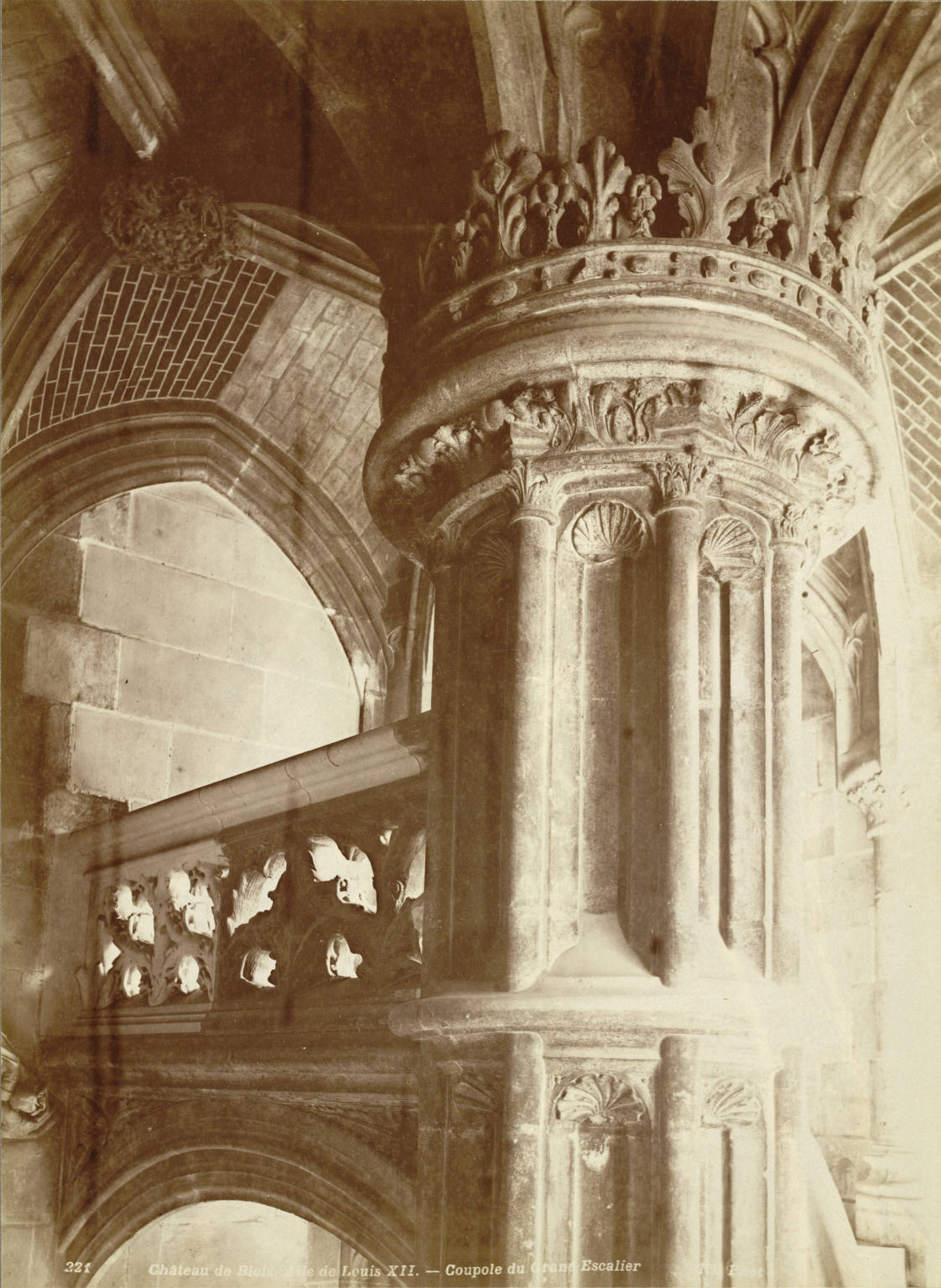
Dettaglio del grande scalone dell'ala Luigi XII (1498-1503, castello di Blois)
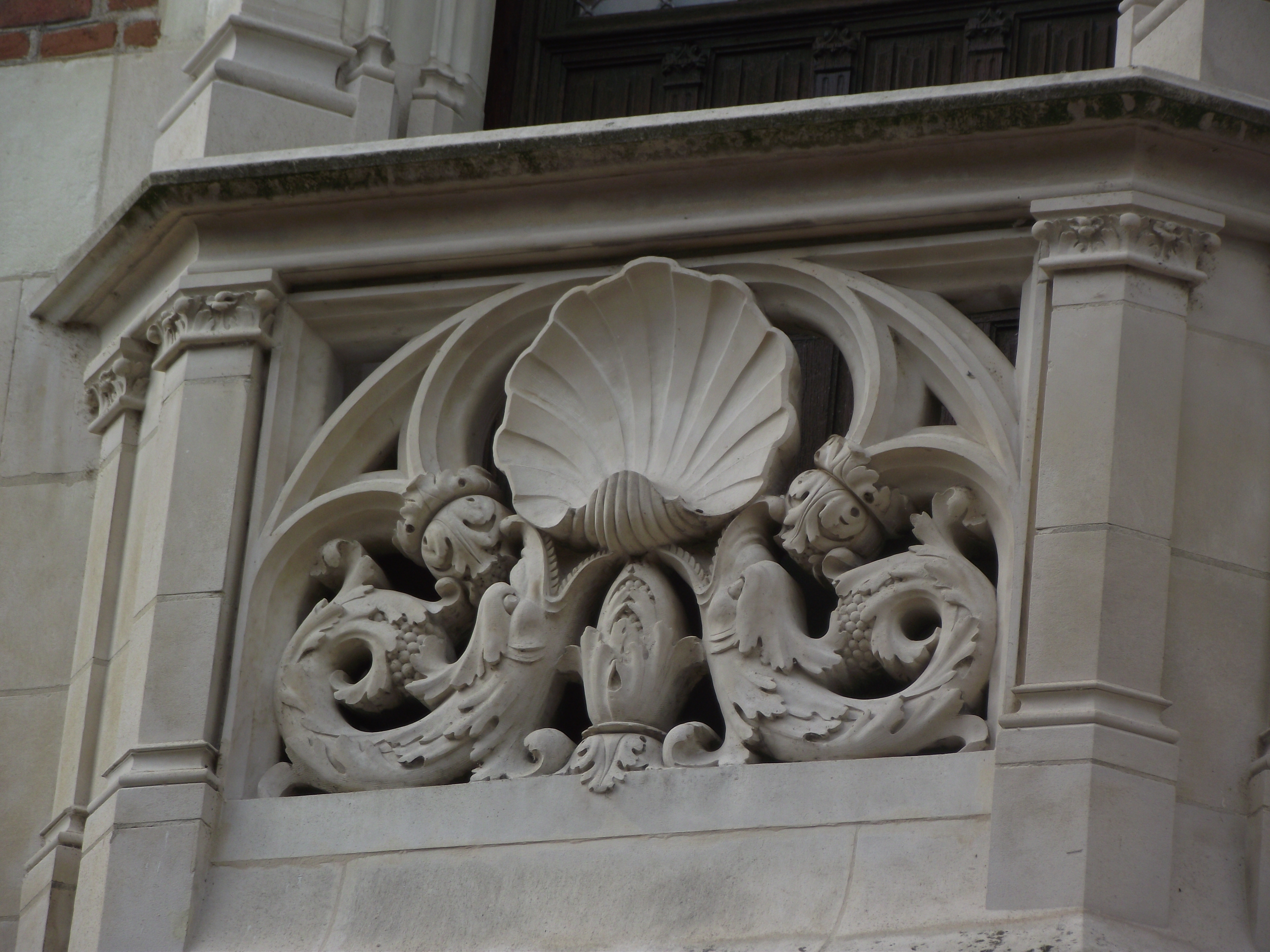
Hôtel d'Alluye (1498 à 1508)
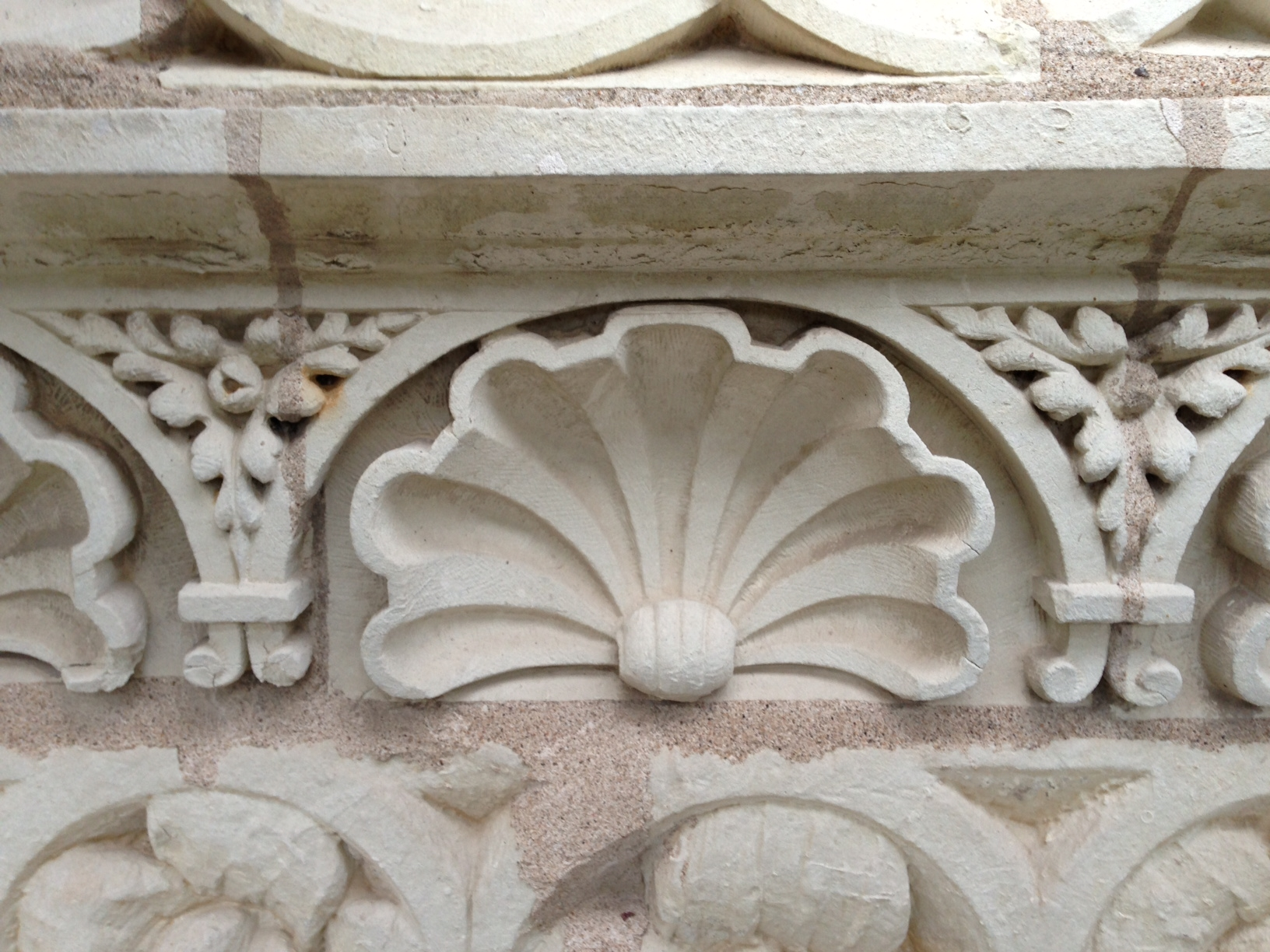
Feudo reale di Château-Gaillard (Amboise)
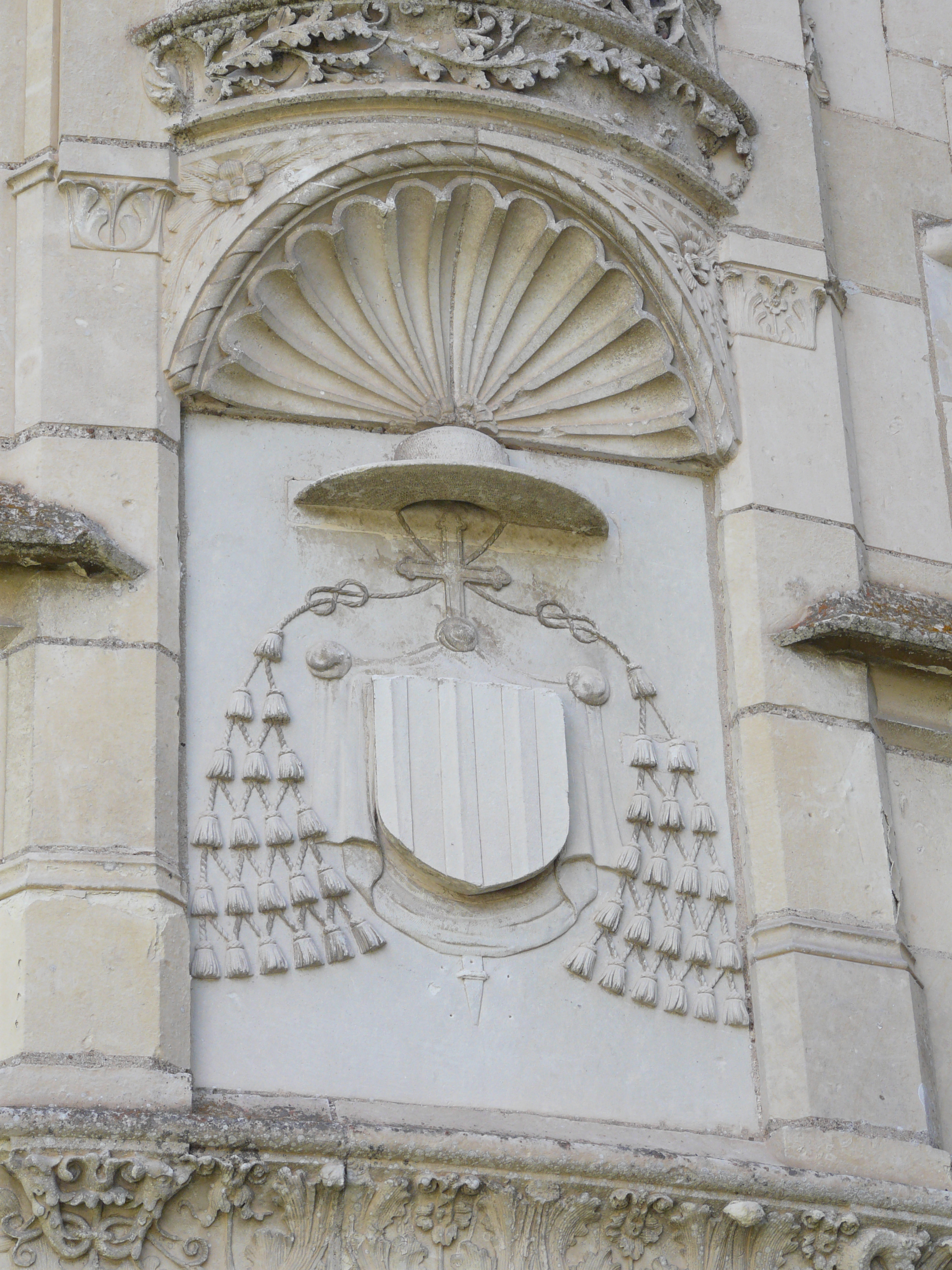
Torre ovest del castello di Chaumont-sur-Loire (1498 à 1510)
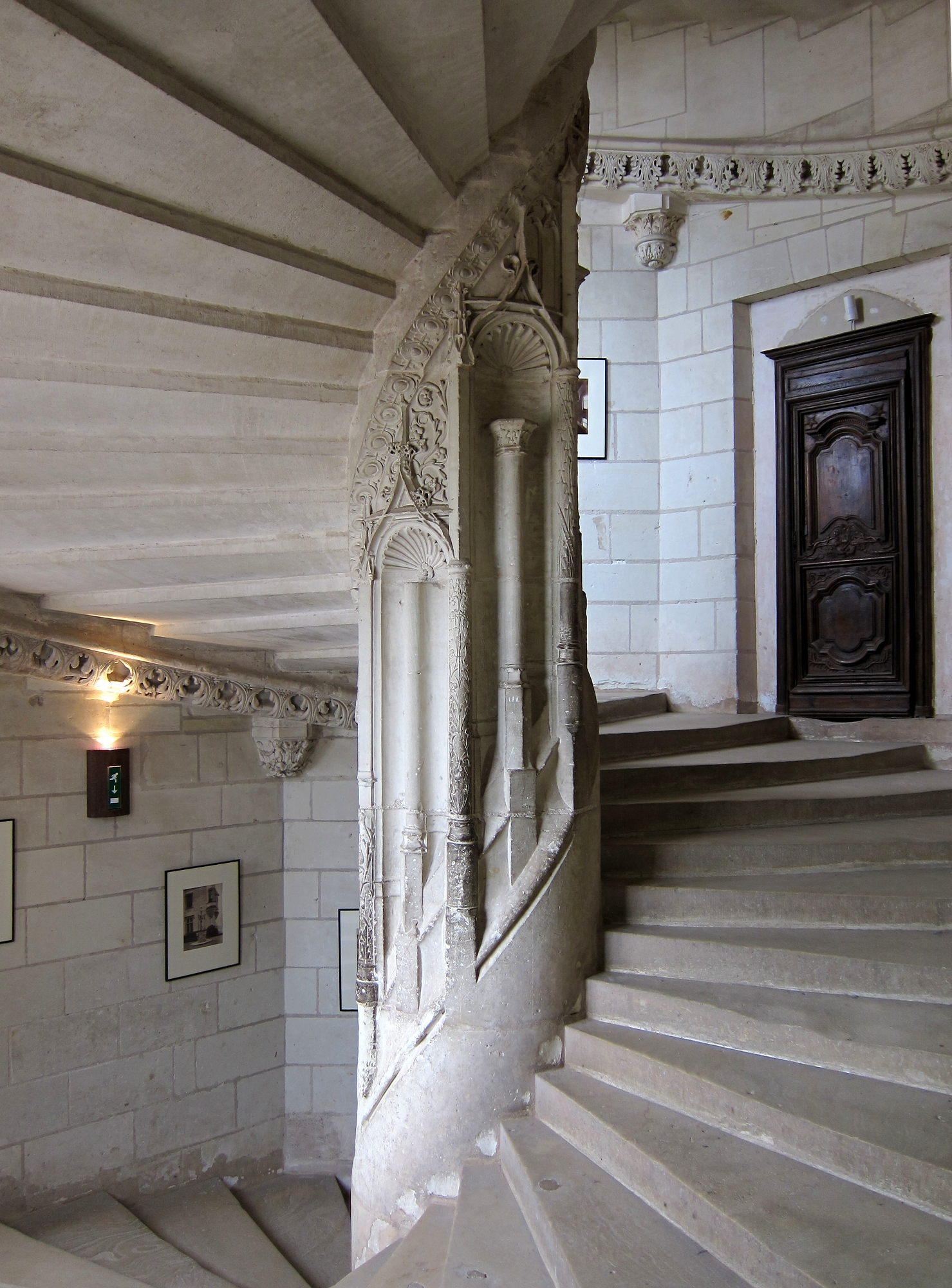
Scalone del castello di Chaumont-sur-Loire (1498 à 1510)
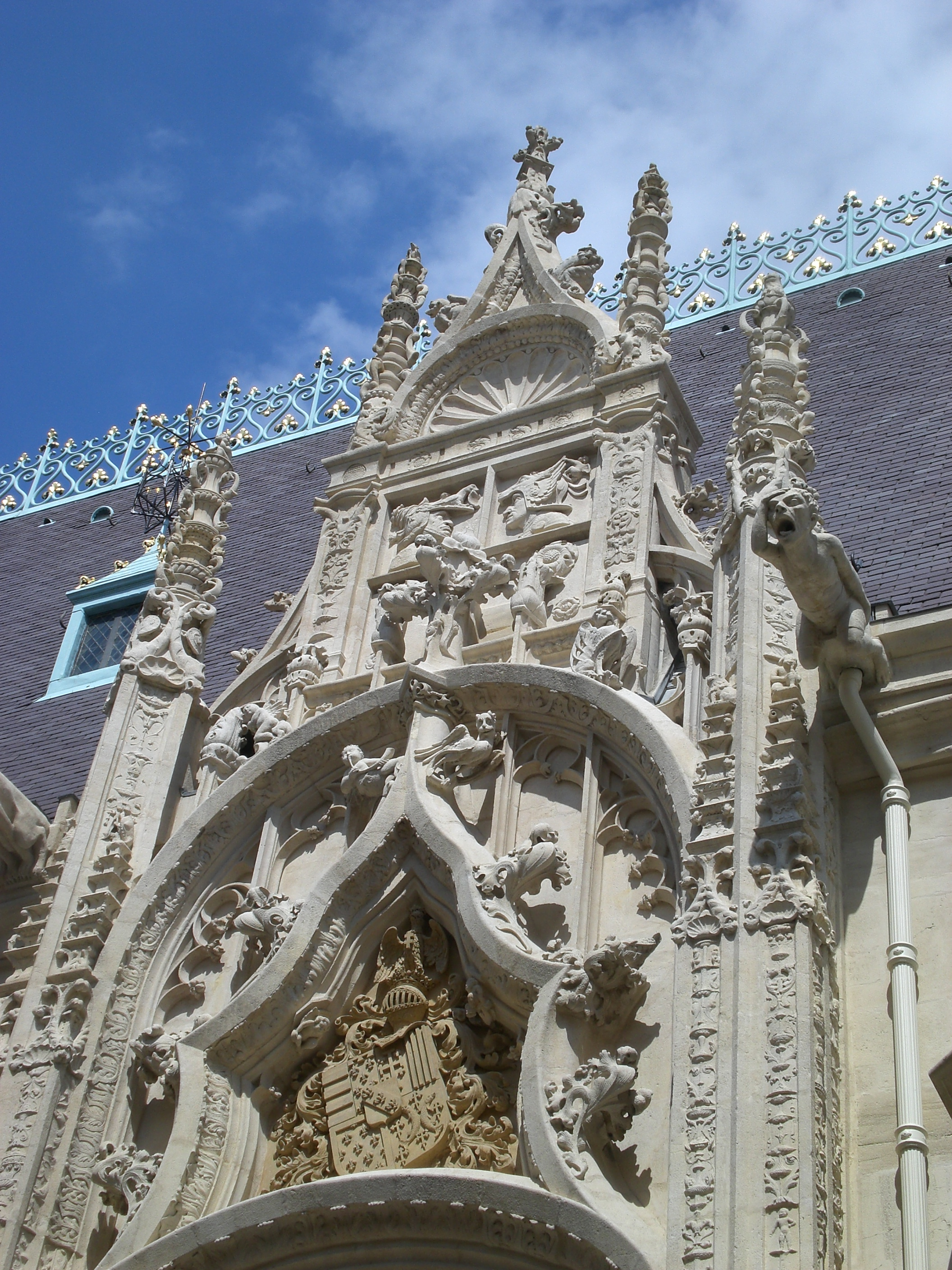
Palazzo dei duchi di Lorena a Nancy (1511-1529)

#### I putti alati

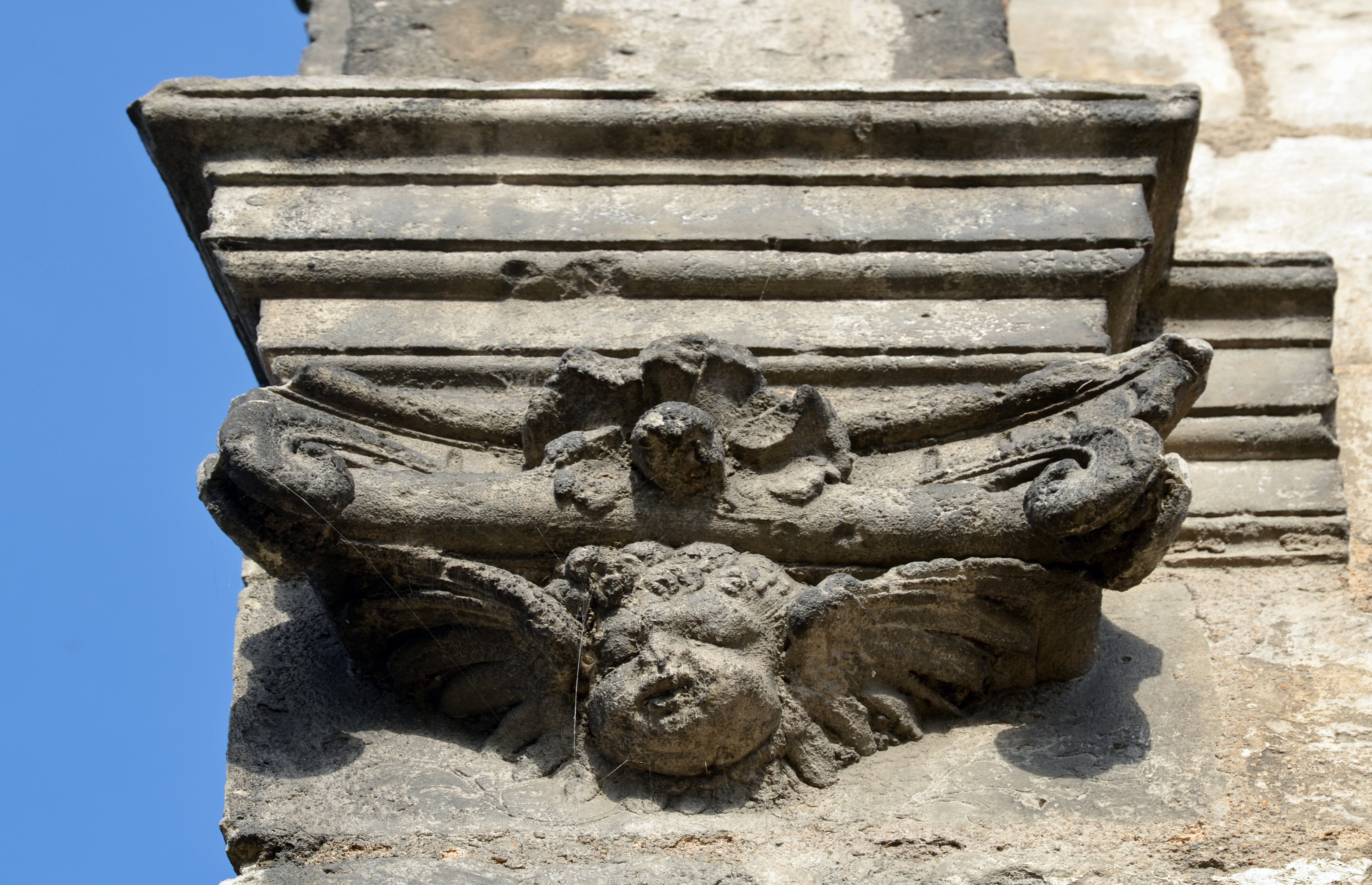
Capitello con testa d'angelo (dopo il 1518, Aile Longueville de Châteaudun)
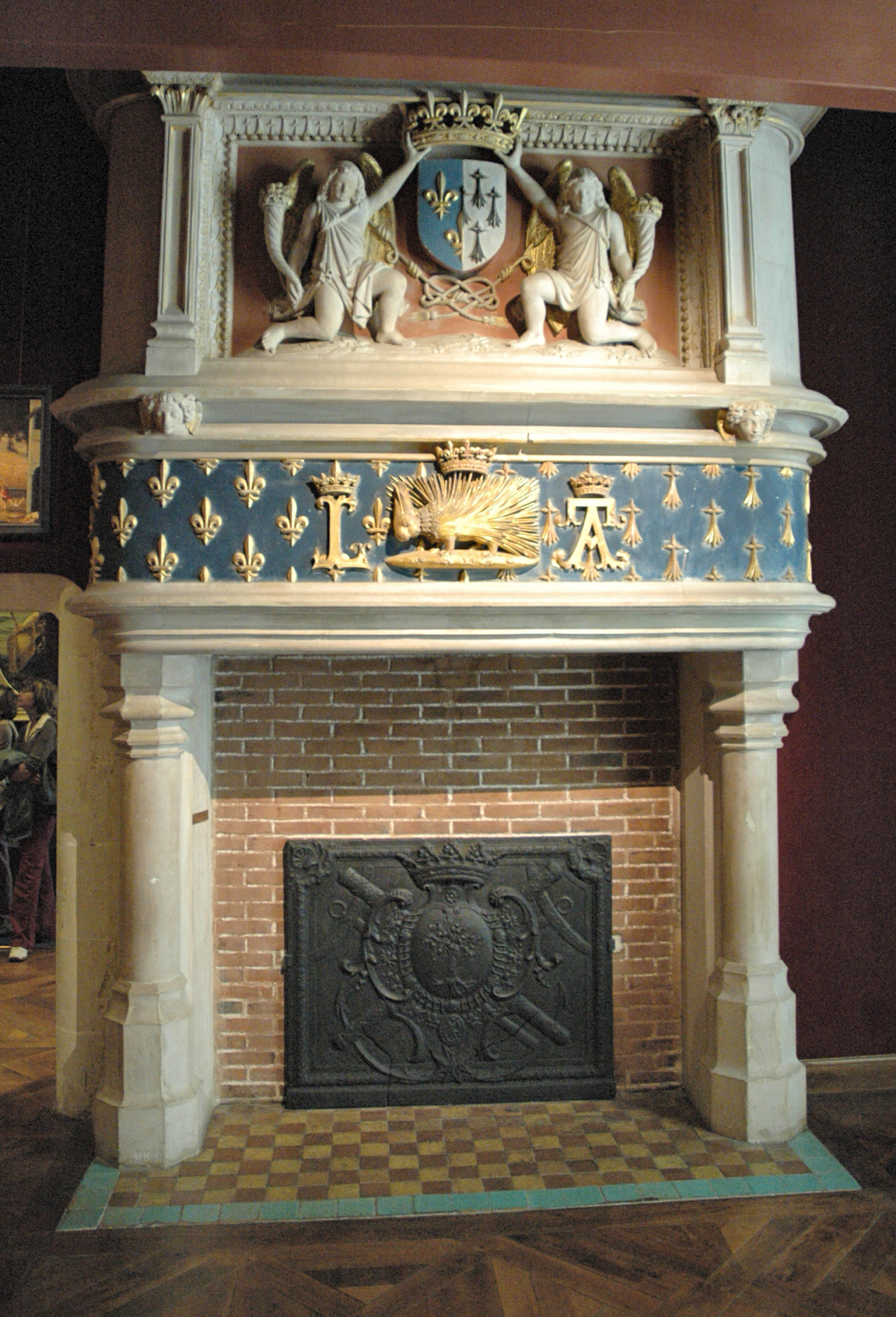
Camino in stile Luigi XII (1498-1503, castello di Blois)
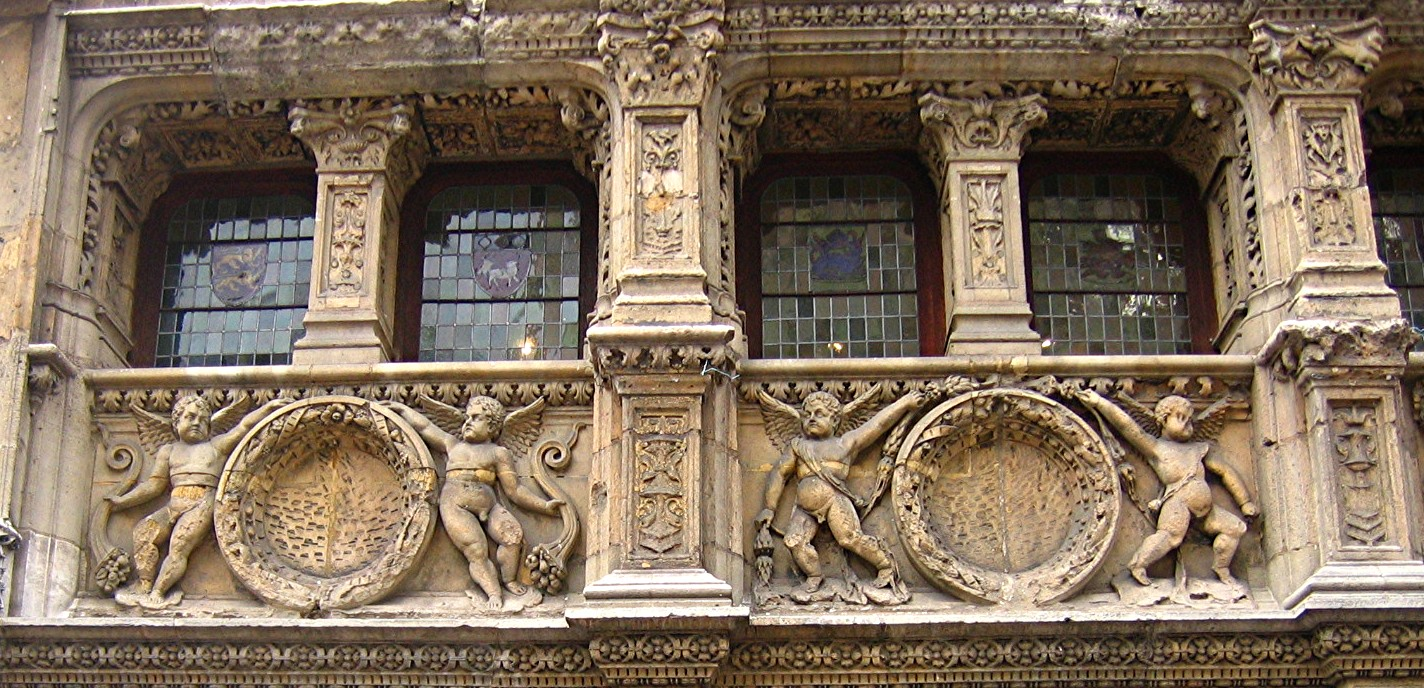
Bureau des Finances de Rouen (1509)

#### I capitelli

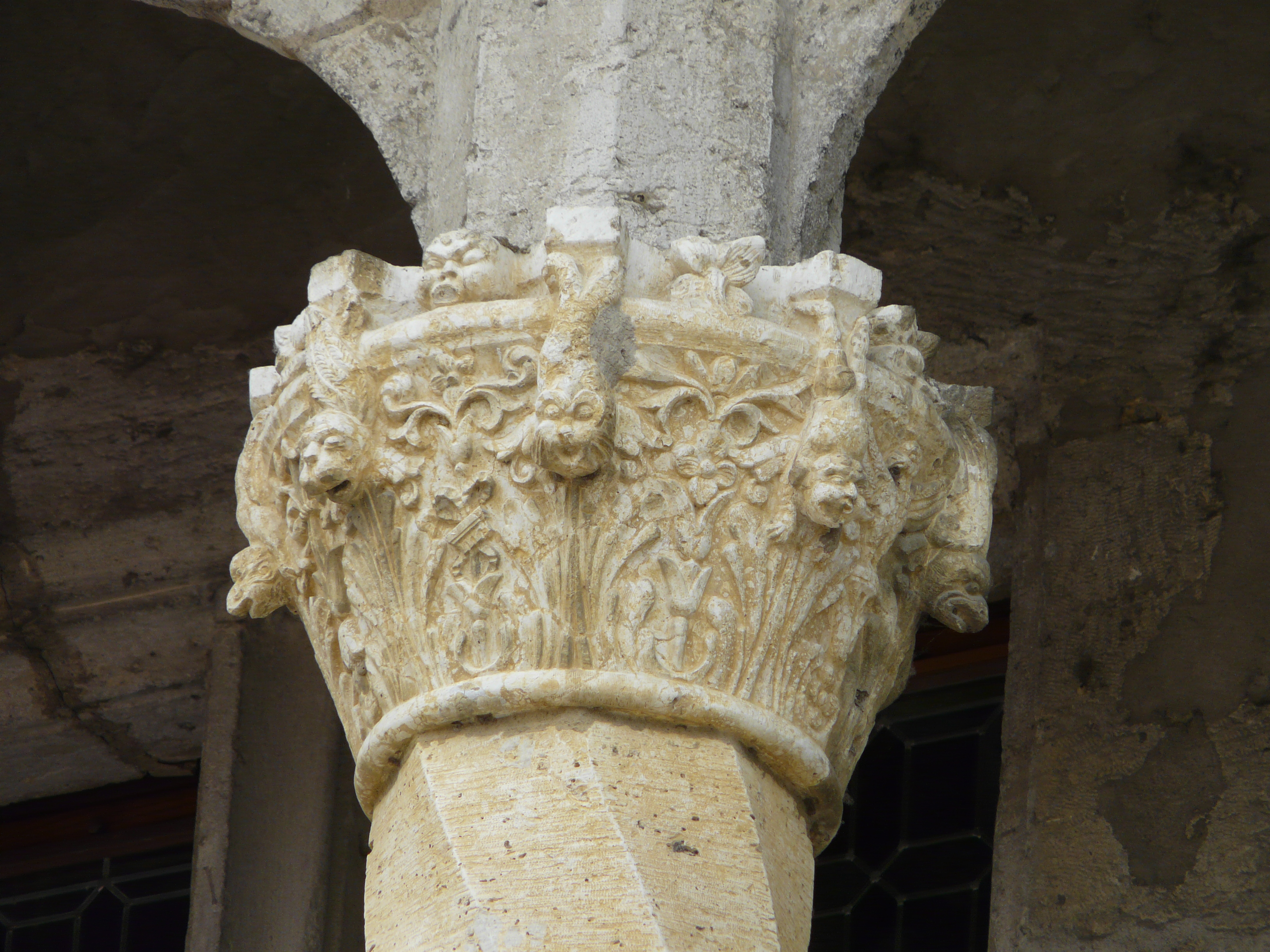
Capitello del castello di Nérac (1510-1521)
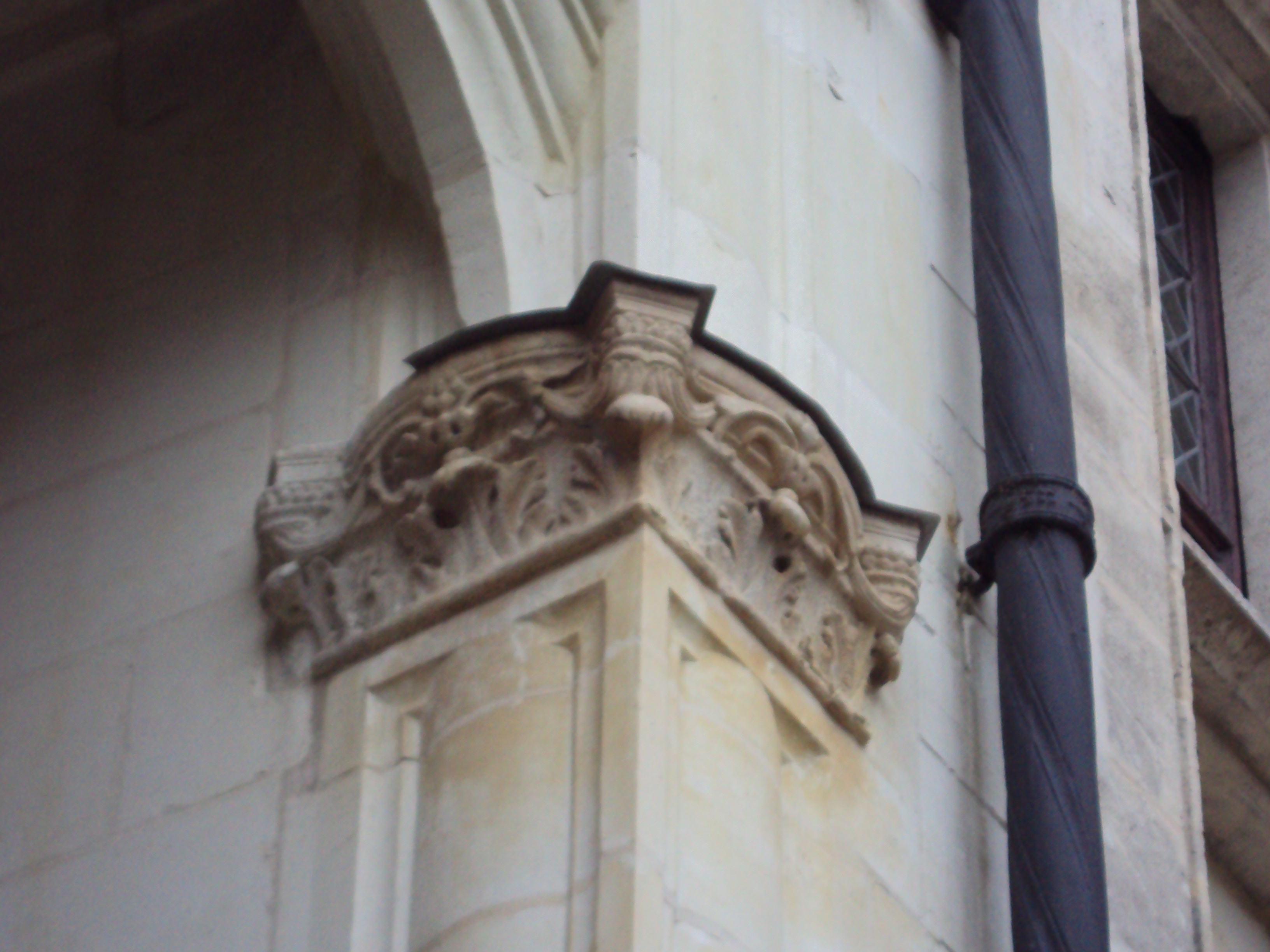
Capitello dell'Hôtel d'Alluye (c. 1508)
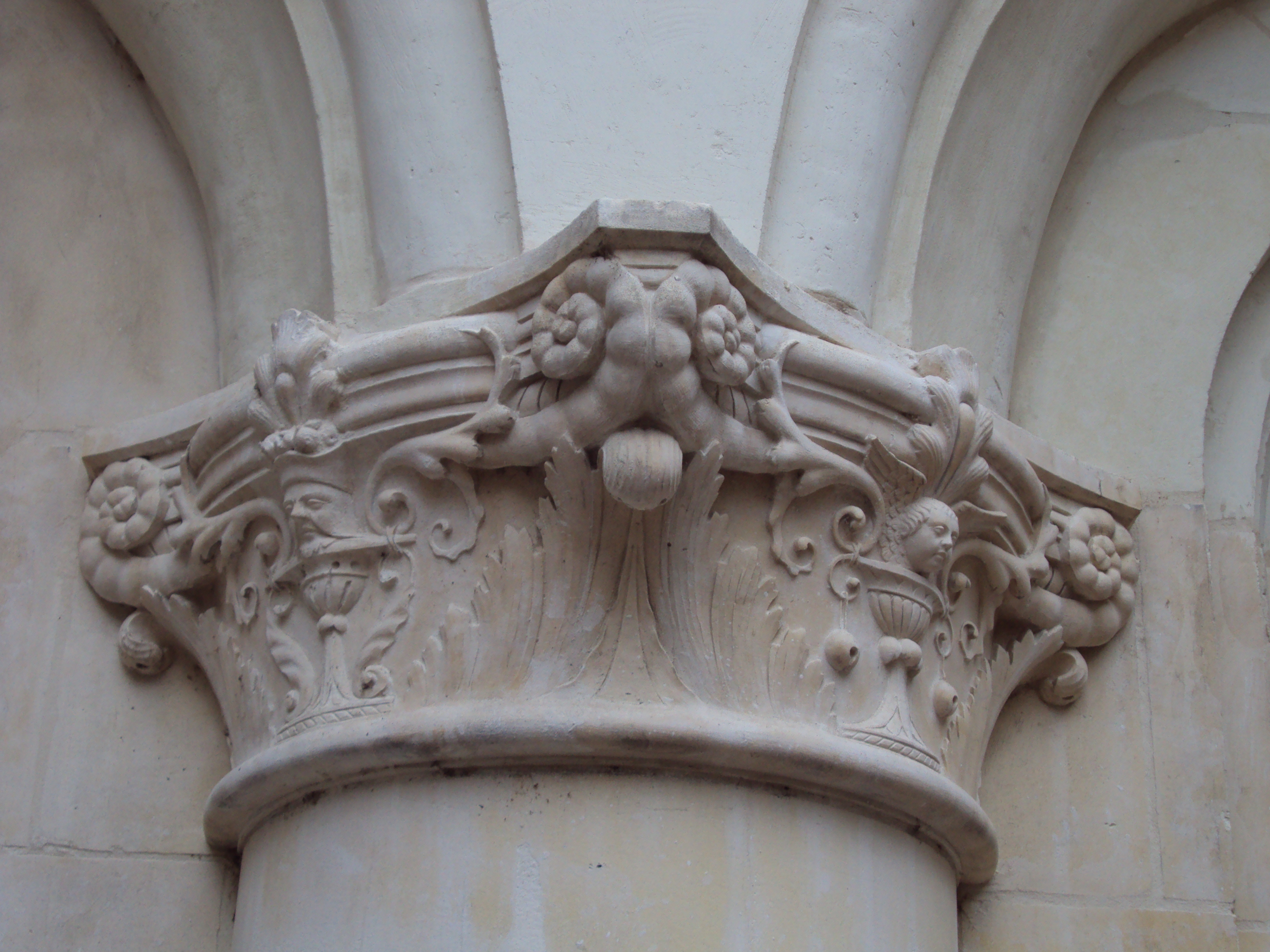
Capitello dell'Hôtel d'Alluye (c. 1508)
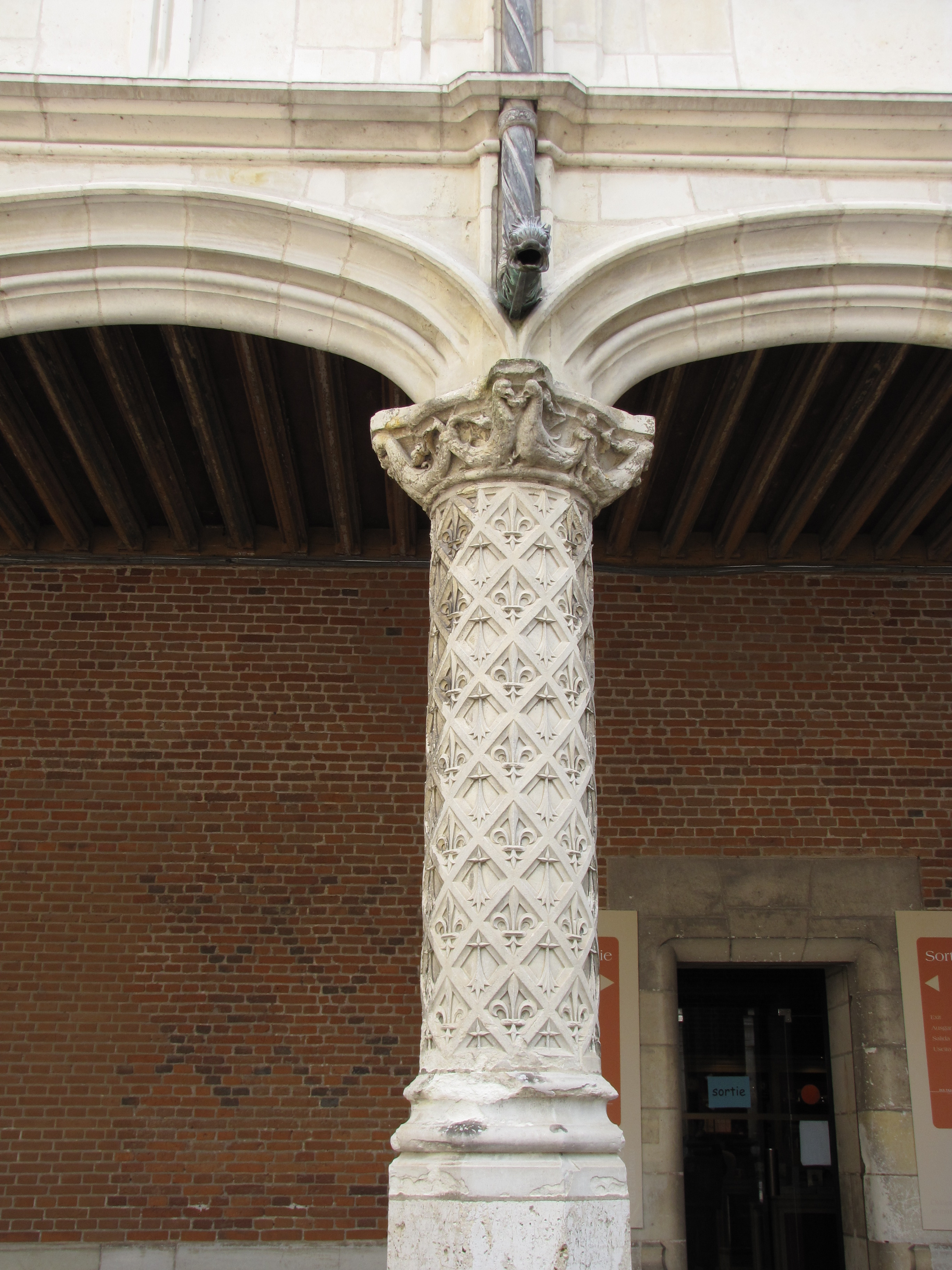
Capitello dell'ala Luigi XII (1498-1503) del castello di Blois)
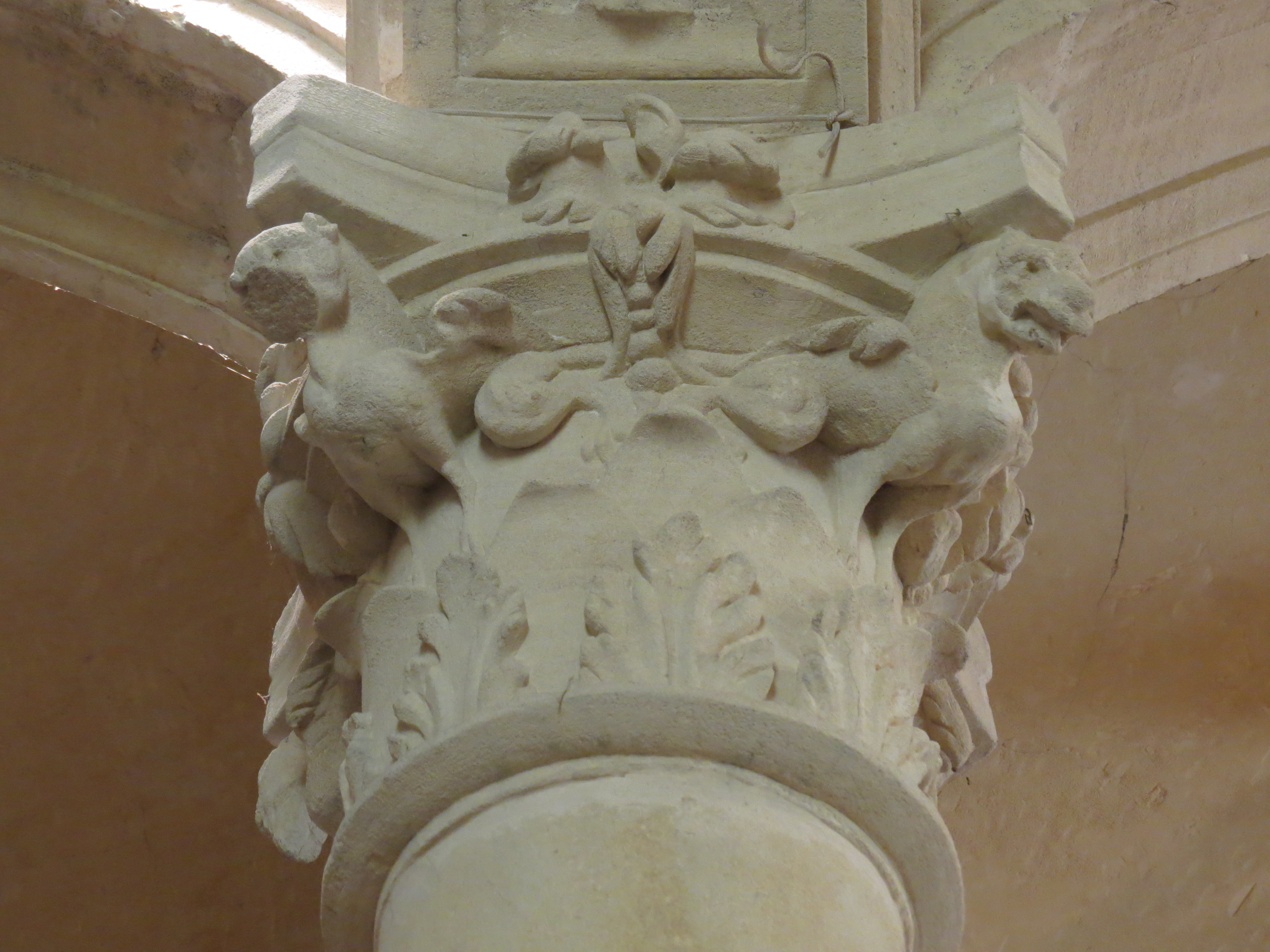
Castello di Fontaine-Henry (1500-1537)
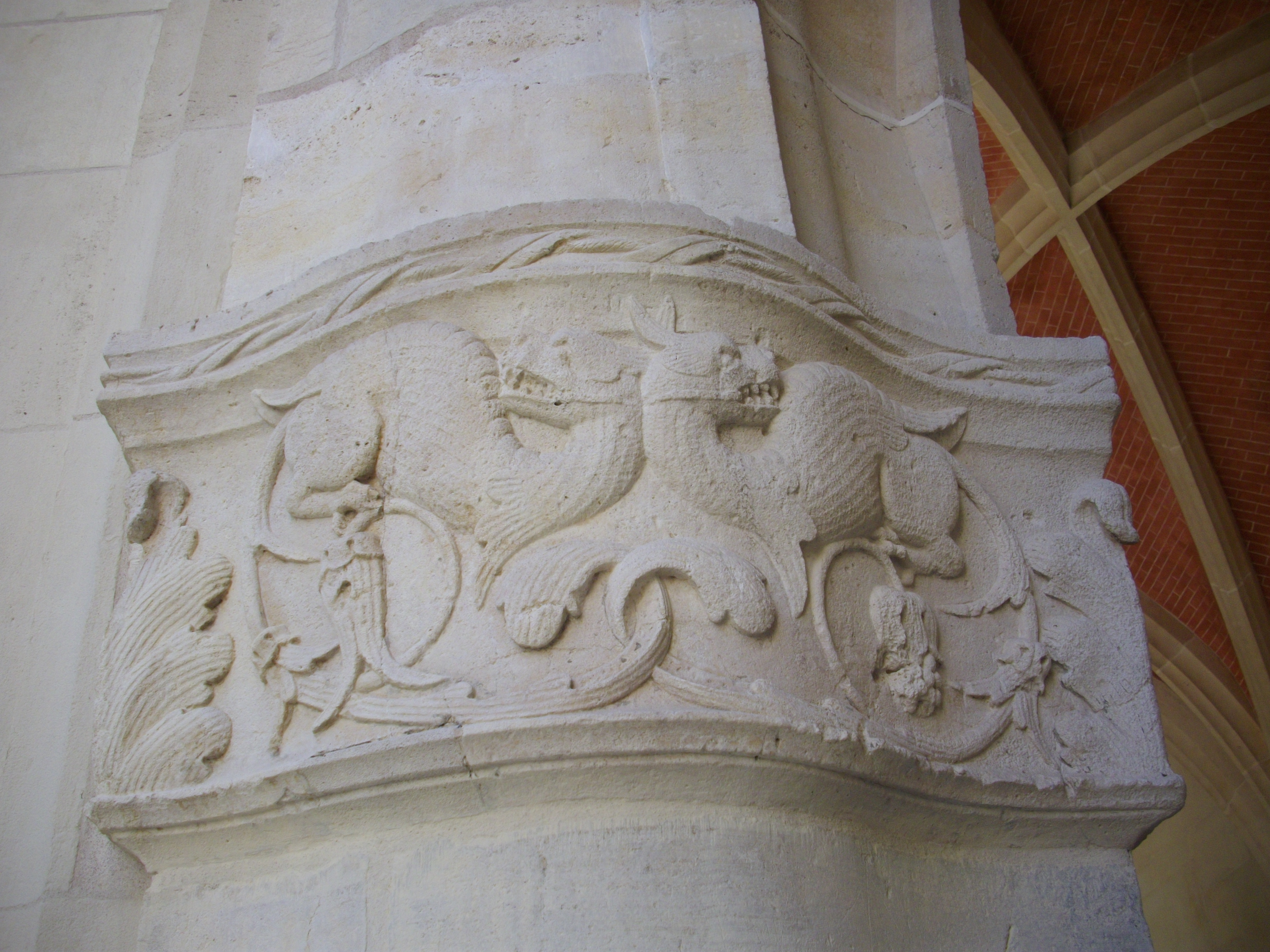
Palazzo dei duchi di Lorena a Nancy (1511-1529)
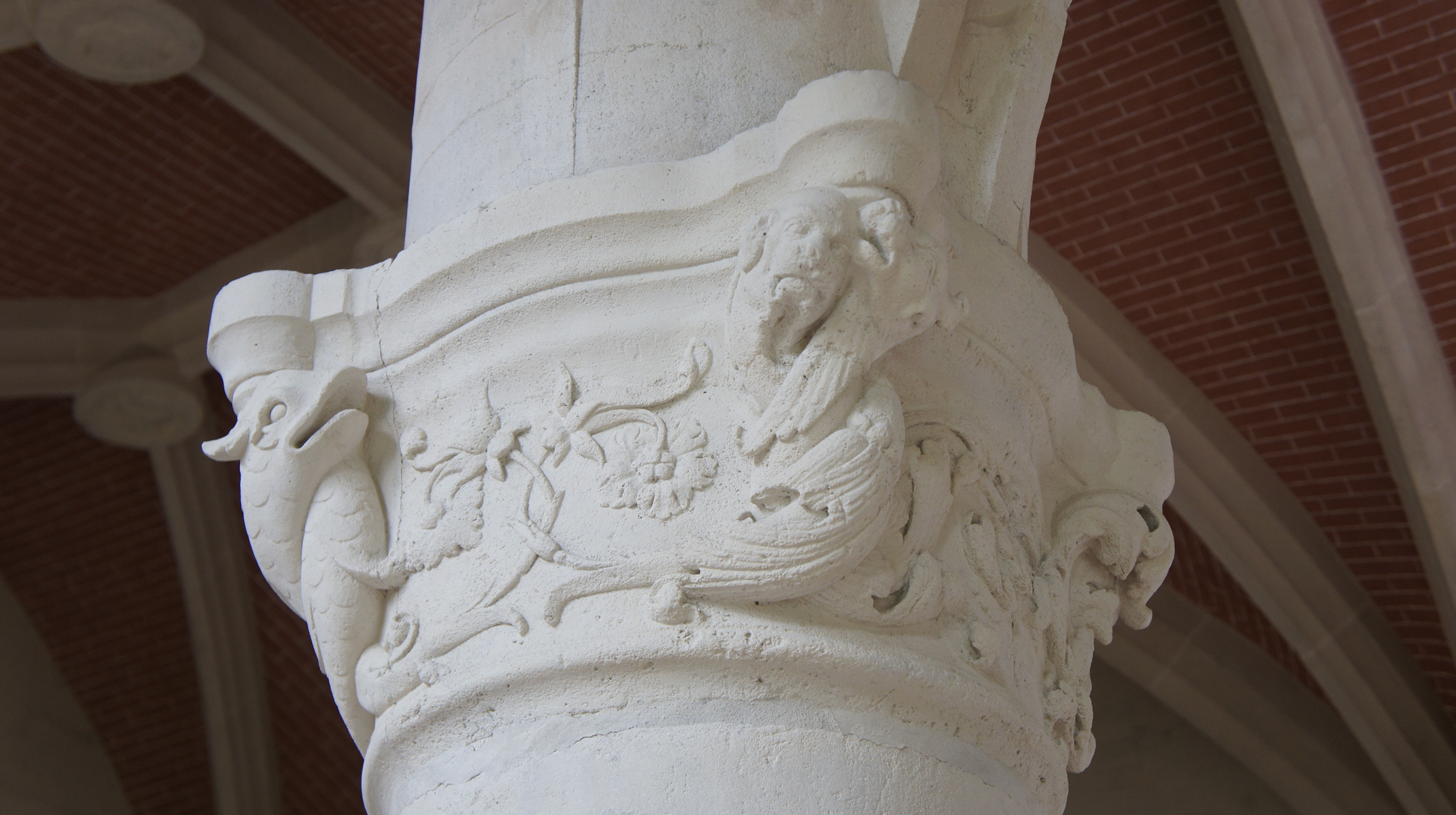
Palazzo dei duchi di Lorena a Nancy (1511-1529)

#### Colonne e pilastri

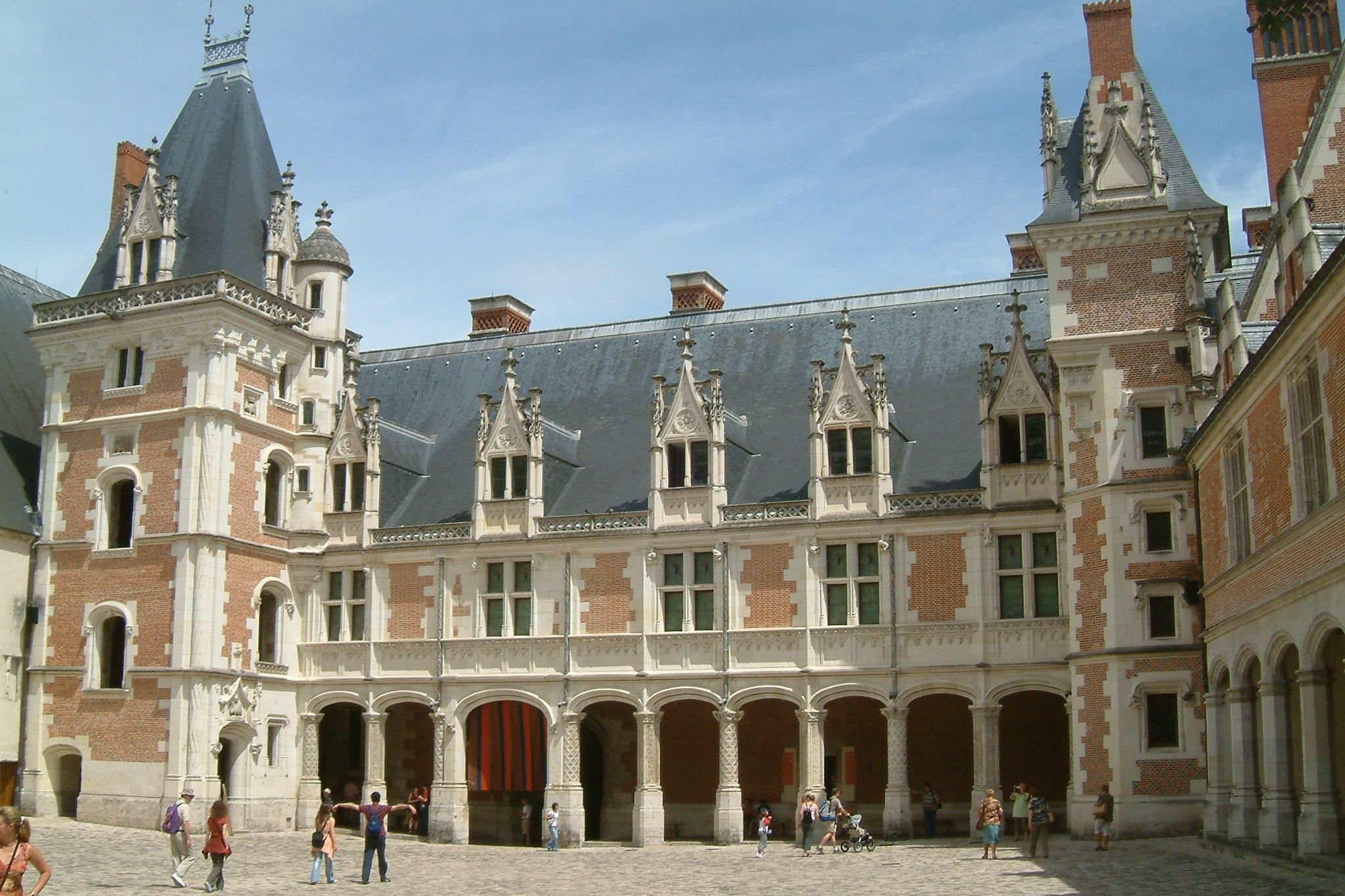
Ala Luigi XII (1498-1503) del Castello di Blois)
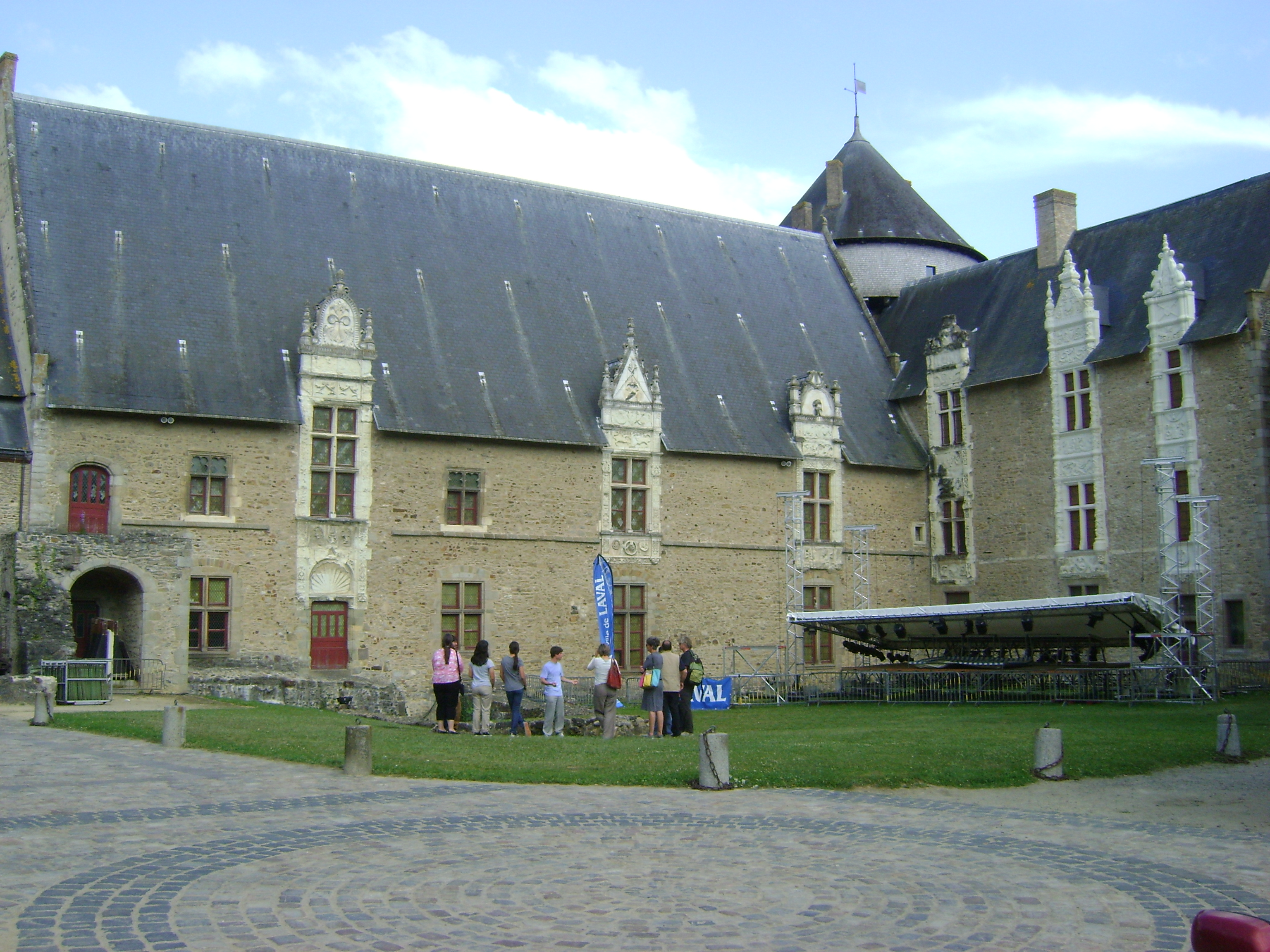
I due lati della corte del castello di Laval (1500-1506)
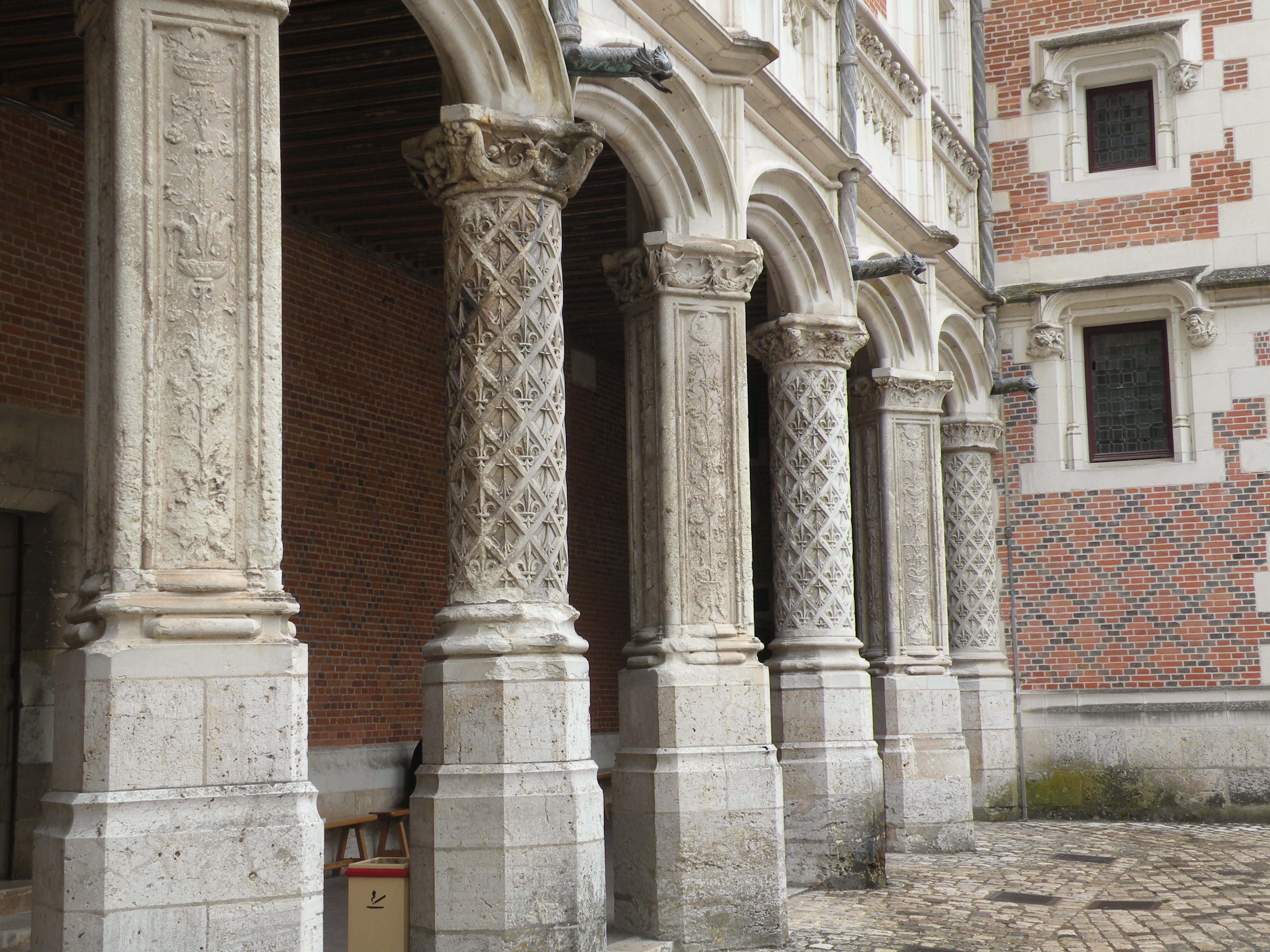
Colonnato dell'ala Luigi XII del castello di Blois (1498-1503)
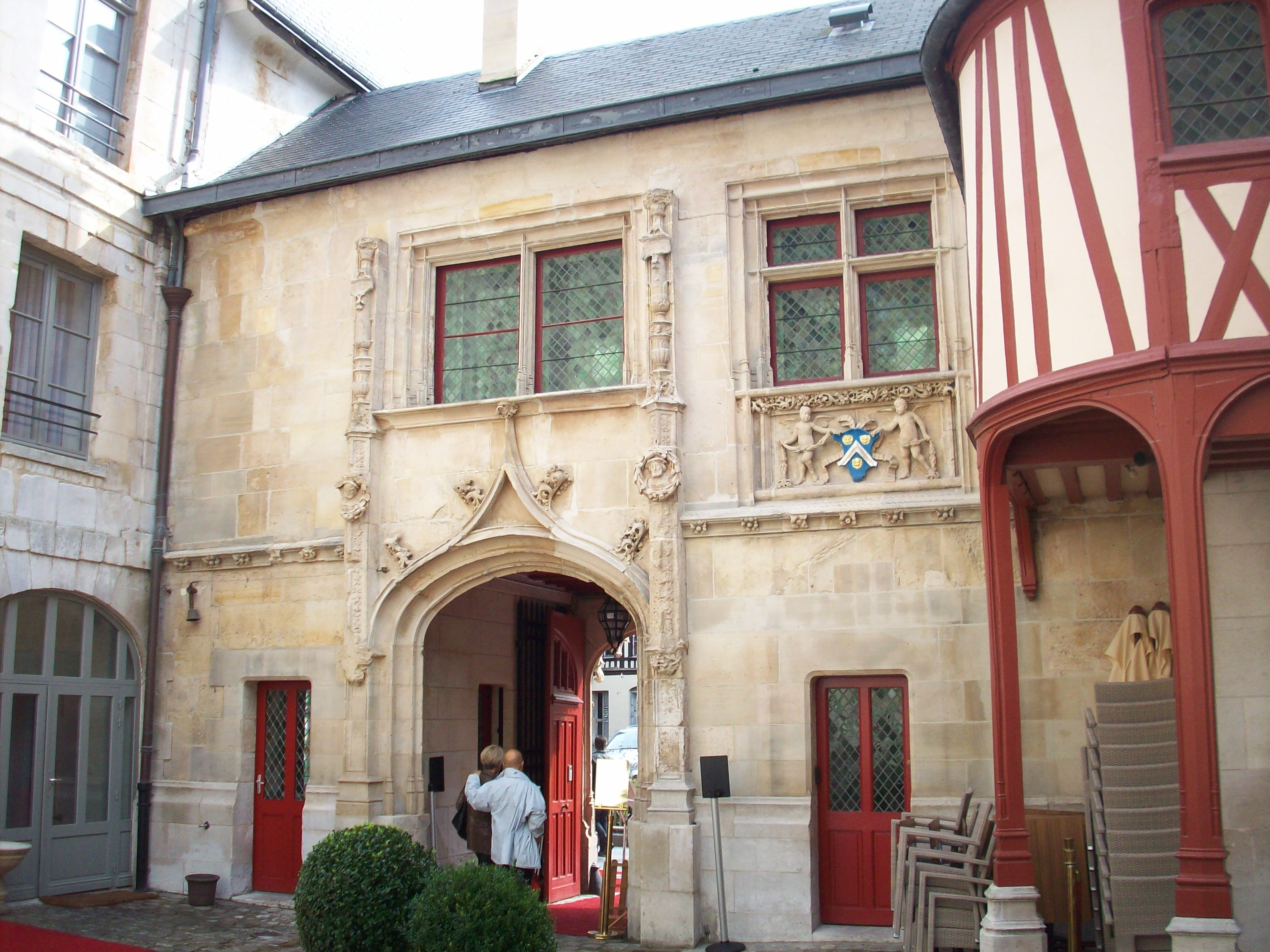
Fronte interno del portale dell'Hôtel de Bourgtheroulde (Rouen, 1501-1520)
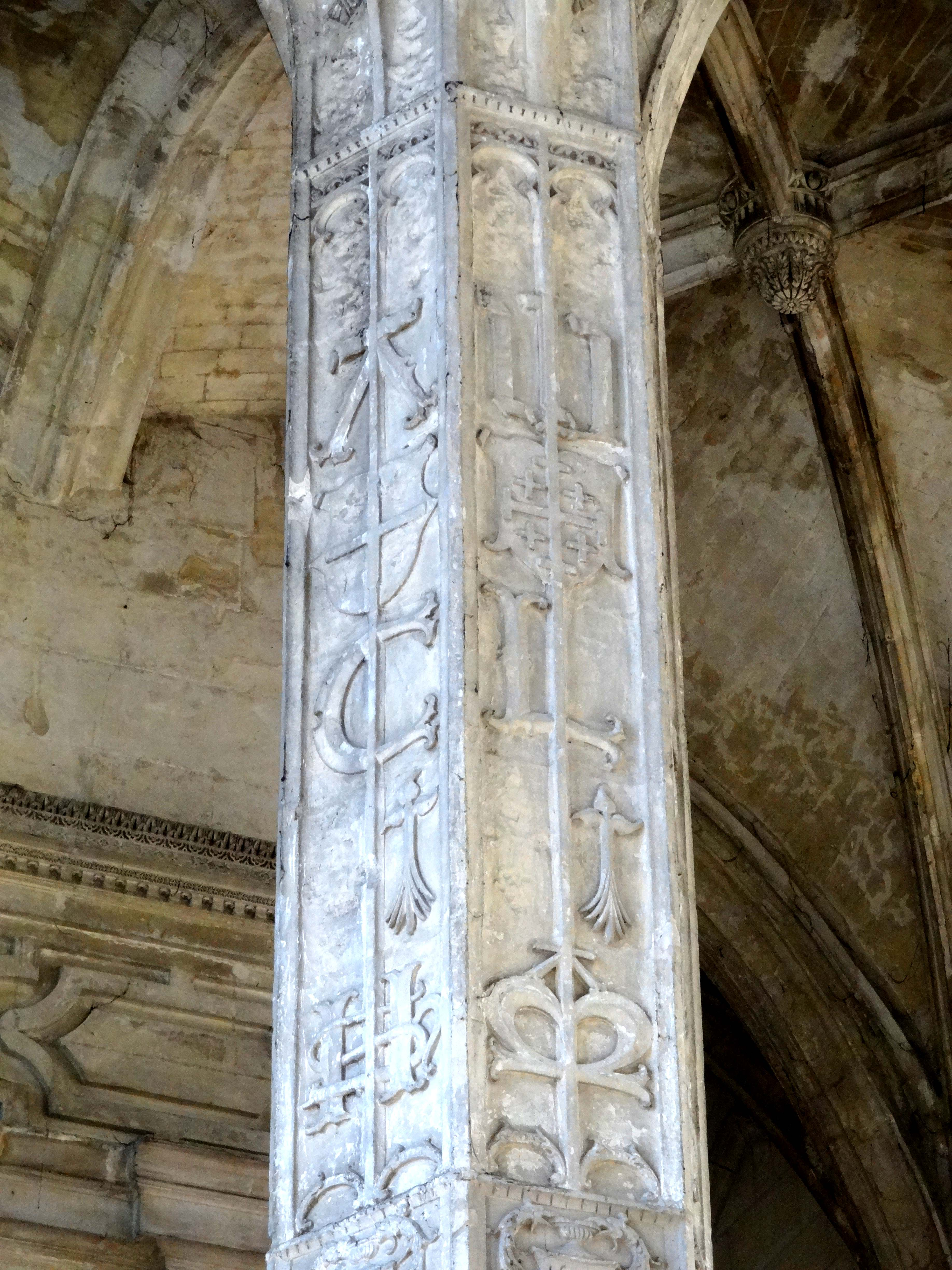
Colonna di San Giacomo, Collegiata di Saint-Gervais-Saint-Protais de Gisors (inizio del XVI secolo)
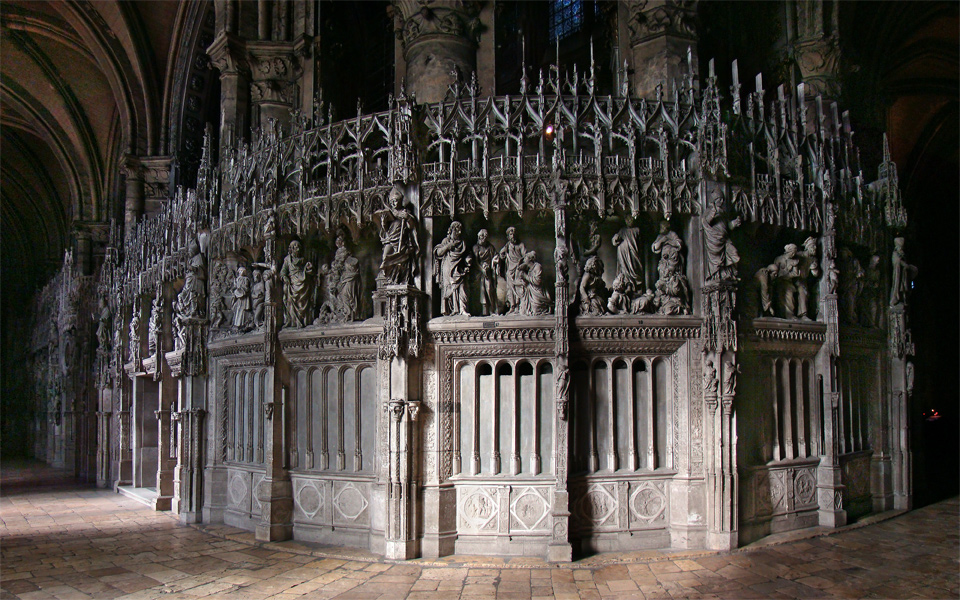
Coro della cattedrale di Chartres (1513-1529)
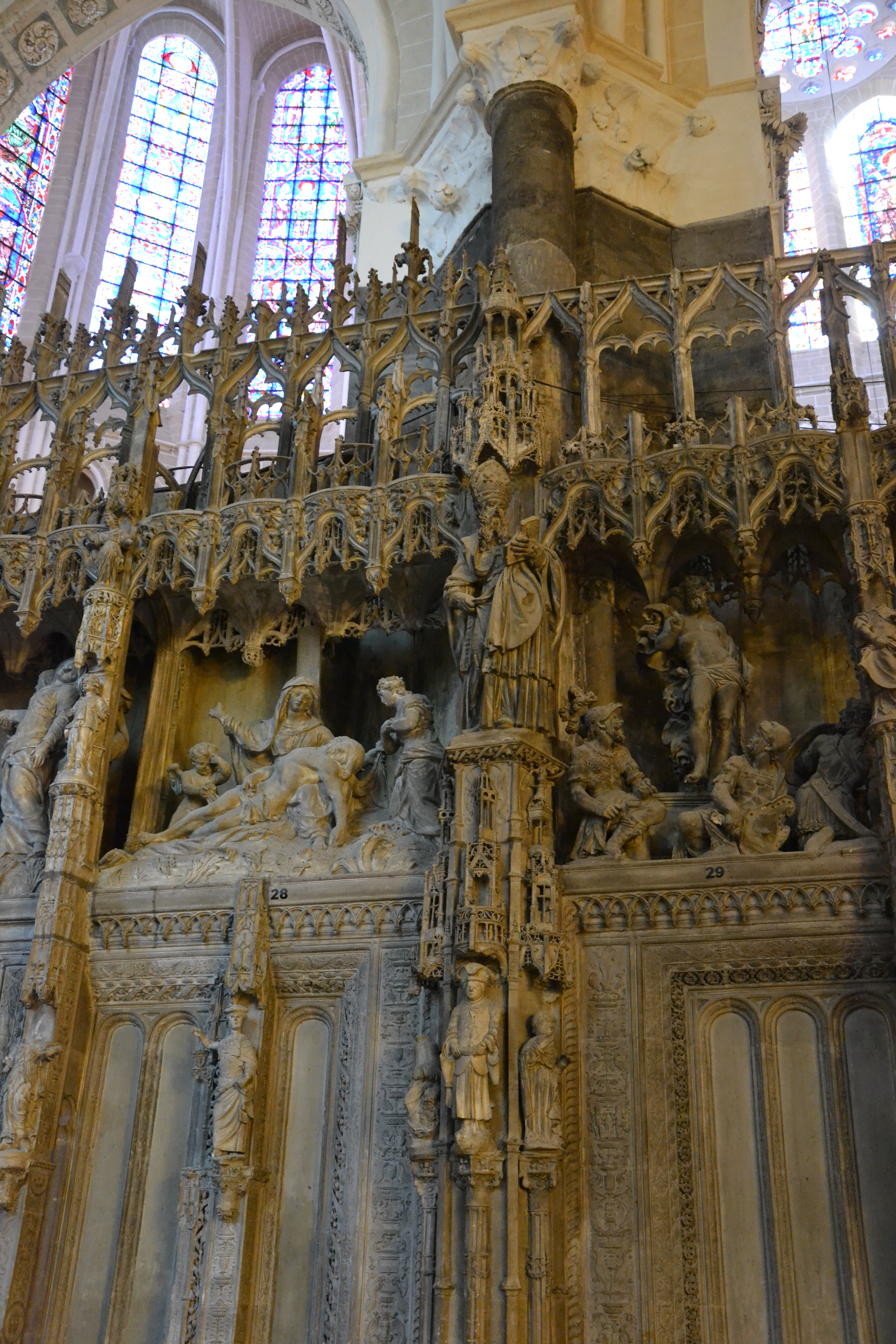
Il cleristorio del coro della cattedrale di Chartres
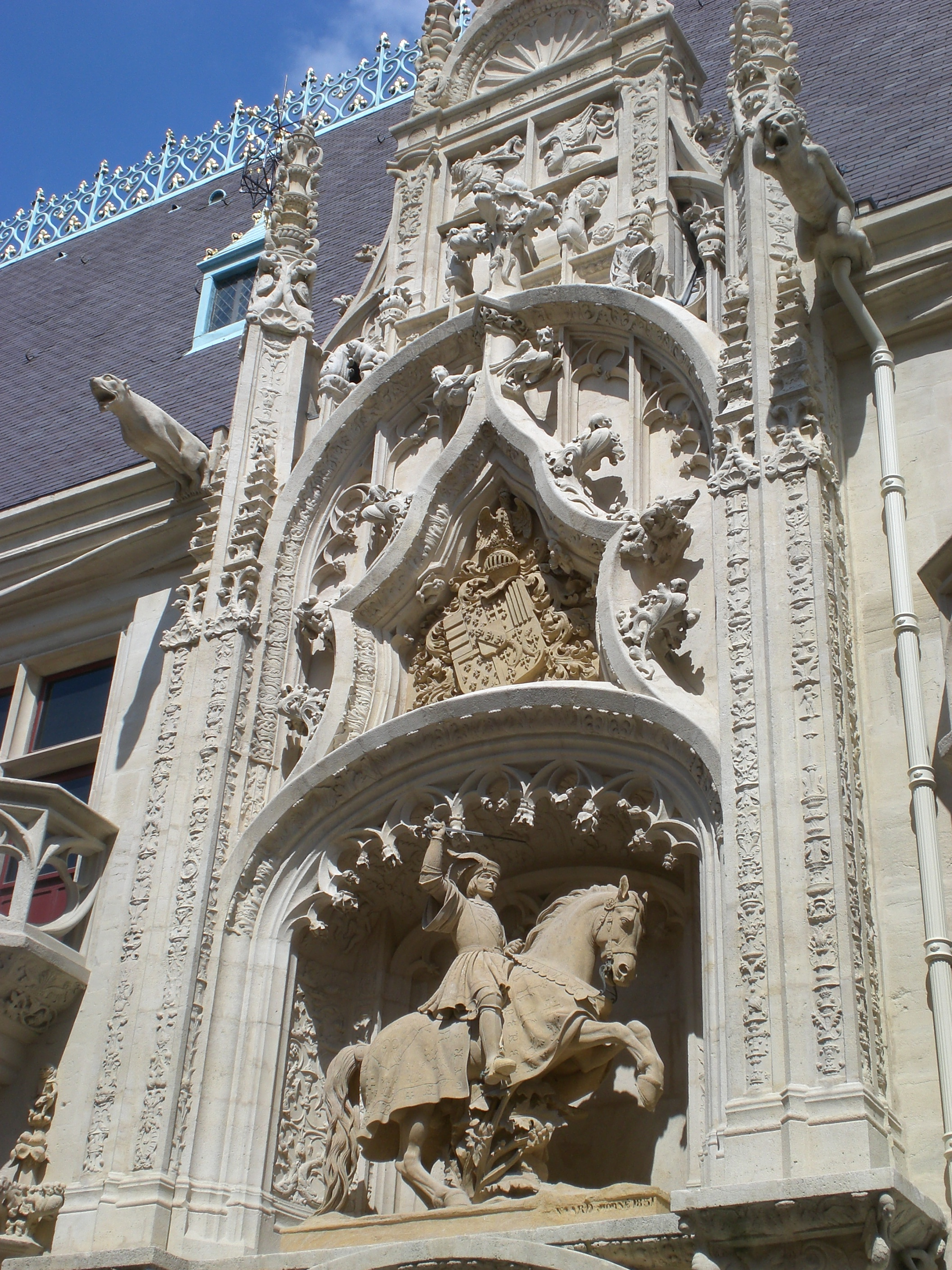
Palazzo dei duchi di Lorena a Nancy (1511-1529)
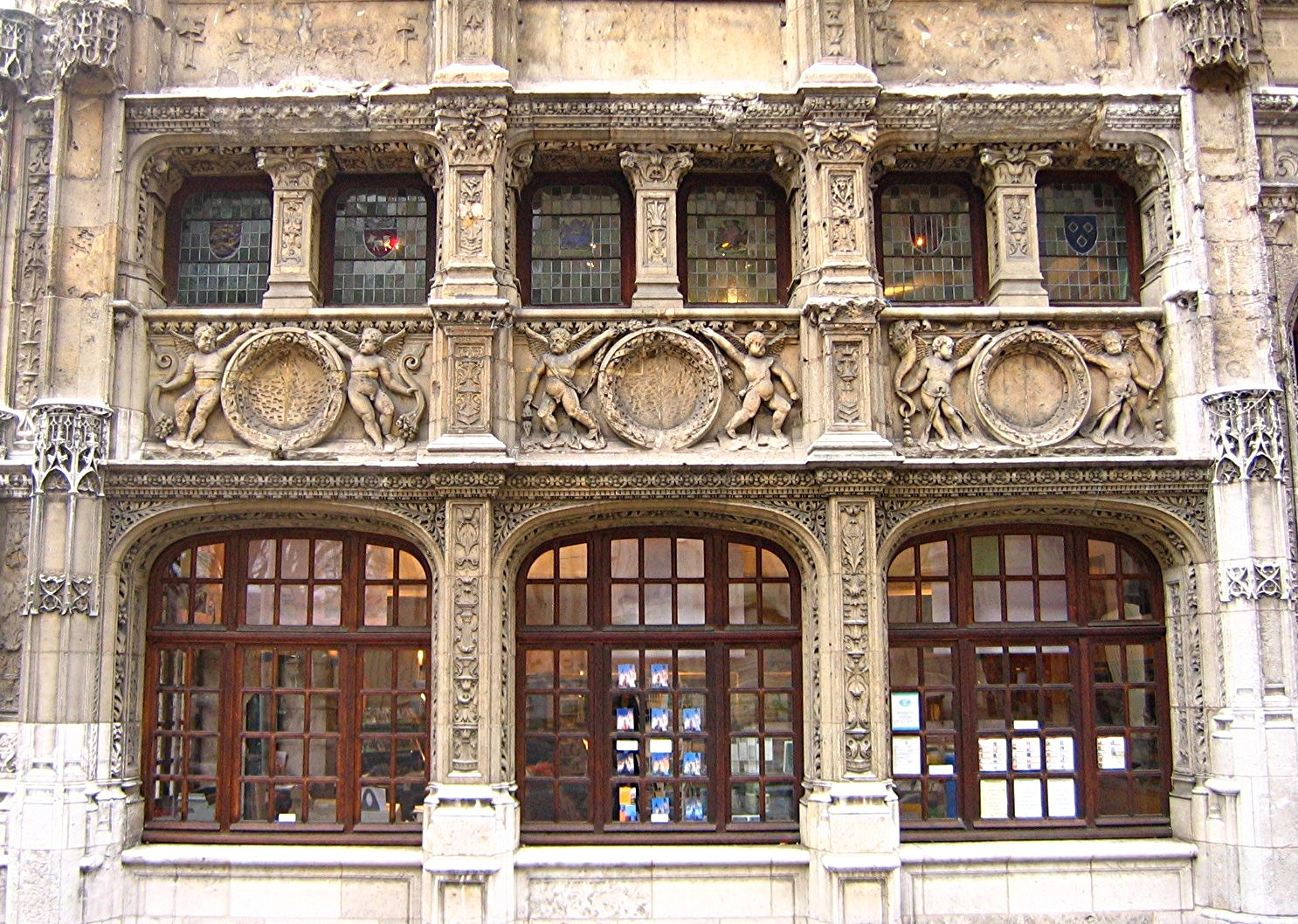
Bureau des Finances de Rouen (1509)

#### Colonne tortili e losangate

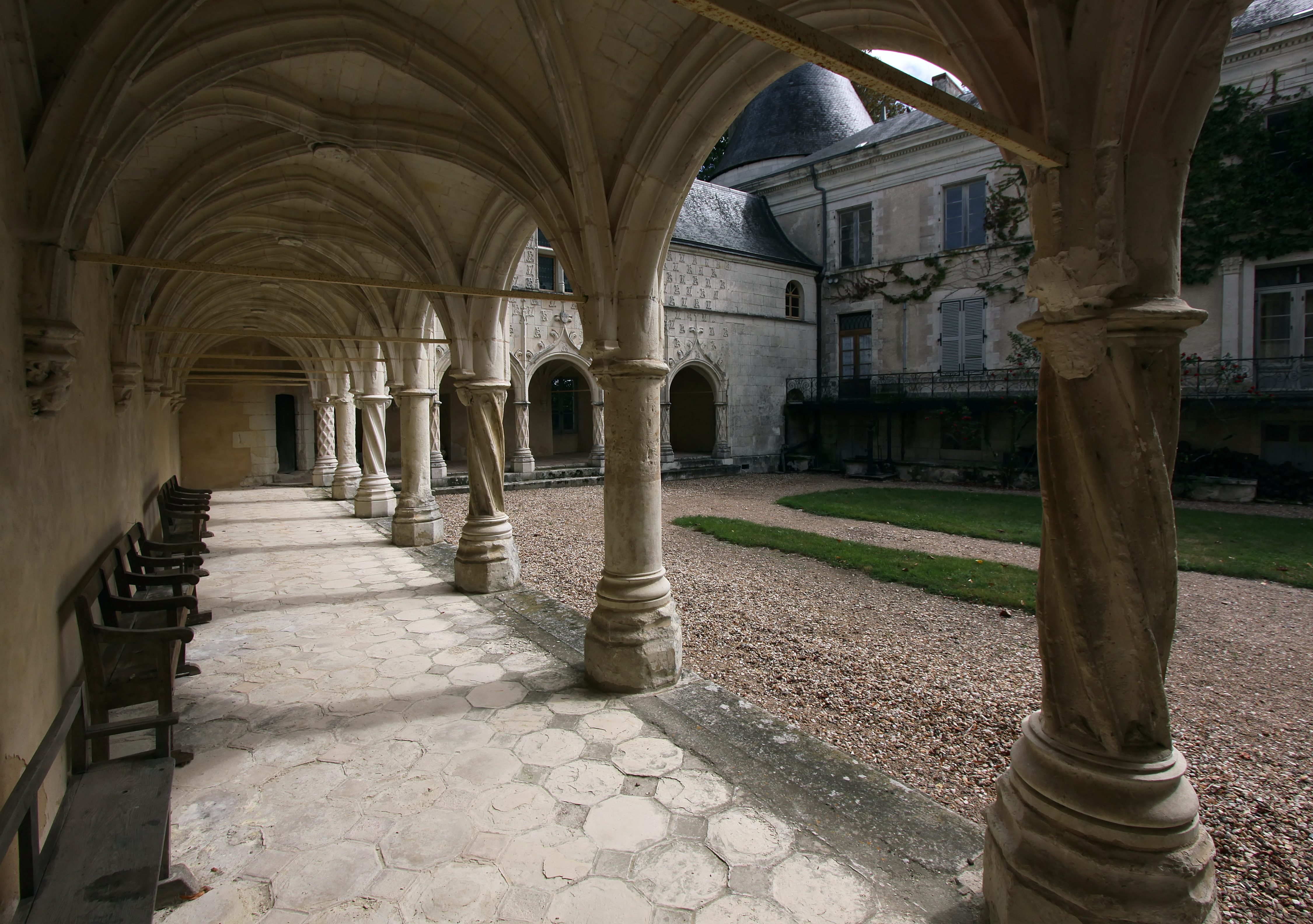
La galleria nord del castello d'Argy con volte a tiranti in ferro d'influenza italiana (c. 1509)
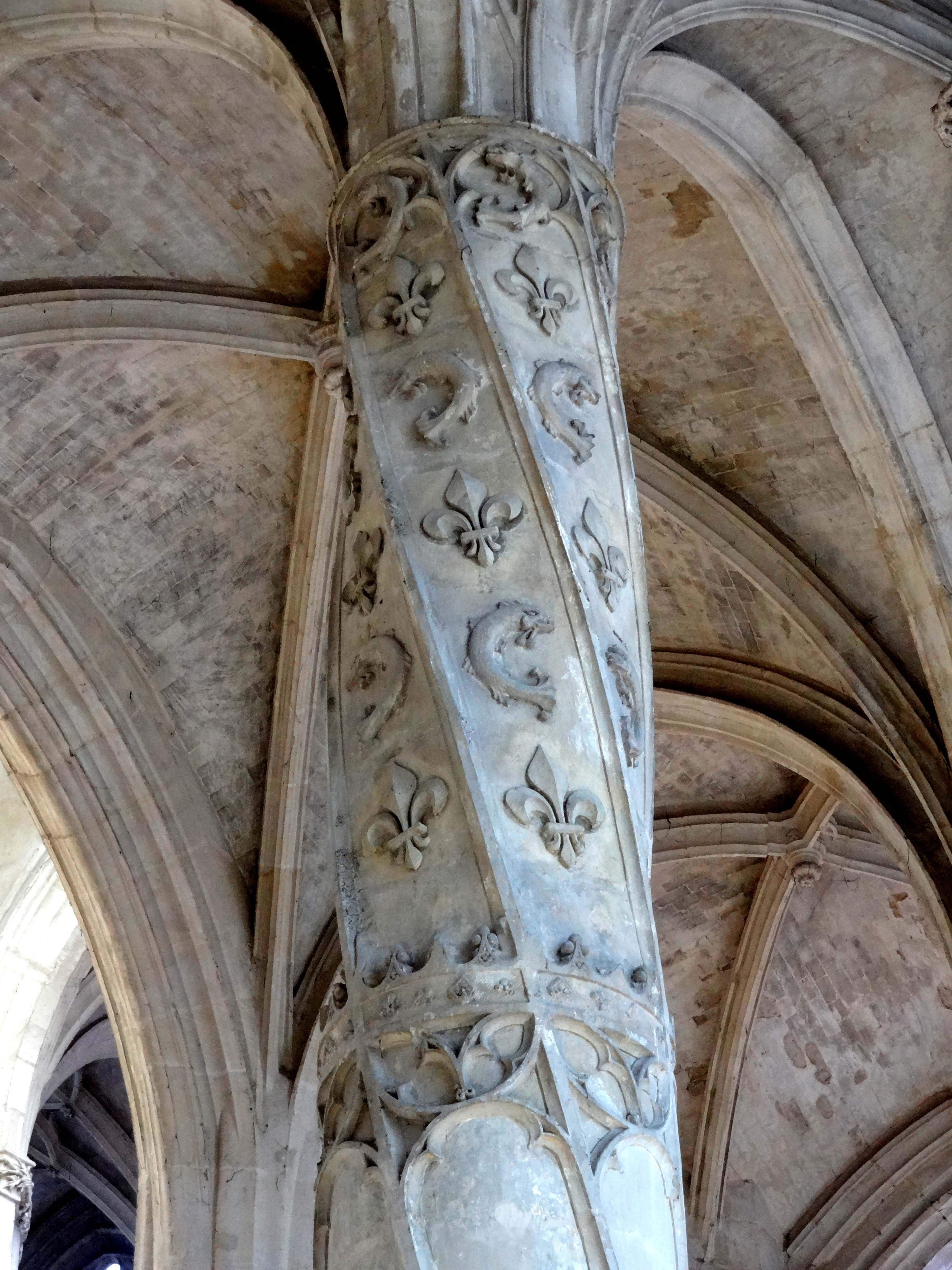
La colonna dei delfini (inizio del XVI secolo) della Collegiata di Saint-Gervais-Saint-Protais de Gisors)
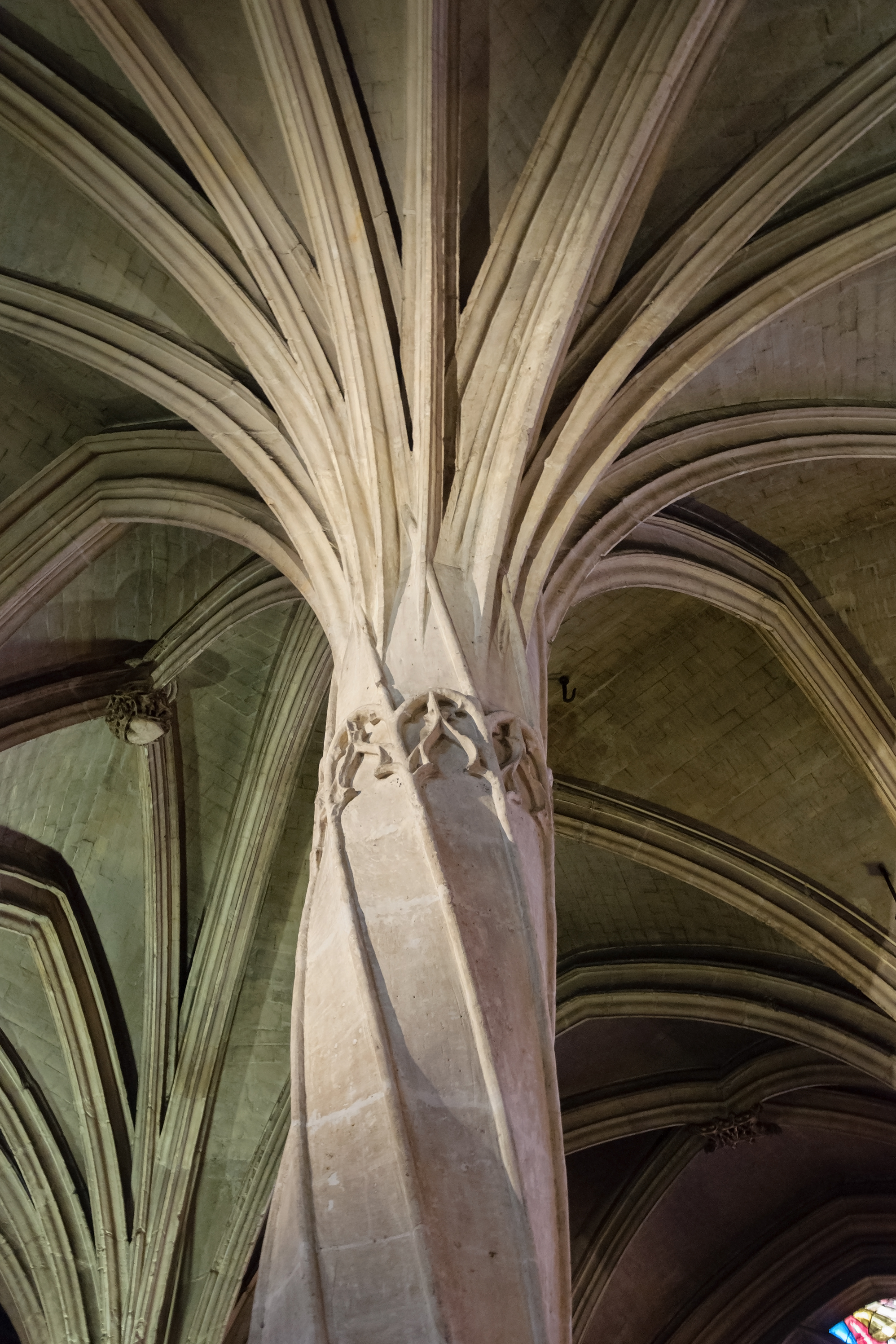
Coro (1489-1495) della chiesa di Saint Séverin di Parigi
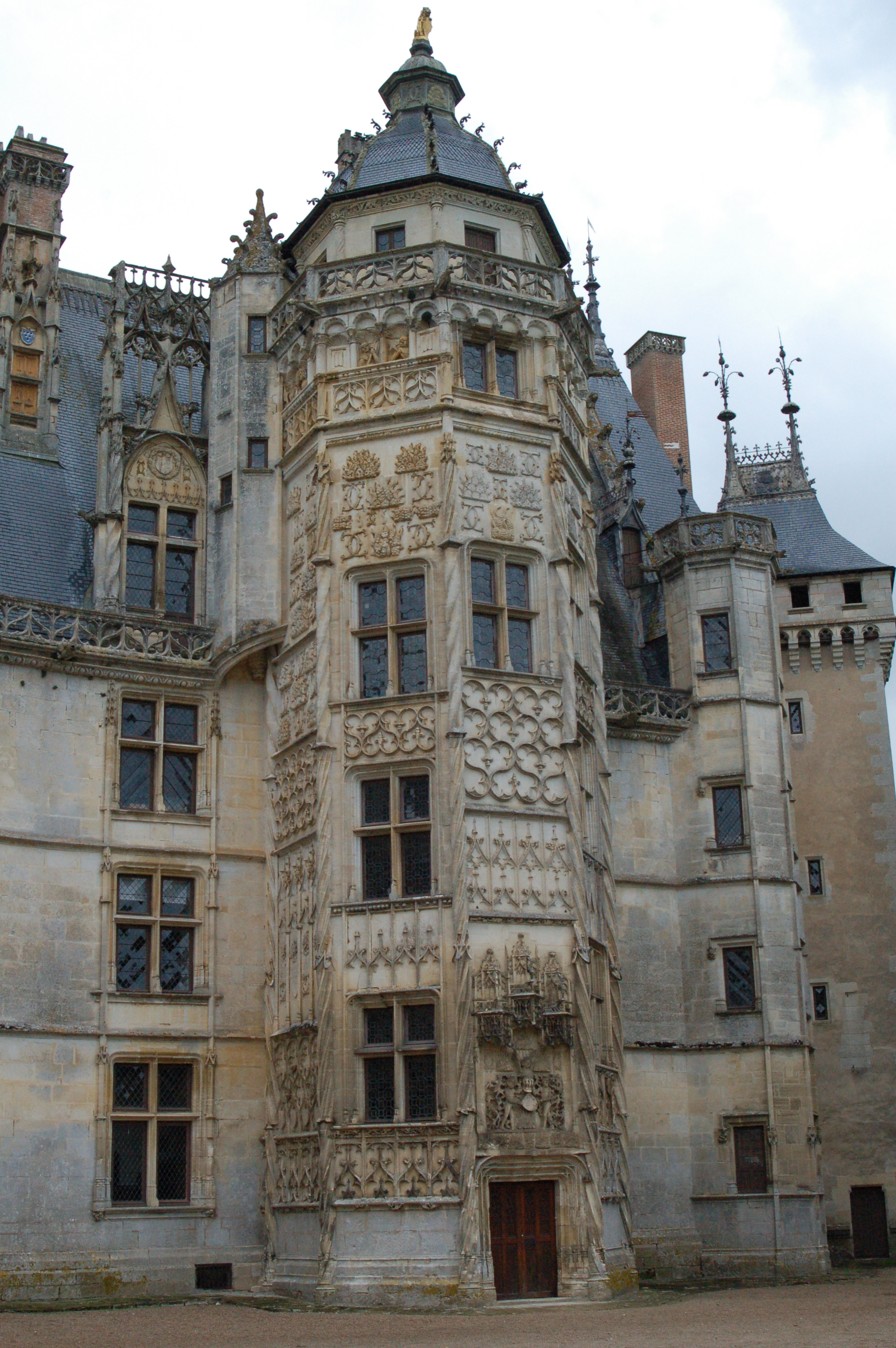
Tour du Lion del castello di Meillant (1481-1511)
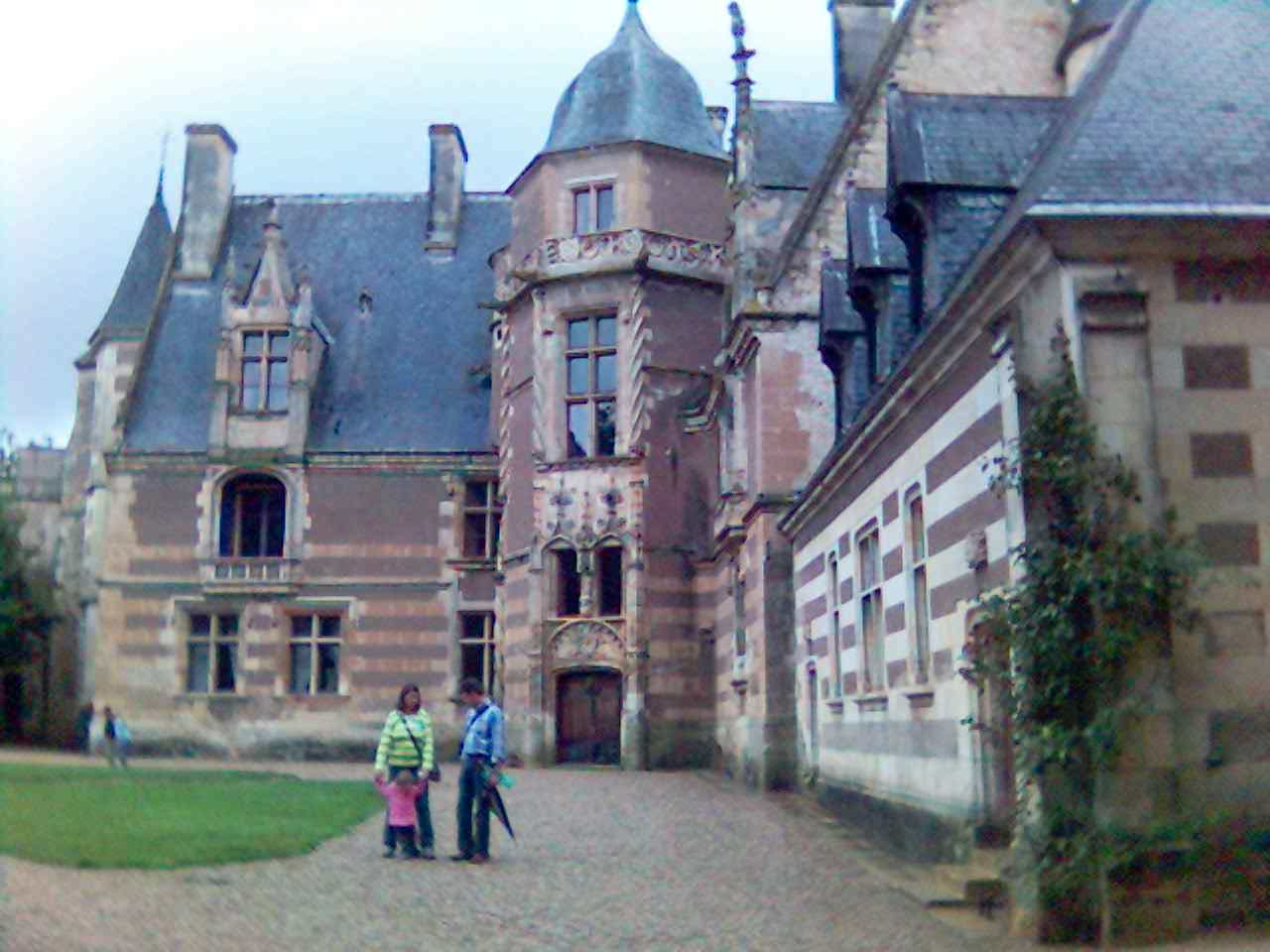
Il castello di Ainay-le-Vieil (1500-1505)
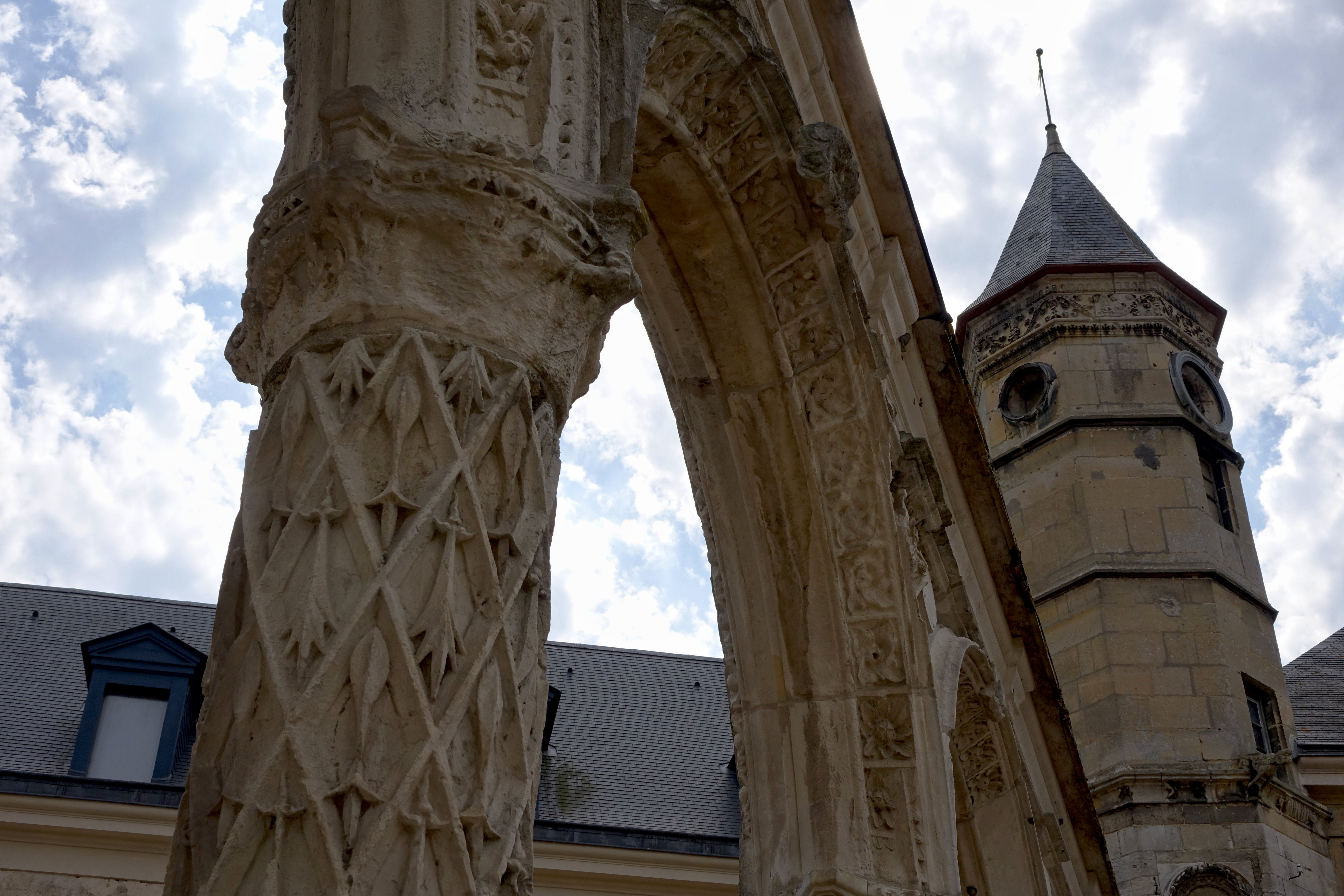
Castello di Gaillon (1506-1509)
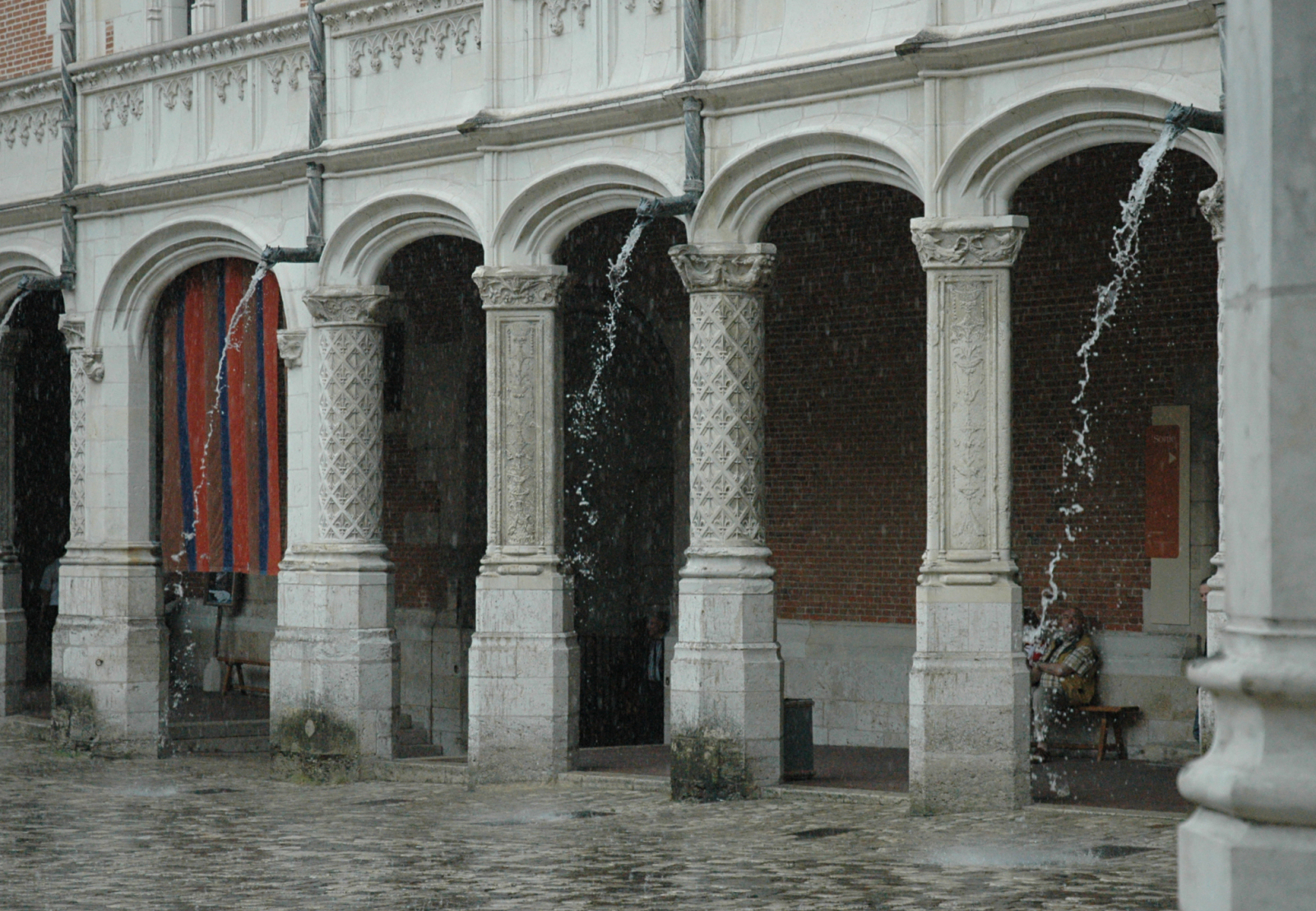
Castello di Blois (1498-1503)
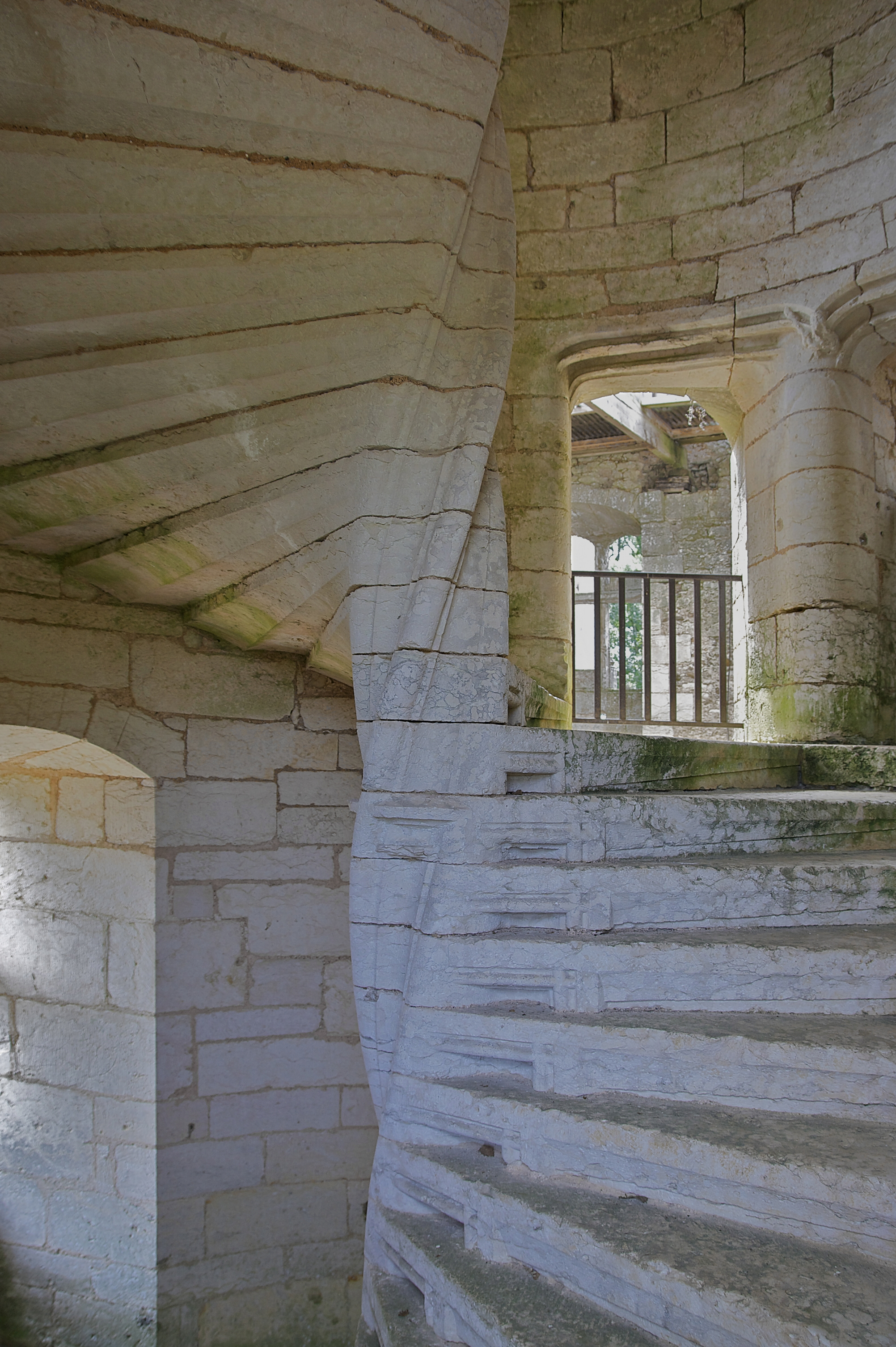
Scalinata del castello de l'Herm (1500-1520, Dordogne)

#### Le finestre inquadrate

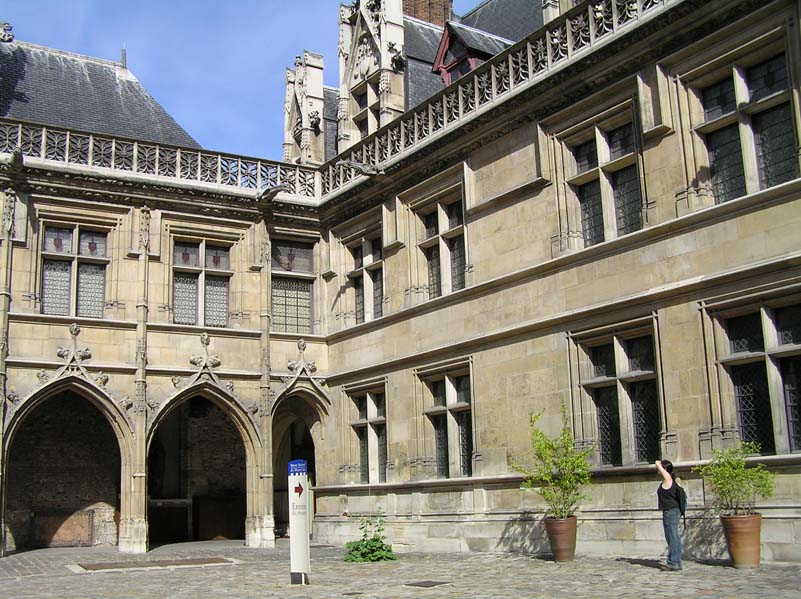
Hôtel de Cluny (1485-1510)
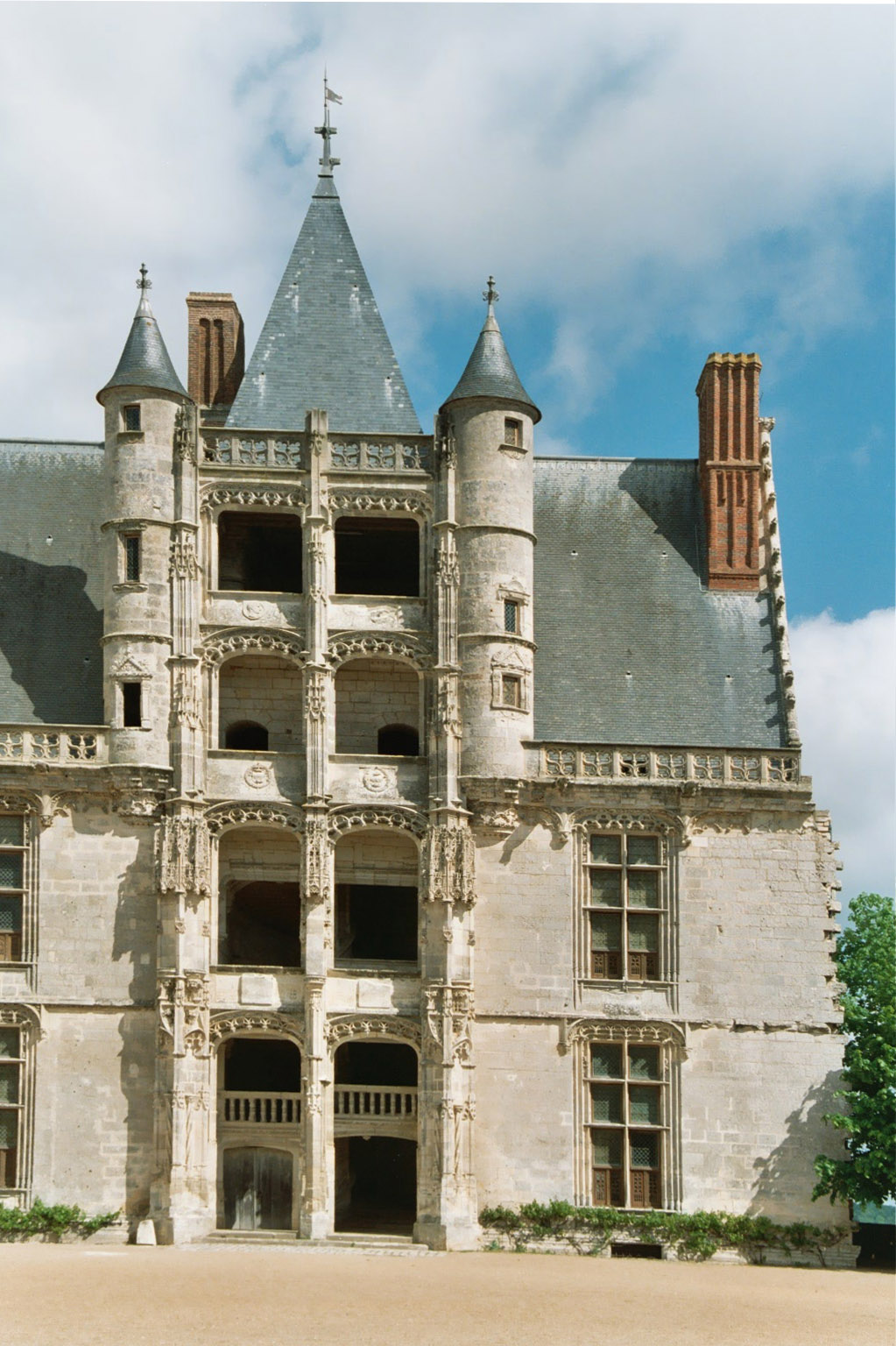
Châteaudun (dopo il 1518).
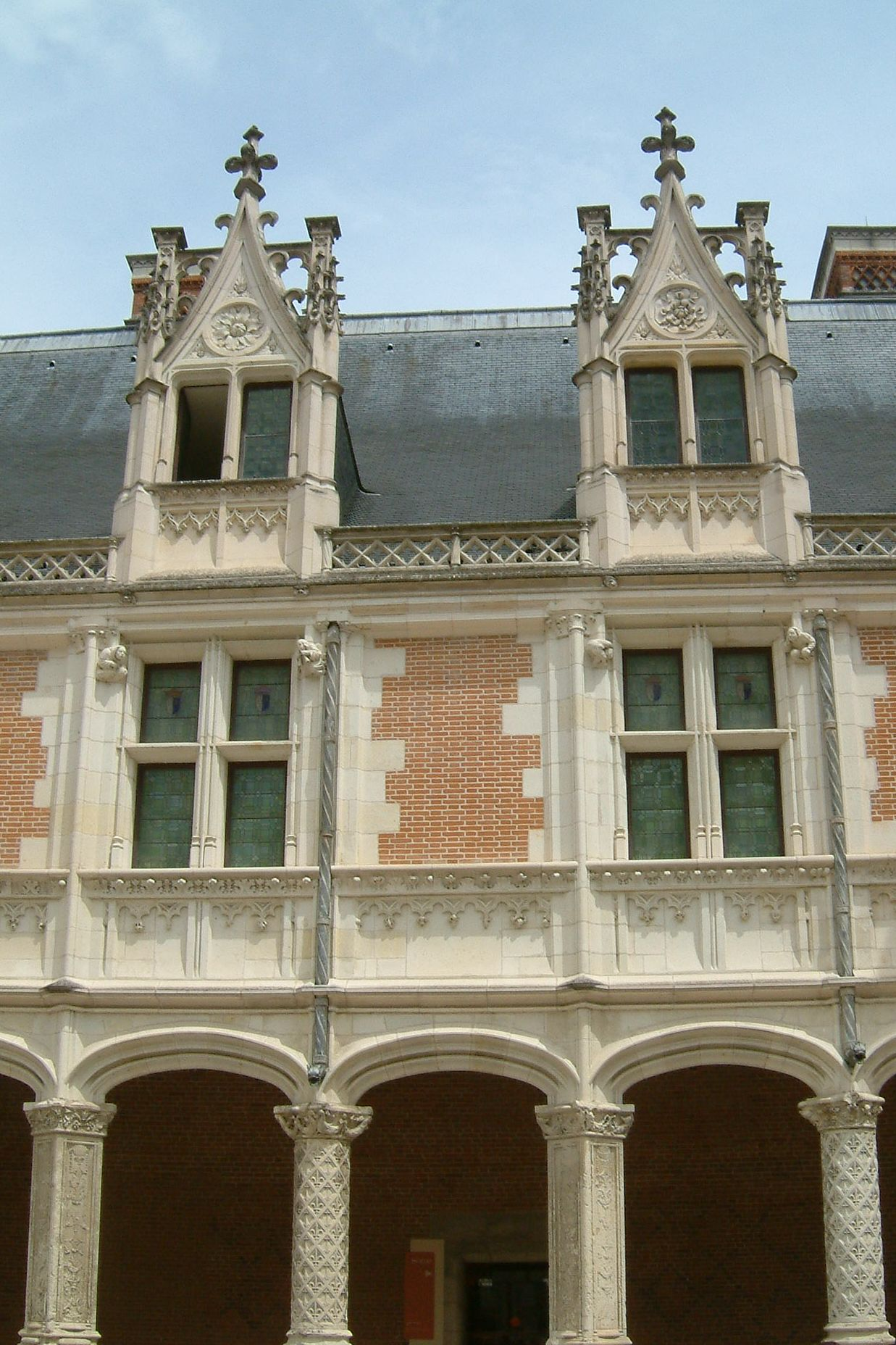
Ala Luigi XII, castello di Blois (1498-1503)
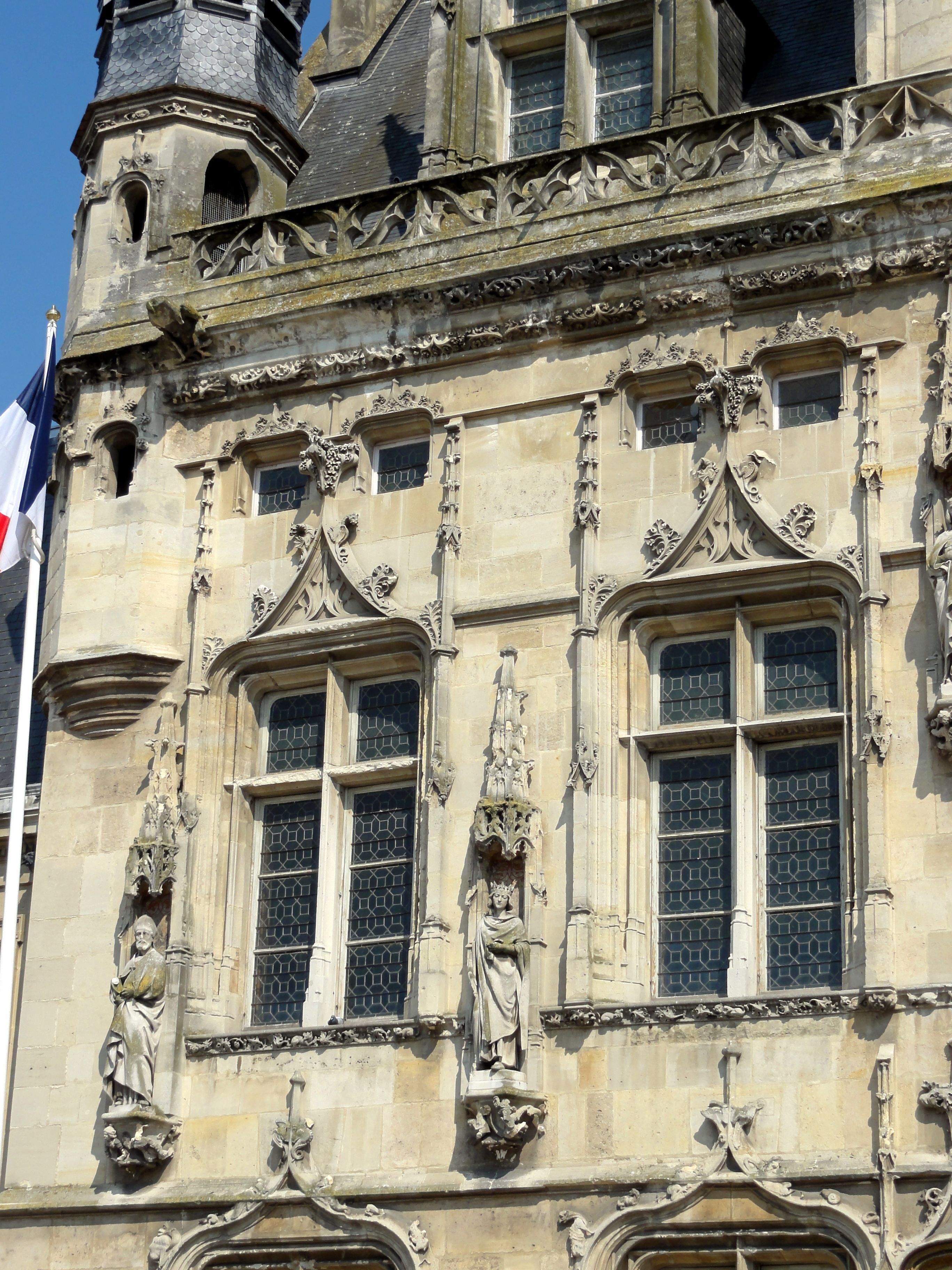
Hôtel de ville de Compiègne (1505-1511)
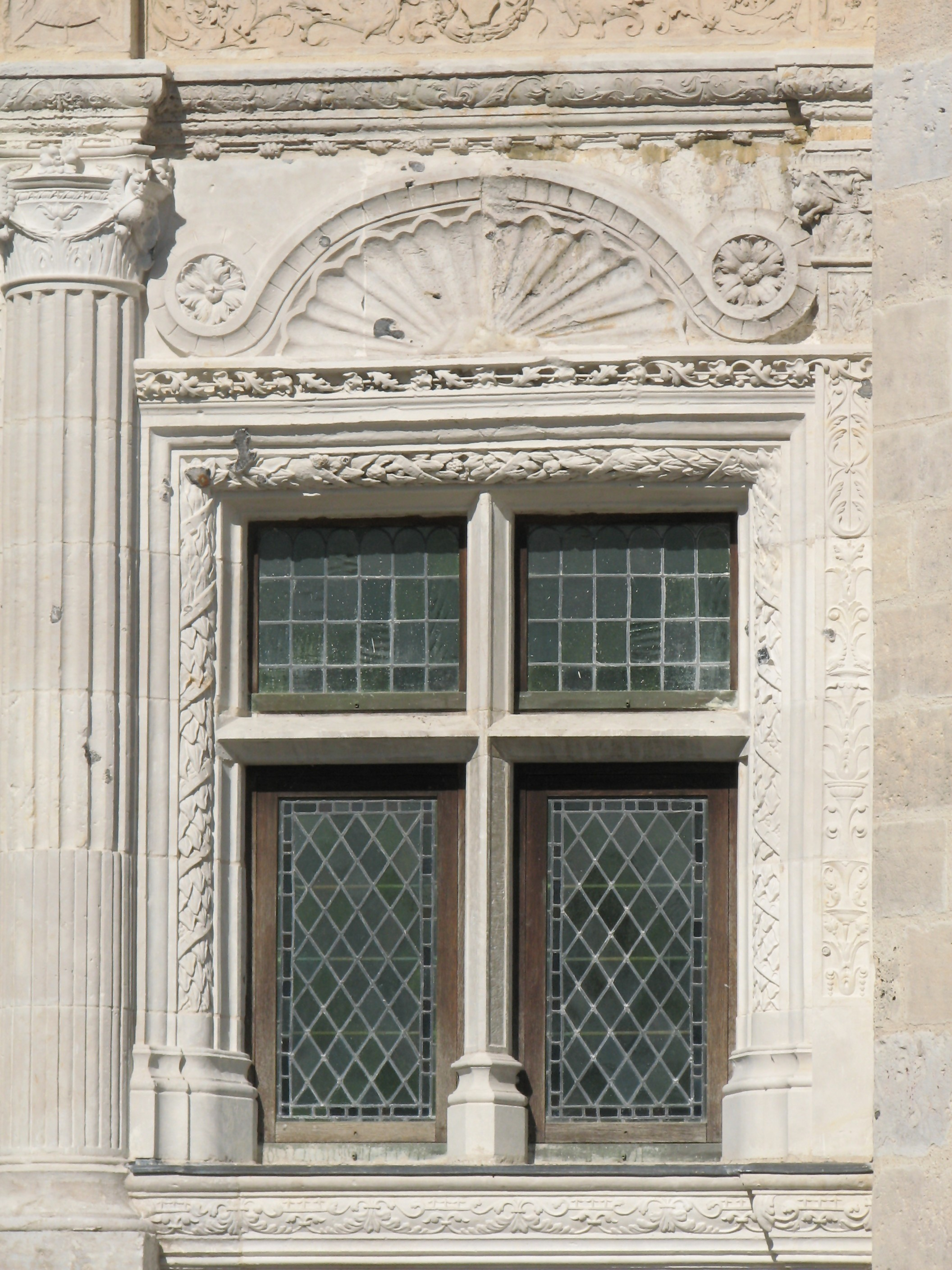
Castello di Gaillon (1507-1509)
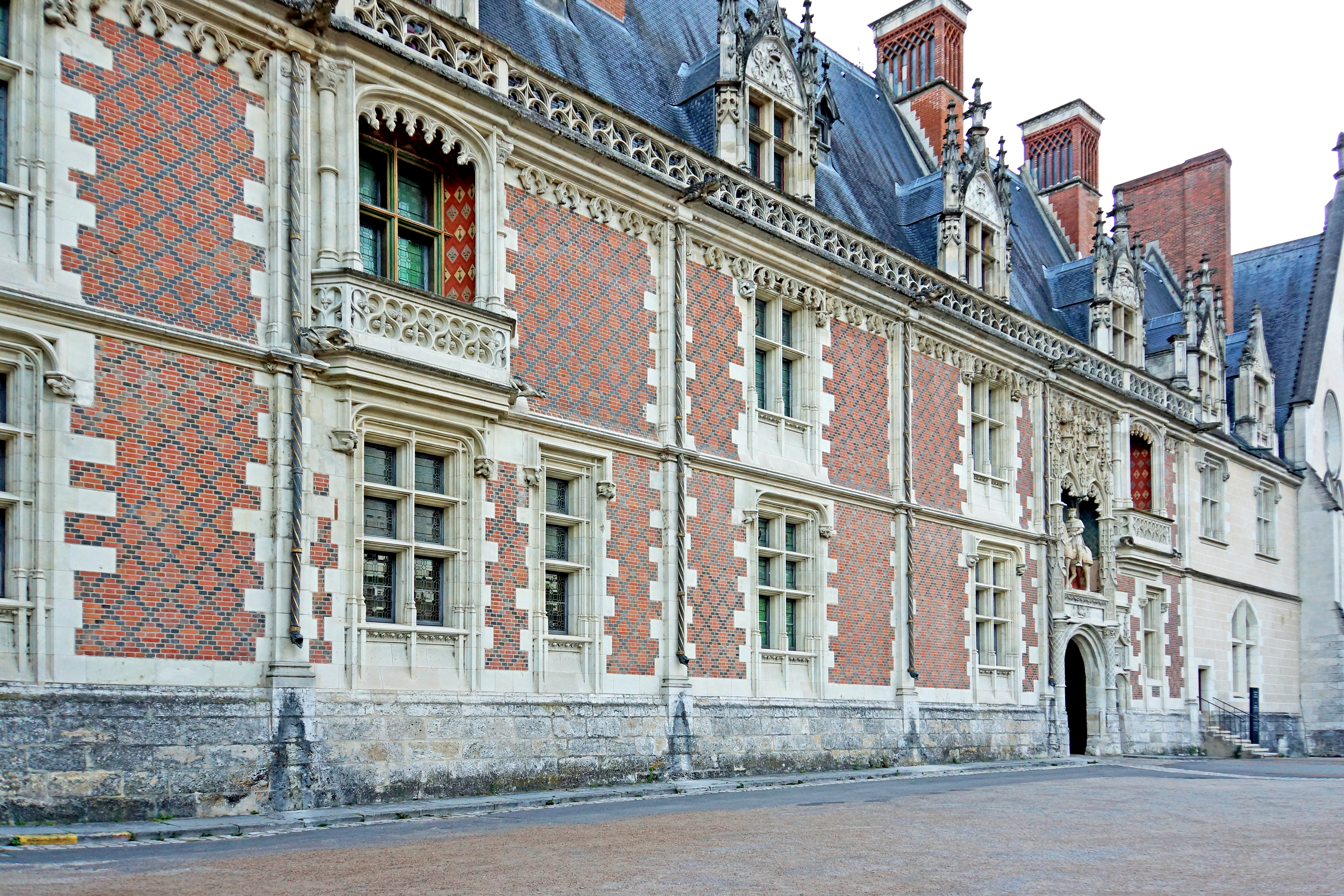
Facciata in mattoni e pietra dell'ala Luigi XII del castello di Blois (1498-1503)
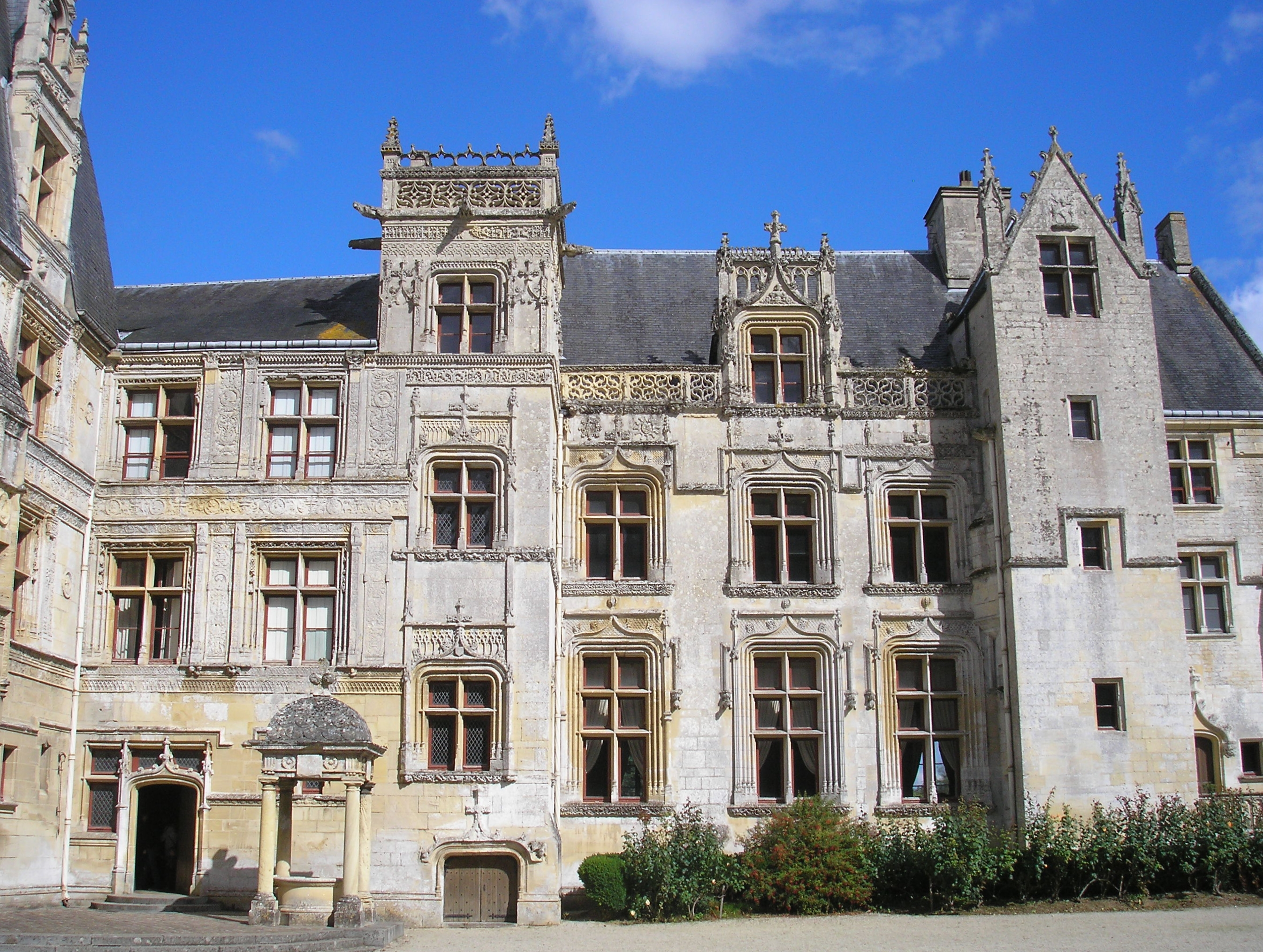
Parte centrale del castello di Fontaine-Henry (1500-1537)
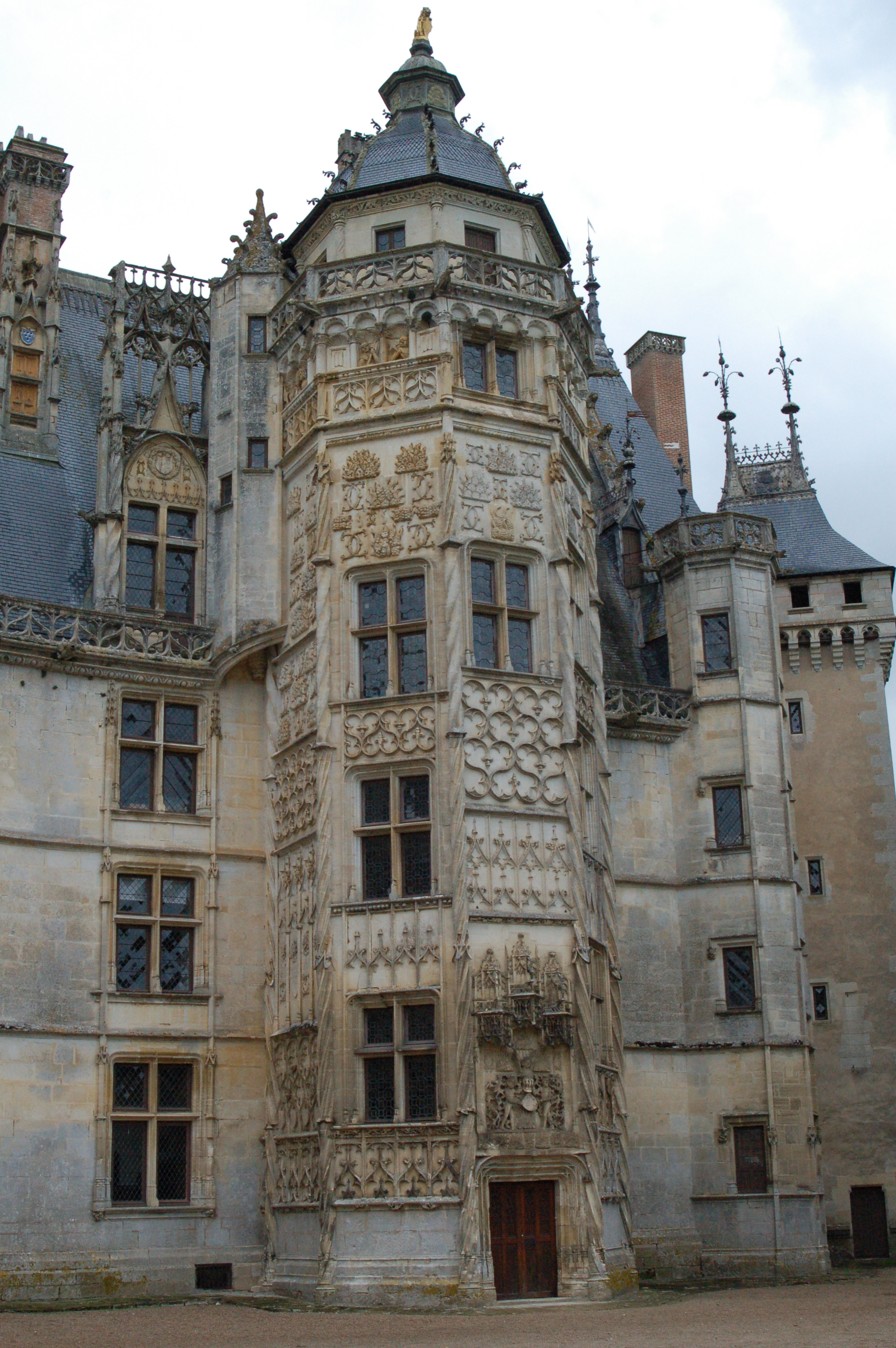
Castello di Meillant (1481-1510)
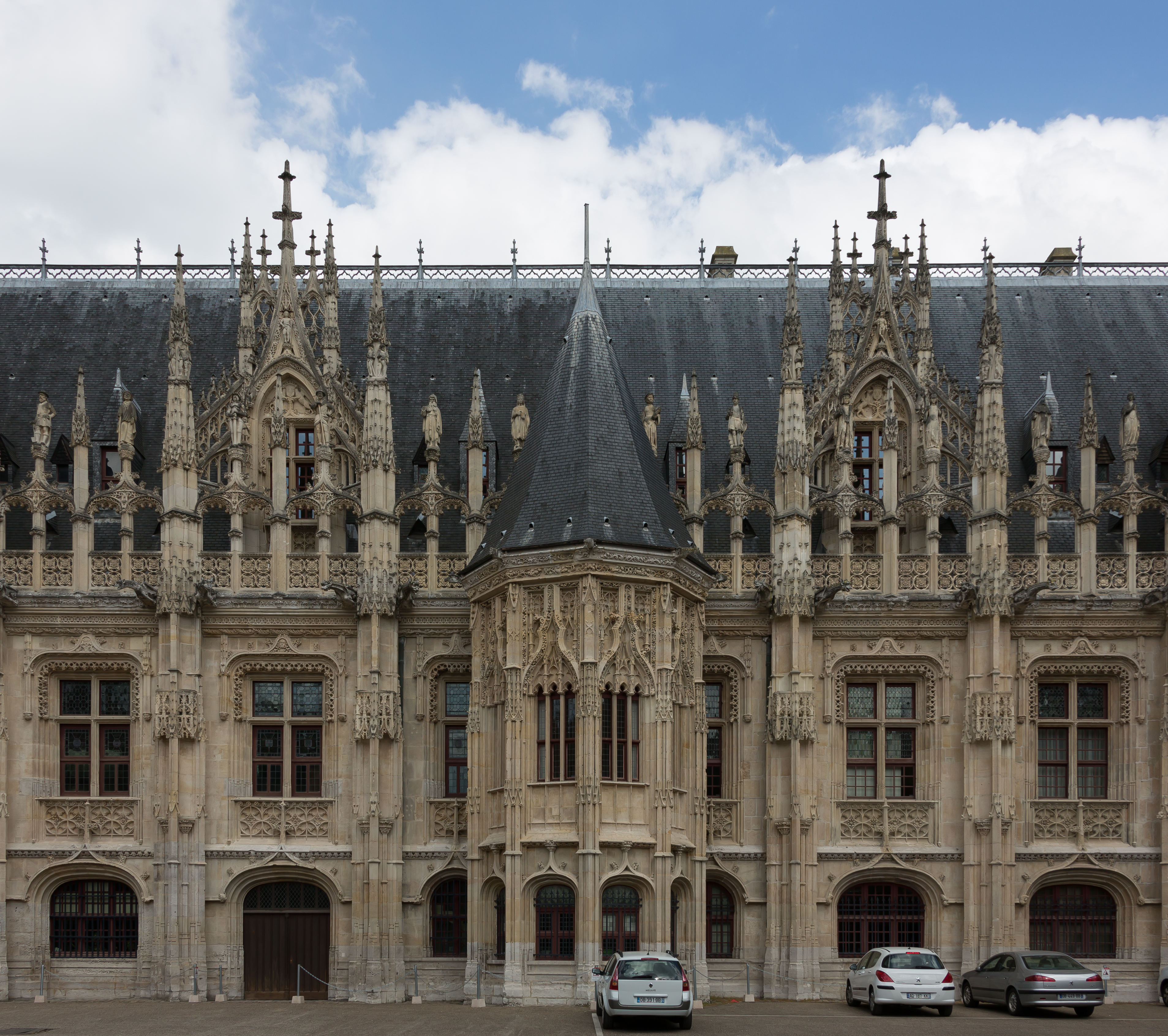
Palazzo di giustizia di Rouen (1509-1517)

#### Le logge

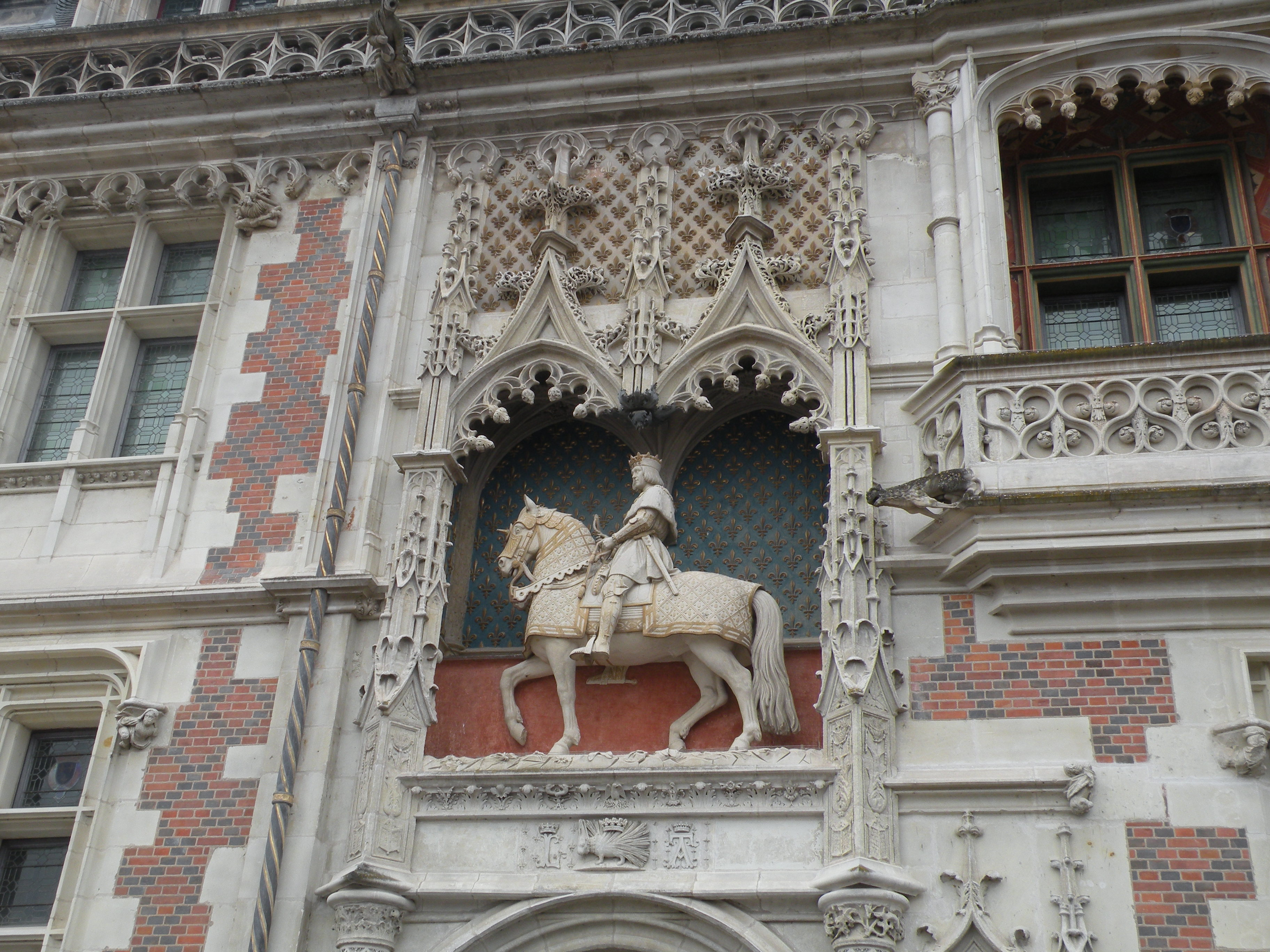
Dettaglio di una loggia della facciata dell'ala Luigi XII del castello di Blois (1498-1503)
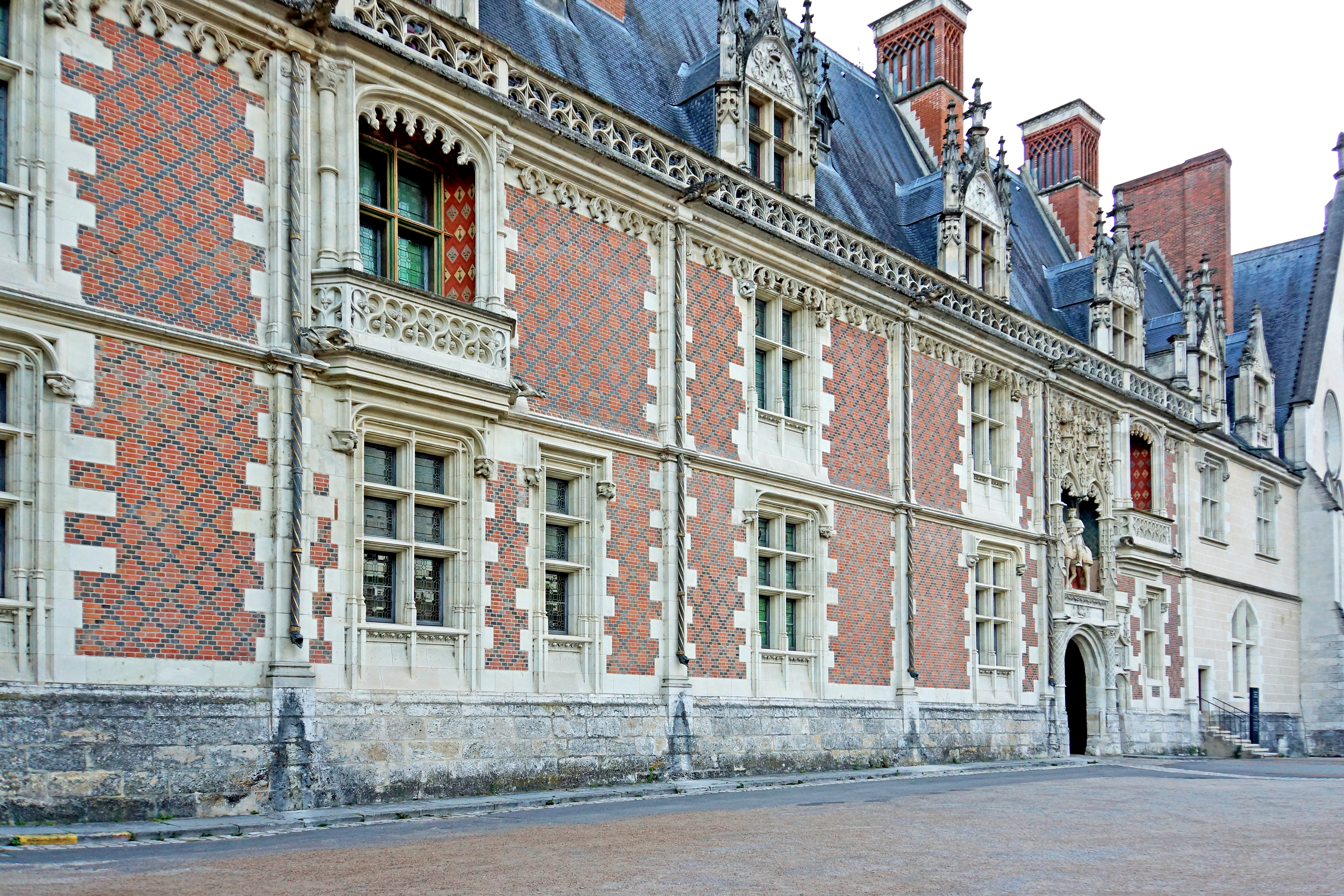
Logge in facciata dell'ala Luigi XII del castello di Blois (1498-1503)
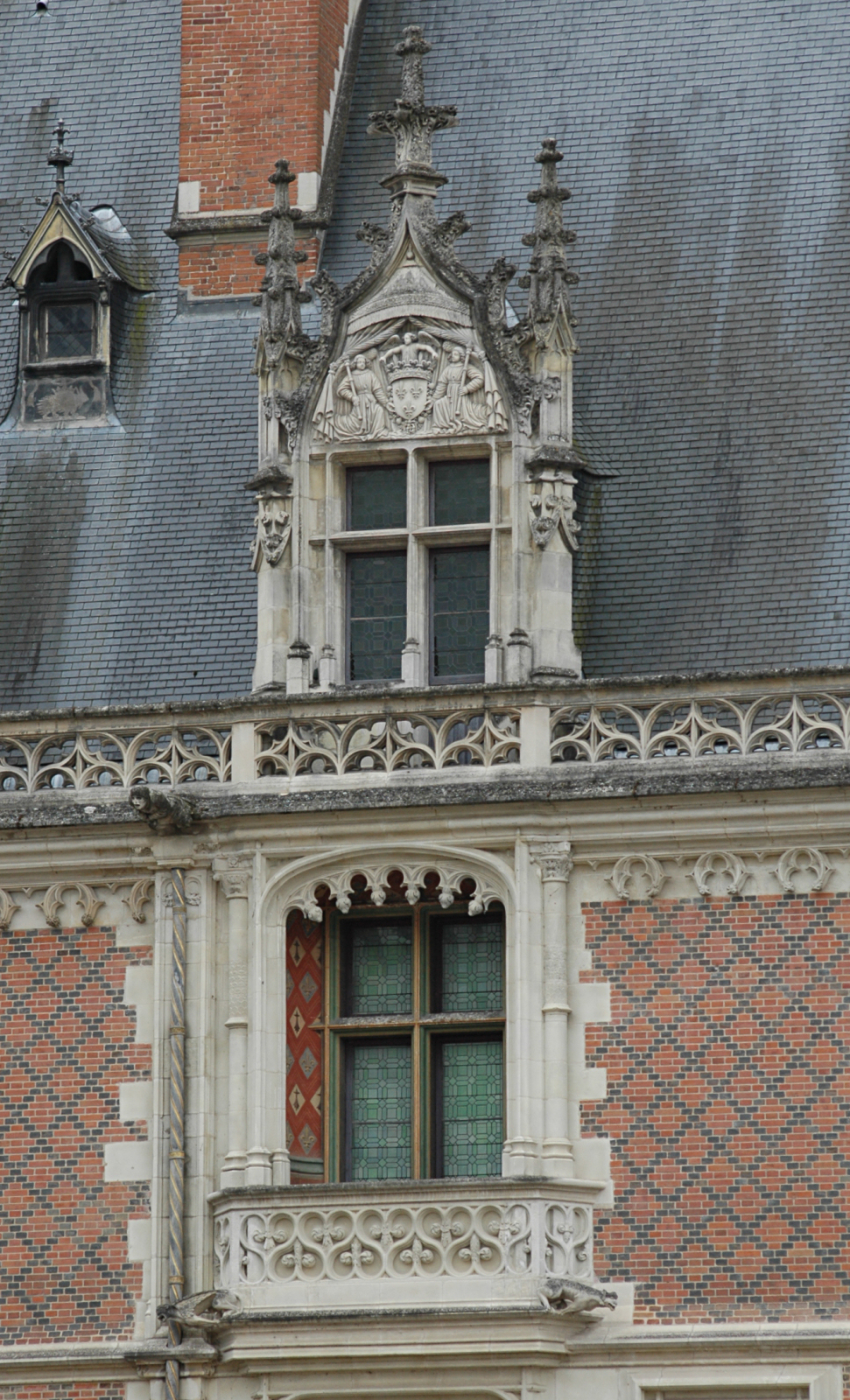
Loggia di facciata a Blois
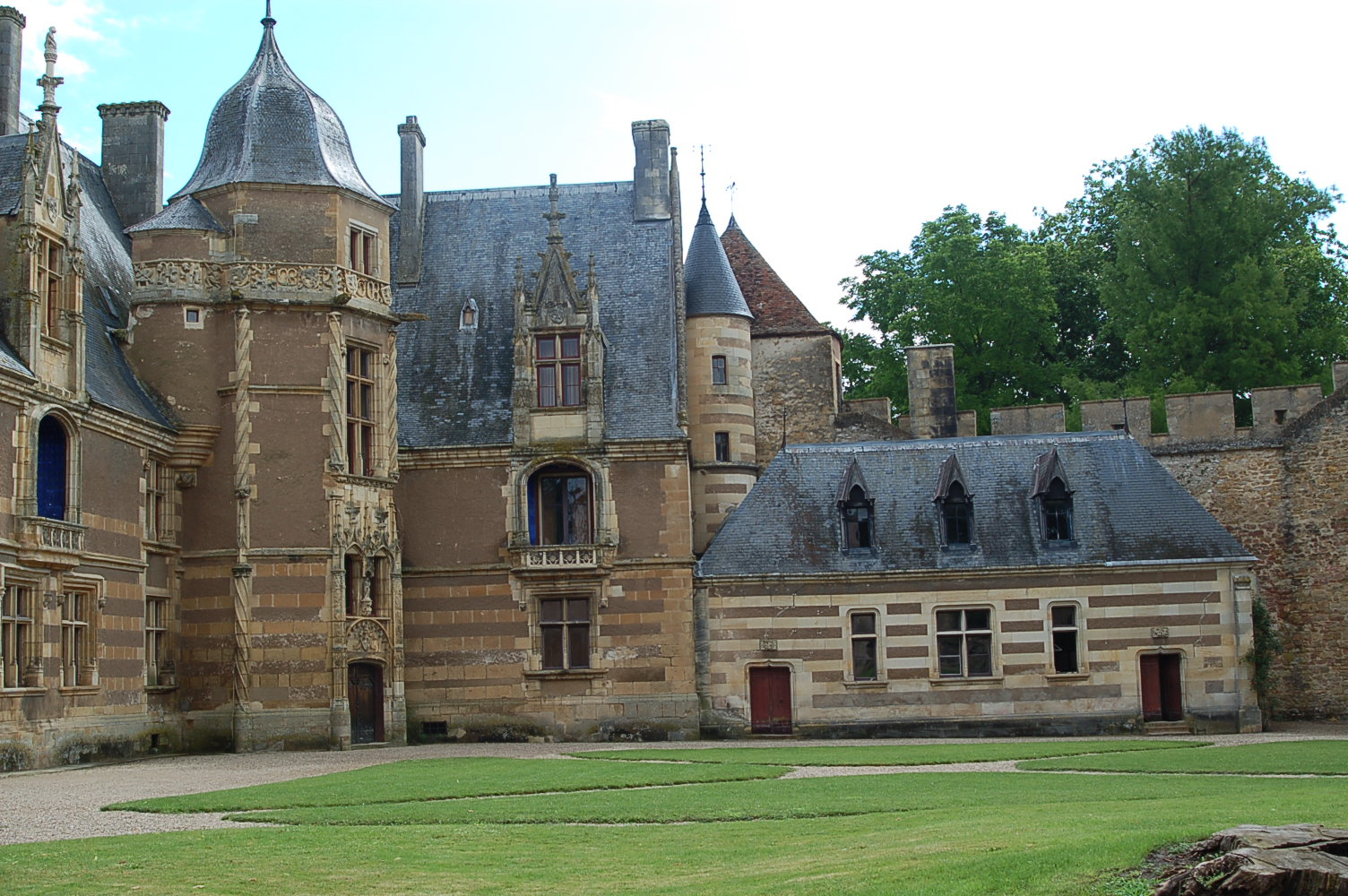
Loggia sulla facciata del castello di Ainay-le-Vieil (1500-1505)
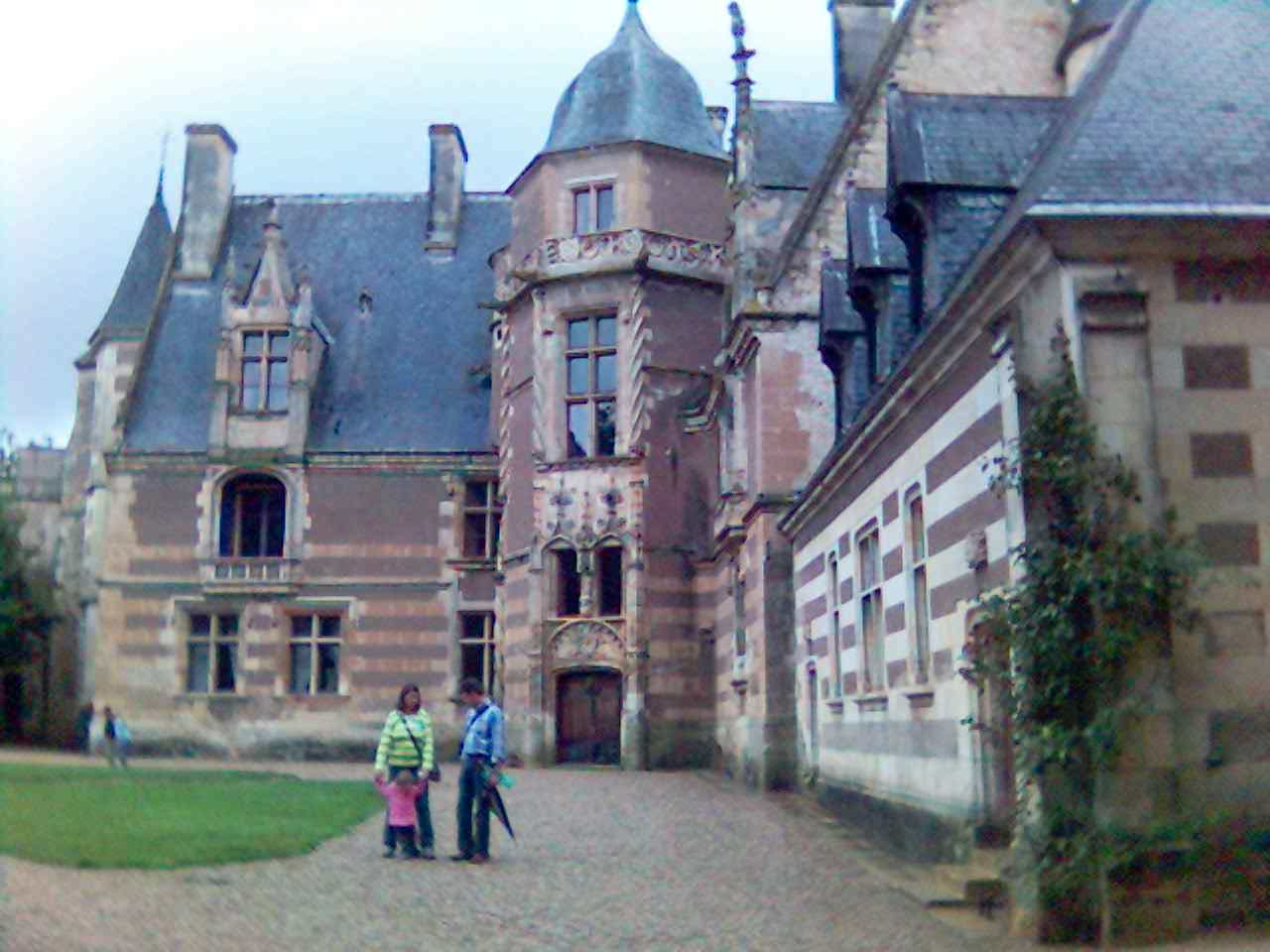
Loggia della facciata del castello di Ainay-le-Vieil (1500-1505)

#### I lucernari

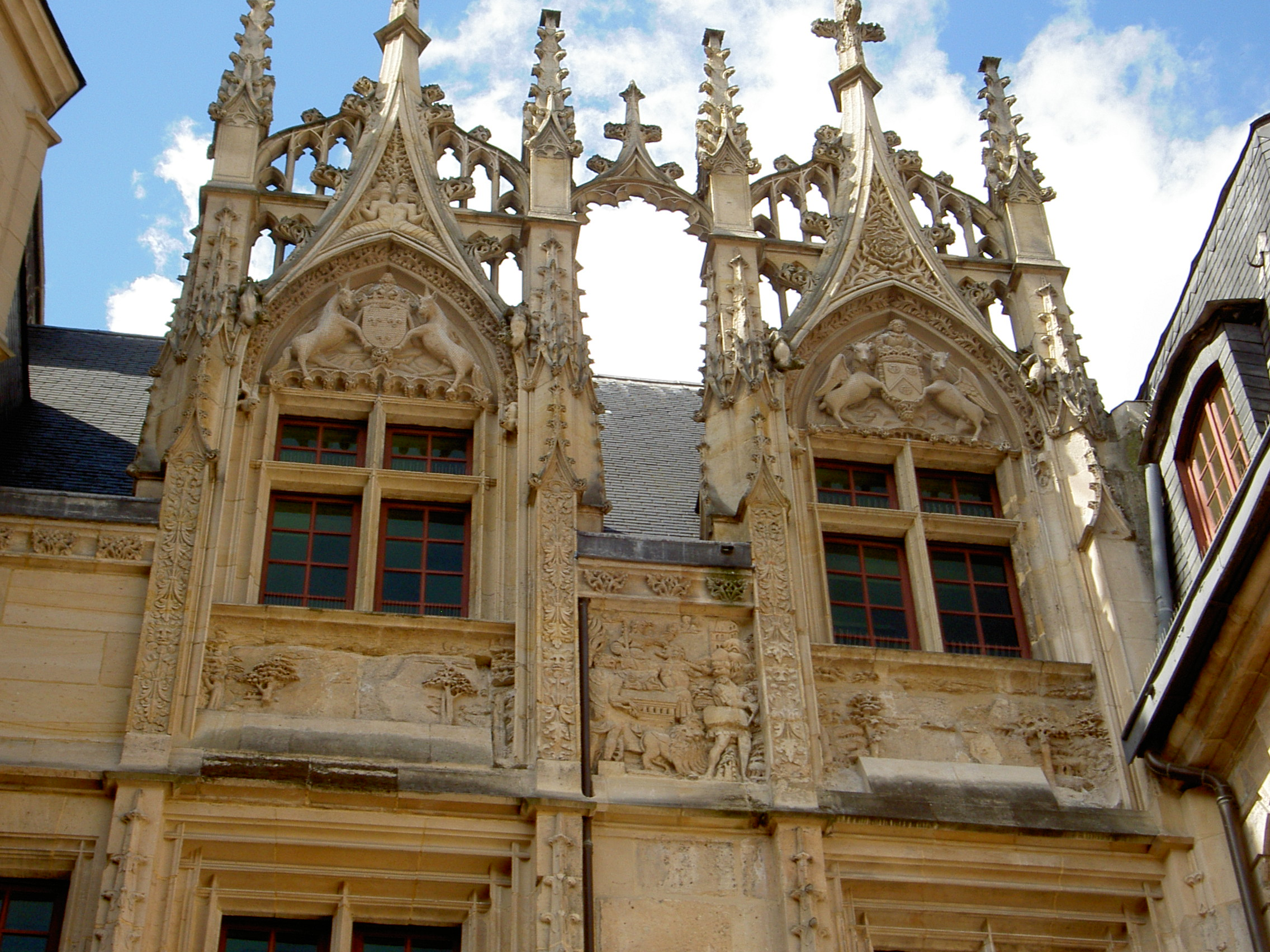
Lucernari con motivi del gotico fiammeggiante e pinnacoli a racemi (Hôtel de bourgtheroulde, Rouen, 1501-1532)
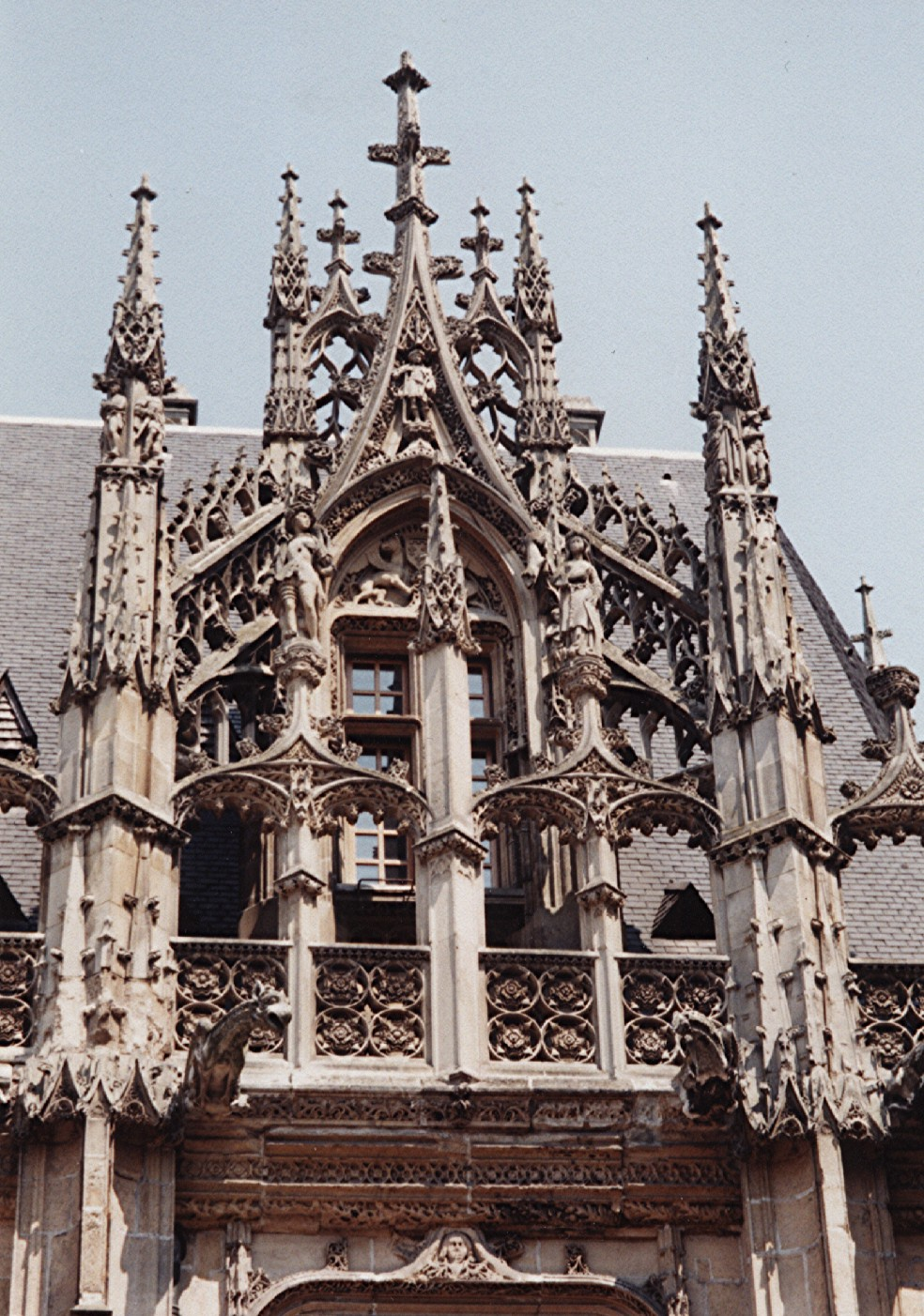
I lucernari del palazzo di giustizia di Rouen (inizio del XVI secolo)
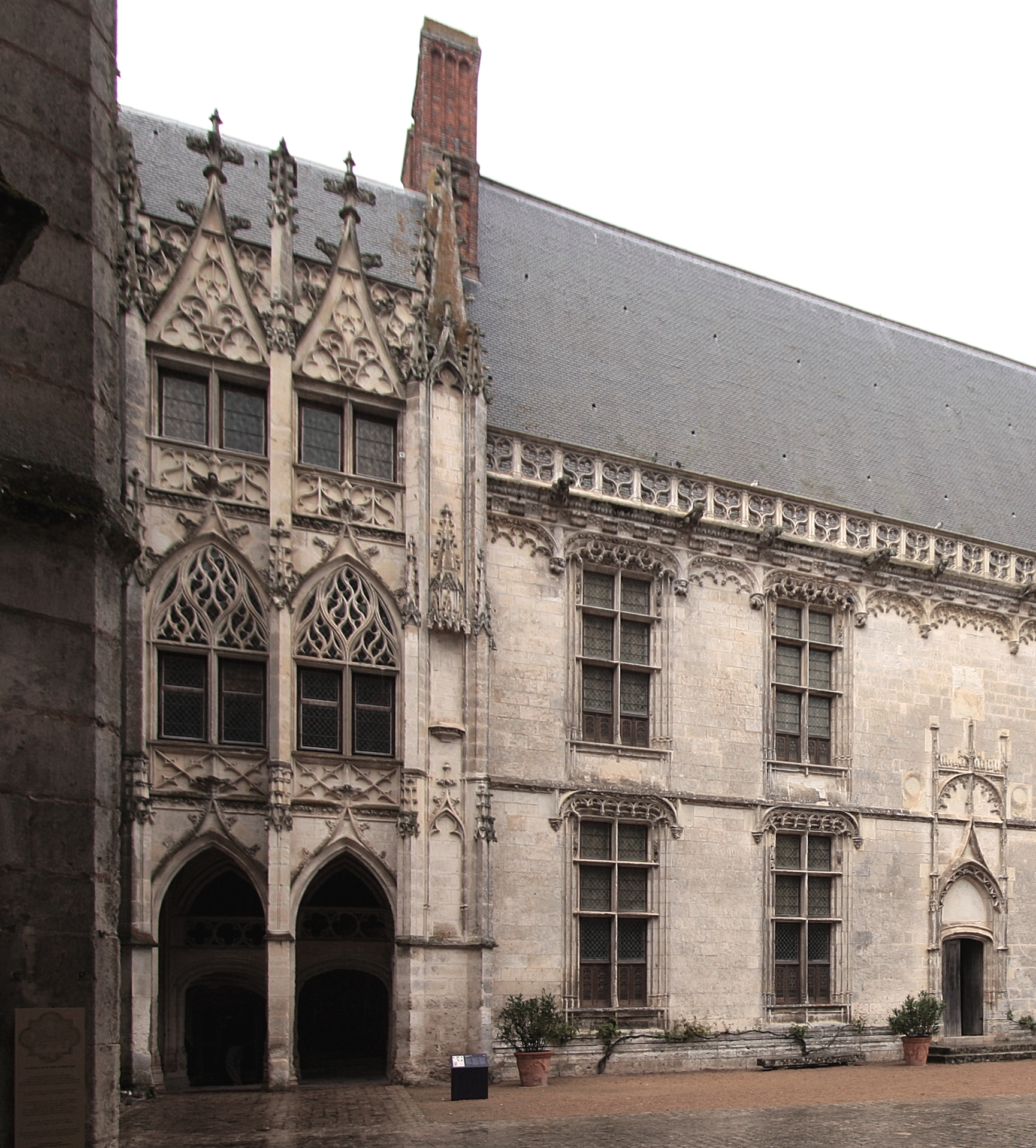
L'ala Longueville del castello di Châteaudun (1491-1518)
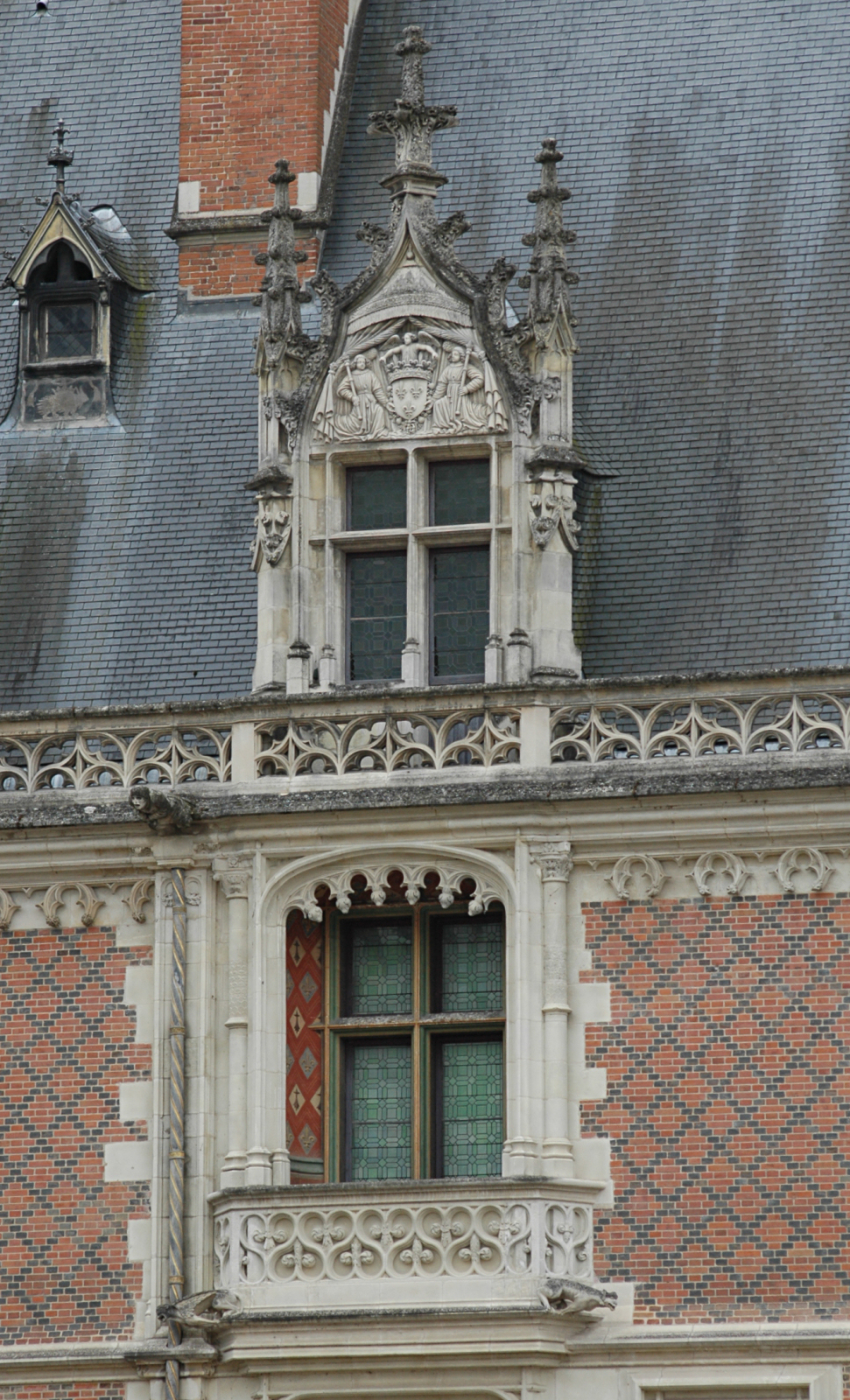
Ala Luigi XII, Blois (1498-1503)
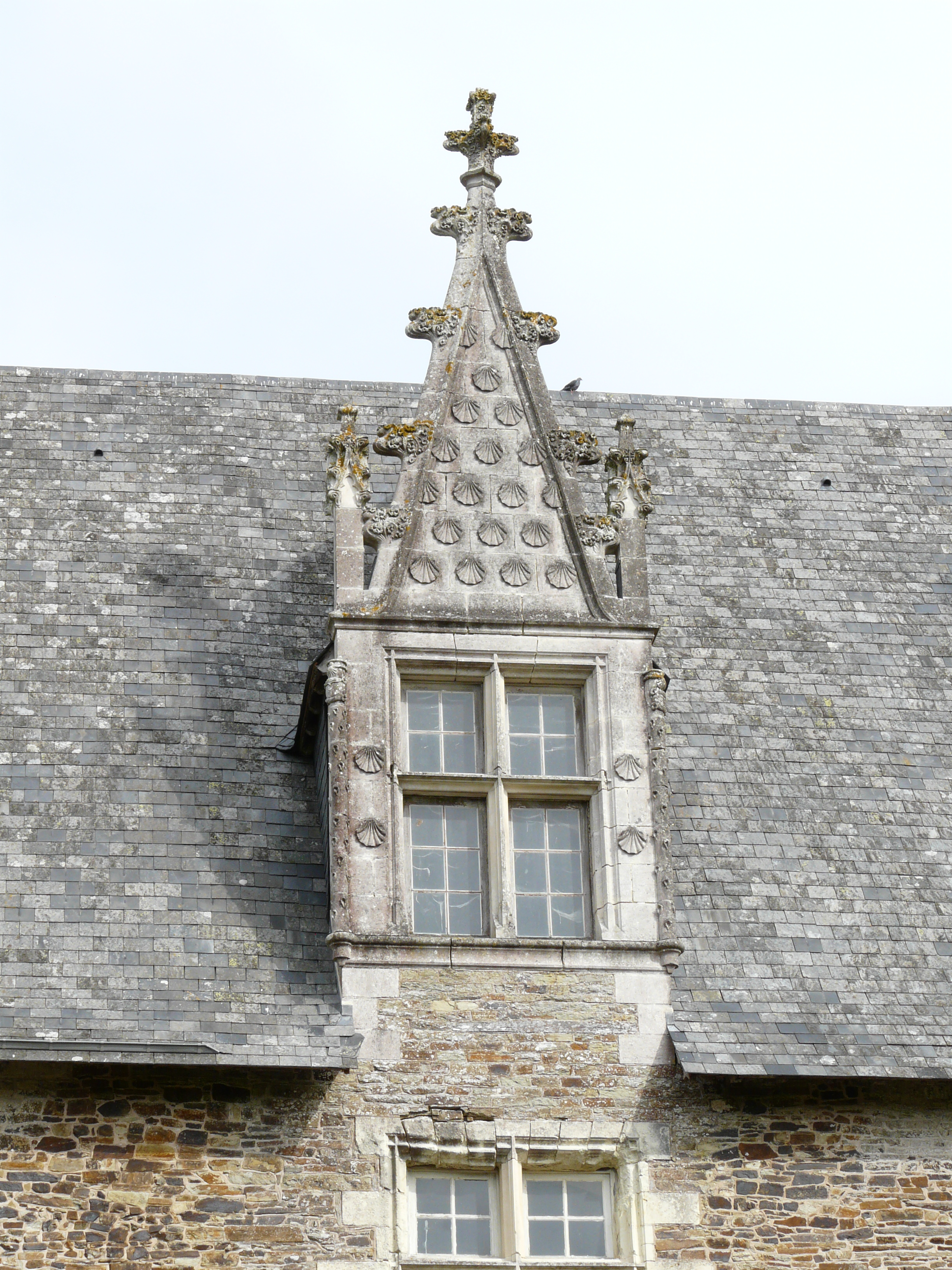
Castello de la Motte-Glain (1495-1505)
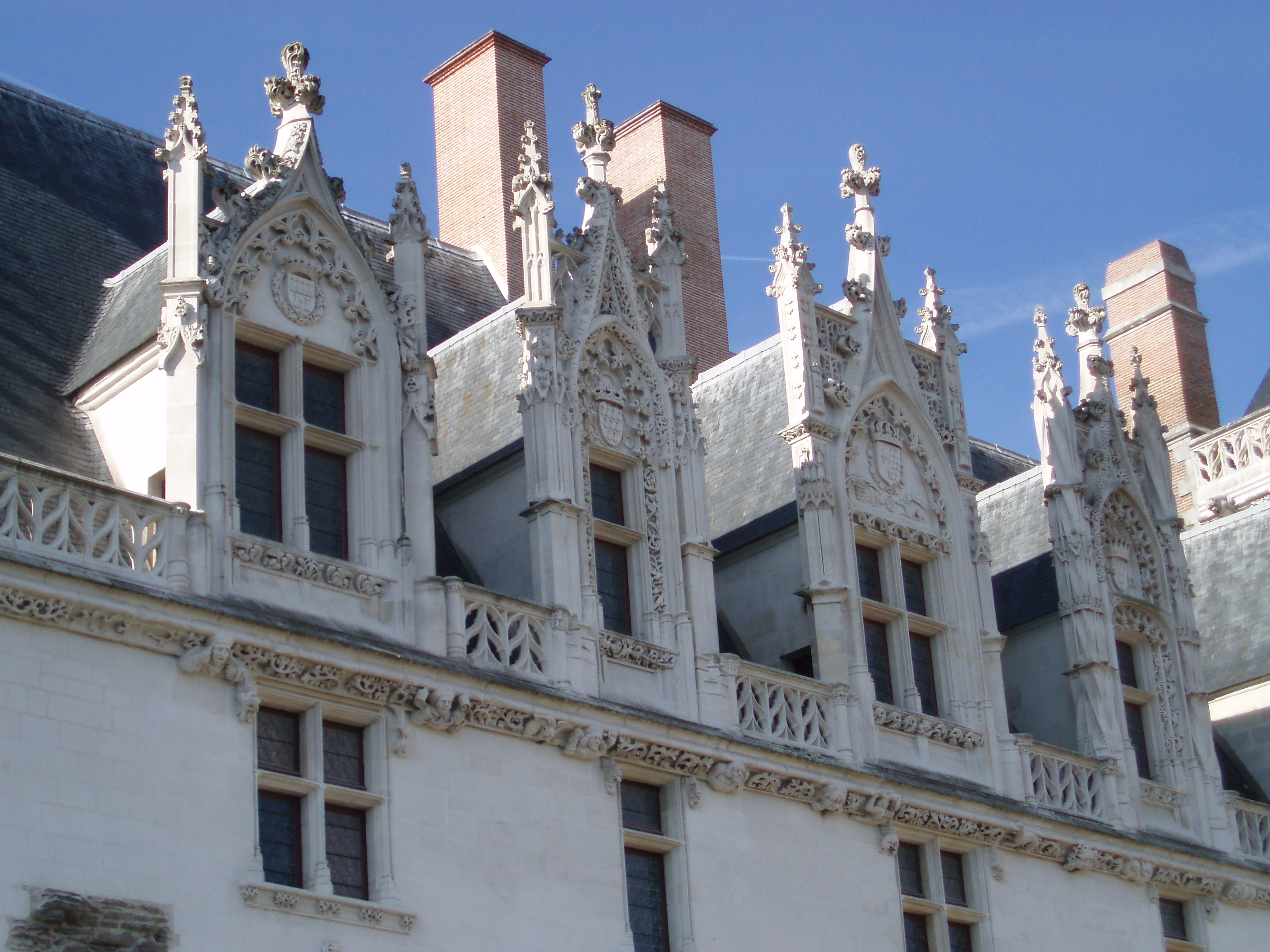
Castello dei duchi di Bretagna (1480-1506)
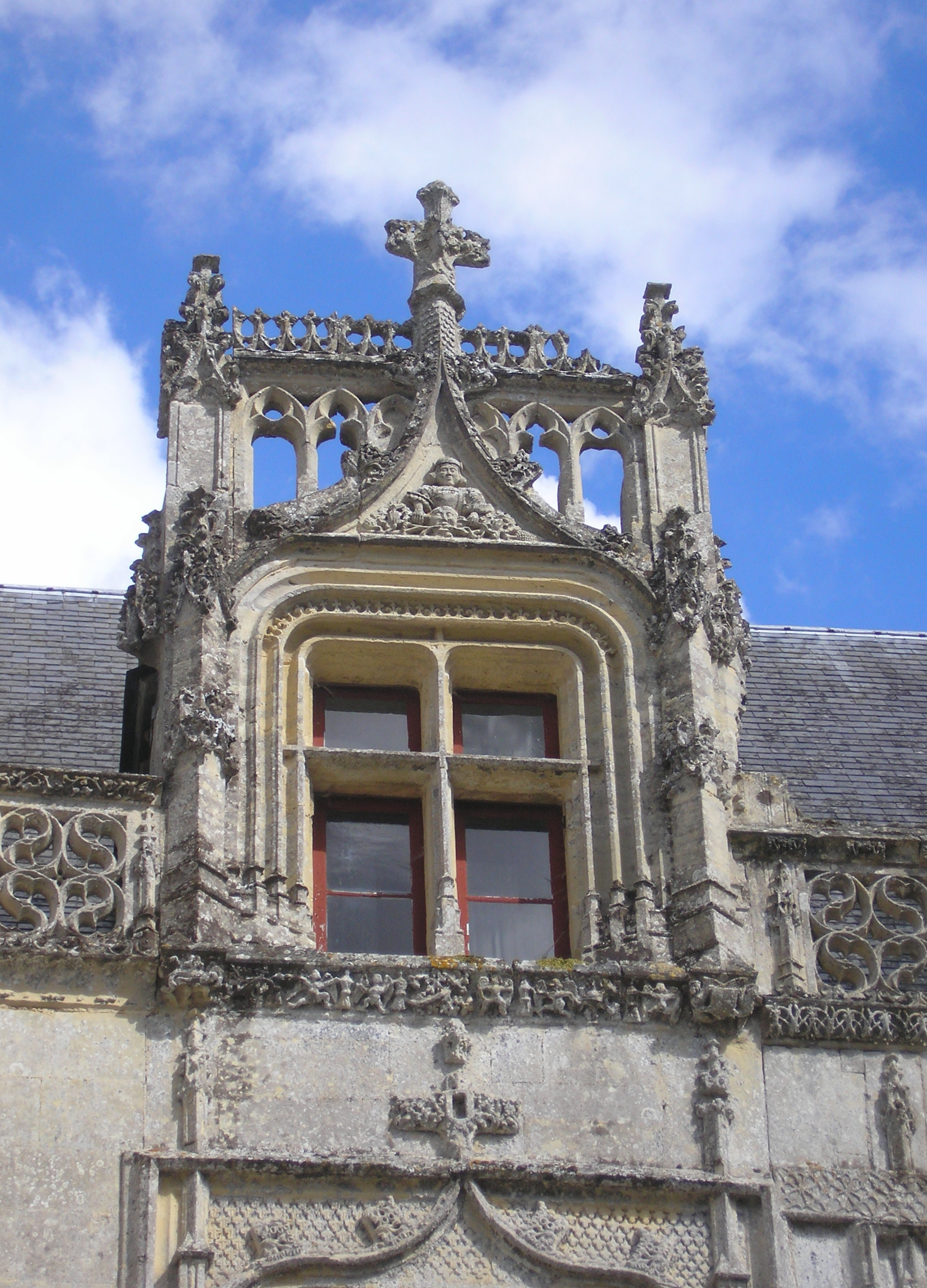
Castello di Fontaine-Henry (1500-1537)
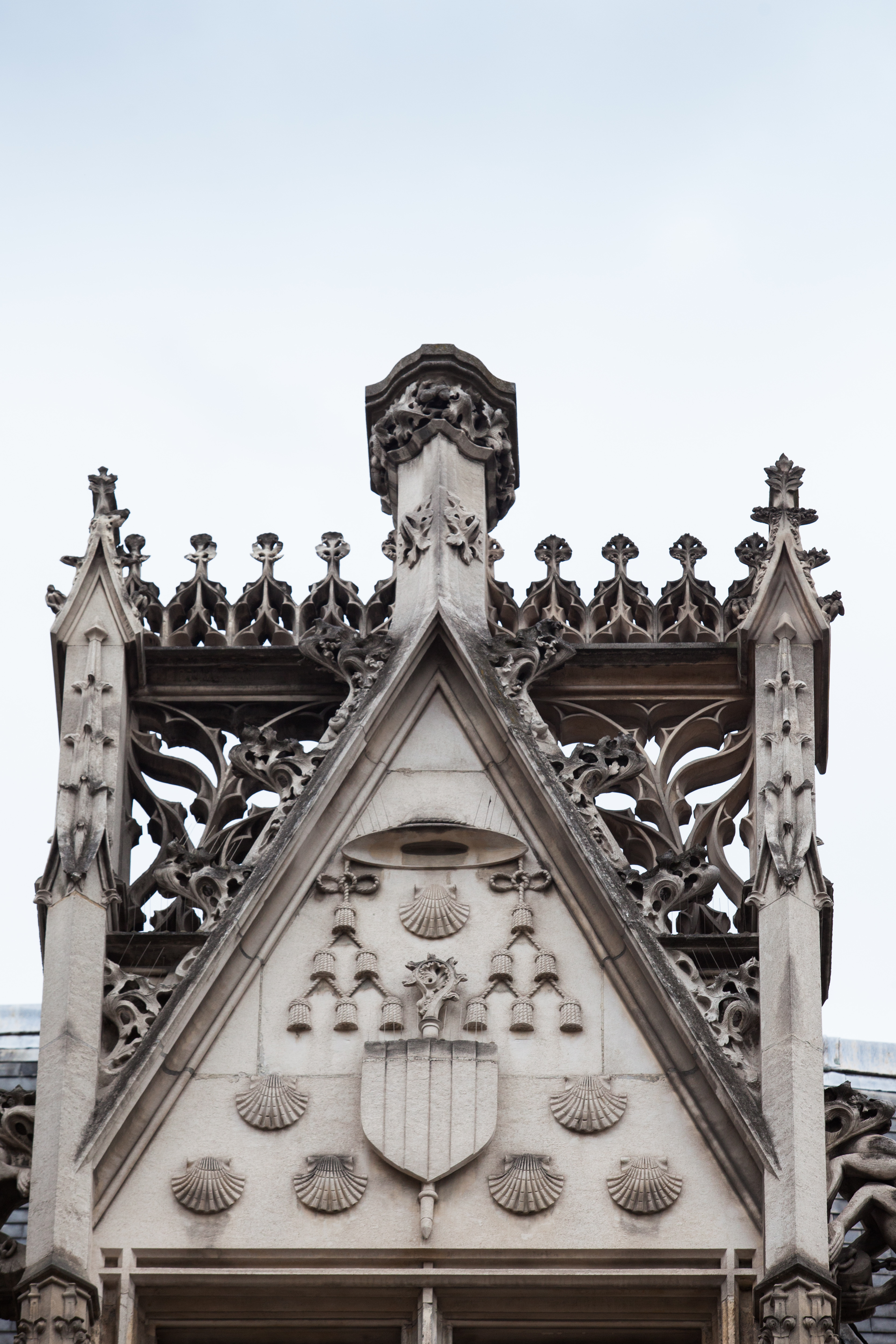
Hôtel de Cluny (1485-1510)
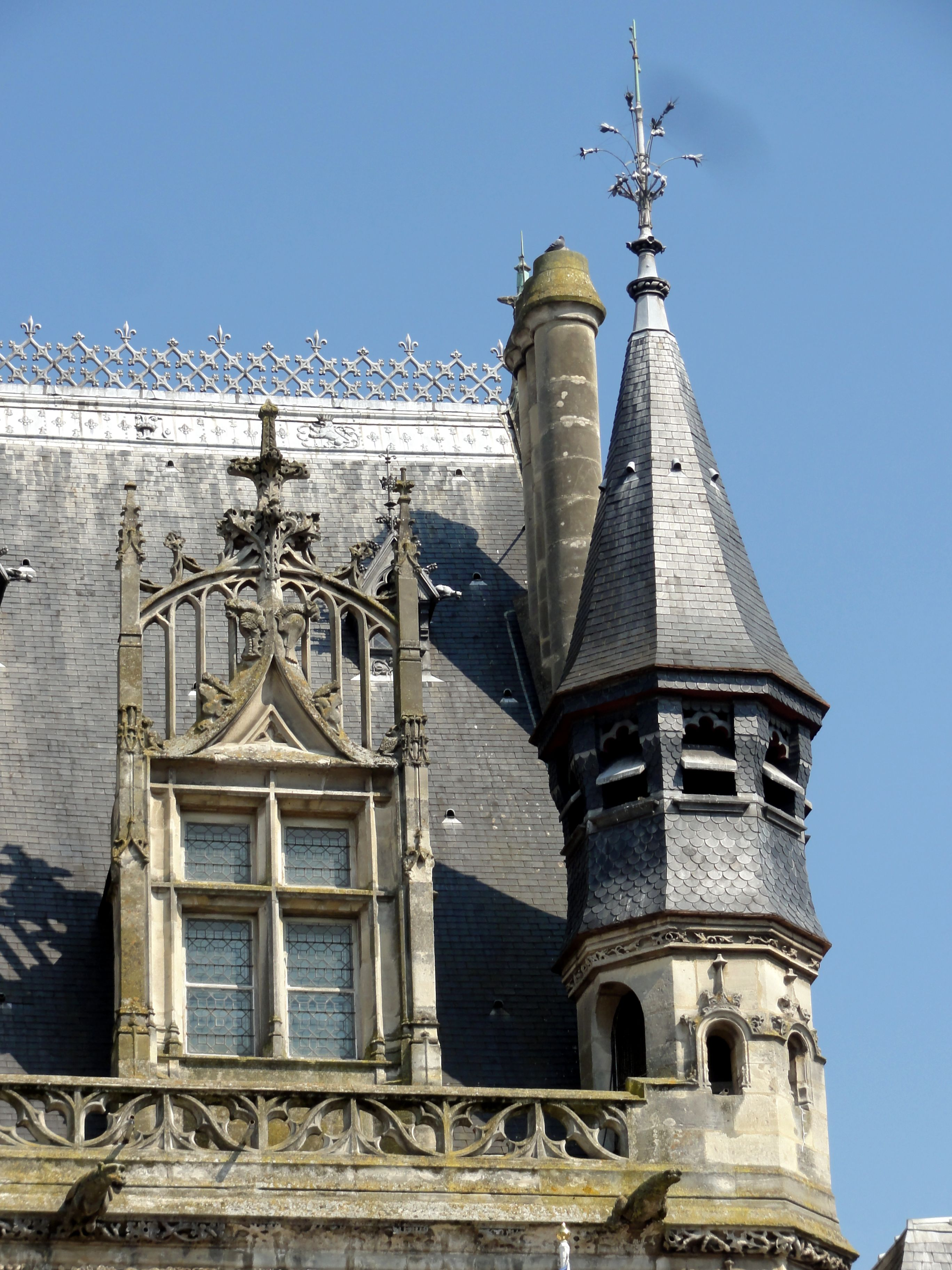
Hôtel de ville de Compiègne (1505-1511)
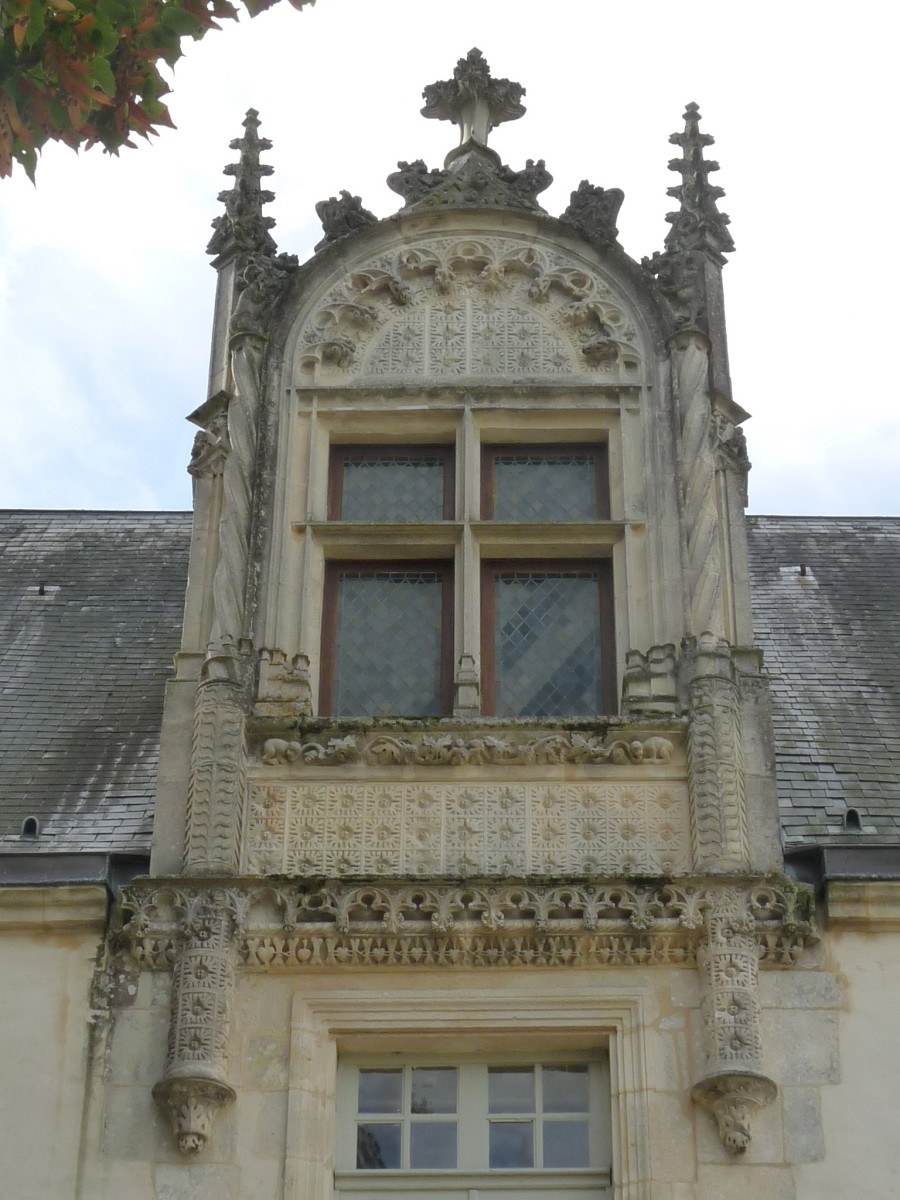
Château de Beaulon (c. 1510)
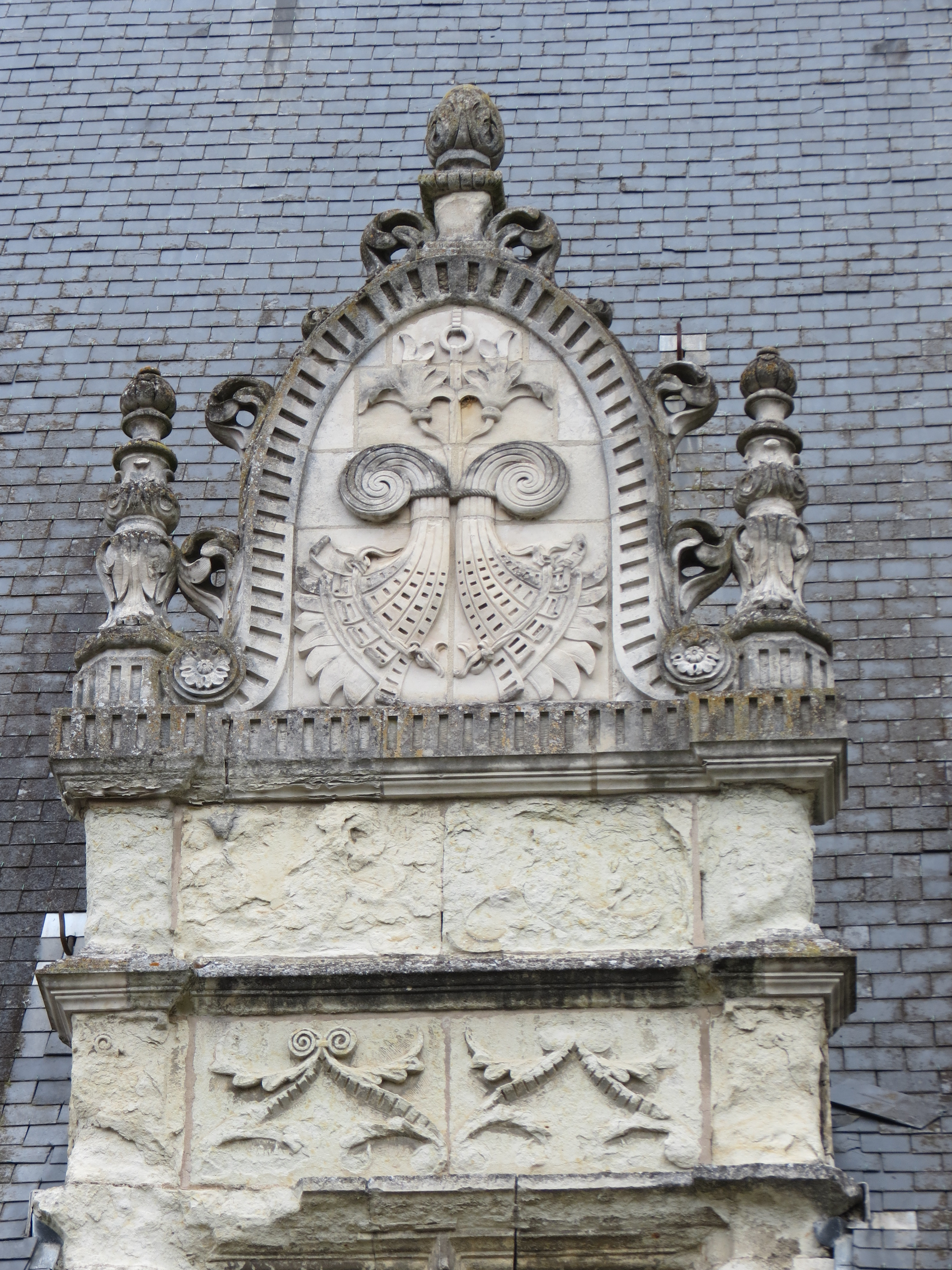
Château de Laval (1500-1506)

#### I camini

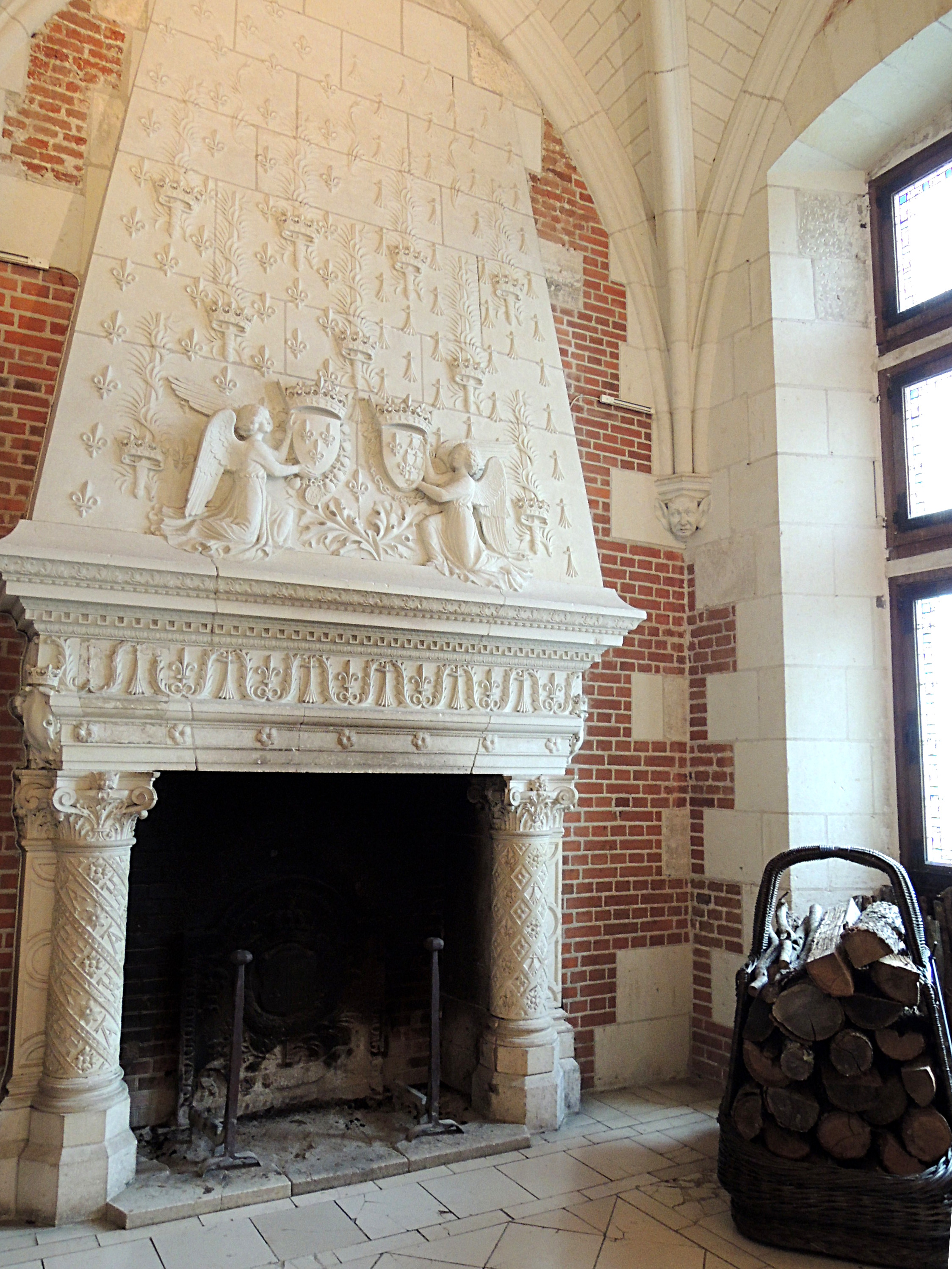
Camino della Sala del Consiglio dell'ala Carlo VIII del castello di Amboise (fine del XV secolo)
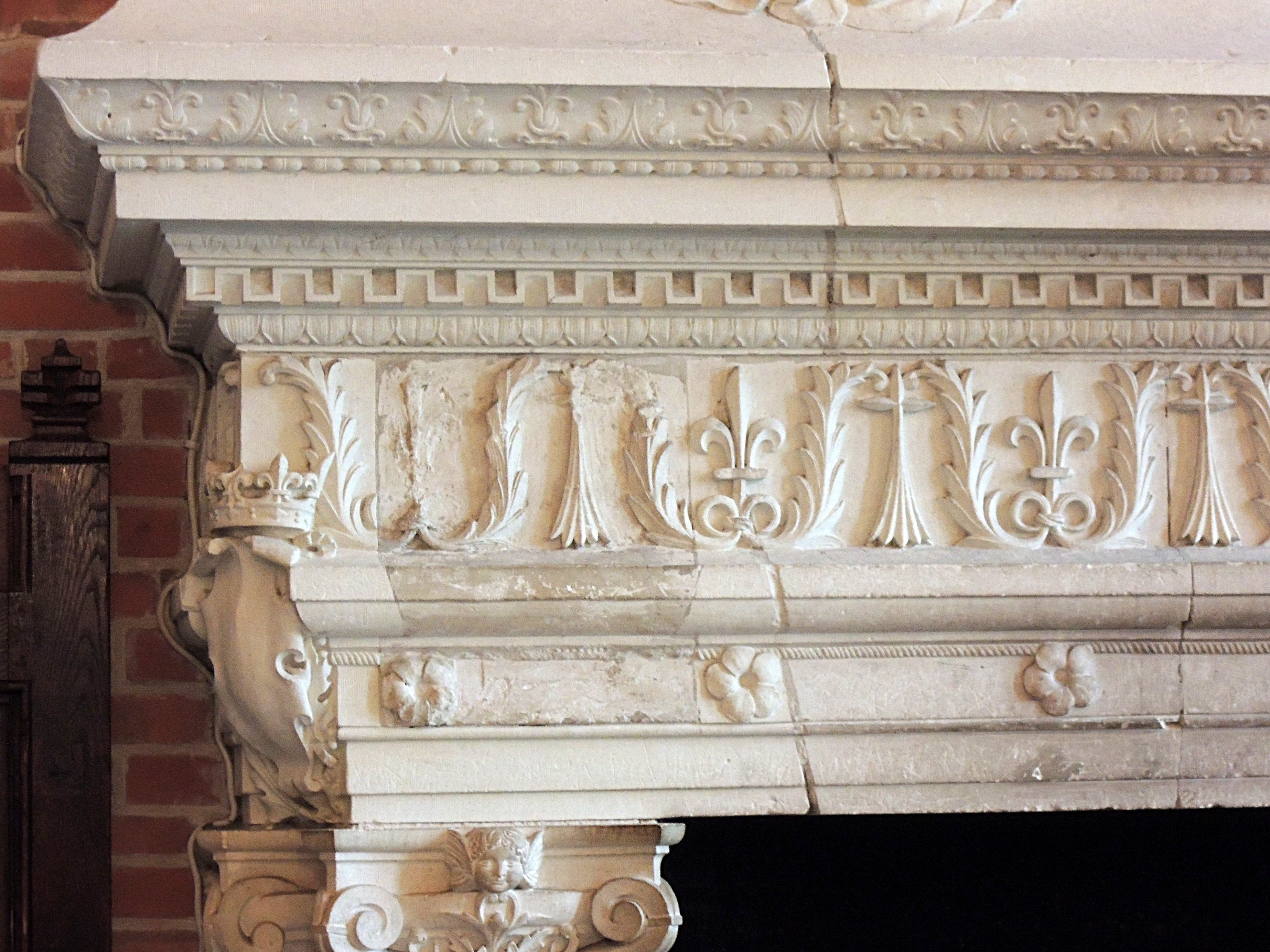
Dettaglio del camino della Sala del Consiglio (Castello di Amboise, fine del XV secolo)
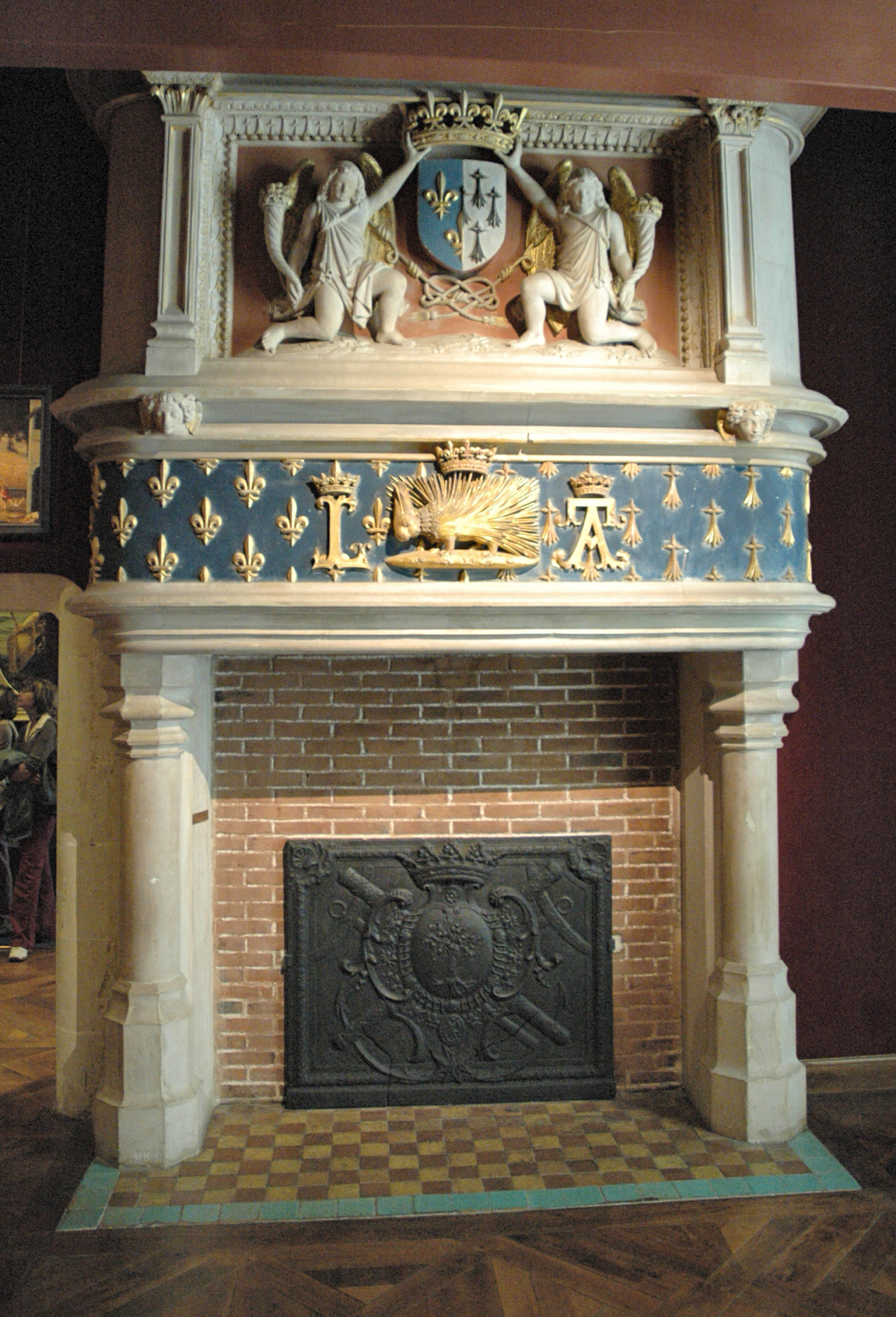
Camino dell'ala Luigi XII (1498-1503) del Castello di Blois)
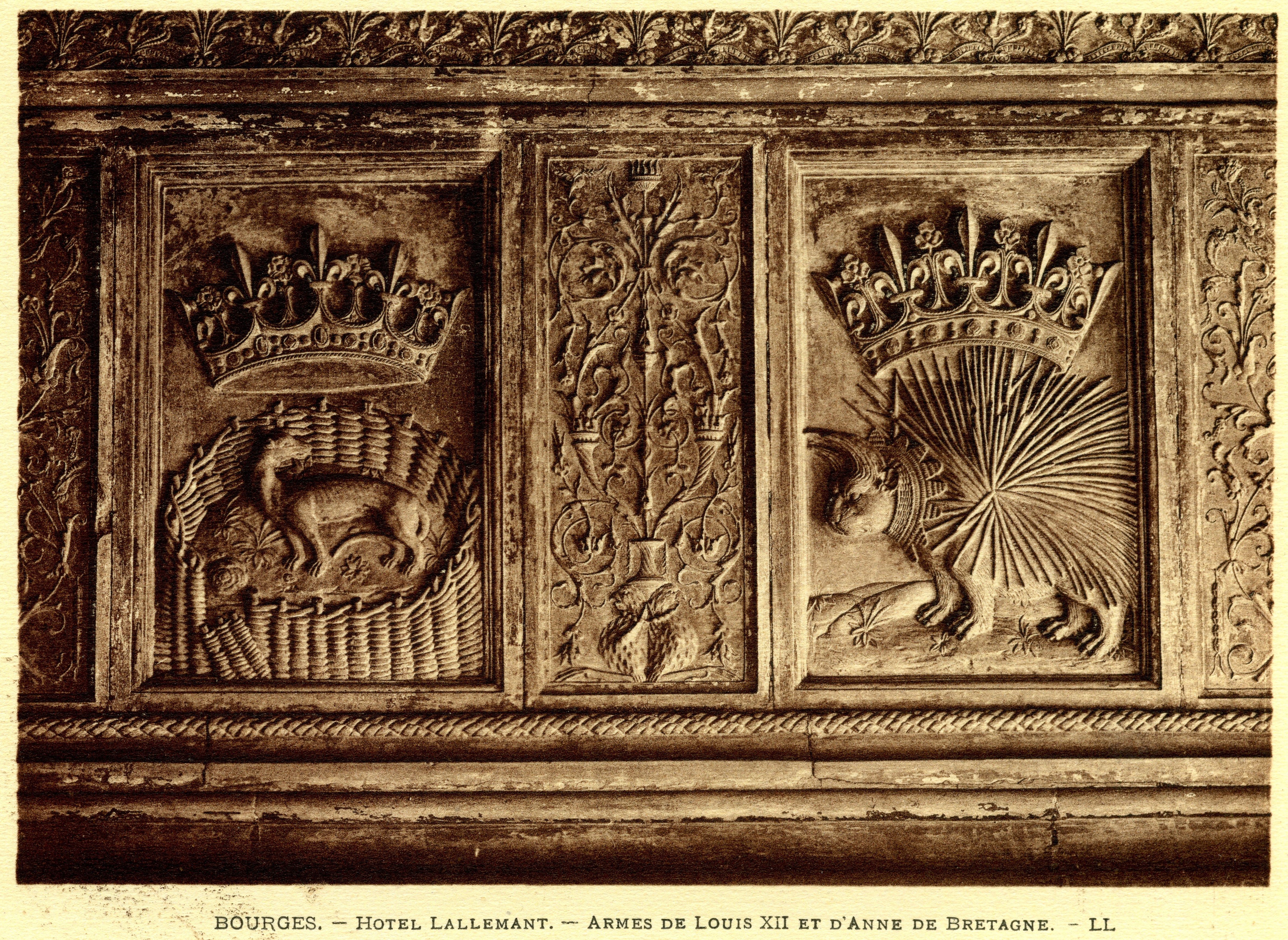
Manteau da camino con le armi di Luigi XII e di Anna di Bretagna presso l'Hôtel Lallemant (inizio del XVI secolo, Bourges)

## L'architettura

### Descrizione generale

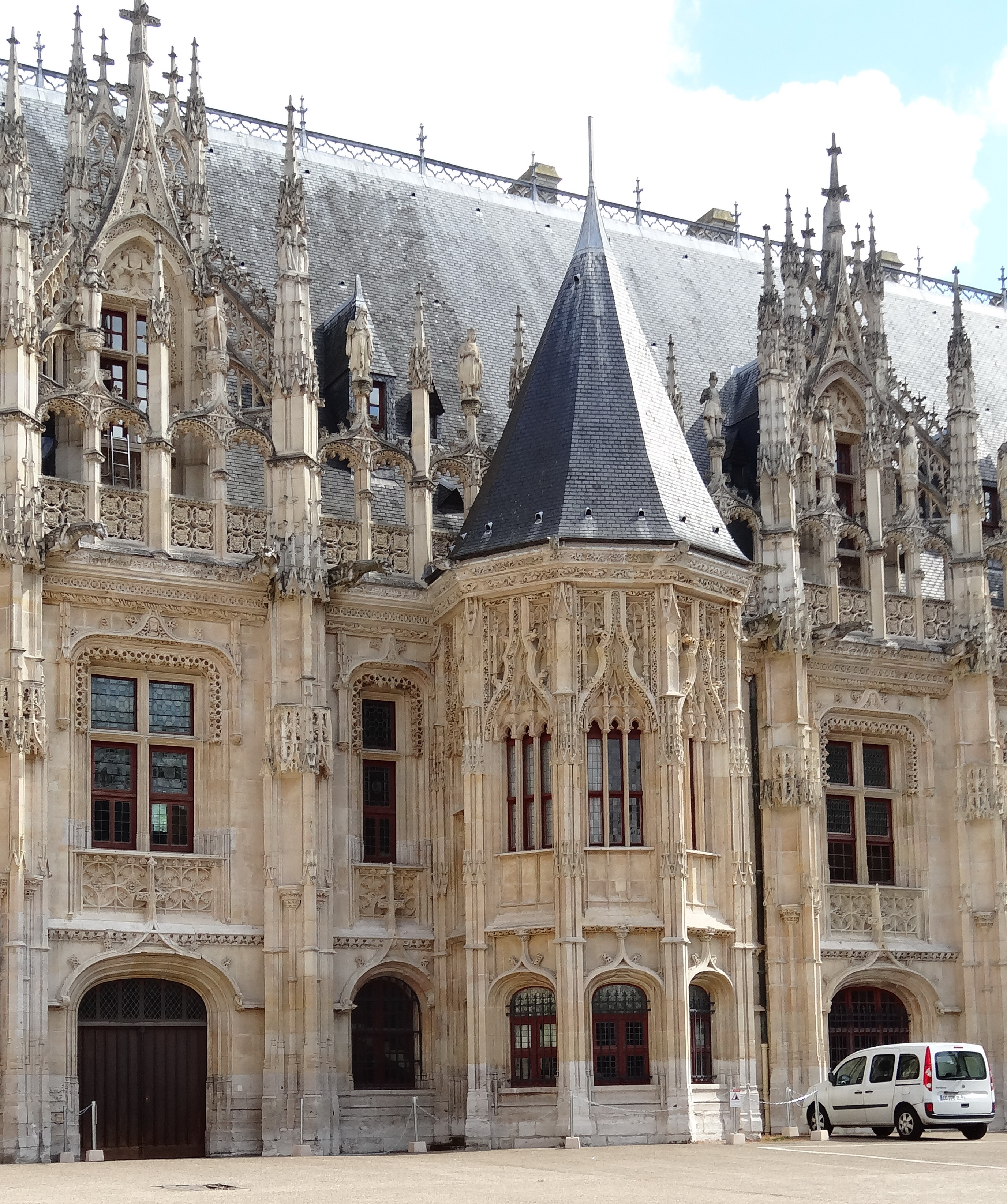
Palazzo di giustizia di Rouen (inizio del XVI secolo)
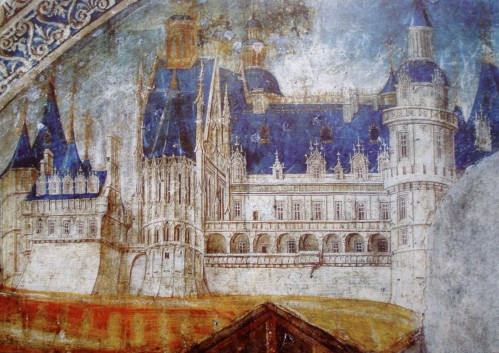
Castello di Gaillon (1506 - 1509)
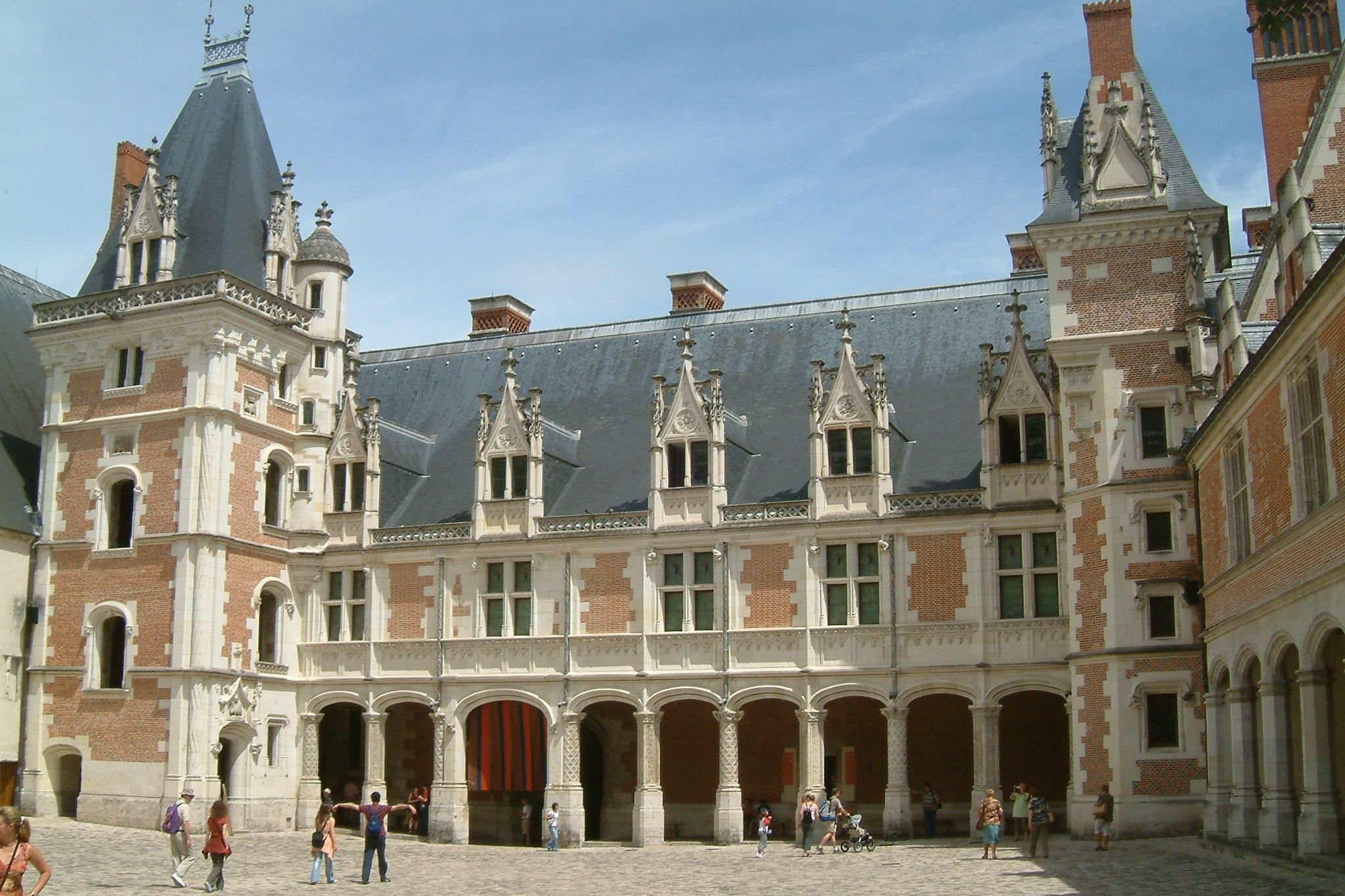
Ala Luigi XII (1498-1503) del Castello di Blois)
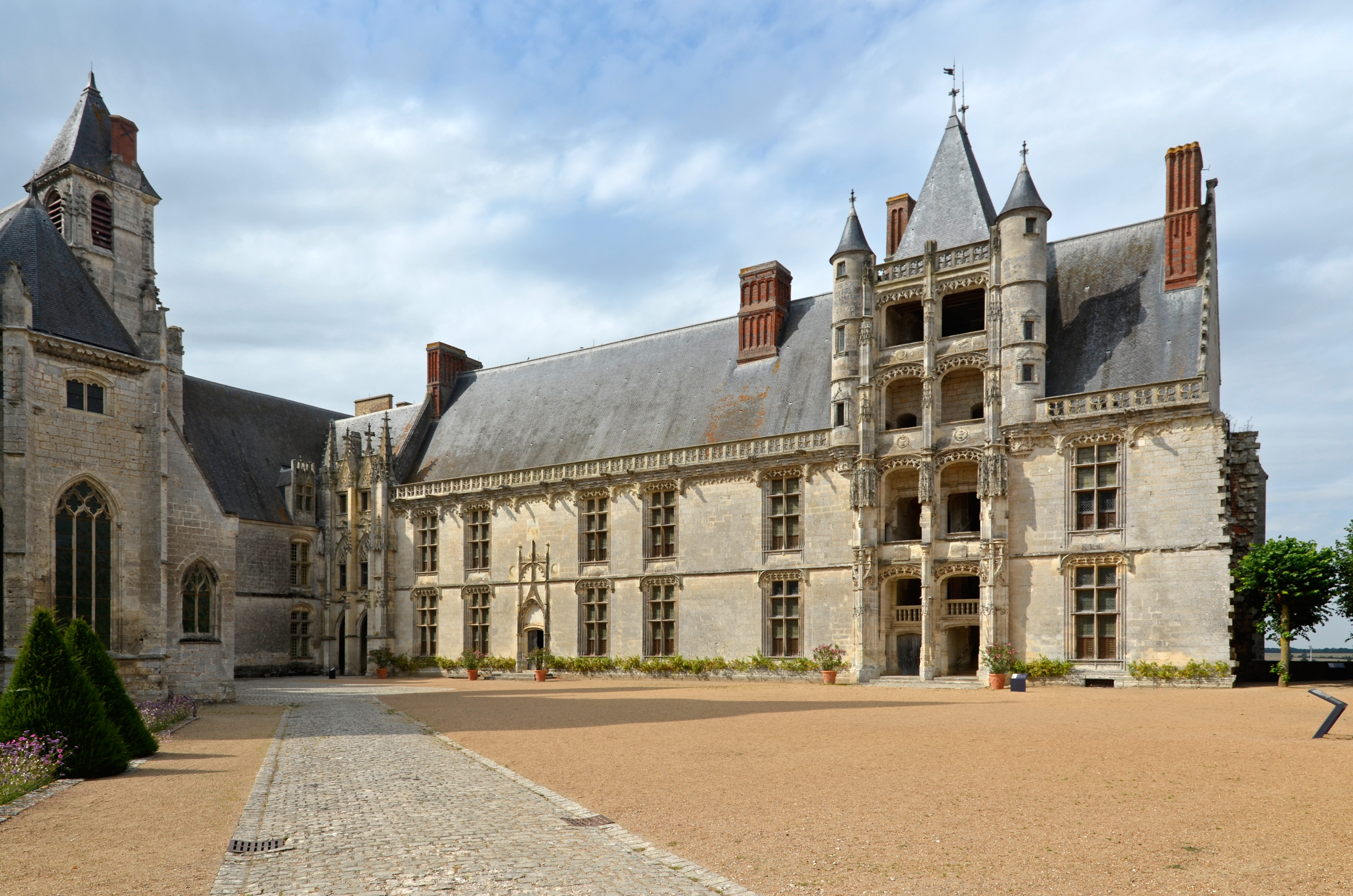
Castello di Châteaudun (primo quarto del XVI secolo)
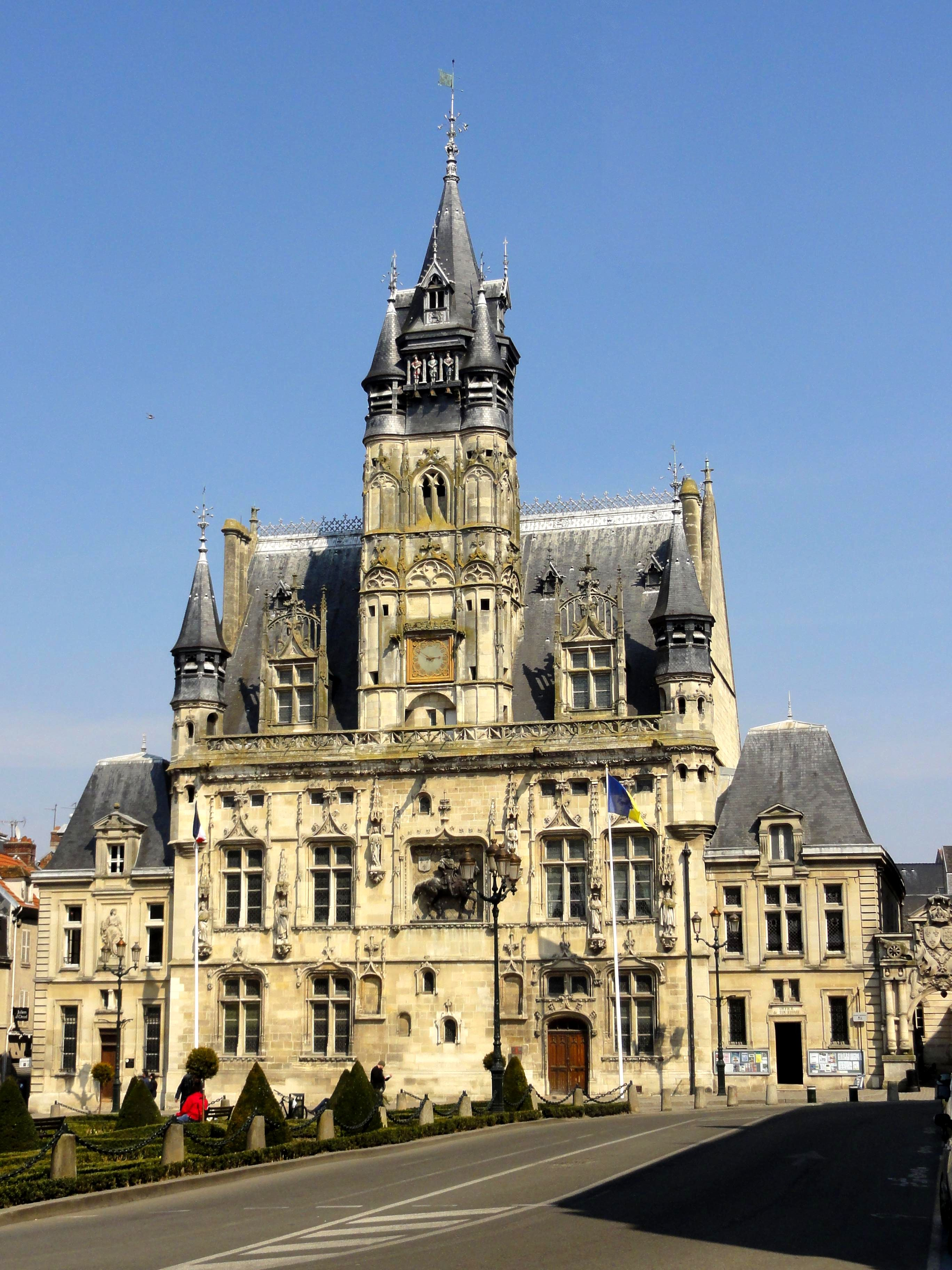
Hôtel de ville de Compiègne (1505-1511)
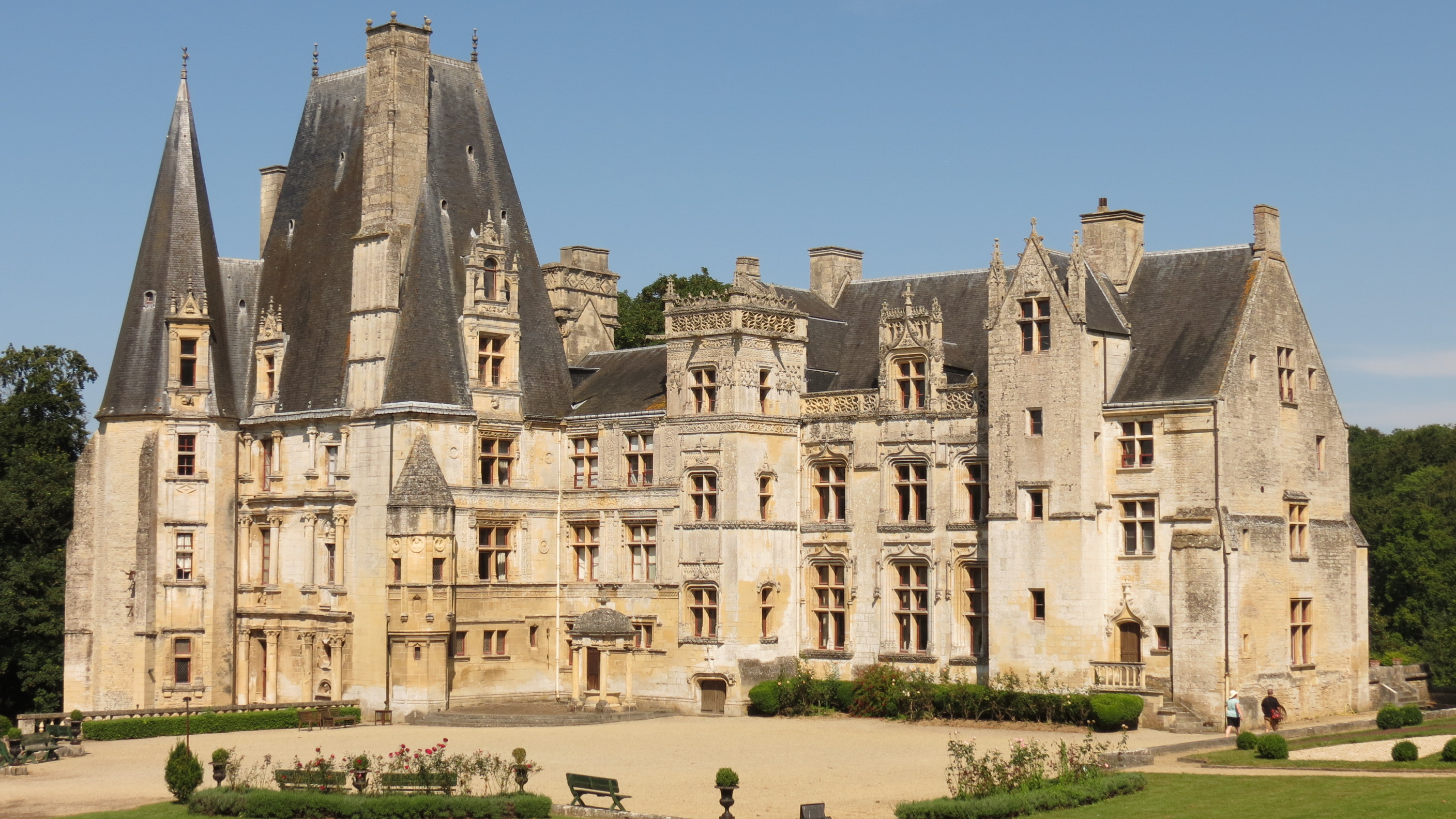
Centro della facciata del castello di Fontaine-Henry (1500-1537)
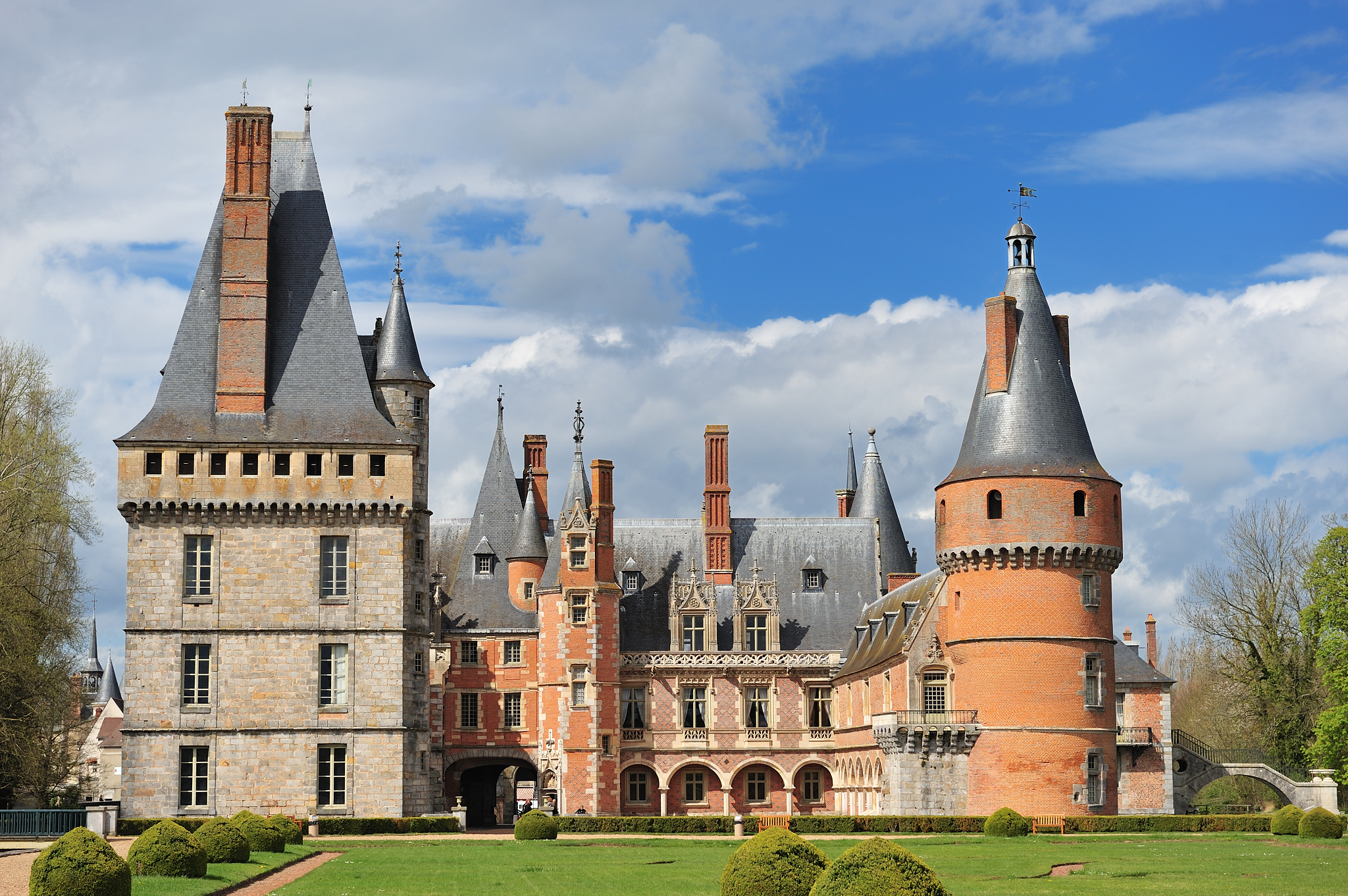
Castello di Maintenon (c. 1505)
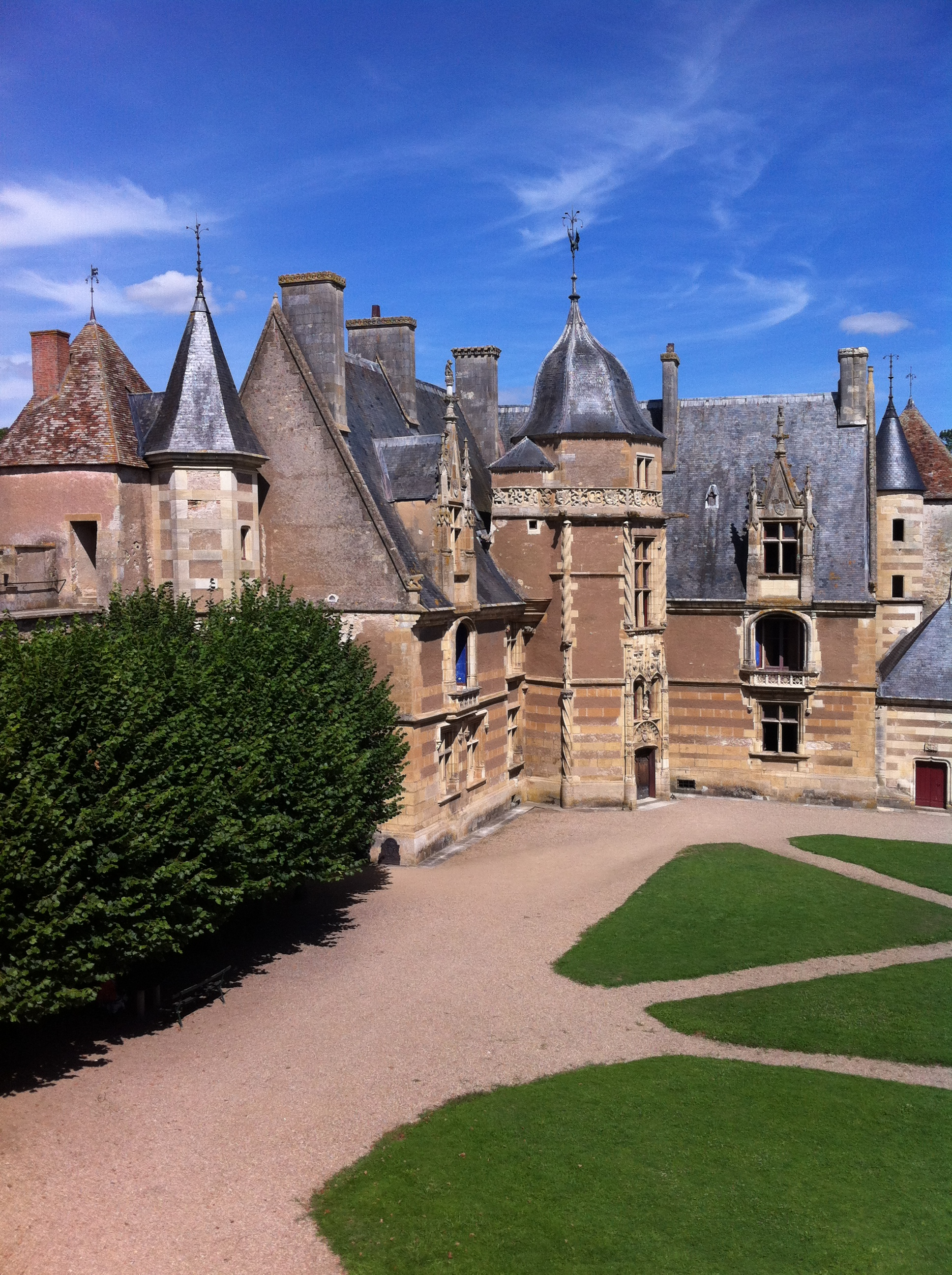
Castello di Ainay-le-Vieil (1500-1505)
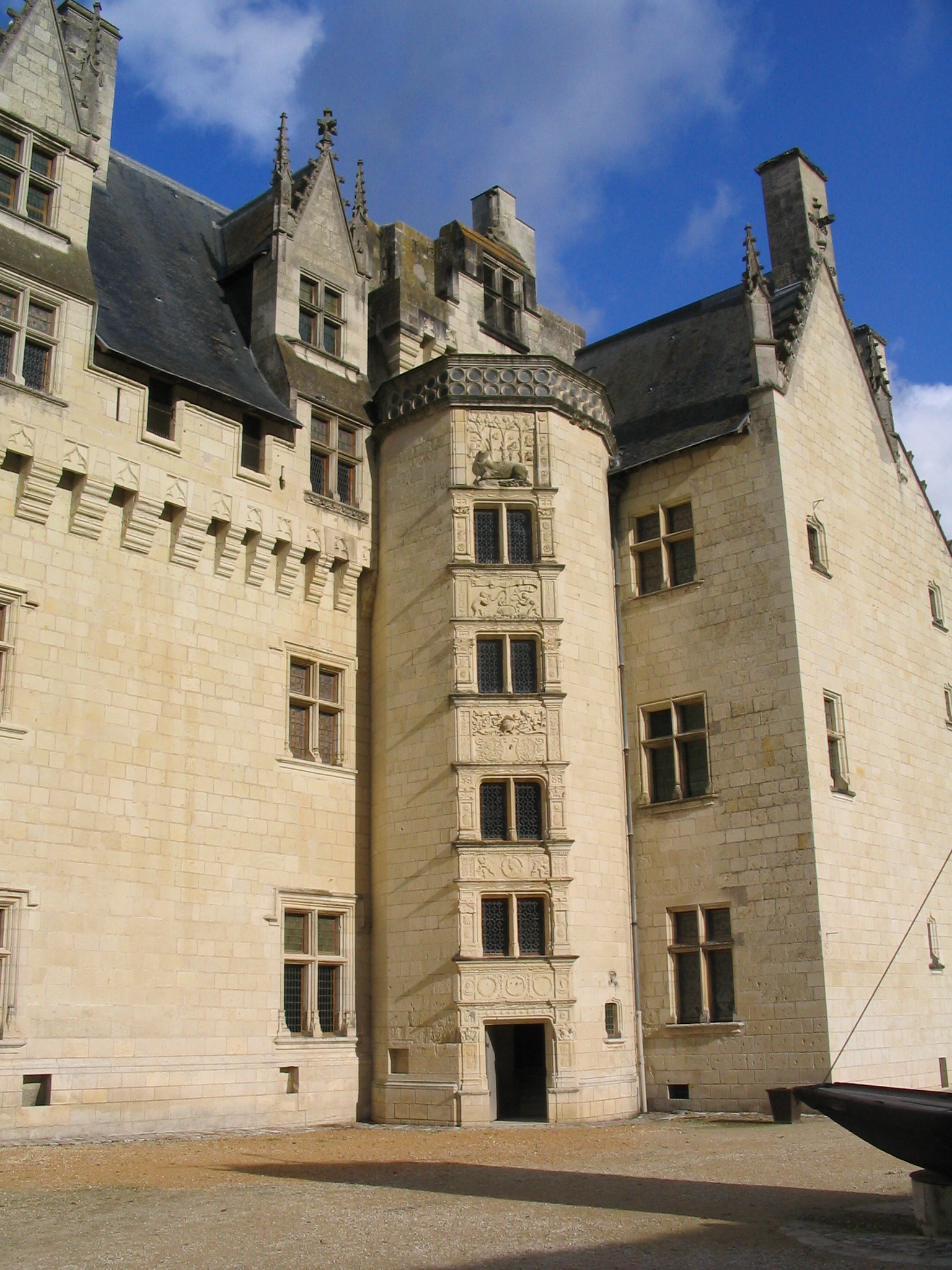
Scalinata elicoidale del Castello di Montsoreau, (c. 1500)

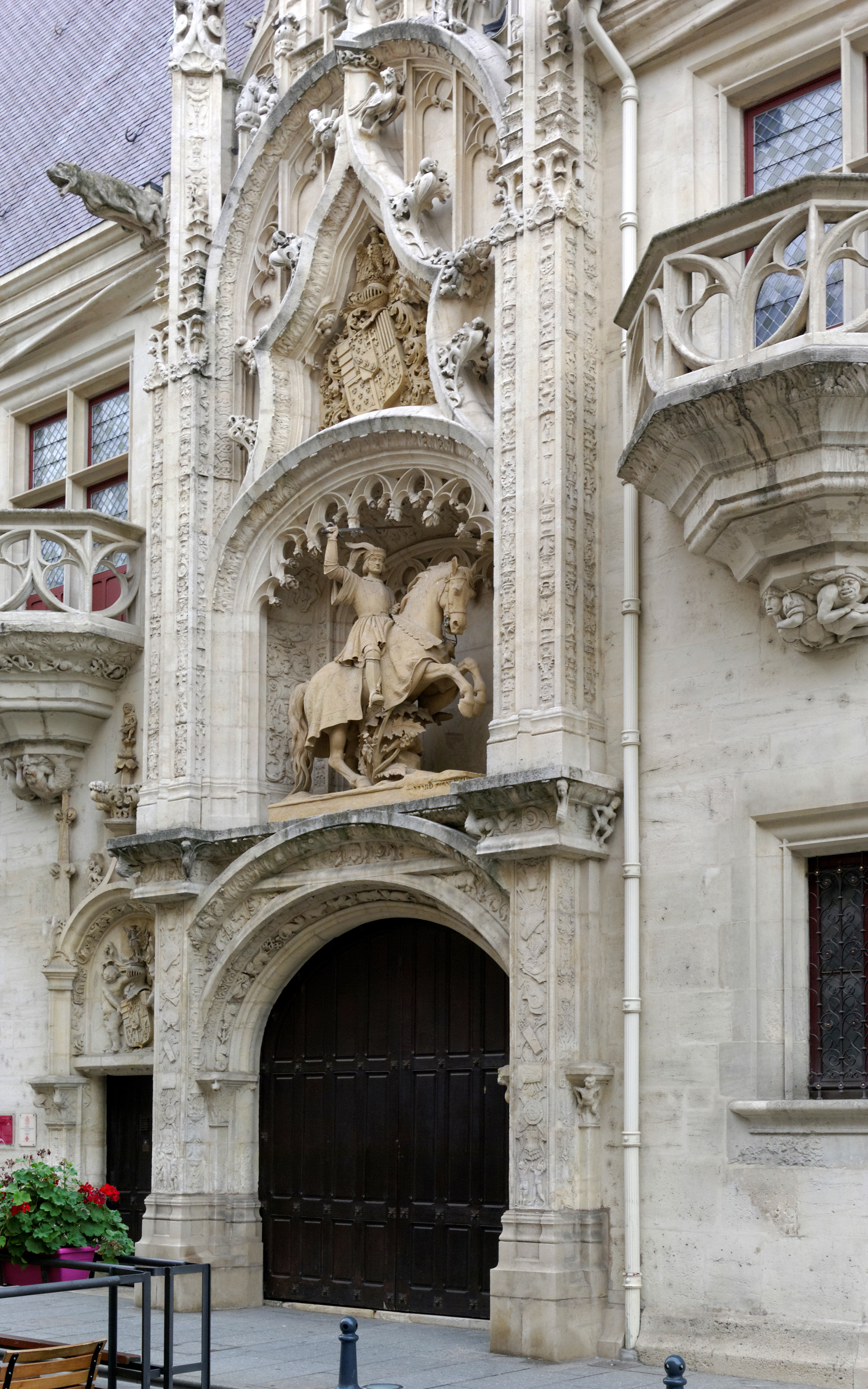
Al palazzo dei duchi di Lorena di Nancy (1511-1529), la struttura medievale venne rimodernata grazie all'apporto di artigiani italiani

Moltissimi sono ancora oggi i monumenti che si datano all'inizio del XVI secolo e che sono accorpabili dunque allo stile Luigi XII. L'opera forse magistrale del periodo a livello architettonico fu indubbiamente quella di Colin Biart e Catien Fordebraz nell'ala appunto stile Luigi XII del castello di Blois, quella di Jacques Sourdeau al casgtello di Verger de Seiches-sur-le-Loir o ancora le innovazioni spettacolari di Florimond Robertet al castello di Bury.

I "voyages" di Carlo VIII e Luigi XII non portarono ad una conversione immediata dell'arte francese al rinascimento italiano, ma piuttosto vi fu un periodo di transizione che guidò lo stile architettonico francese dal gotico al nuovo stile rinascimentale francese. Con le guerre d'Italia, del resto, molte famiglie aristocratiche francesi entrarono in contatto con il mondo dell'arte d'oltralpe rimanendone affascinate. Iniziarono così anche in Francia le prime realizzazioni secondo i dettami di un nuovo stile che si proponeva come intermedio, con esempi come diversi hôtels (Bourges, Blois, Tours) e castelli (Gaillon, Bury, Châteaudun...), i quali inserivano all'interno delle loro facciate e nelle strutture preesistenti, elementi architettonici e decorativi presi dal rinascimento italiano. 

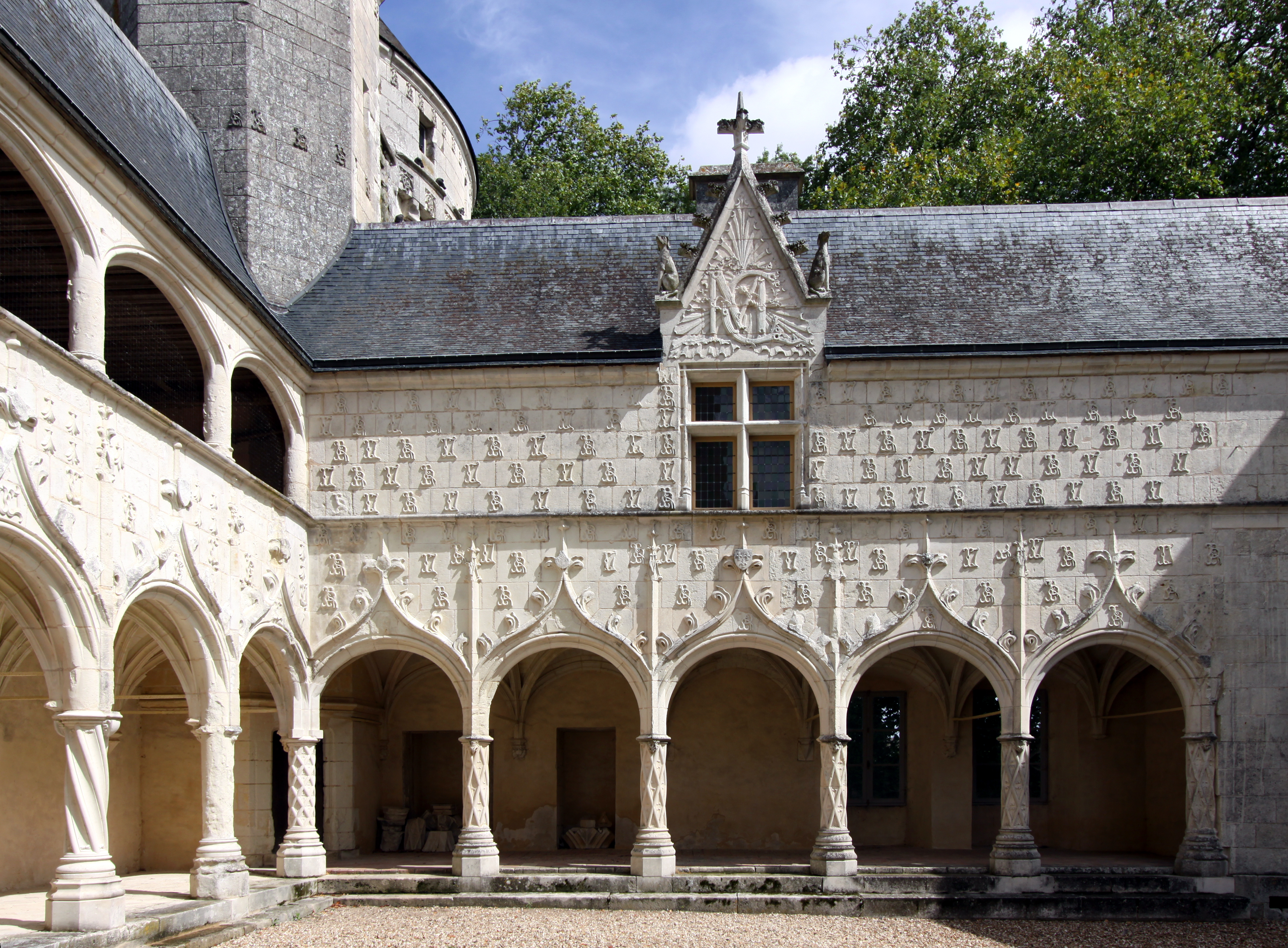
Il castello d'Argy, in parte distrutto nel XVIII secolo, venne realizzato verso il 1509 e nella sua ala in stile Luigi XII si ispirava al castello di Blois

La collaborazione nacque coinvolgendo artisti italiani con muratori francesi. Le forme architettoniche importate vennero immediatamente inserite nel sistema di costruzioen gotico preesistente, obbligando così gli artigiani a trovare soluzioni nuove ed a creare una sintesi tra i due stili che fosse la più armonica possibile, pur reinterpretando in maniera più libera i dettami del rinascimento italiano · .
In questo periodo, in Francia, l'architetto era ancora un "maestro di muro", un tagliapietre medievale. Come i suoi predecessori, infatti, un « deviseur de bâtiments » non era pittore e scultore come avveniva nel medesimo periodo in Italia, ma piuttosto un « tailleur d'images », un semplice disegnatore. Spesso gli architetti francesi medievali diventavano artisti a loro insaputa, nel tentativo di trovare soluzioni a quanto voluto dai loro mecenati, e per questo l'ispirazione all'arte italiana rappresentò uno sbocco interessante da cui trarre nuove idee. Con l'ascesa al trono di Francesco I andò a formarsi in maniera più chiara la professione dell'architetto come pure l'arte francese prese una peculiarità più nazionalistica.

Nei dettami dello stile Luigi XII, se il gotico continuò a primeggiare nella sfera religiosa, le commissioni provenienti da privati lasciarono spazio ad alcuni elementi dell'architettura rinascimentale italiana · . 

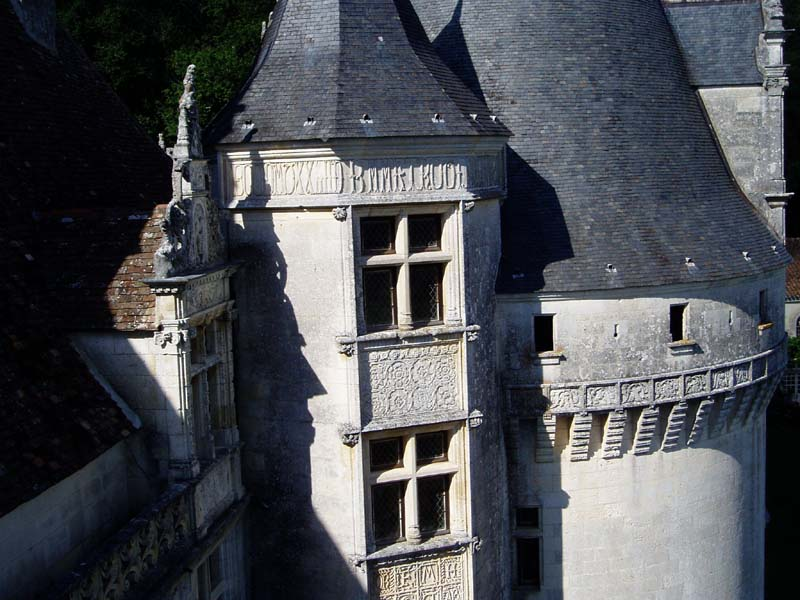
Il castello di Puyguilhem (Villars), 1510 - 1535

Sull'esempio del castello di Blois, la ricerca decorativa mostrò la sua diversità. L'influenza italiana, reinterpretata dai maestri di muro francesi, si notò inizialmente nei cortili interni degli stabili con la presenza delle prime logge che si ispiravano ad esempi contemporanei come quelle costruite dal Bramante nel palazzo della cancelleria a Roma. Diffusissime in questo periodo furono la colonna ritorta o losangata.
Le facciate mantennero un aspetto monumentale: la volontà era quella di abbellire ma anche di mostrare prestigio col nuovo stile, in particolare negli edifici di rappresentanza. La ricerca della simmetria si esplicò nell'uso di finestre a crociera con traverse allineate verticalmente e orizzontalmente. La diffusione dello stile italiano si deve anche alla presenza di numerose stamperie (50 nella sola Italia e 9 in Francia ad inizio Cinquecento) che a partire dal 1480 iniziarono a diffondere con molta più facilità rispetto al passato immagini di palazzi e repertori di ornamenti provenienti dall'Italia..
Come nel caso del castello di Chaumont-sur-Loire, si notò ben presto la rigidità delle forme medievali degli edifici in contrasto con la necessità di incastrarvi elementi nuovi provenienti dal rinascimento. Lo stile francese mantenne ad esempio la tradizione di apporre le armi di famiglia o le proprie insegne sui palazzi e nelle decorazioni, ma le reinterpretò alla moda dello stile manuelino portoghese della medesima epoca e lo stesso Luigi XII che prese ad insegna personale la figura del porcospino lo associò sovente al motto latino: Cominus et eminus.
Un'ossessione tutta particolare fu quella per le scalinate, considerate come un elemento trionfante che doveva essere il vero biglietto da visita per un visitatore esterno di un edificio; spesso erano di forma singolare, con decorazioni ricche o di forma a spirale come nel caso dell'ala nord del castello di Chateaudun.
L'ultima tappa dello stile Luigi XII la si può vedere a livello architettonico nel castello di Gaillon o in quello di Bury per poi approdare al primo rinascimento.

### Esempi di edifici

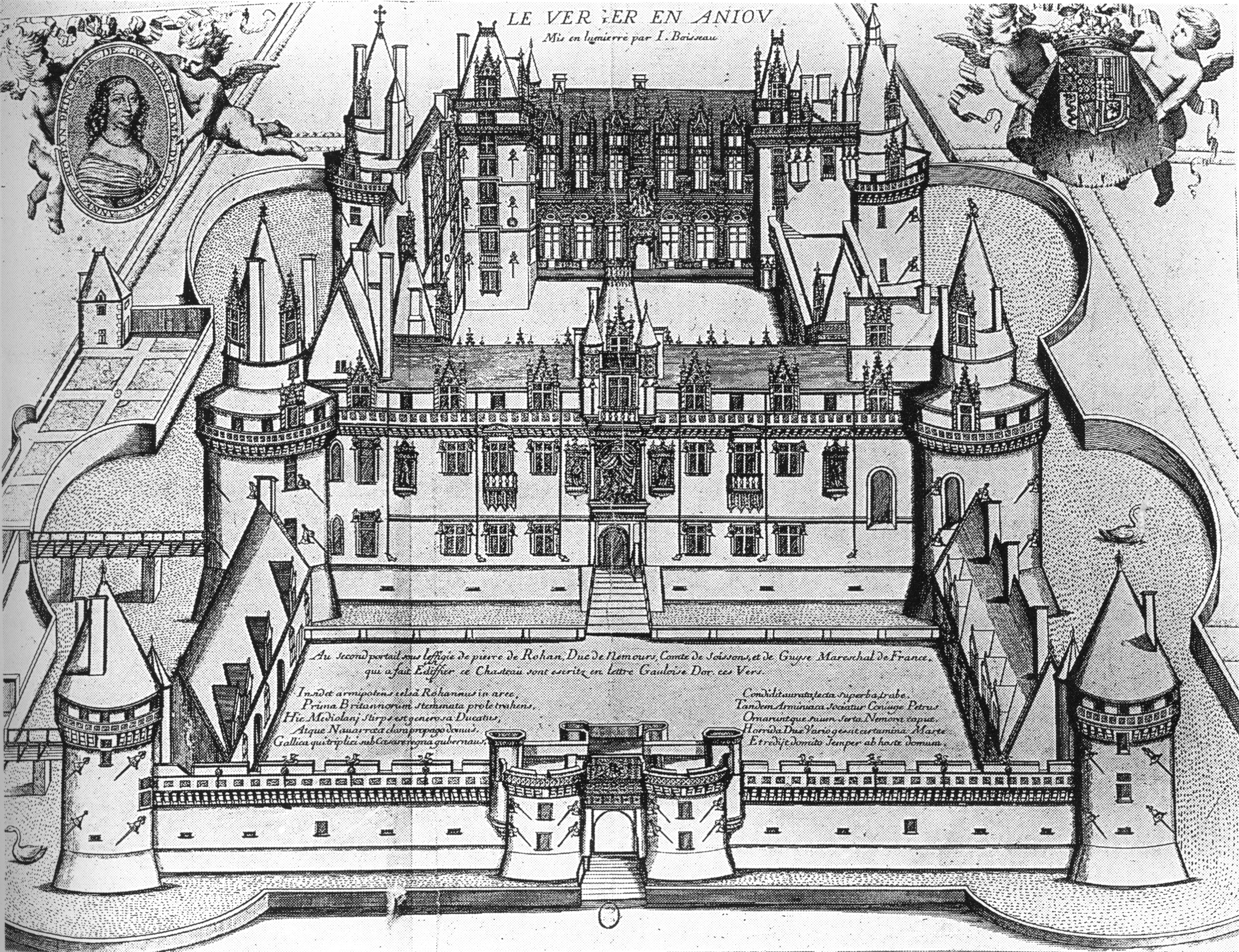
Castello di Verger de Seiches-sur-le-Loir (c. 1504, smantellato verso il 1783)
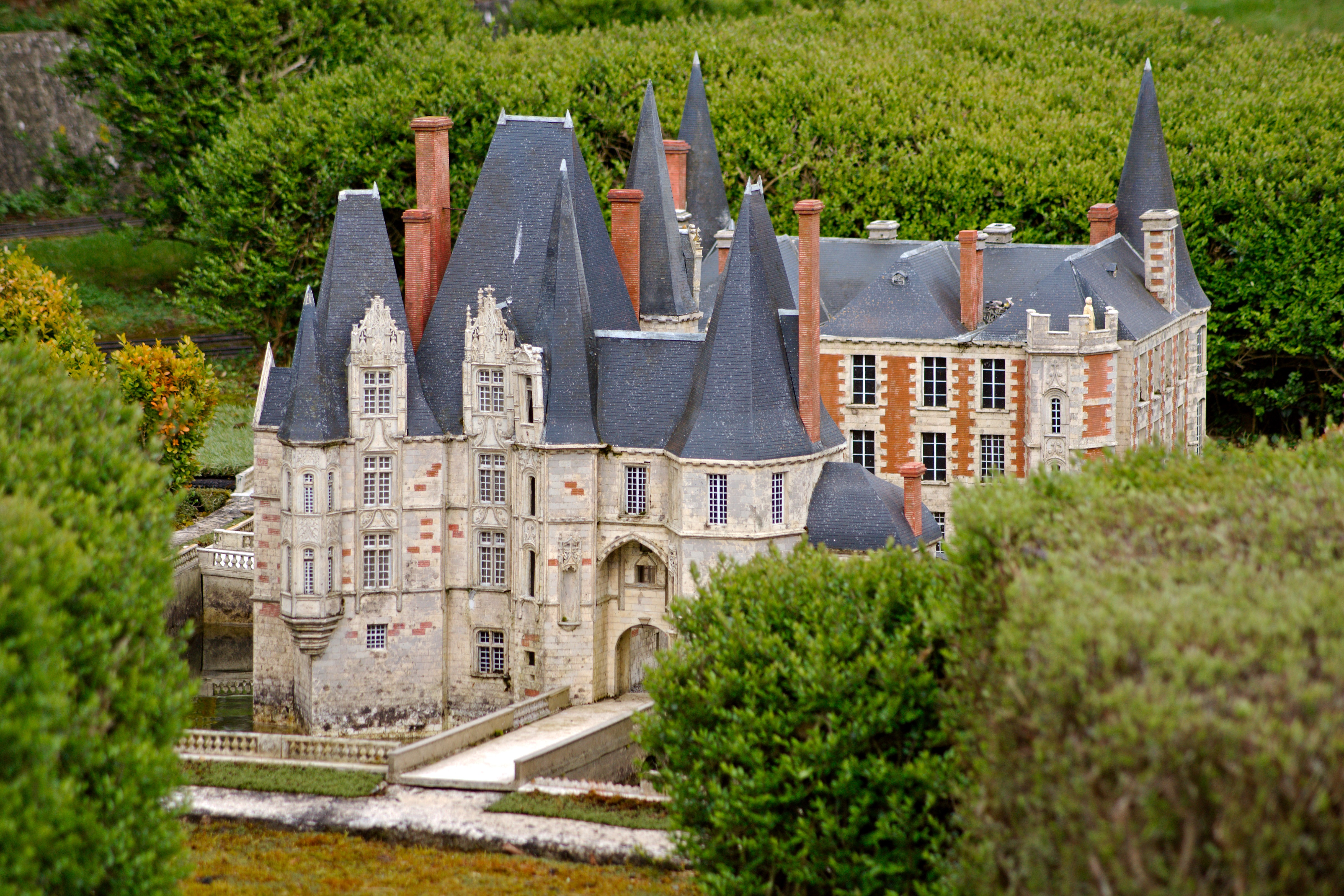
Il castello d'Ô (Orne), dopo il 1505
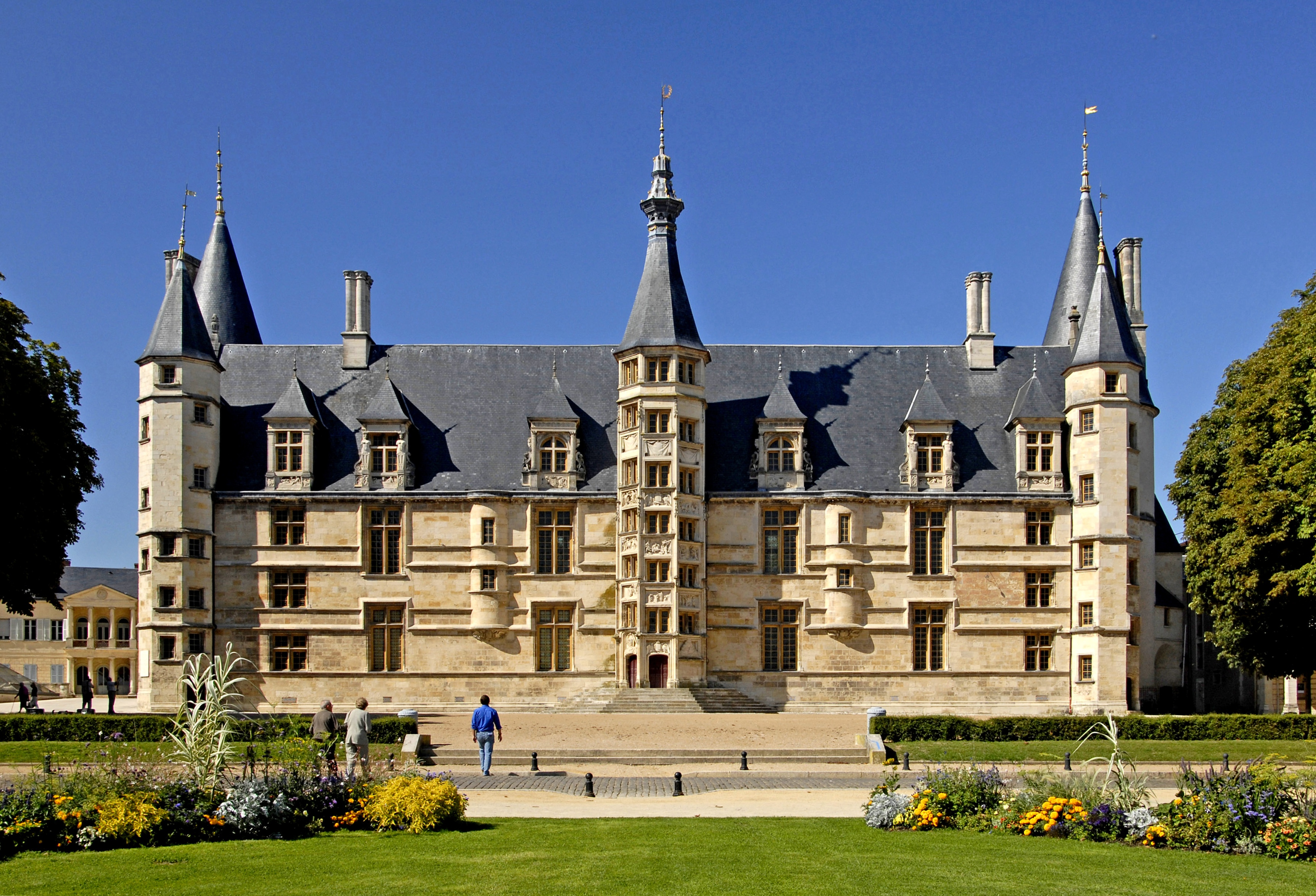
Il Palazzo ducale di Nevers, fine del XV - inizio del XVI secolo
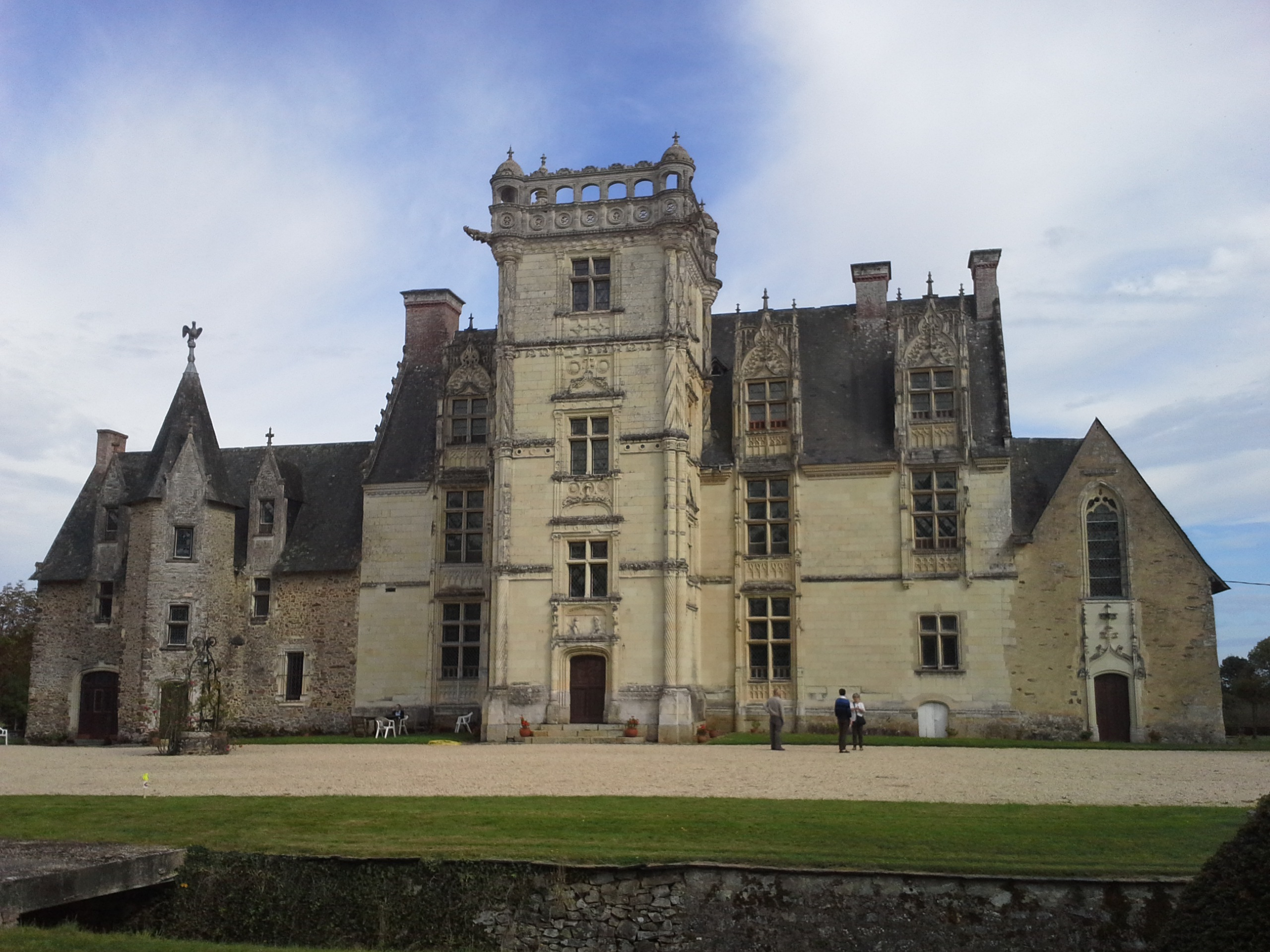
Il Castello di Saint-Ouen de Chemazé, 1505
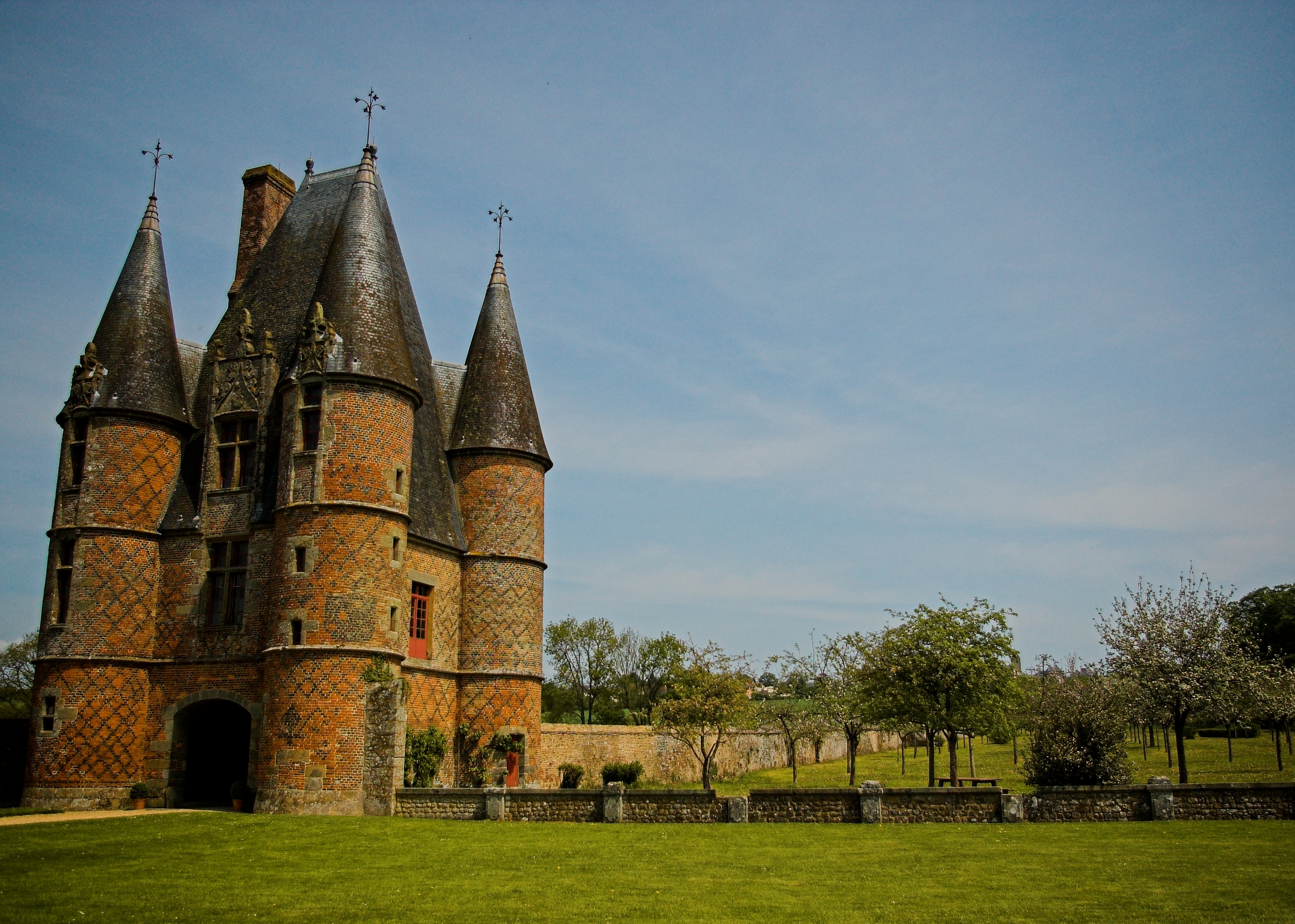
Il castelletto d'entrata del castello di Carrouges, 1526-1533
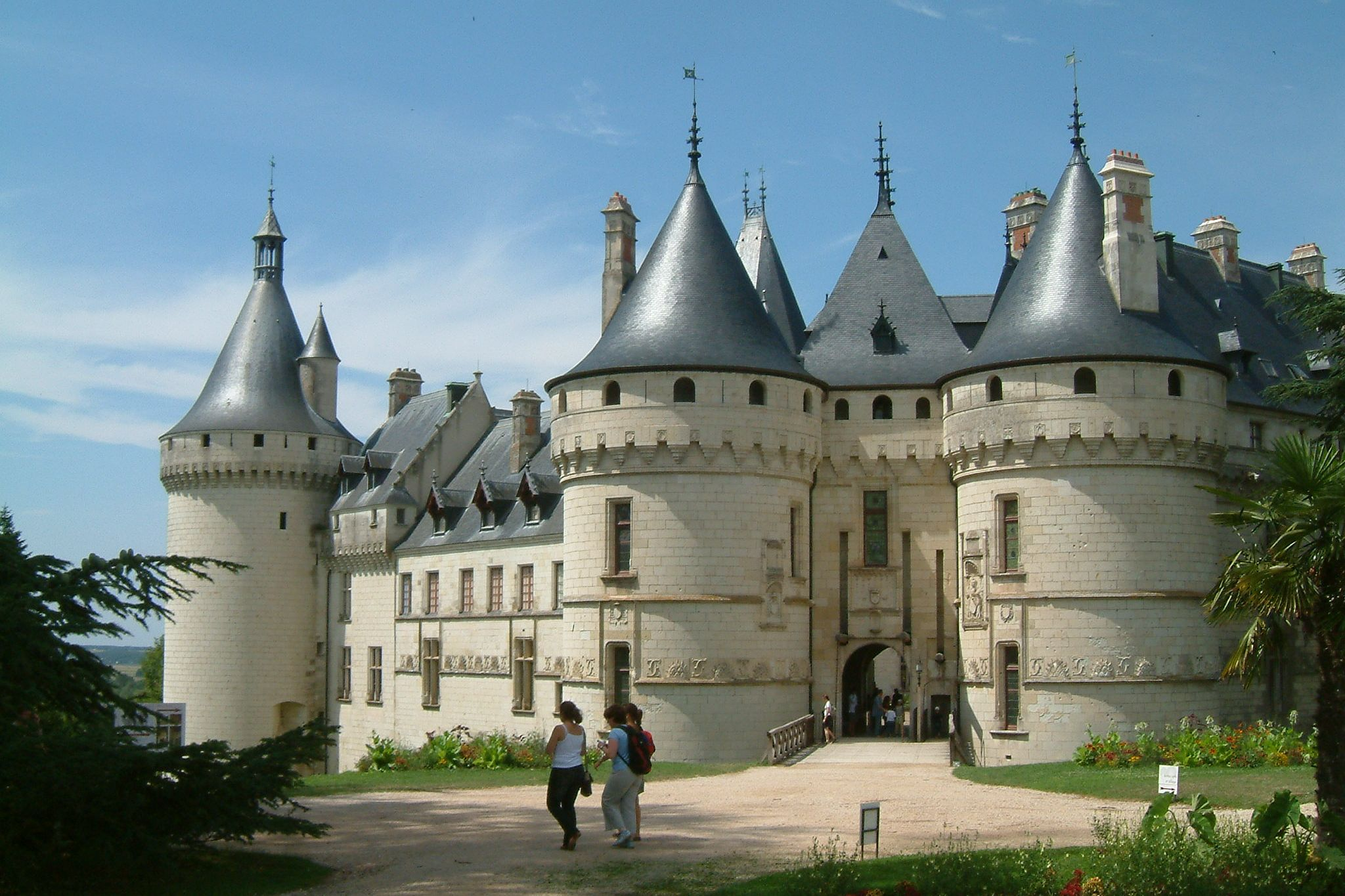
Castello di Chaumont-sur-Loire, la cui ala est venne costruita tra il 1498 ed il 1510
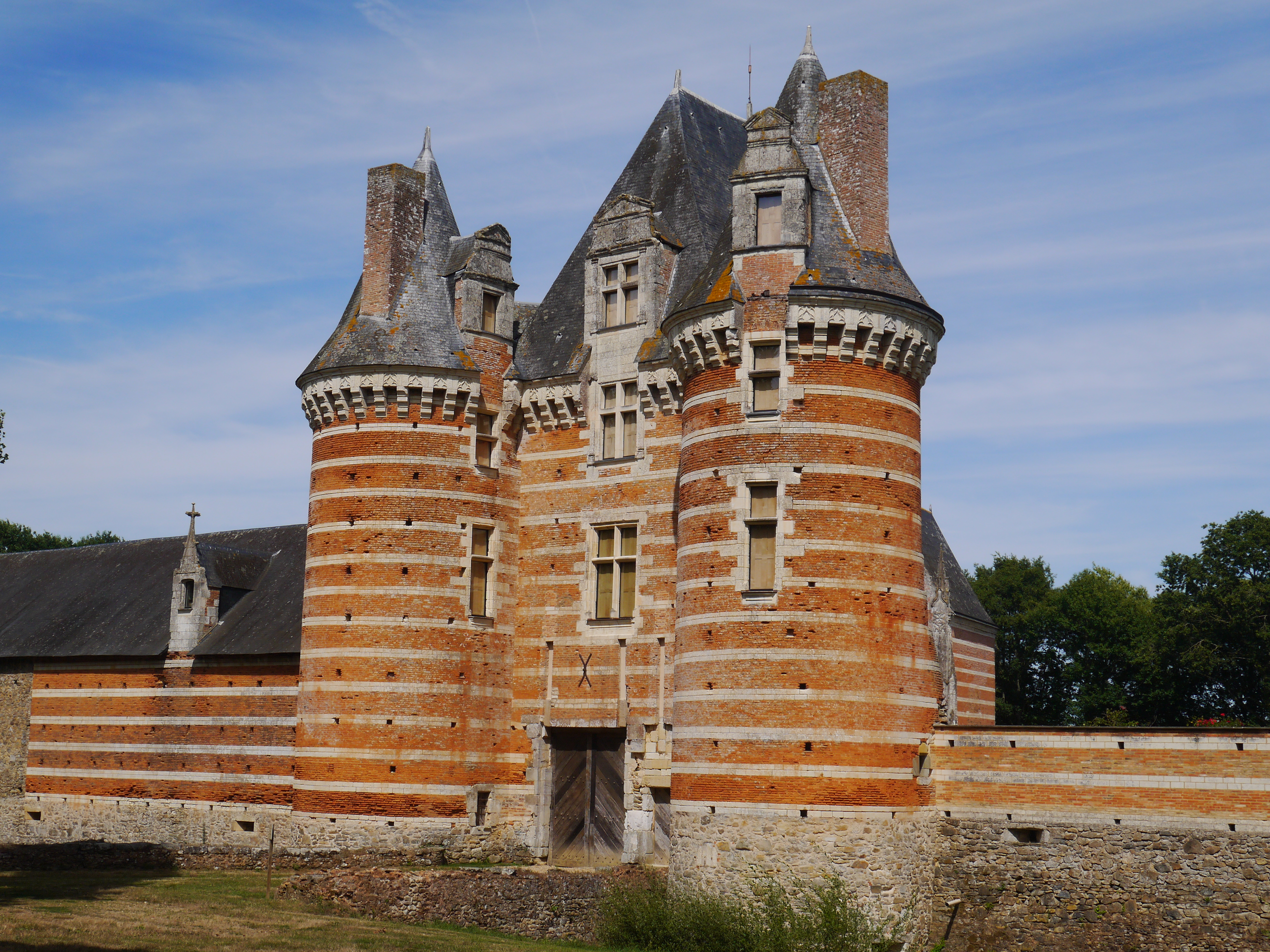
Il Castello di Mortiercrolles, 1496-1499
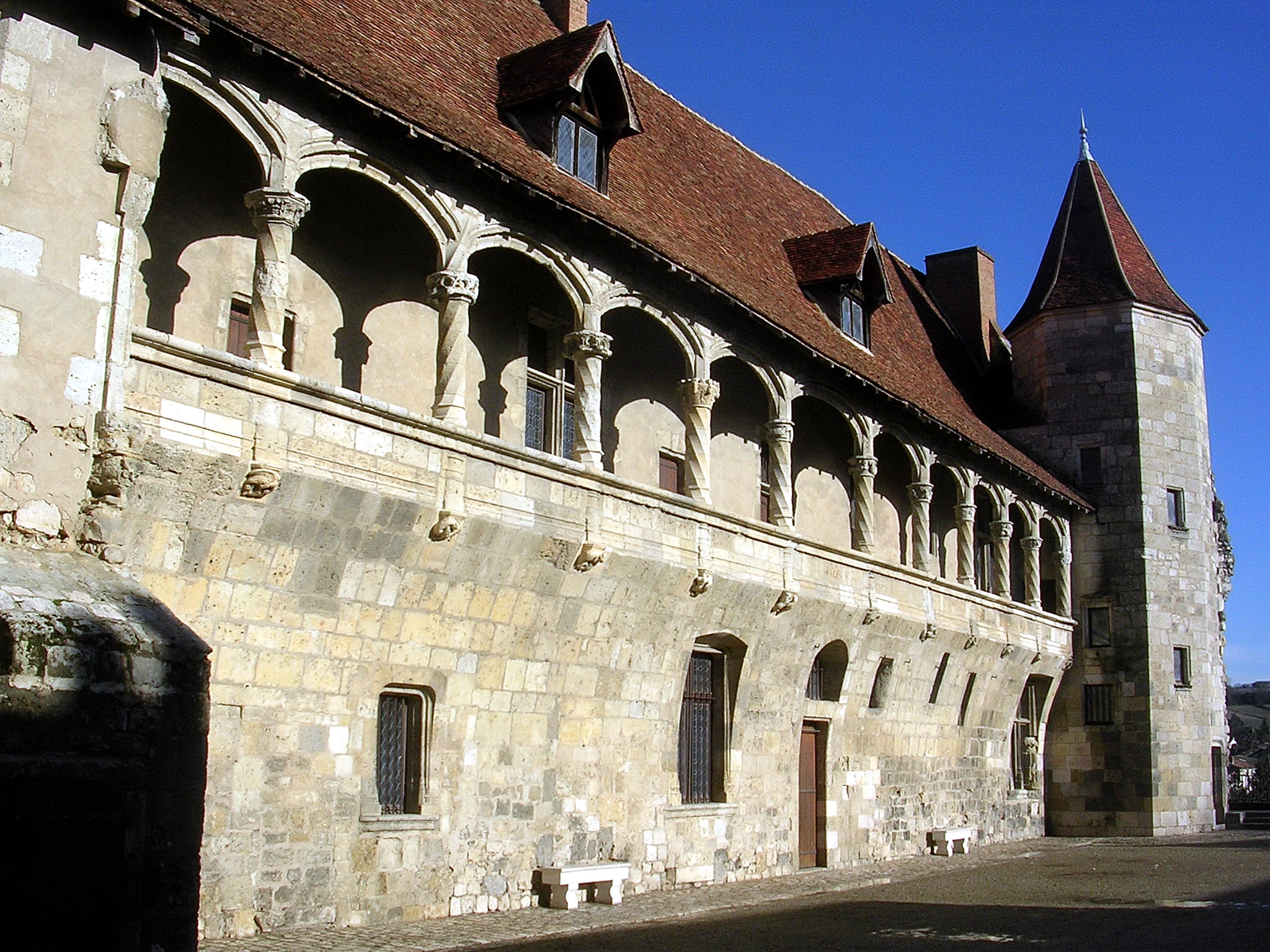
Il Castello di Nérac, 1510-1521

Edifici precursori dello stile Luigi XII:
- Castello di Plessis-Bourré, 1468-1473.
- Castello di Martainville, 1485.
- Castello di Clos Lucé, c. 1480.
- Castello di Gien, 1494-1500.
- L'ala Carlo VIII del castello d'Amboise, 1492-1498.

Edifici di stile Luigi XII con dominante gotico fiammeggiante:
- Palazzo ducale di Nevers, fine del XVI - inizio del XVI secolo.
- Castello di Nérac, 1510-1521.
- Castello di Meillant, 1481-1511.
- Palazzo di giustizia di Rouen, 1499-1517.
- Torre di San Giacomo a Parigi, unico resto della chiesa di Saint-Jacques-la-Boucherie, 1509-1523.
- Hôtel de Cluny a Parigi, 1485-1510.
- Hôtel de ville dit Beffroi di Dreux, 1512-1535.
- Hôtel de ville de Compiègne, 1504-1511.
- Parte detta di Anna di Bretagna del castello di Loches, c. 1500.
- Torre a ferro di cavallo del Castello dei duchi di Bretagna, 1498-1506.
- Collegiata dei Santi Gervasio e Protaso a Gisors, inizio del XVI secolo.
- Castello di Josselin, 1490-1505.
- Castello de la Motte-Glain, 1495-1497.
- Castello di Mortiercrolles, 1496-1499.
- Castello di Verger de Seiches-sur-le-Loir c. 1504 (smantellato tra il 1776 ed il 1783).
- Castello di Verdelles, 1490-1494.
- Castello de la Roche Gençay, terminato verso il 1520.
- Castello di Cieurac, 1501-1532.
- Castello d'Ô, dopo il 1505.
- Castello di Maintenon, 1505.
- Castello di Talcy, 1520.
- Castello d'Argy, c. 1509.
- Castello di Montpoupon, 1495-1527.
- Castello di Pont-de-Varenne, fine del XV - inizio del XVI secolo.
- Castello di Moulin, 1480-1501.
- Castello di Candé, c. 1508.
- Castelletto d'entrata al castello di Carrouges, 1526-1533.
- Maniero d'Auffay-le-Mallet, 1513-1531.
- Castello de l'Estang, inizio del XVI secolo.
- Castello di Boisy a Pouilly-les-Nonains, inizio del XVI secolo.
- Castello di Tallard, 1496-1522.
- Cappella del palazzo del parlamento del Delfinato, 1500-1521.
- Torre e portale sud della chiesa di Notre-Dame di Louviers, 1506.
- Portico sud-ovest della collegiata di Notre-Dame de Poissy, inizio del XVI secolo.

Edifici di stile Luigi XII con dominante stile rinascimentale italiano:
- Palazzo ducale di Nancy, 1511-1529.
- Castello di Breuil (Bonneuil), 1508-1532.
- Cappella del Castello di Thouars, 1510.
- Ala est del castello di Chaumont-sur-Loire, 1498-1510.
- Hôtel de Bourgtheroulde di Rouen, c. 1501.
- Castello di Laval, 1500-1506.
- Castello d'Ainay-le-Vieil, 1500-1505.
- L'ala Luigi XII del castello di Blois, 1498-1503.
- Castello di Percher, 1495-1510.
- Ala nord del castello di Chateaudun, 1491-1518.
- Scalone elicoidale del castello di Monsoreau, c. 1500.
- Castello di Saint-Ouen de Chemazé, 1505.
- Castello di Gaillon, 1498-1509.
- Castello di Bury di Loir-et-Cher, 1511-1524 (distrutto nel 1642).
- Parte centrale del Castello di Fontaine-Henry, c. 1500.
- Castello de La Verrerie, fine del XV secolo - 1525.
- Castello di Beaulon, c. 1510.
- Chiesa del capitolo di Pons de Gontaut e Castello di Biron, 1499-1515.
- Castello de la Motte-Farchat a Fleury-sur-Loire, c. 1515.
- Bureau des finances de Rouen, 1509.

Edifici di tardo stile Luigi XII:
- Ala nord ed ala della collegiata (ricostruita nel 1680) del castello d'Oiron, 1494-1519.
- Castello di Fleurigny, 1513-1539.
- Castello di Dampierre (Aube), inizio del XVI secolo ma ricostruito in parte nel XVII secolo.
- Castello di Dornes, 1534-1547.
- Castello di Marquein, fine del XV secolo - 1539.
- Castello di Villeneuve-Lembron, c.1517, rimaneggiato sotto Luigi XIII.
- Castello di Rochers-Sévigné, fine del XV secolo - inizio del XVI secolo, rimaneggiaot tra il 1670 ed il 1690.
- Castello di Puyguilhem, 1510-1535.
- Ala occidentale e cappella del Castello d'Ussé, 1523-1538.
- Ali laterali del Castello di Bussy-Rabutin, c.1520.
- Hôtel Euverte-Hatte detto maison d'Agnès Sorel a Orléans, c.1524.
- Hôtel Lallemant a Bourges, 1495-1518.
- Hôtel d'Alluye a Blois, 1498-1508, rimaneggiato nel XIX secolo.
- Castello di Vigny, 1504, rimaneggiato nel XIX secolo.
- Palazzo dei vescovi di Cornouaille di Quimper, 1508-1530, rimaneggiato nel XIX secolo.
- Castello di Château-Gaillard ad Amboise, rimaneggiato nel 1559.
- Ala Luigi XII del Castello d'Amboise, c. 1515, rimaneggiato sotto Francesco I.
- Castello de la Possonnière, modificato nel 1515.
- Castello di Sarcus (1520/23, distrutto nel 1833).

## I giardini

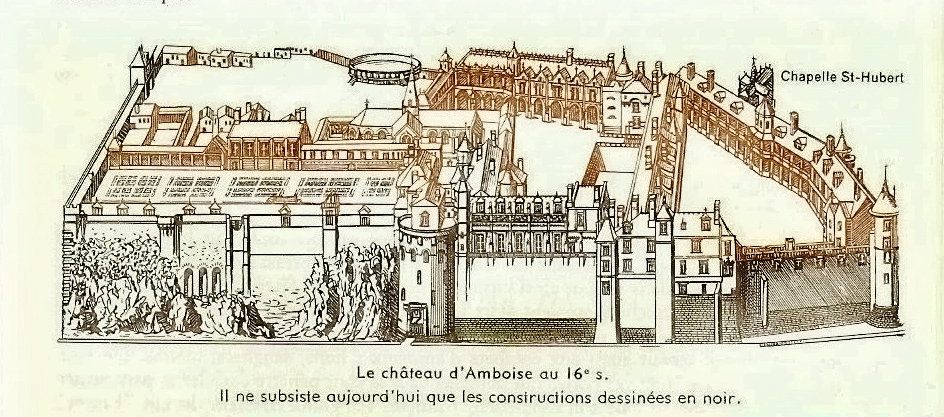
Veduta del castello d'Amboise prima delle distruzioni degli anni 1806-1810 (Jacques Ier Androuet du Cerceau, «Les plus excellents bastiments de France»)
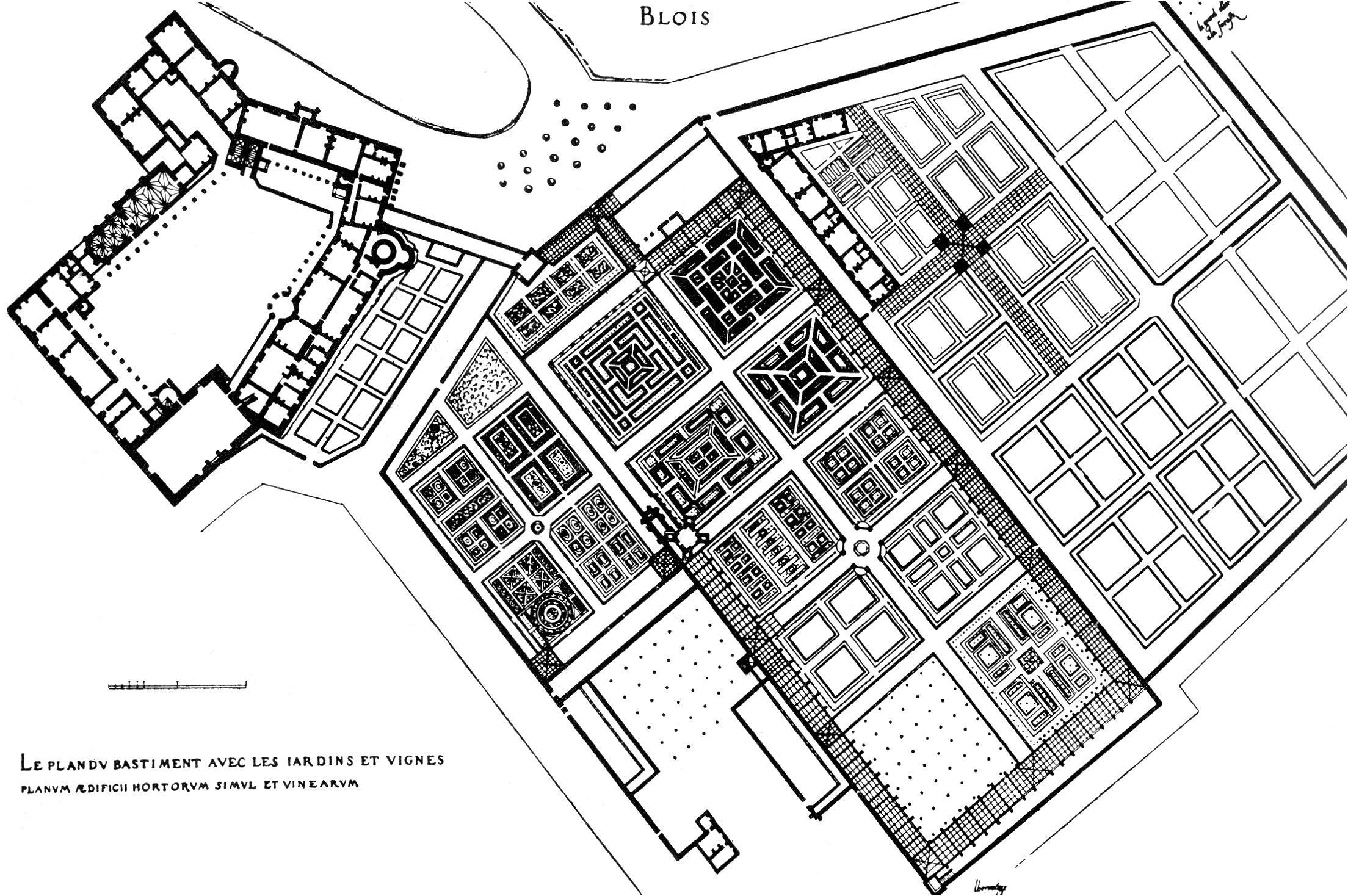
Giardini del Castello di Blois (Jacques Ier Androuet du Cerceau, «Les plus excellents bastiments de France»)
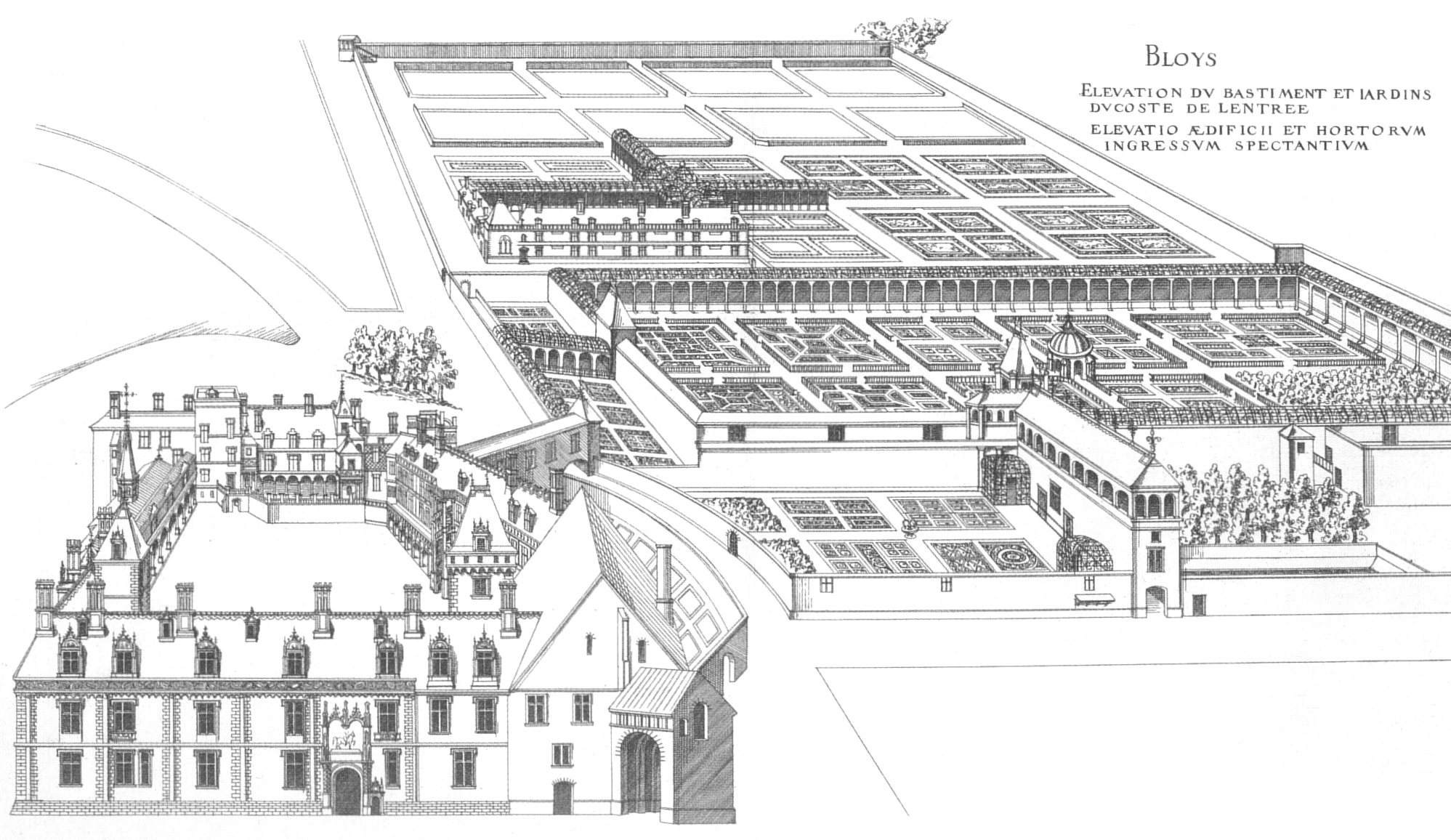
Giardini del Castello di Blois (Jacques Ier Androuet du Cerceau, «Les plus excellents bastiments de France»)
Giardini del Castello di Gaillon (Jacques Ier Androuet du Cerceau, «Les plus excellents bastiments de France»)
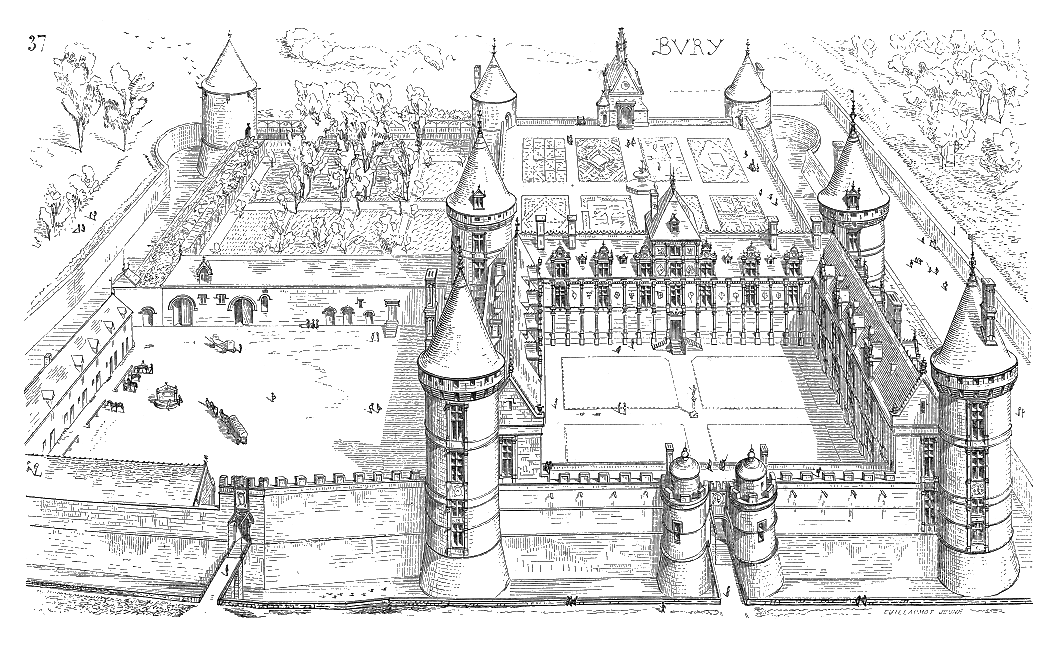
Jardins du Castello di Bury, distrutto nel 1642 (Jacques Ier Androuet du Cerceau, «Les plus excellents bastiments de France»)

Con lo stile Luigi XII i giardini divennero una parte fondamentale dell'architettura e della pianificazione dello spazio attorno all'edificio: l'arrivo ad Amboise di artisti italiani tra cui il giardiniere napoletano Pacello da Mercogliano fu all'origine della creazione da parte di Carlo VIII dei primi giardini alla francese.

### IJardins du Royal feudo reale di Château-Gaillard

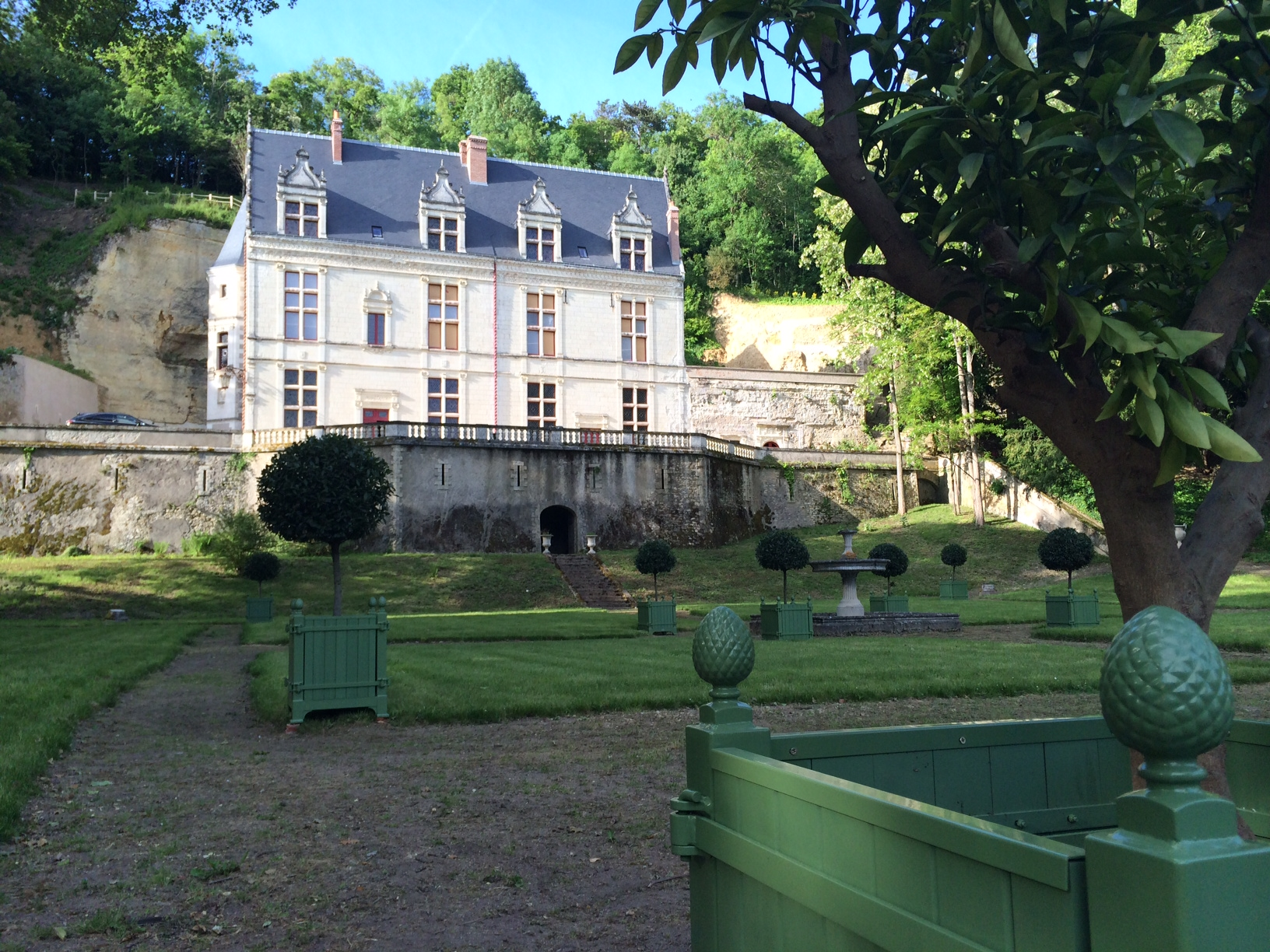

I Jardins du Roy del feudo reale di Château-Gaillard rappresentano il primo lavoro svolto da Pacello da Mercogliano in Francia secondo i dettami dell'architettura paesaggistica.
A partire dal 1496 vennero realizzati i giardini di Château-Gaillard che per primi sul suolo francese ebbero una prospettiva assiale ed i primi parterres « à la Française », integrando uno specchio d'acqua derivato dal fiume Amasse per alimentarlo. Per i primi esperimenti di acclimatazione agronomica, Pacello da Mercogliano portò degli agrumi (aranci e limoni in particolare) sul posto e vi sviluppò la prima serricoltura della Francia grazie alla creazione di una prima orangerie con la quale fu possibile coltivare la varietà di prugna Reine-Claude e sviluppare la coltura di meloni e pomodori anche nella Francia settentrionale.
Luigi XII cederà il dominio nel 1505 per un costo annuale 30 soldi ed un buquet di fiori d'arancio all'anno come dono feudale.

### Il castello d'Amboise
A seguito dei lavori compiuti nel feudo reale di Château-Gaillard (Amboise), Pacello da Mercogliano e la sua équipe contribuirono a rifare i giardini del castello d'Amboise, creandovi anche una ménagerie.

### Il castello di Blois e quello di Gaillon
Nel 1499, Luigi XII di Francia affidò la realizzazione dei giardini del castello di Blois alla medesima équipe che aveva già operato per Georges d'Amboise nei giardini del castello di Gaillon: il parco era stato rivoluzionato con la creazione di parterres di fiori ed alberi da frutta. Il primo parterre rappresentava poi lo stemma di Francia con l'uso di fiori. Il bosso era scolpito a forma di cavalieri, navi e uccelli. Ovunque si scorgevano fontane di marmo.

### Il castello di Bury

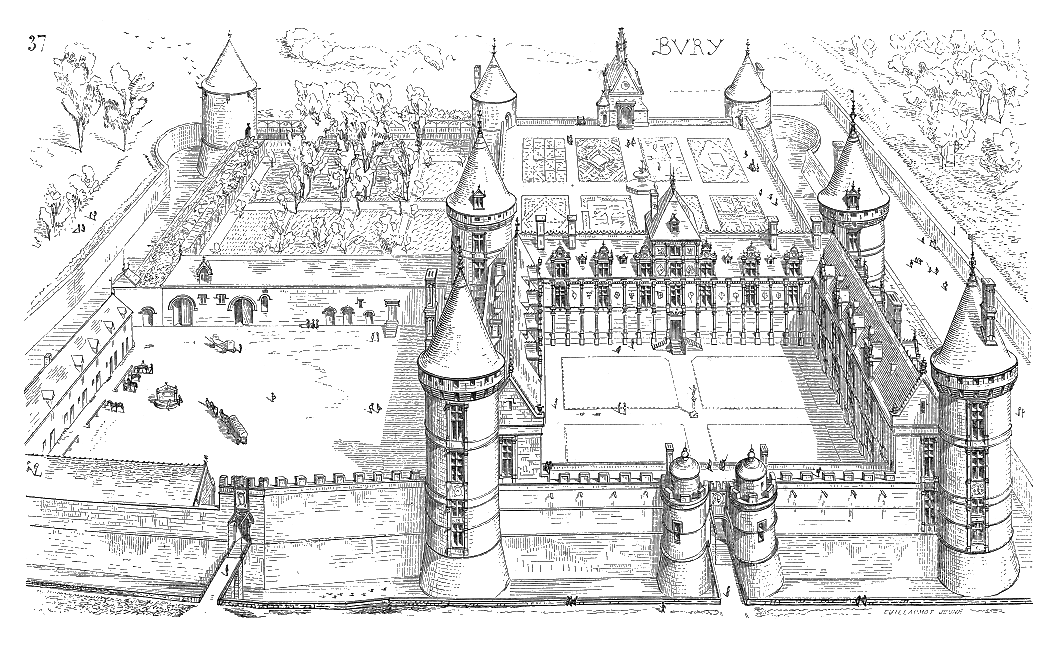
Il castello di Bury (Jacques Ier Androuet du Cerceau, «Les plus excellents bastiments de France»)

Come transizione tra il gotico ed il primo rinascimento, i giardini del castello di Bury vennero realizzati tra il 1511 ed il 1524 da Florimond Robertet, segretario di stato di re Luigi XII e Francesco I di Francia.
Robertet aveva visitato la Villa Medicea di Fiesole ed aveva voluto riprodurre anche in Francia i giardini terrazzati che aveva avuto modo di vedere. Il castello di Bury si staccava dal disegno tradizionale delle fortezze medievali proprio per via dei suoi giardini. Nell'ottica del progetto, il visitatore avrebbe dovuto attraversare dapprima un parterre quadrangolare con all'interno un castello scolpito nel bosso con a sua volta dei piccoli giardini attorno. Ovunque sarebbero state presenti fontane e gallerie di bosso che avrebbero definito l'asse centrale che collegava il palazzo con la cappella situata all'estremità opposta del parco.
Fu proprio grazie all'ispirazione dello stile rinascimentale italiano che andarono sviluppandosi i giardini del castello di Bury lungo una collina, offrendo un panorama unico sulla foresta di Blois. L'elemento più esemplificativo del modello italiano, ad ogni modo, Florimond Robertet lo piazzò nel cortile principale del castello, una copia in bronzo del David di Michelangelo, dono della repubblica di Firenze.

## La scultura
La scultura di stile Luigi XII nacque proprio dallo stile gotico fiammeggiante di cui ancora portava i segni della sua vitalità. La Scuola della Valle della Loira che si sviluppò proprio nel XV secolo influenzava ancora la scultura e introdusse a poco a poco delle novità sulla base degli spunti tratti dalle incisioni provenienti dall'Italia e dalle tappezzerie fiamminghe che circolavano all'epoca.

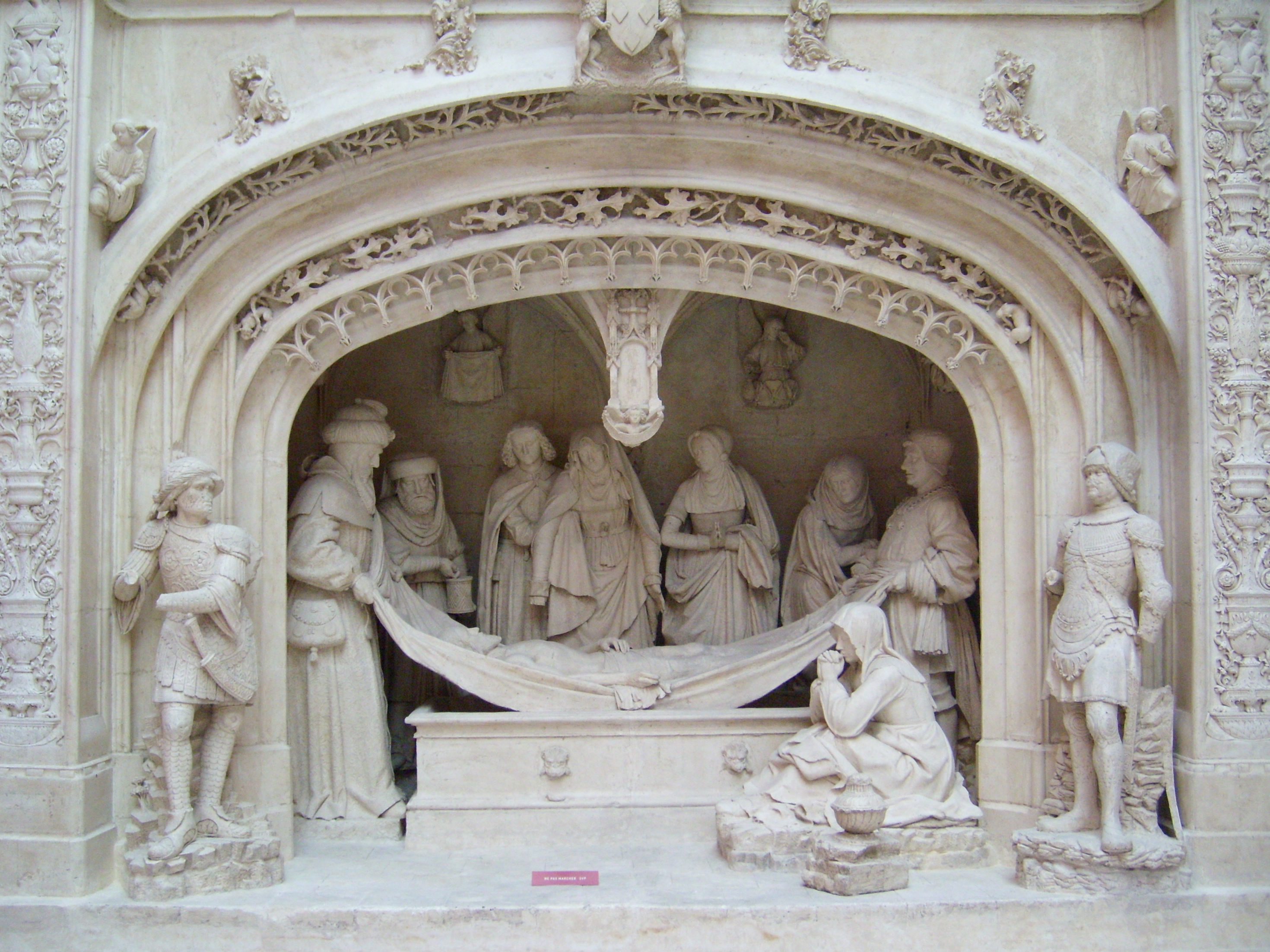
Cristo nella tomba, 1496, Abbazia di Saint-Pierre de Solesmes

L'apporto sistematico di elementi italiani portò ad una reinterpretazione dell'arte gotica all'insegna del rinascimento italiano come è chiaramente manifesto nel Santo Sepolcro di Solesmes (1496) dove la struttura gotica riprende la forma di un arco di trionfo romano fiancheggiato da pilastri e candelabri lombardi.

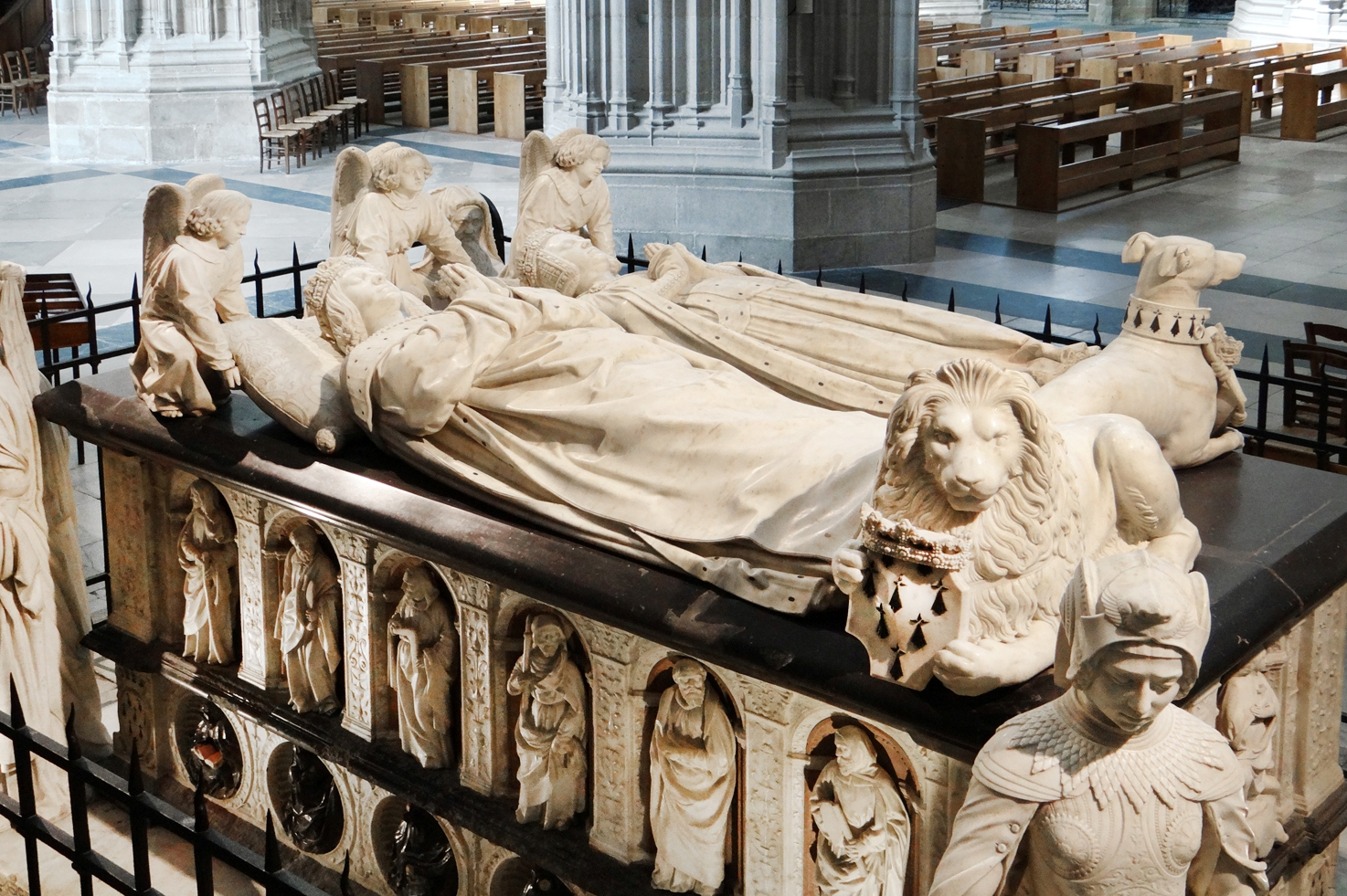
Tomba di Francesco II di Bretagna e di Margherita di Foix (c. 1500, Cattedrale di Nantes)
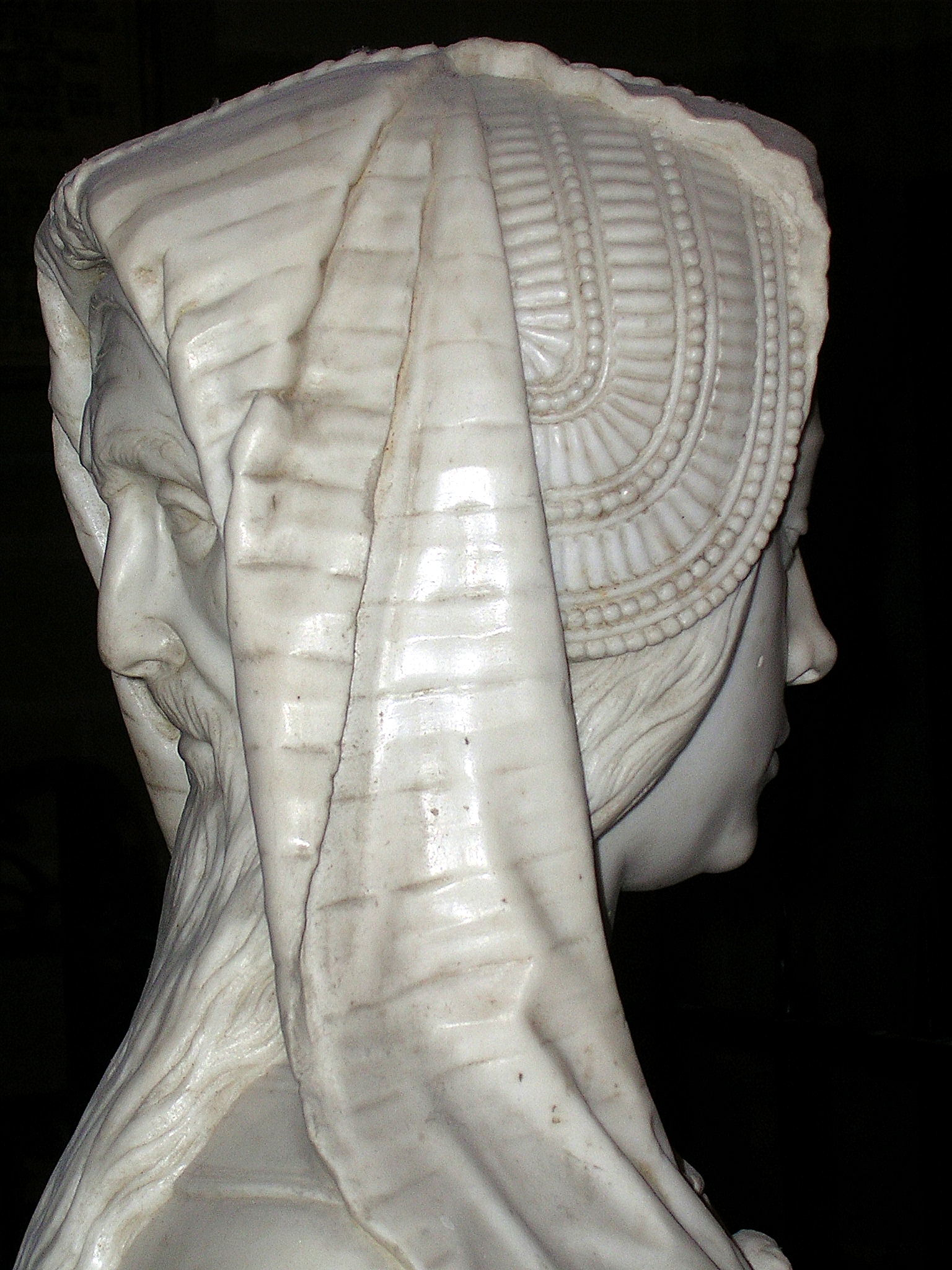
Dettaglia della virtù cardinale della Prudenza (c. 1500, Tomba di Francesco II di Bretagna e di Margherita di Foix)
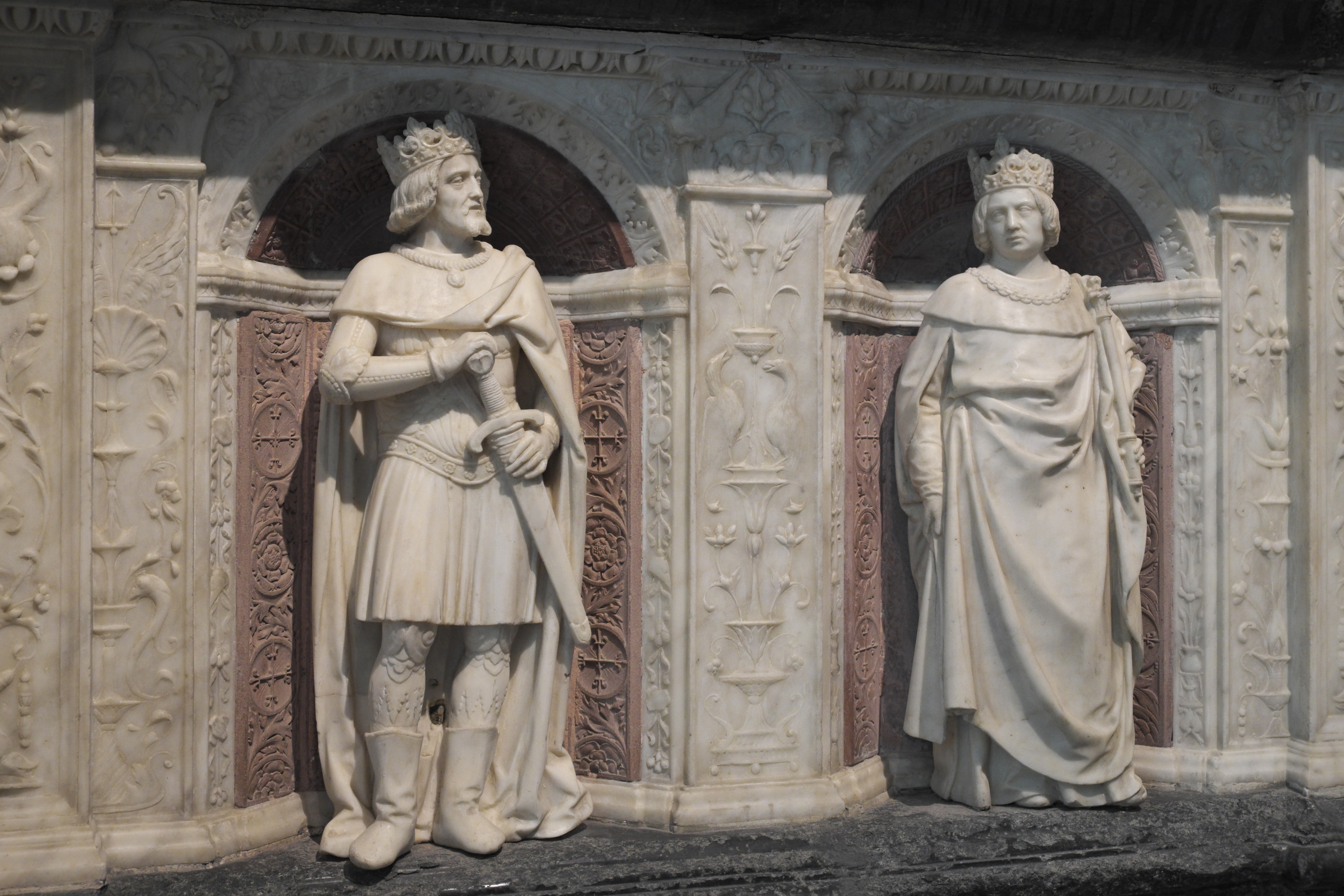
Dettaglio di re ed apostoli del sarcofago della Tomba di Francesco II di Bretagna e di Margherita di Foix (c. 1500)
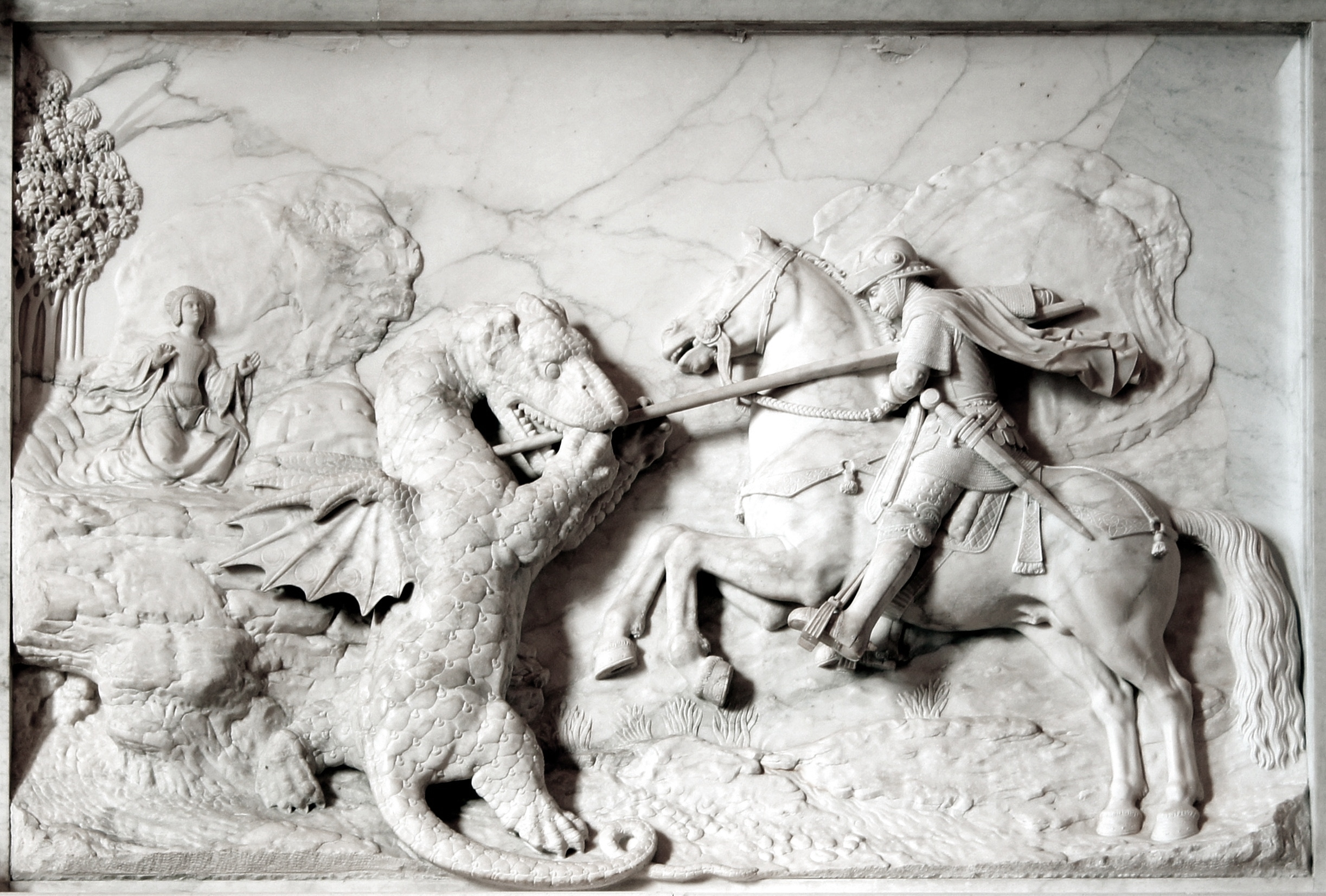
Rilievo di San Giorgio e il drago proveniente dalla cappella del Castelo di Gaillon (1508-1509, oggi Louvre)
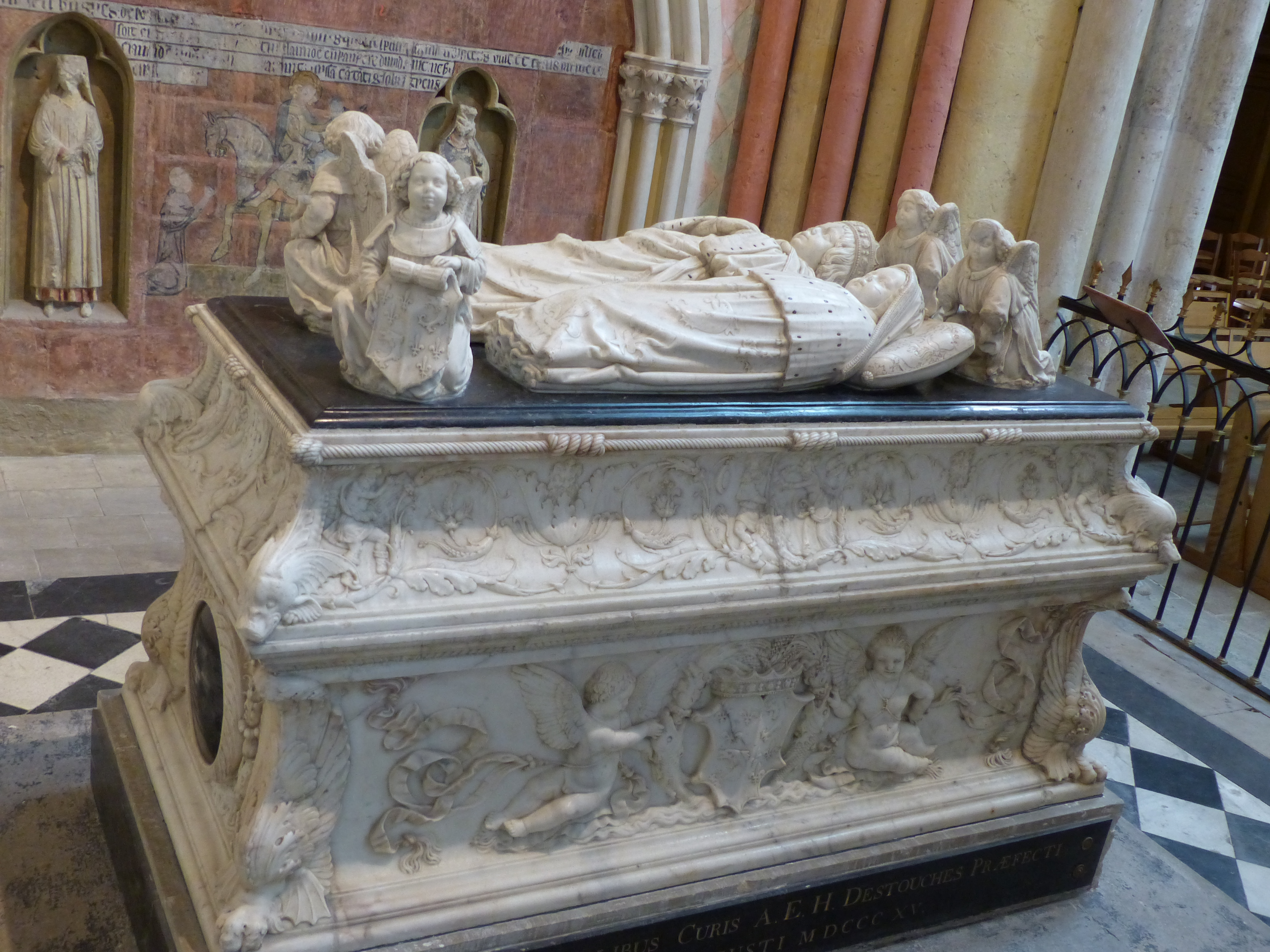
Tomba dei figli di re Carlo VIII di Francia (1506, Cattedrale di Tours)
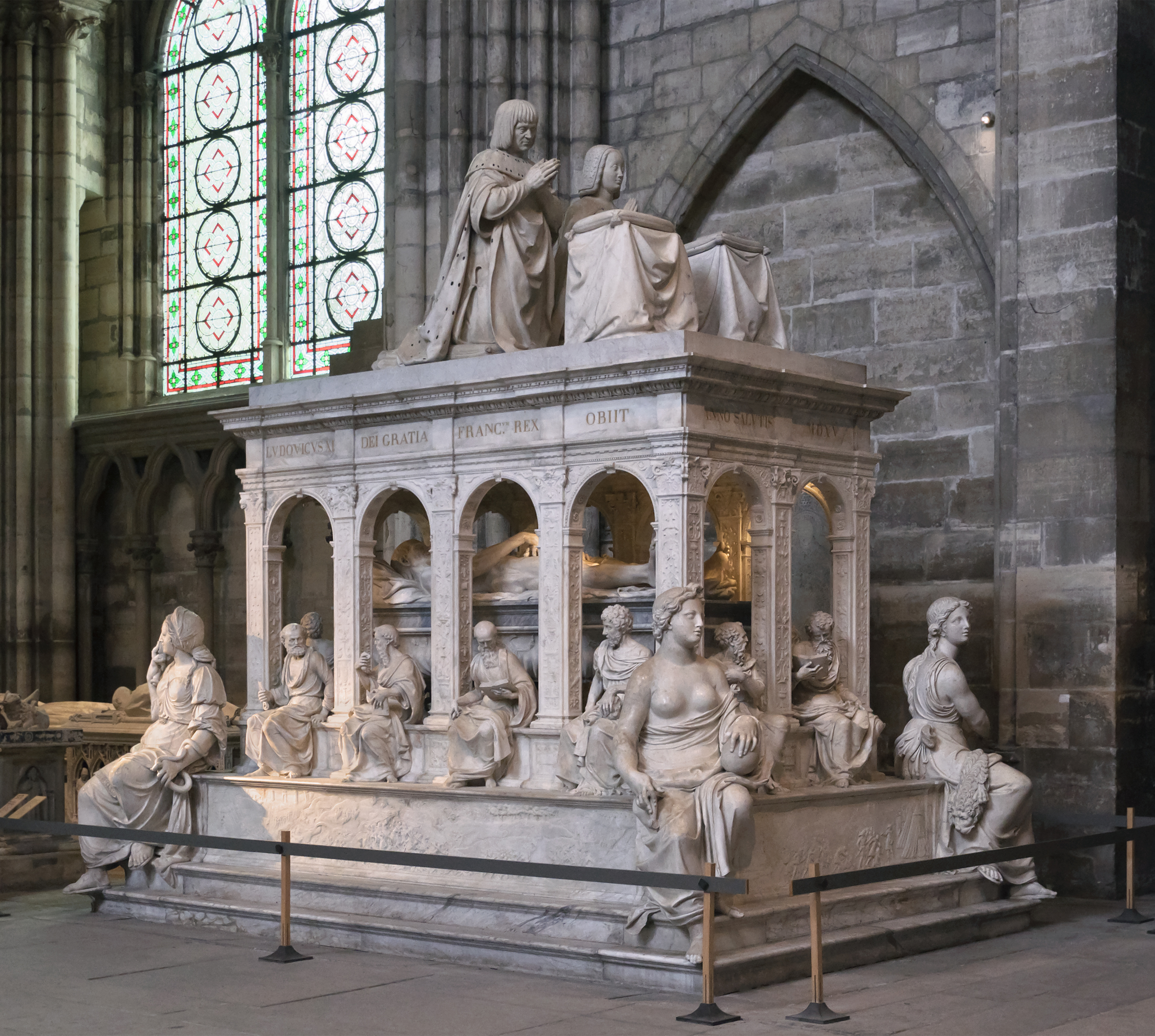
Le tombe di Luigi XII e di Anna di Bretagna (c. 1517, Basilica di Saint-Denis)

L'atelier di Michel Colombe, che lavorò per Anna di Bretagna e che fu particolarmente attivo nella sua epoca, collaborò con altri artisti come Jérome Boucherot, l'italiano Girolamo da Fiesole e Philippe Pot. Tra gli esempi di sculture più celebri dell'epoca, si ricorda la Tomba di Francesco II di Bretagna e di sua moglie Margherita di Foix, che riprende la versione classica delle tombe italiane tardo-gotiche, come del resto il rilievo in marmo di San Giorgio e il drago proveniente dalla cappella del castello di Gaillon ed influenzato dalla tecnica di Donatello nonché scene analoghe riprodotte a Genova nella medesima epoca. Questa nuova capacità di utilizzo del marmo, si confermò anche nella tombe dei figli di Carlo VIII con un sarcofago d'influenza italiana sormontato dalle figure dei due figli a grandezza naturale secondo la tradizione del gotico francese.
Guillaume Regnault continuerà questa ricerca anche nel primo rinascimento francese, associandosi a Guillaume Chaleveau ed all'atelier italiano dei fratelli Juste a Tours (Tomba di Luigi XII e Anna di Bretagna, c. 1517, Basilica di Saint-Denis).

## Pittura e miniatura
La pittura di questo periodo e soprattutto la miniatura fu particolarmente fiorente durante lo stile Luigi XII, tramite in particolare tre artisti di spicco: Jean Perréal, Jean Bourdichon e Jean Hey.
La tradizione medievale dominava ancora la pittura ma questa si stava già evolvendo verso i canoni del rinascimento italiano. Grande importanza rivestì l'invenzione della stampa che apparve attorno al 1480 e permise la diffusione di testi e libri con raffigurazioni architettoniche e repertori ornamentali tipici del rinascimento italiano. I miniaturisti ebbero una notevole influenza nel panorama della pittura e sulle arti decorative in generale, in particolare quelli di Limoges la cui produzione ebbe inizio nel 1480.

### Jean Perréal

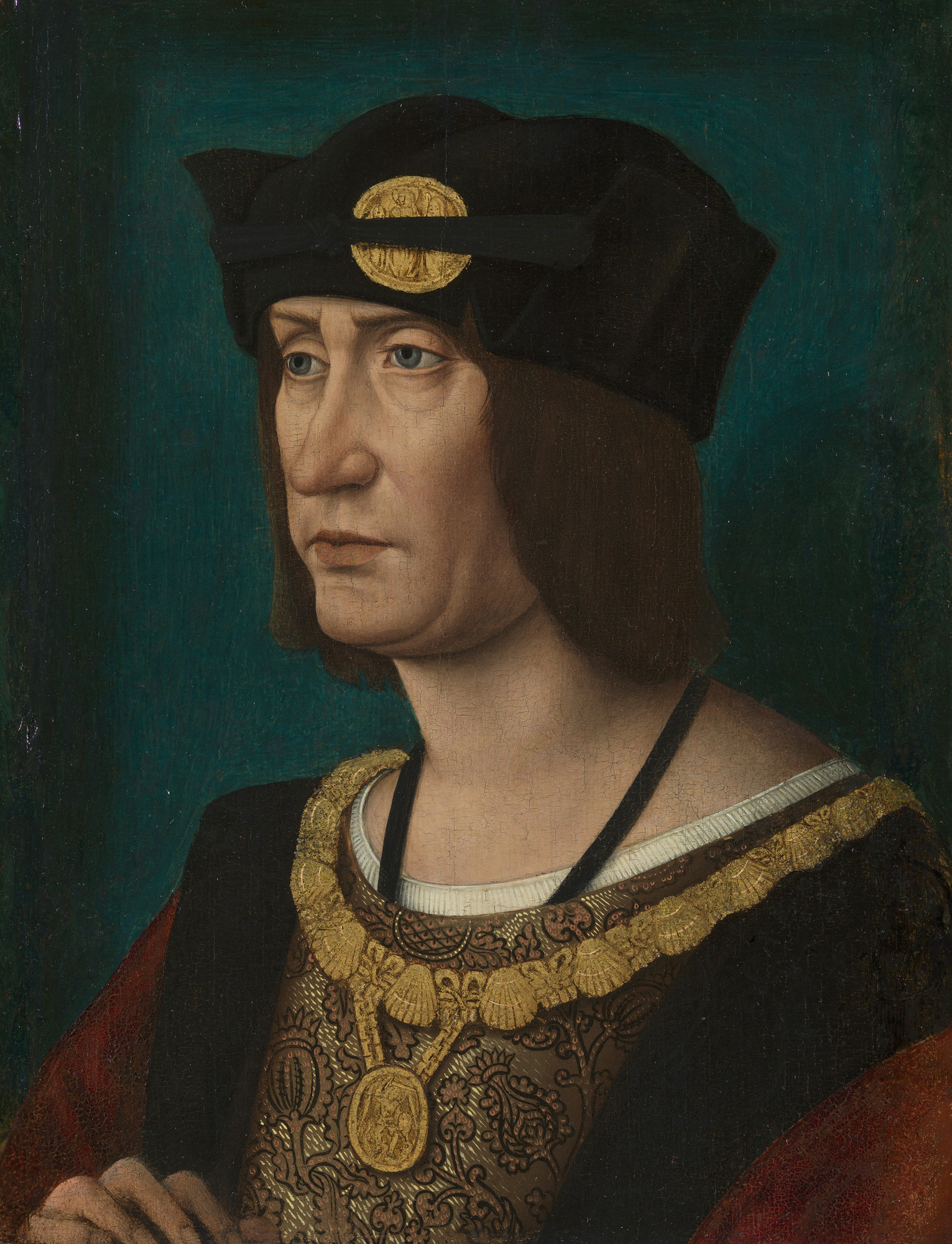
Luigi XII (c. 1512, Castello di Windsor)
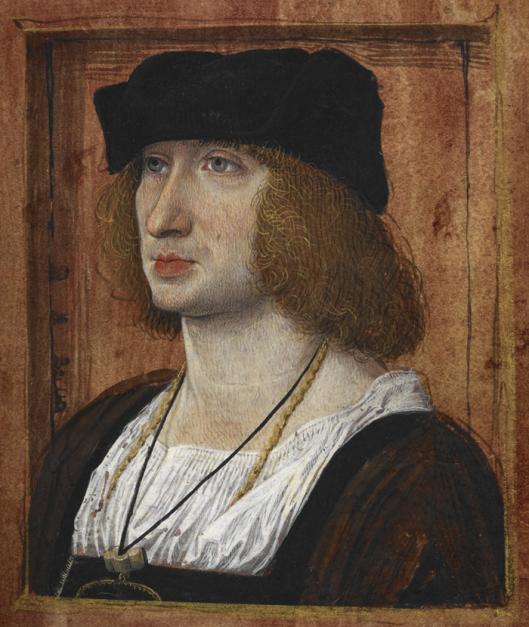
Pierre Sala, umanista lionese, ritratto nel 'Petit Livre d'amour' (1500-1505)
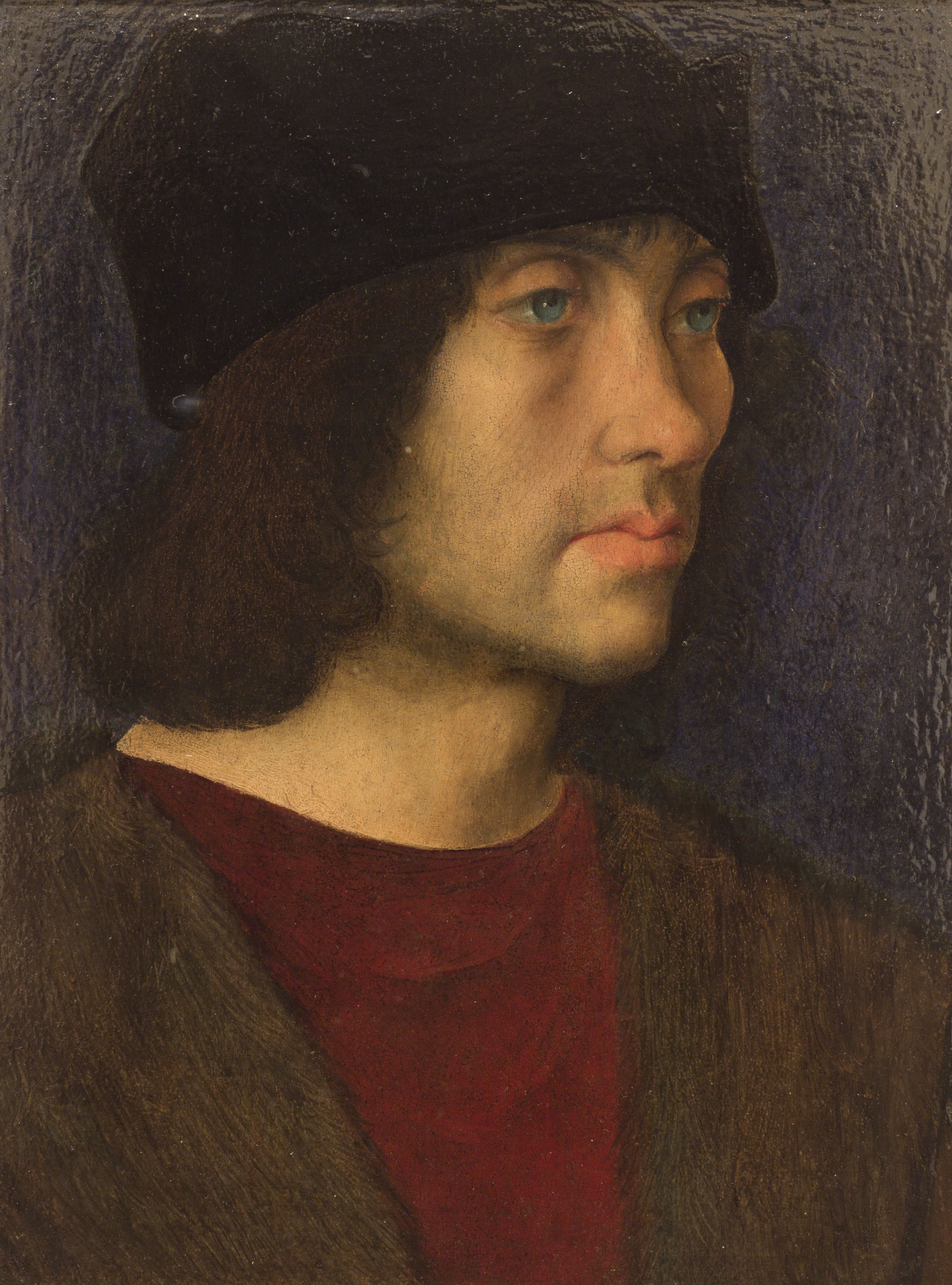
Ritratto maschile (1493, Louvre)
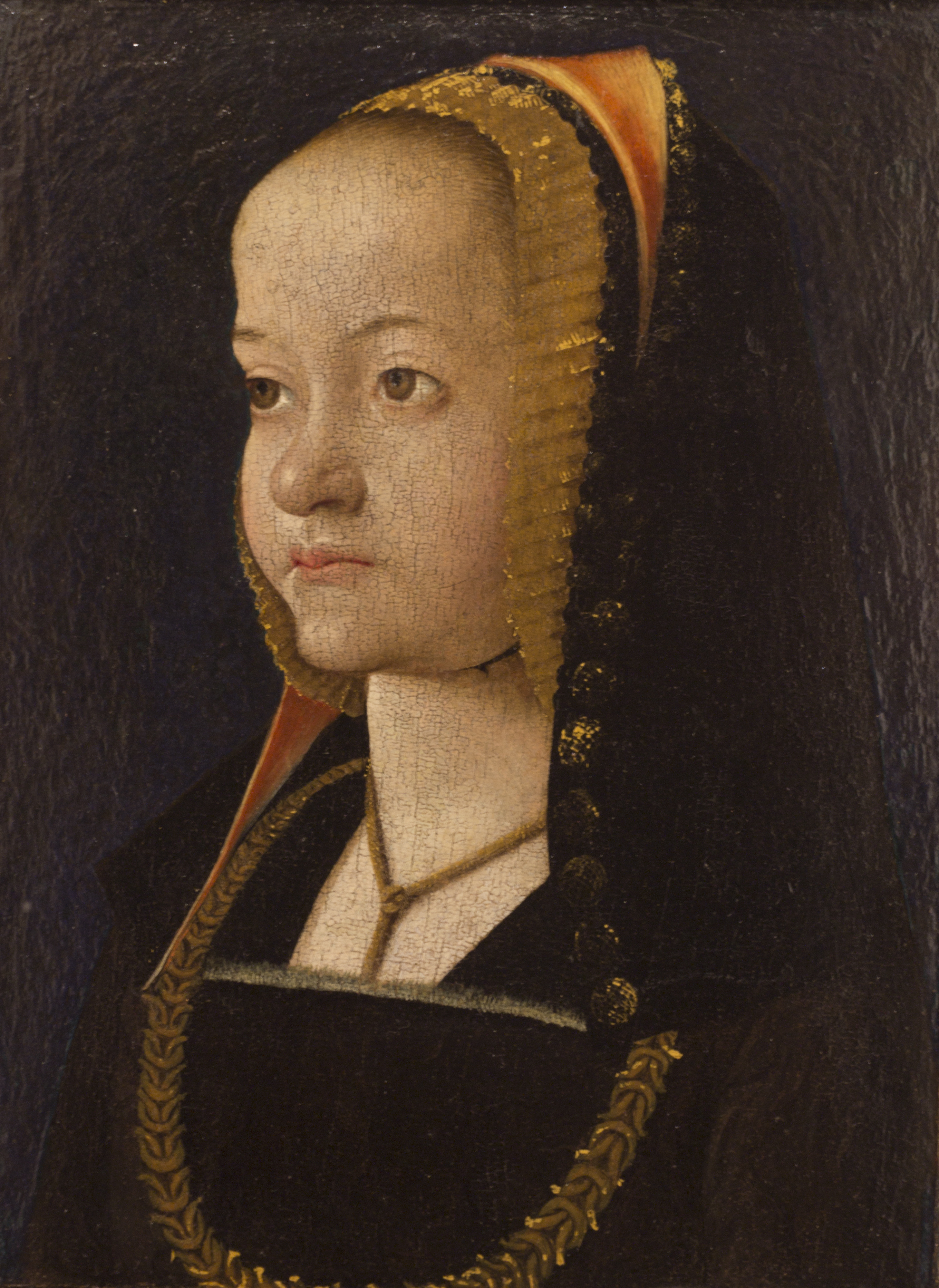
Ritratto femminile (1493, Louvre)
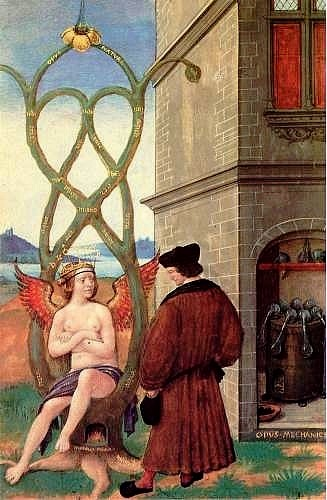
Dialogo dell'alchimista con la natura (1516, Musée Marmottan Monet)
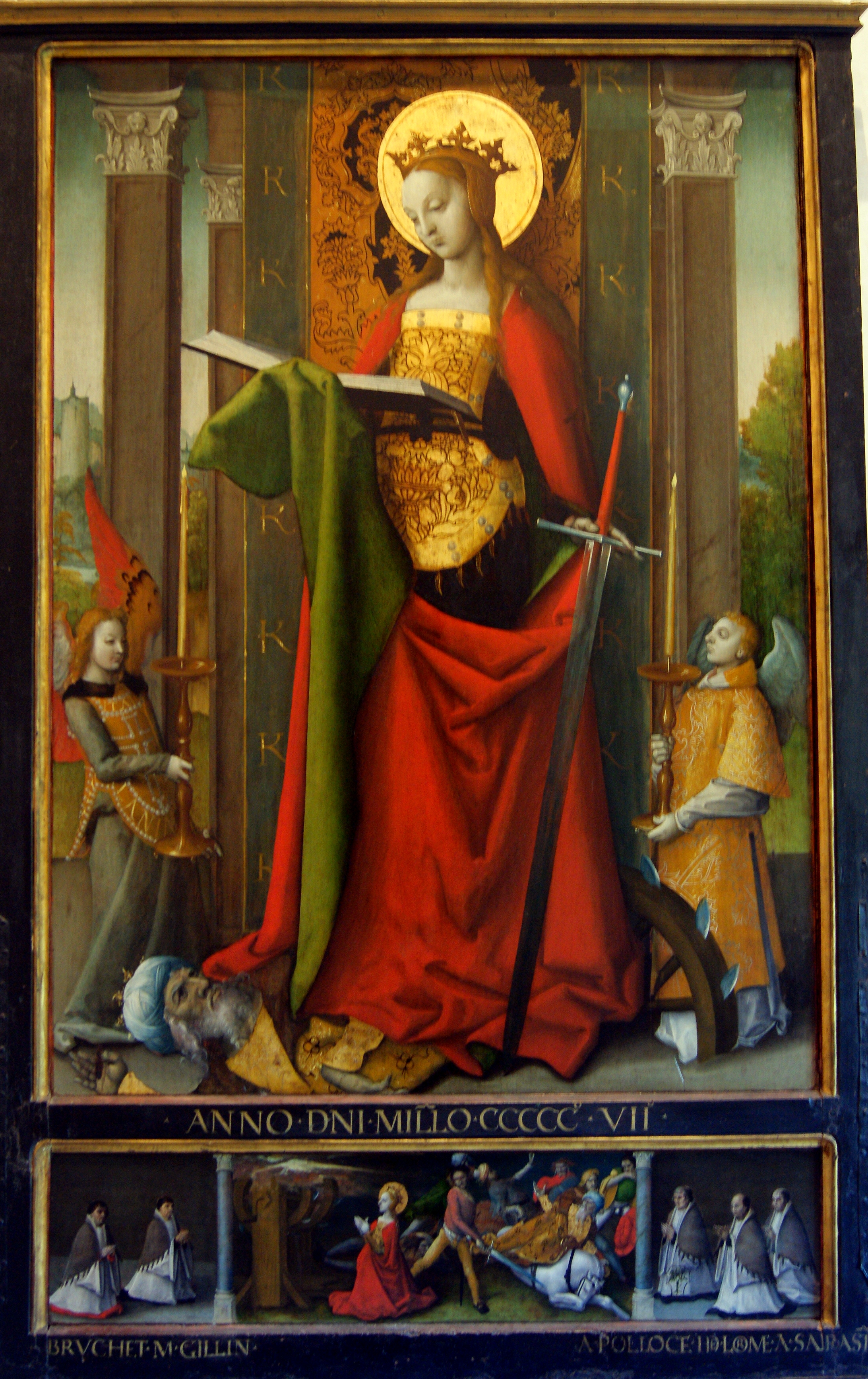
Pannello rappresentante Santa Caterina d'Alessandria (1507, Musée des beaux-arts de Lyon)
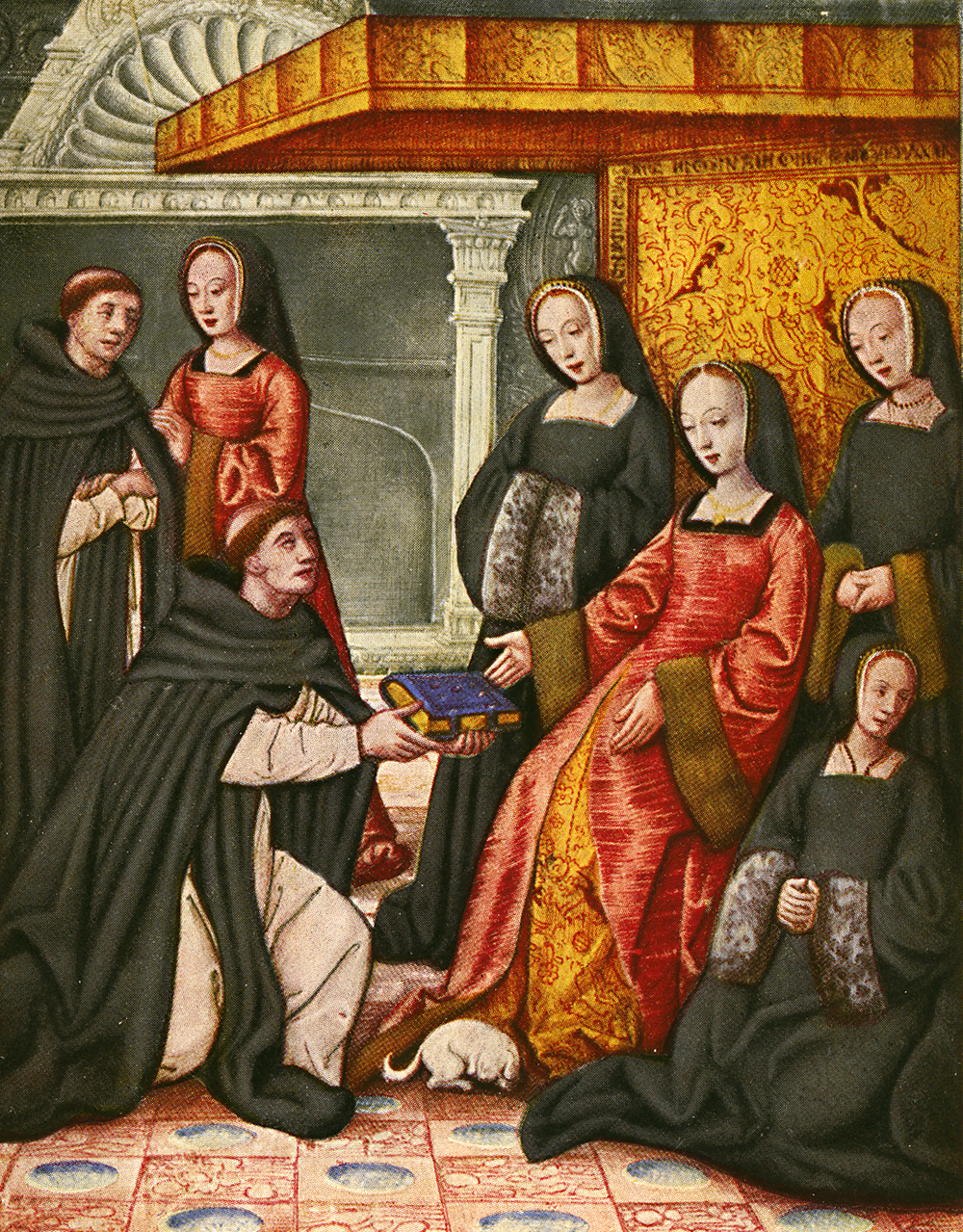
Anna di Bretagna riceve un manoscritto da Antoine Dufour, miniatura attribuita a Jehan Perréal, c. 1508
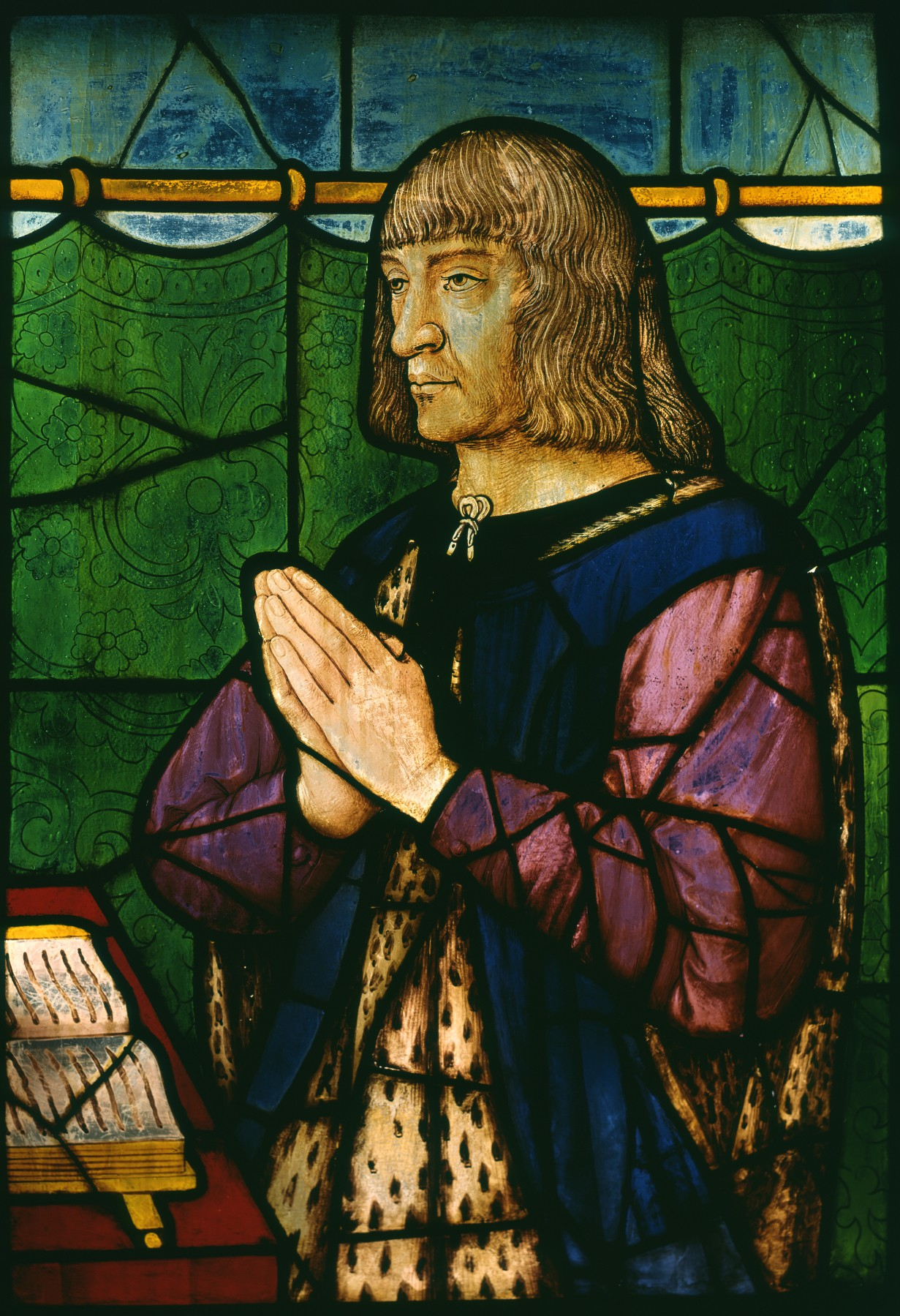
Luigi XII in preghiera, vetrata attribuita a Jean Perréal (1500-1510, The Art Walters Museum), 46.34, 80 x 55.9 cm
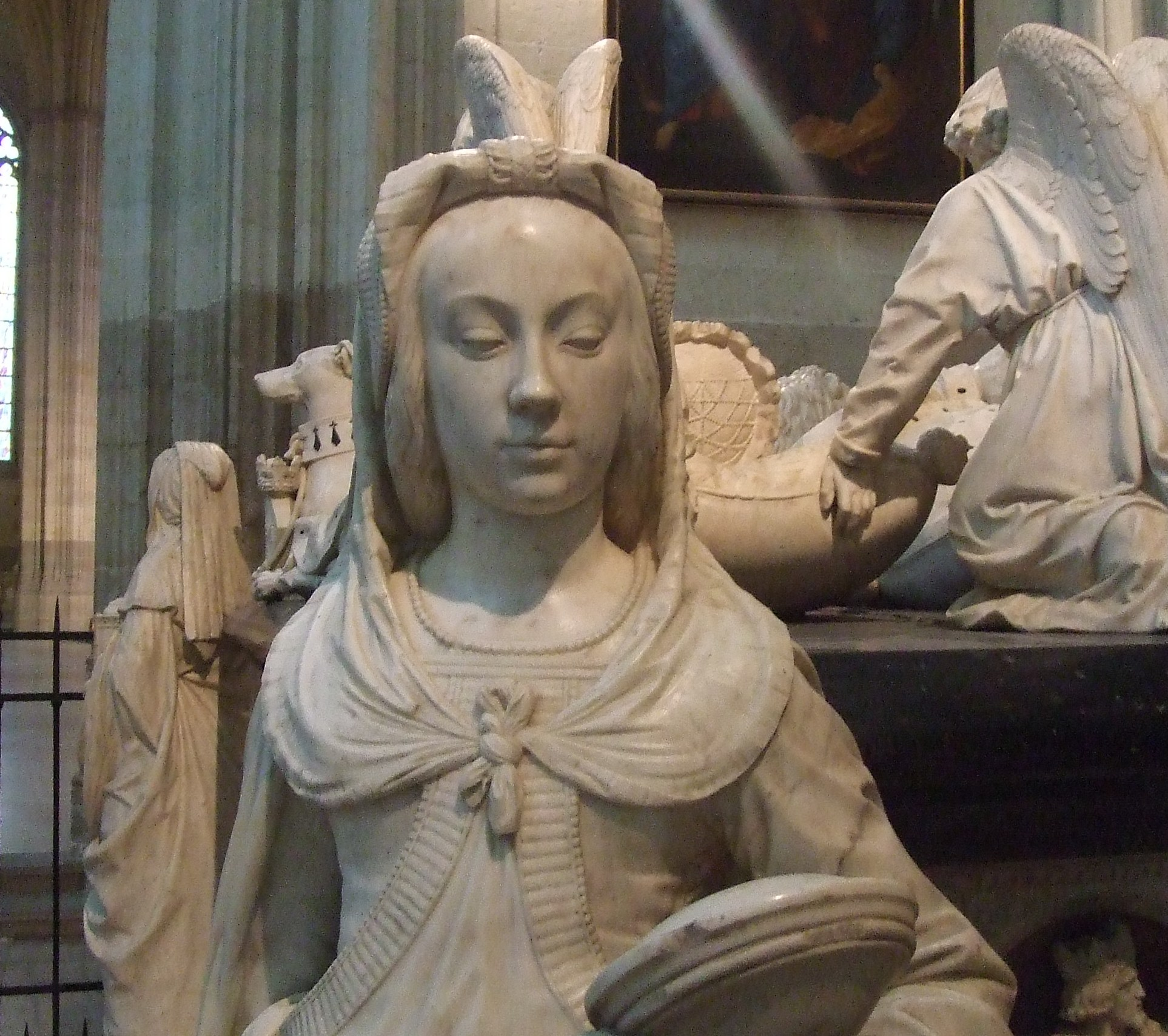
La Prudenza coi tratti di Anna di Bretagna da un disegno di Jean Perréal (c. 1500, Tomba di Francesco II di Bretagna)
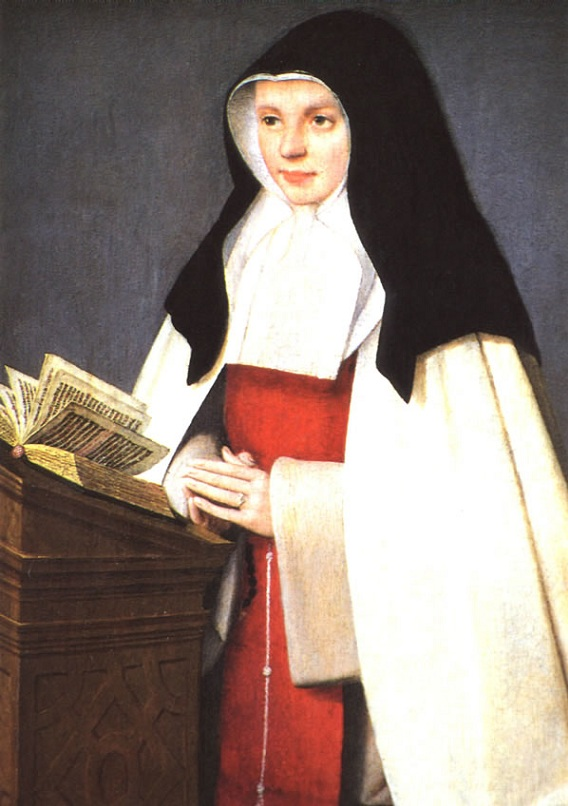
Giovanna di Francia (1464-1505), regina di Francia e sposa di Luigi XII che la ripudiò in seguito (dopo il 1530)

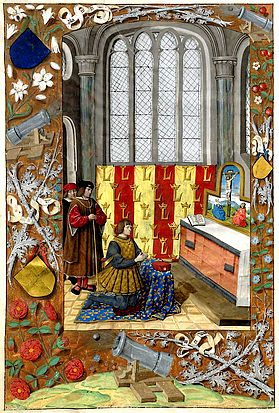
Luigi XII in preghiera, miniatura del 1494 (Biblioteca nazionale di Francia, Lat. 4804)

Jean Perréal detto Jean de Paris, è considerato uno dei primi pittori dello stile Luigi XII come artista di transizione tra l'epoca medievale ed il pieno rinascimento francese.
Il luogo di nascita e di formazione di Jean Perréal ci sono sconosciuti, ma probabilmente notevole influenza su di lui e sul suo stile ebbe il padre Claude Perréal, anch'egli pittore e poeta. Attorno al 1506 prese il nome d'arte di Jean de Paris. Secondo alcuni tale scelta venne dettata dalla necessità di prendere un nome d'arte che richiamasse la centralità della Francia e della sua capitale. Malgrado i suoi frequenti viaggi all'estero ed il suo status di pittore del re, rimase sempre attaccato a Lione dove si sposò e dove visse con la sua famiglia. Pittore, architetto e poeta, Jean Perréal fu pittore di corte sotto Carlo VIII, Luigi XII e Francesco I. Nel 1500 viaggiò in Italia da dove importò un nuovo modo di dipingere il figurativo che venne poco dopo imitato da Corneille de Lyon e da Jean Clouet.
Nel 1496, venne designato "valletto di camera e commensale del re" ed ebbe così accesso a corte, con la possibilità di ritrarre alcuni dei favoriti del re come Philibert II de la Platière e Antoine de Luxembourg. In questo stesso periodo si dedicherà anche a pitture a tempera su tavola che dimostrano tutta la maturità artistica raggiunta dal pittore.
Con l'inizio del regno di Luigi XII, mantenne il favore del sovrano: nel 1499 e nel 1500, seguì il re nelle guerre d'Italia, nella conquista di Milano; ebbe modo così di incontrare l'artista tourenger Jean Poyer, Francesco II Gonzaga e Leonardo da Vinci dal quale, si dice, abbia appreso la tecnica della pittura a secco e della fabbricazione dei colori alla maniera italiana. Francesco Gonzaga gli commissionò un ritratto del cardinale d'Amboise e un San Giovanni Battista. Secondo Jean Lemaire de Belges, Jean Perréal accompagnò Luigi XII con l'intento di rappresentarne le vittorie sul campo, ma nulla che egli poté realizzare in tal senso è giunto sino a noi.
Jean Perréal divenne rinomato soprattutto come ritrattista, genere che contribuì a rendere popolare in Francia, abbinandolo all'uso del trompe-l'œil e delle tecniche già sperimentate nella miniatura del perfetto realismo tipico del gotico fiammeggiante.

### Jean Bourdichon

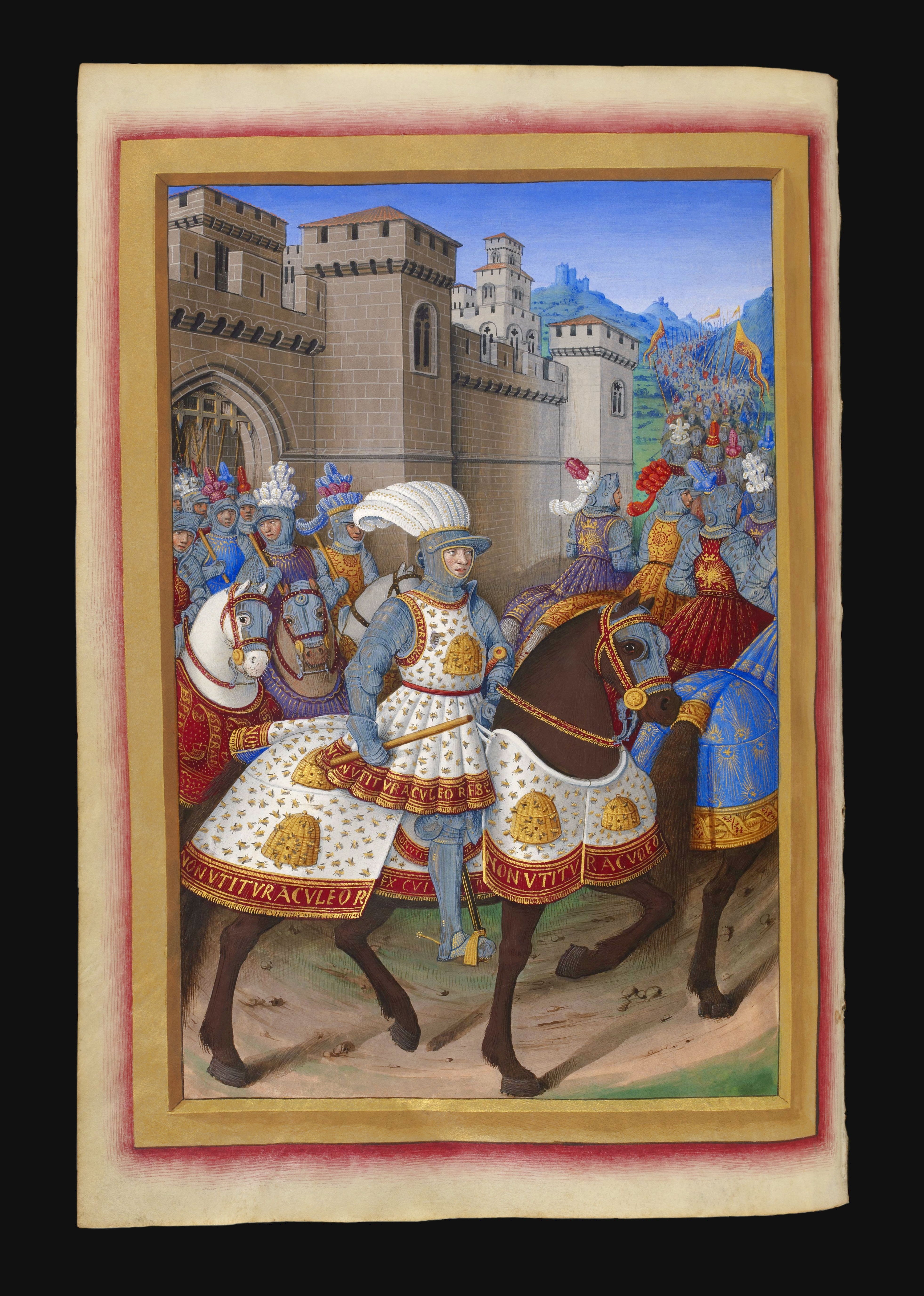
« Luigi XII e le sue truppe lasciano Alessandria per affrontare i Genovesi » (1508, folio 15v, Biblioteca nazionale di Francia)
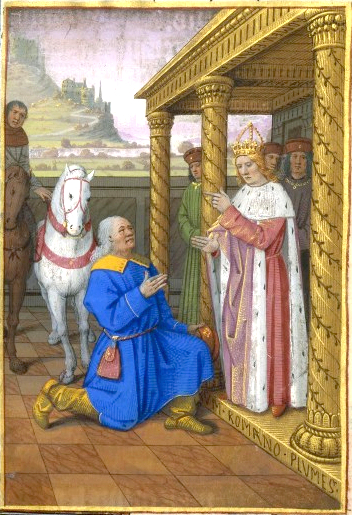
« Augusto nomina Quirinio governatore della Siria », (manoscritto NAF. 21013, folio 65, Biblioteca nazionale di Francia)
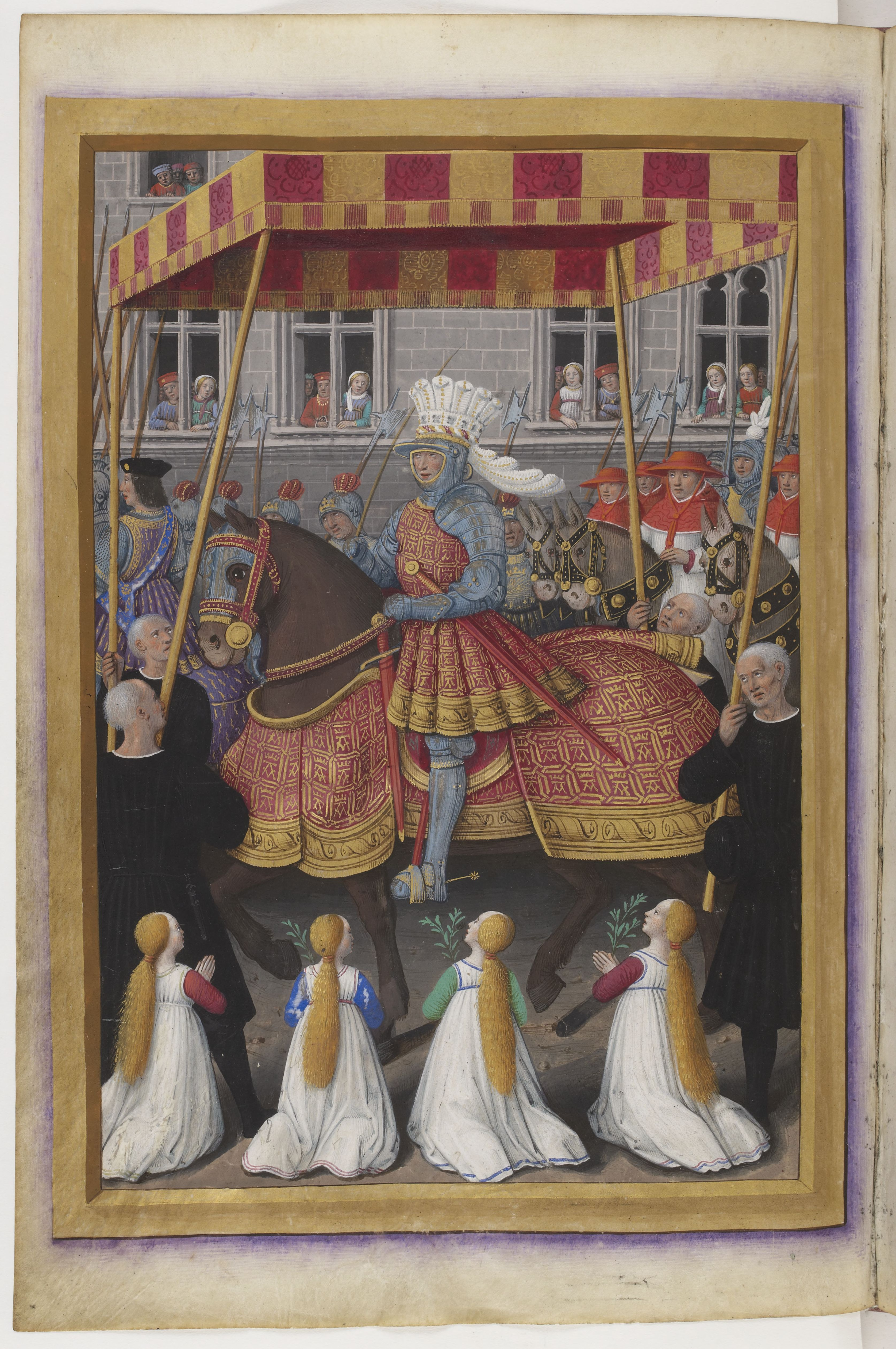
«Entrata di Luigi XII a Genova » (1508, fol. 22v., Biblioteca nazionale di Francia)
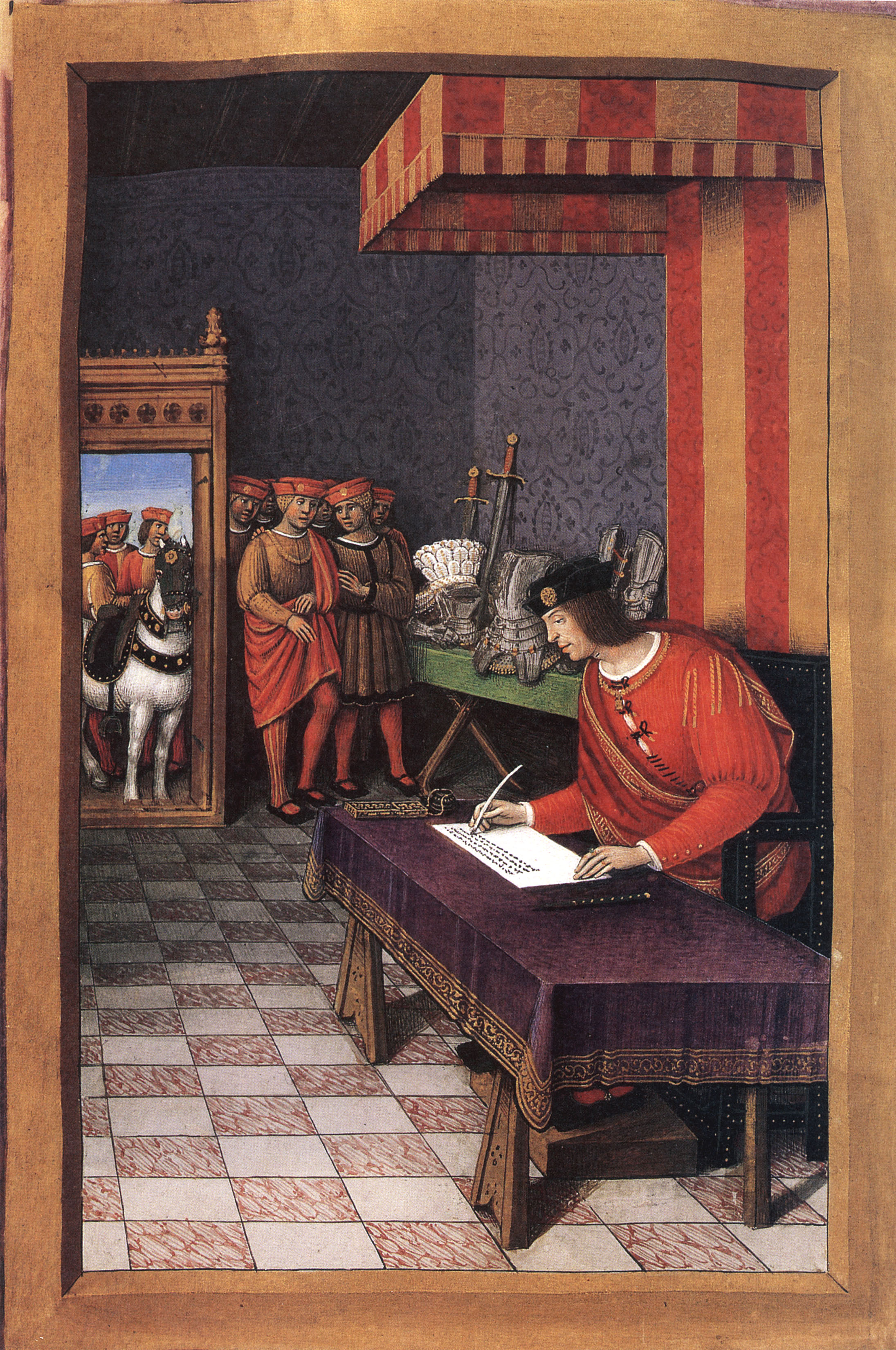
Luigi XII scrive ad Anna di Bretagna (c. 1510, Ermitage, San Pietroburgo, fol. 51v)
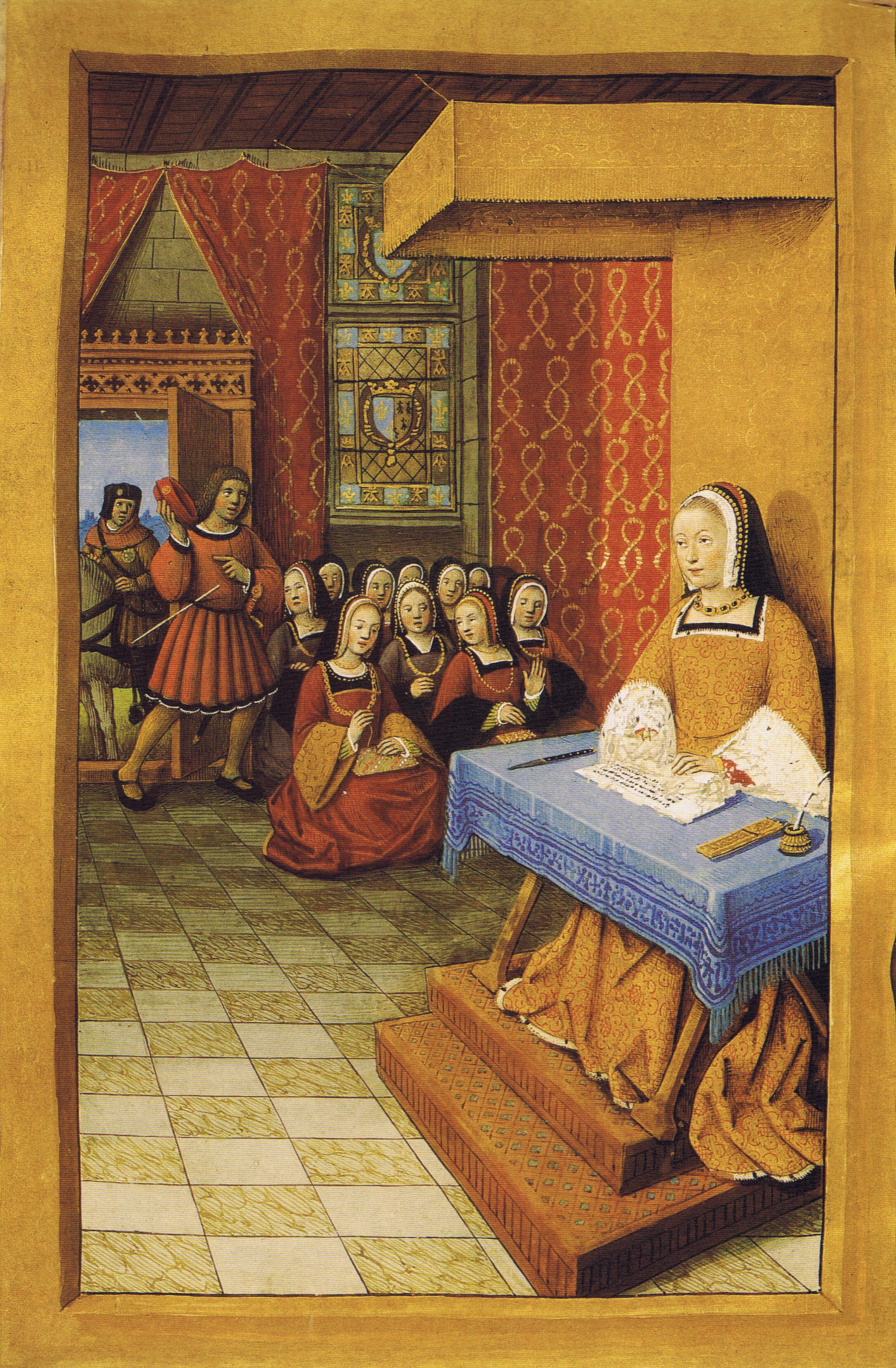
Anna di Bretagna scrive a Luigi XII (c. 1510, Ermitage, San Pietroburgo)
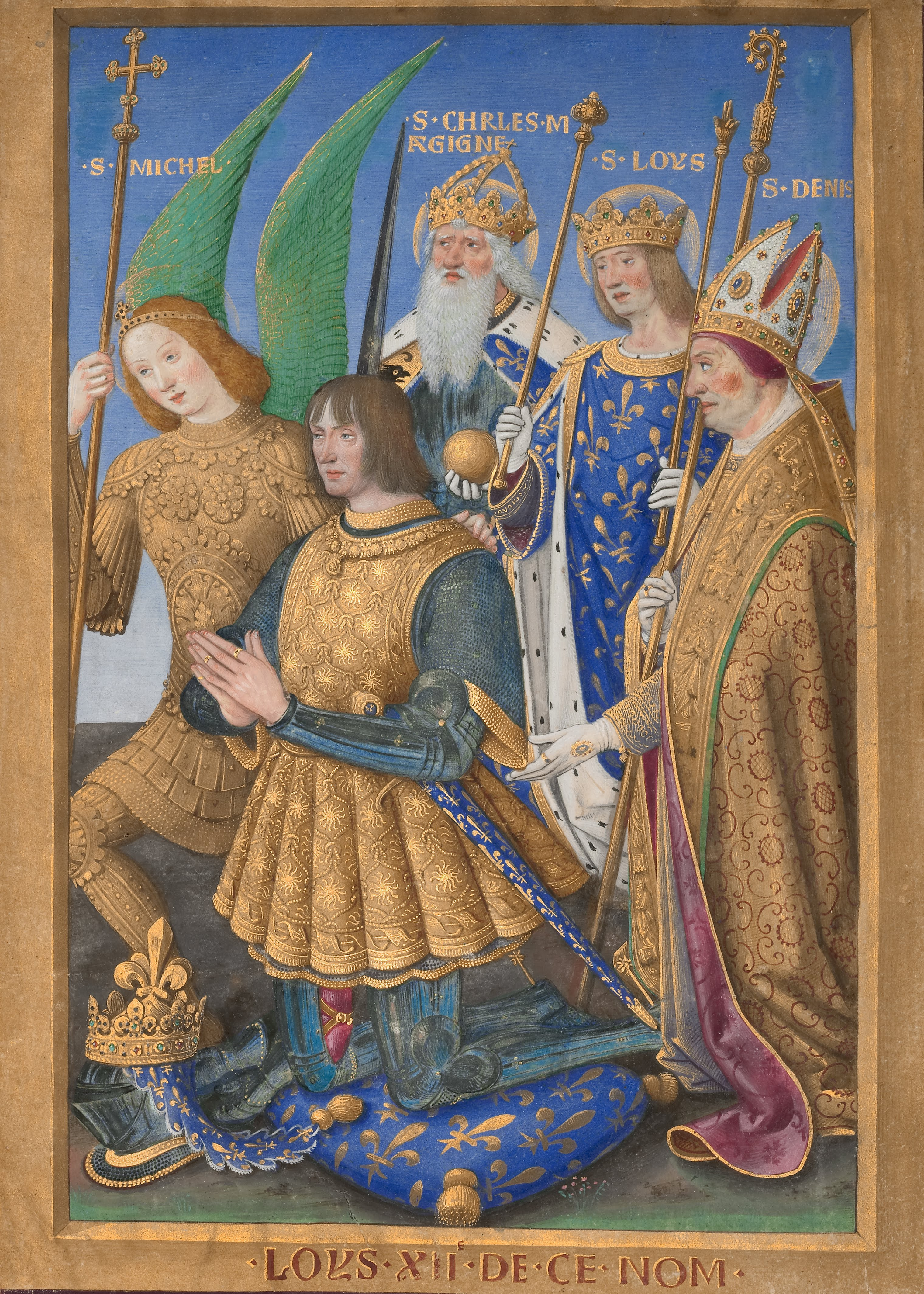
Luigi XII inginocchiato in preghiera (1498-1499, J. Paul Getty Museum)
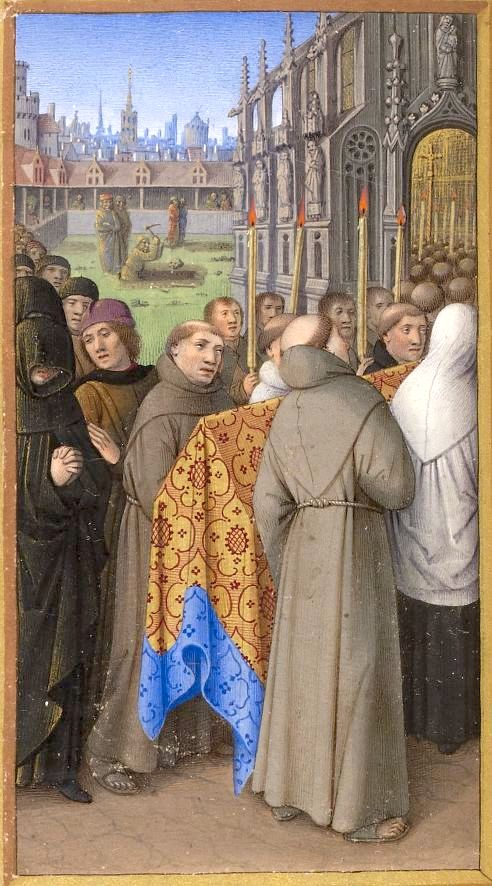
Funerale di Federico III d'Aragona con frati domenicani (1501-1504, Biblioteca nazionale di Francia, Lat. 10532)
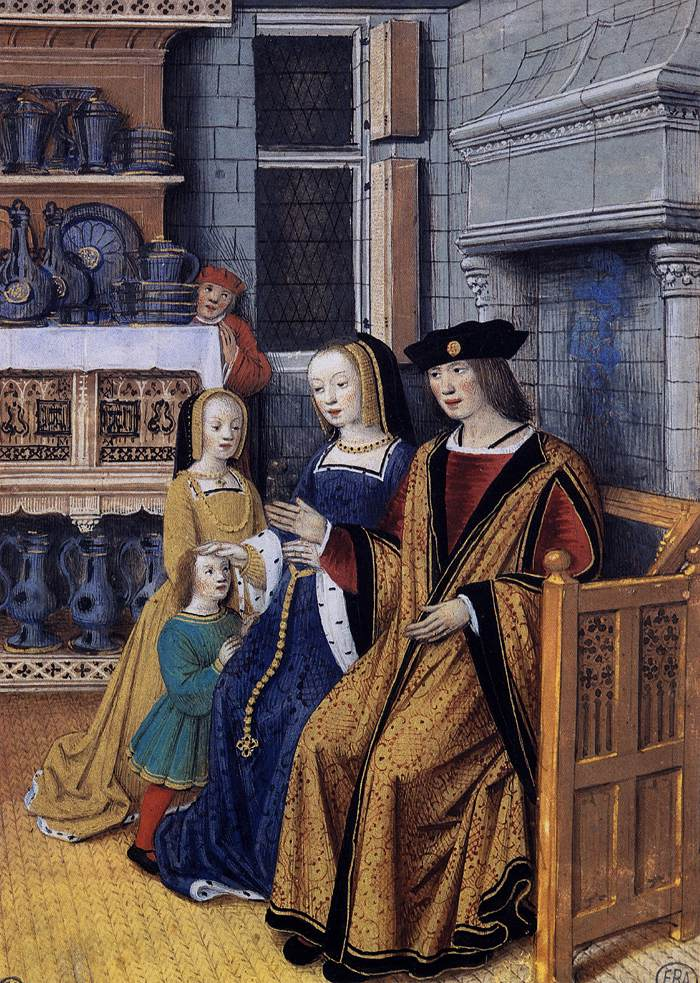
Il ricco o la nobiltà (École nationale supérieure des beaux-arts, Parigi, Mn. mas 93)
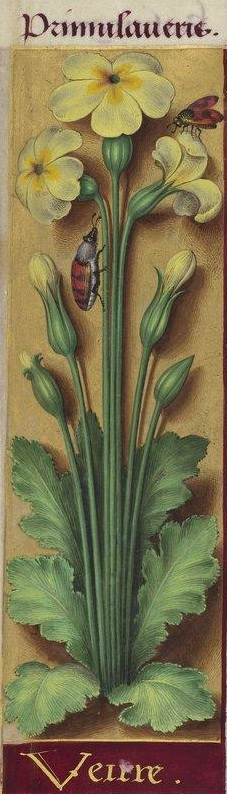
Primavera, Les Grandes Heures d'Anne de Bretagne (c. 1503-1508, Biblioteca nazionale di Francia)

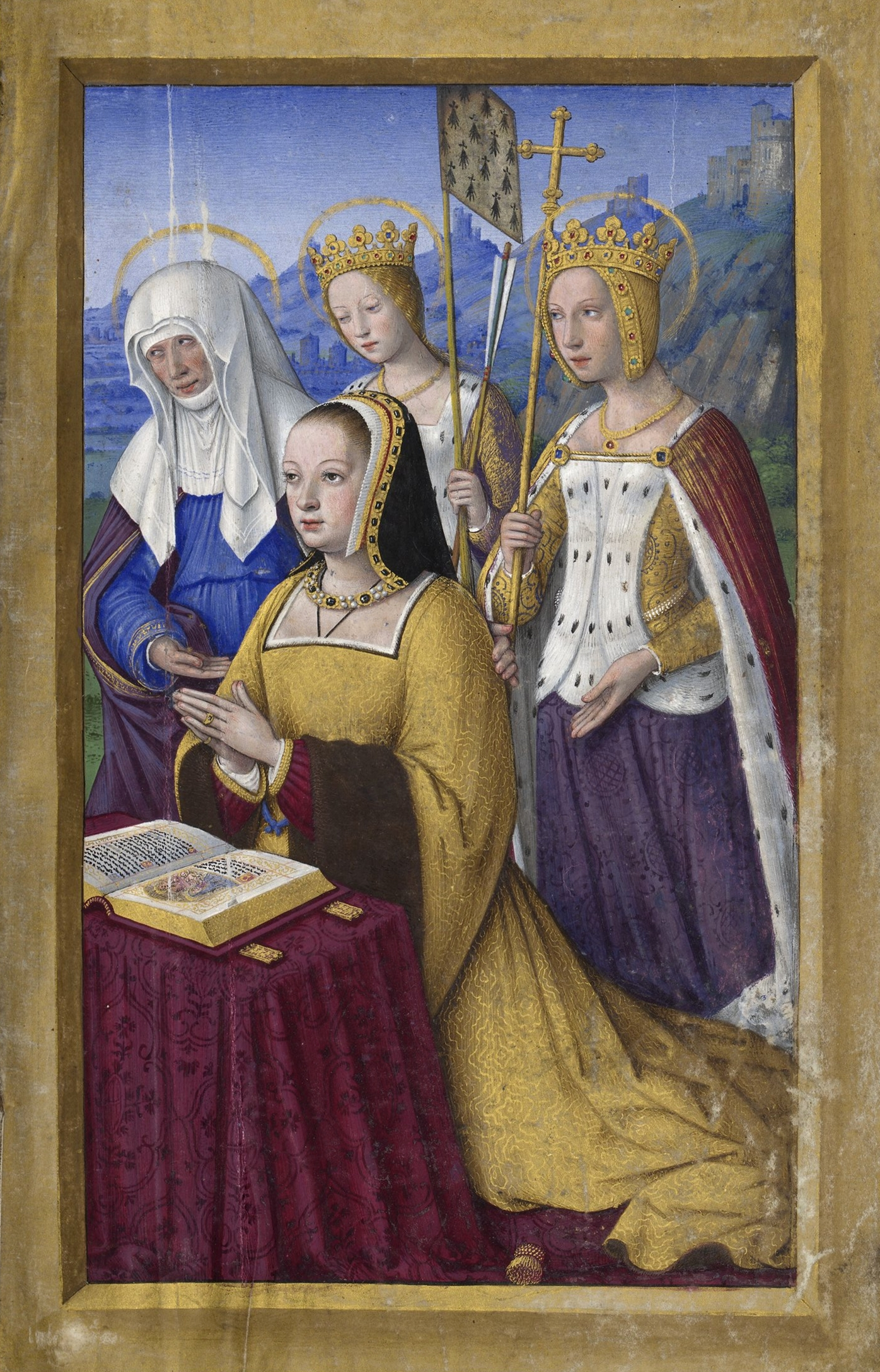
Anna di Bretagna e le sue sante protettrici, Grandes Heures d'Anne de Bretagne (Biblioteca nazionale di Francia, Latin 9474)

Jean Bourdichon ed il suo atelier a Tours, sua città natale, ebbero il vantaggio di trovarsi a diretto contatto con Carlo VIII di Francia quando questi trasferì la propria corte nella Valle della Loira. Ancora una volta il suo stile fu di transizione tra quello gotico e quello rinascimentale in pittura.
Cresciuto alla scuola di Jean Fouquet, da questi apprese l'uso sapiente della prospettiva. Il maestro del Boccaccio di Monaco che è senza dubbio uno dei due figli di Jean Fouquet, lo influenzò pure fortemente. Nel 1481, Jean Bourdichon succedette a Jean Fouquet come "pittore e valletto di camera del re". La clientela di Bourdichon era quella più vicina al re e si impose per la sontuosità e la ricchezza delle proprie realizzazioni, in particolare nelle miniature.
Les Grandes Heures d'Anne de Bretagne, è uno dei manoscritti miniati più popolari al mondo. Secondo i dettami dello stile Luigi XII, l'opera appare ancora oggi piena di riferimenti ornamentali al rinascimento italiano, con una qualità straordinaria per un libro d'ore. Ogni scena, bordata di un semplice riquadro dipinto a finto legno, riporta un'iscrizione sul basso per spiegare la scena raffigurata. Lo stile dei volti fu probabilmente influenzato dall'opera del maestro di Coëtivy. Come già accaduto per Jean Fouquet, anche questo artista manifestò una certa predilezione per i decori di stile notturno, con un fondo blu scuro da cui emerge una fonte di luce in lontananza.
Anna di Bretagna commissionò Le Voyage de Gênes a Jean Bourdichon che utilizzò i versi di Jean Marot da accompagnare ai propri dipinti. Questi aveva seguito Luigi XII nelle sue spedizioni contro Genova e contro Venezia, con la missione dichiarata di celebrarne i successi e per questo compose un poema dal titolo Voyage de Gênes.
Épîtres de poètes royaux, è invece una collezione curiosa di undici poemi o epitaffi con connotazione politiche basati su una corrispondenza tra Anna di Bretagna in Francia ed il re Luigi XII impegnato allora a combattere contro Venezia. L'opera venne illustrata da undici dipinti in miniatura a piena pagina sul verso dei fogli, con scene allegoriche e descrittive note per la ricchezza e la raffinatezza delle esecuzioni. Il testo, come del resto le immagini, celebravano la gloria di Luigi XII, dedicando ampio spazio alle ricche vesti dei personaggi come pure alla prospettiva.

### Jean Hey

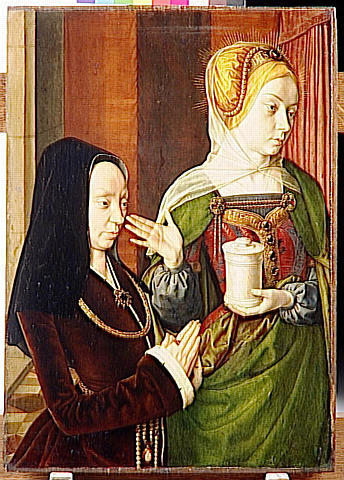
Ritratto presunto di Maddalena di Borgogna, presentata da Maria Maddalena (1490-1495)
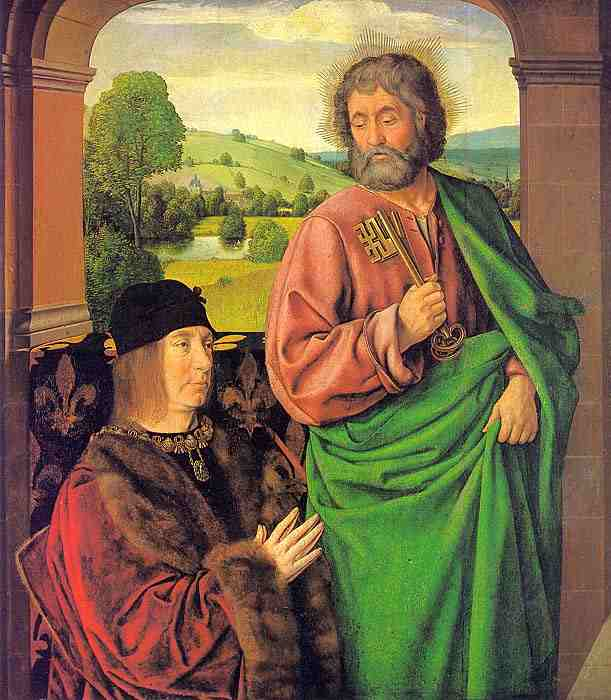
Pietro II di Borbone presentato da San Pietro (c. 1492, olio su tavola, Louvre)
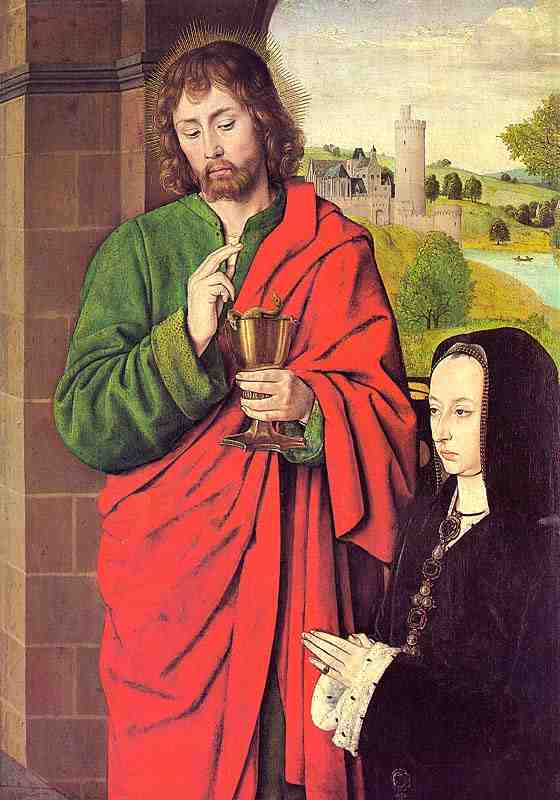
Anna di Francia, signora di Beaujeu, presentata da San Giovanni Evangelista (c. 1492, Louvre)
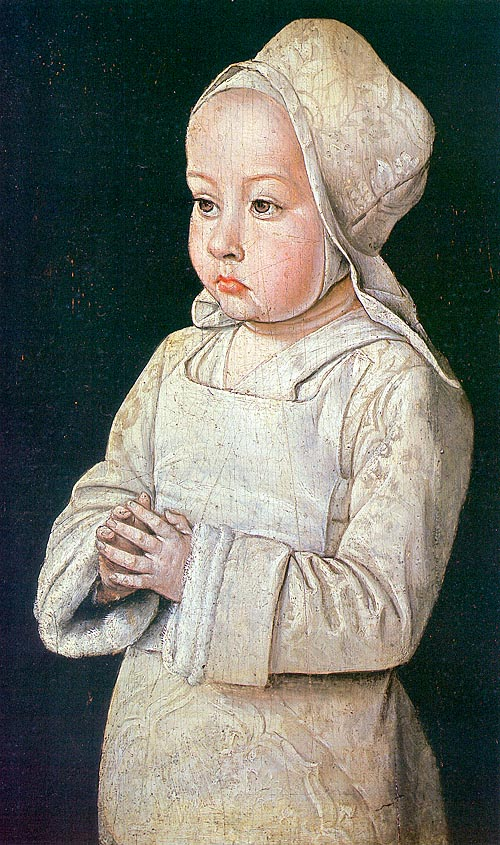
Susanna di Borbone (1491-1521) detta «l’Enfant en prière» (c. 1492, Louvre)
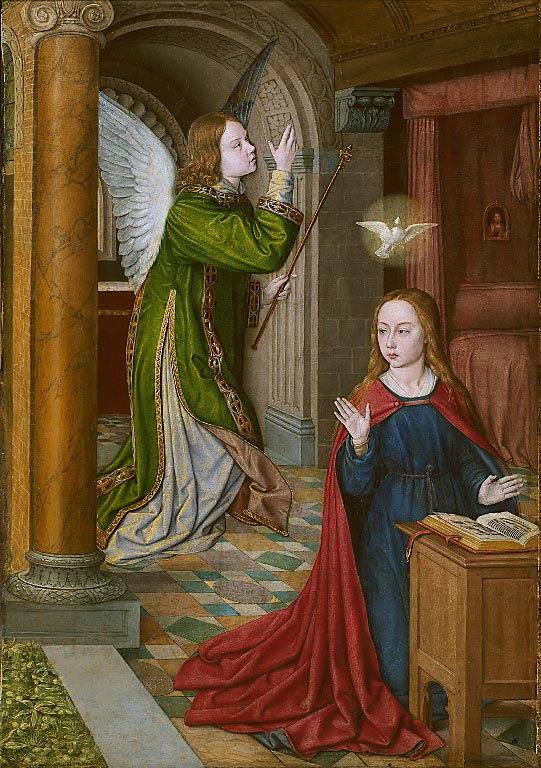
Annunciazione (c. 1490-1495, olio su tavola, 72 × 50 cm, Art Institute of Chicago)
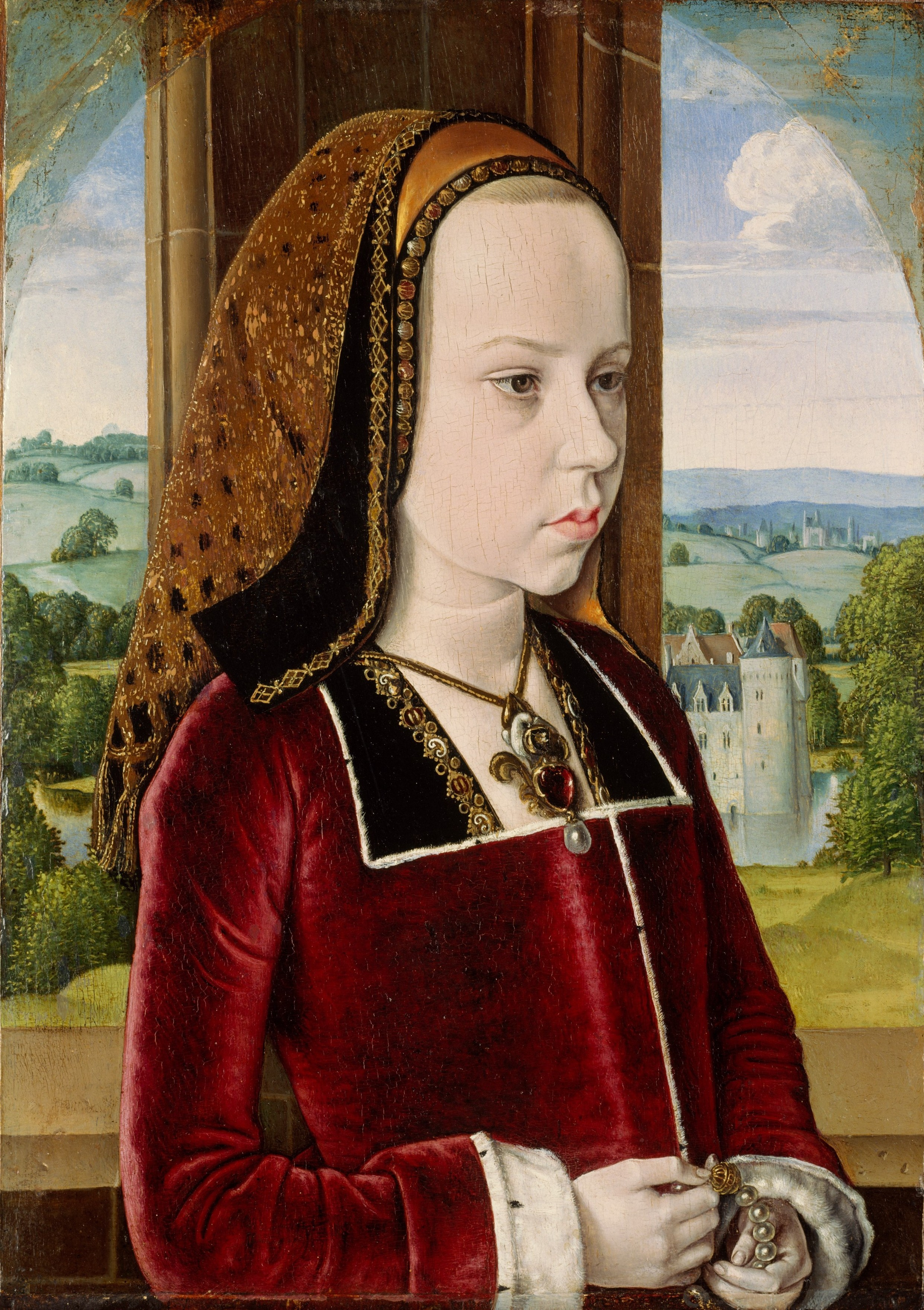
Ritratto di Margherita d'Austria (1490, olio su tavola, 32,7 × 23 cm, Metropolitan Museum, New York)
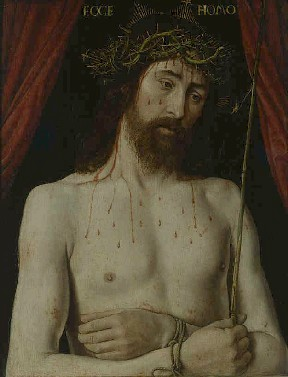
Ecce Homo (1494, Musées royaux des beaux-arts de Belgique, Bruxelles)
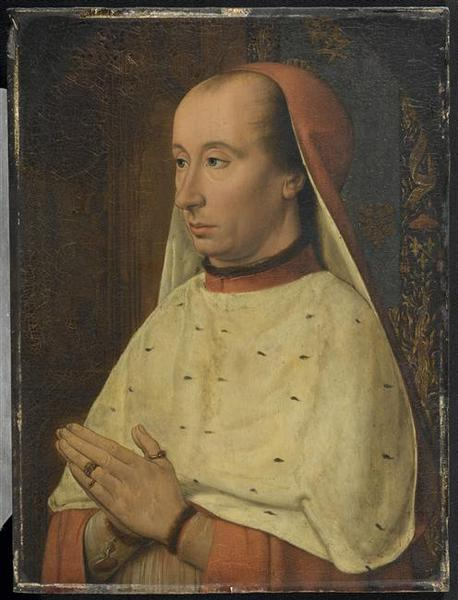
Ritratto di Carlo II di Borbone, cardinale (1476-1485, Alte Pinakothek, Monaco di Baviera)
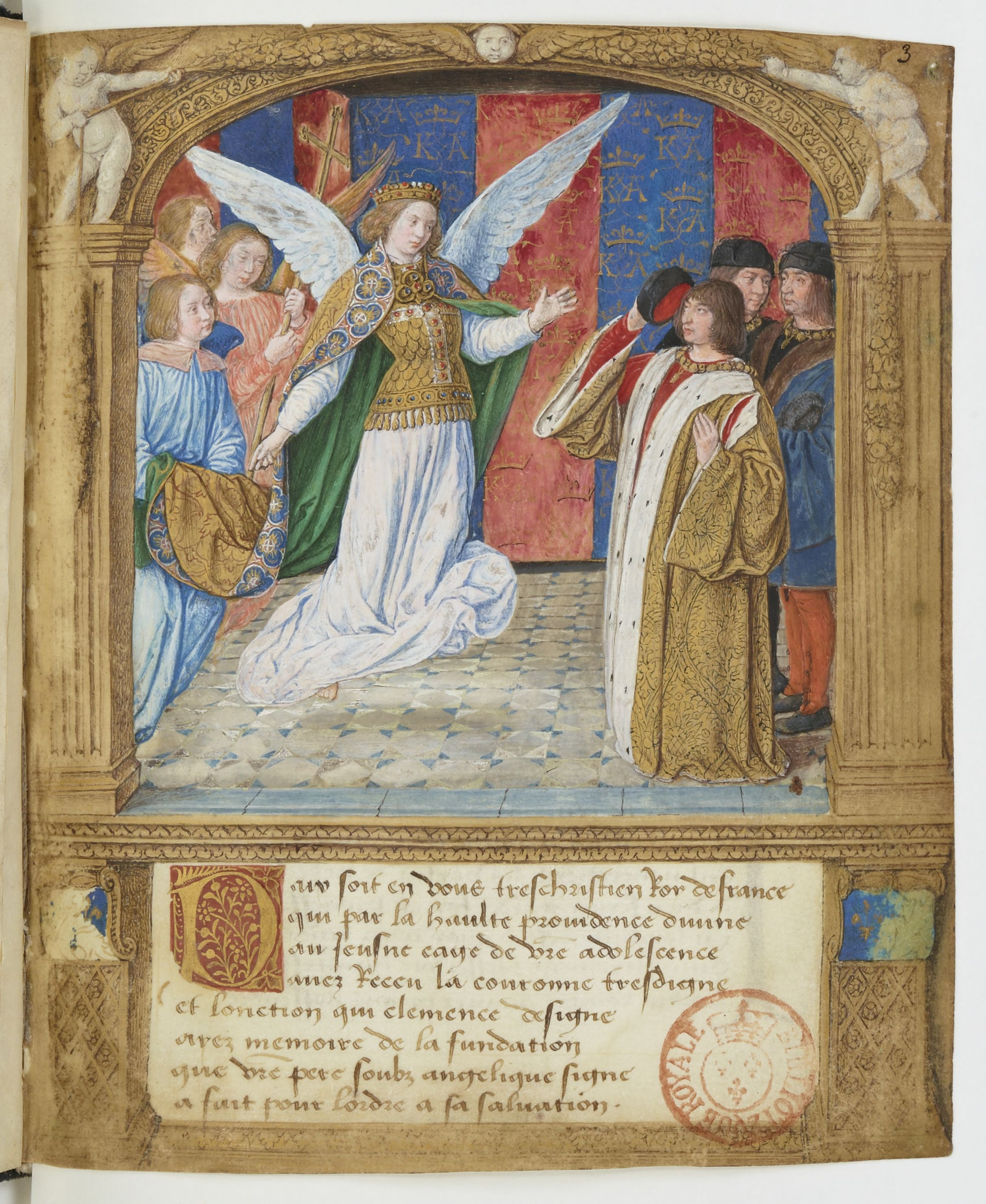
Apparizione di San Michele a Carlo VIII (Biblioteca nazionale di Francia, Fr.14363, f.3r)
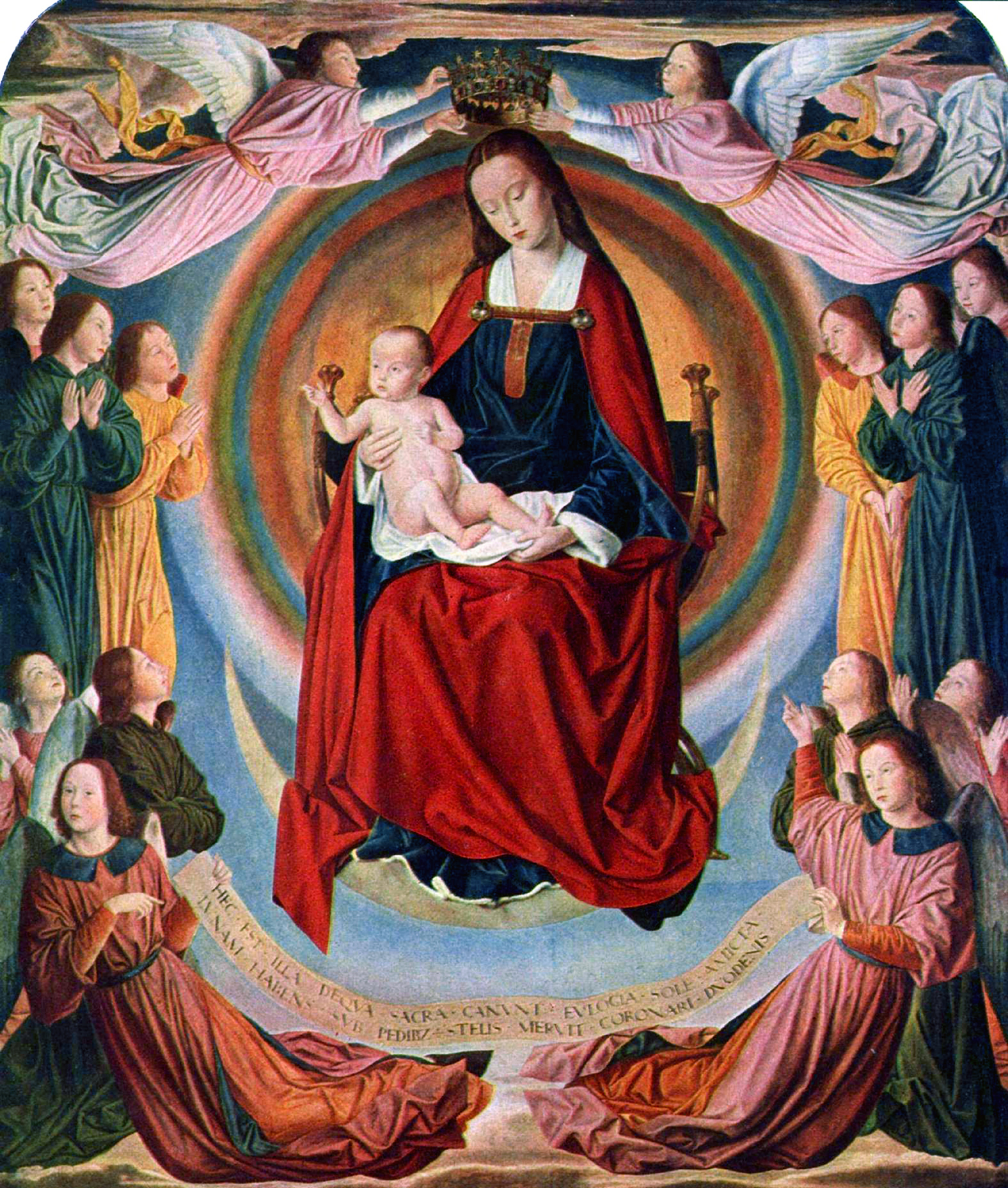
Trittico di Moulins (env. 1500, Cattedrale di Moulins)

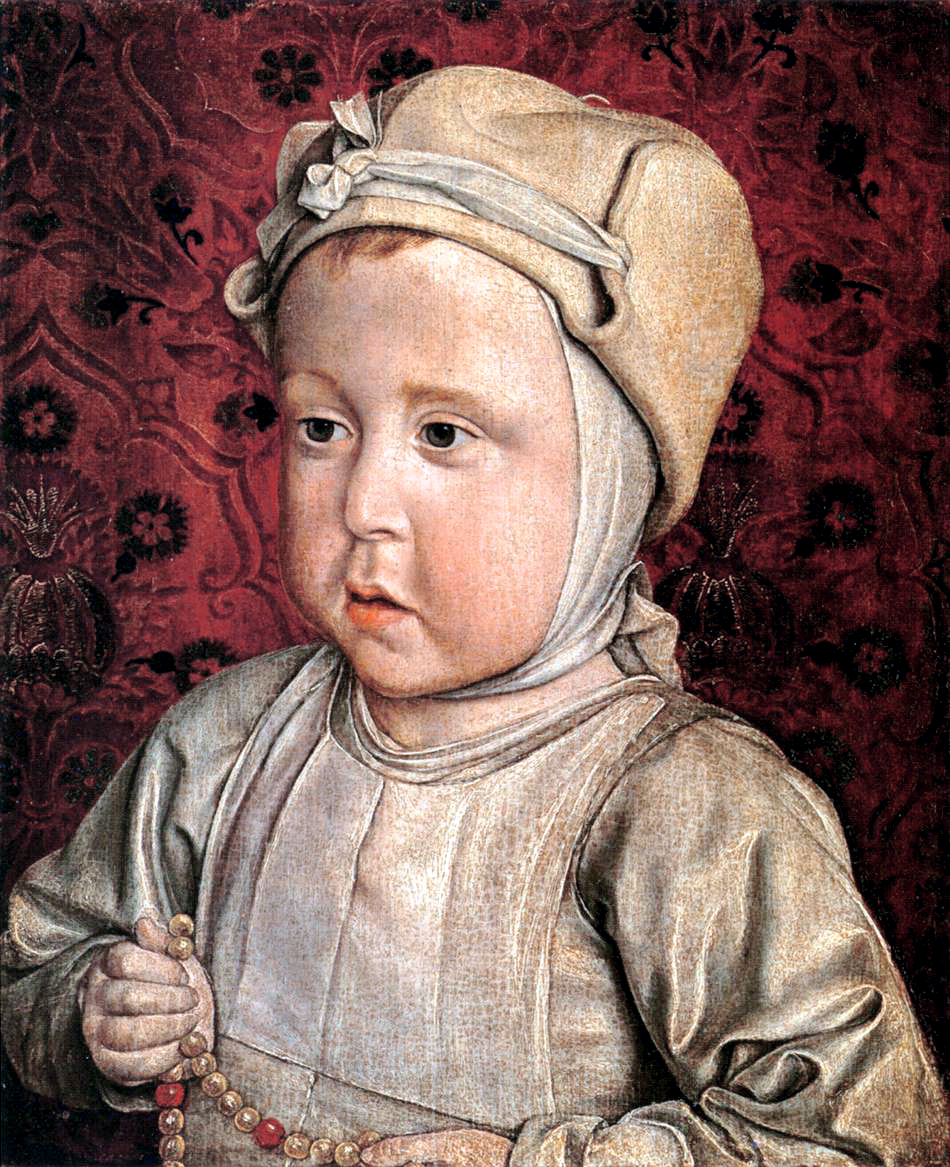
Il delfino Carlo Orlando, morto a tre anni per aver contratto la rosolia (1492-1495, Louvre)

Jean Hey, noto anche come Le Maître de Moulins, fu un pittore, disegnatore di cartoni e miniaturista francese che fu attivo tra il 1475 ed il 1505.
D'origine fiamminga, lavorò alla corte di Carlo II di Borbone e poi di Pietro II di Borbone. È considerato oggi come il più grande dei pittori francesi attivi tra l'ultimo quarto del XV secolo e l'inizio del XVI secolo. Il suo stile, influenzato da quello di Hugo van der Goes e di Jean Fouquet, si modificò poco a poco sotto l'influenza degli italiani e partecipò quindi all'evoluzione dello stile del suo tempo.
Jean Hey è stato identificato con una certa certezza come il Maître de Moulins, artista reso celebre dal Trittico della Vergine in gloria della cattedrale di Moulins. Di lui abbiamo oggi in tutto una dozzina d'opere di spessore da lui eseguite.
Nel suo Ecce Homo, Jean Hey diede un vero e proprio punto di svolta nella rappresentazione di Cristo in quel particolare momento evangelico, nudo e senza il classico mantello rosso come prevedeva l'iconografia dell'epoca. Questa ispirazione gli pervenne direttamente dalle opere italiane dell'epoca.

Per la ricchezza del suo lavoro, 
. Il cronista Jean Lemaire de Belges non esitò a citare la figura dell'artista nel suo poema del 1504 dal titolo Plainte du désiré ponendolo alla pari del Perugino, di Giovanni Bellini e di Jehan Perréal · .

## L'arredamento
Anche nell'arredamento di quest'epoca si trovano le medesime transizioni riscontrabili nella scultura, nella pittura e nell'architettura, ovver oil passaggio dallo stile gotico al primo rinascimento francese tramite l'uso di un repertorio di stile rinascimentale italiano.

### I materiali
- L'albero di noce divenne uno dei legni più utilizzati in questo nuovo stile per la produzione di mobili, in particolare per la sua resistenza.
- La quercia e l'abete divennero tra i legni più noti nell'ebanisteria francese dell'epoca assieme a molti alberi da frutta, al tiglio, all'all'ontano, al castagno ed alla farnia[12].
- Per la prima volta nella produzione di mobilio si impiegò anche del metallo: l'acciaio per le parti di sostegno, il ferro per i rinforzi, il rame, lo stagno e la foglia d'oro per gli ornamenti dei mobili più preziosi[12].

### Pannelli da interni
Per la decorazione degli interni, dal gotico venne mutuata la tradizione dell'uso dei pannelli e dell'uso di medaglioni ed arabeschi decorarti. Come per le decorazioni dei mobili si trattava essenzialmente di bassorilievi.

### I mobili

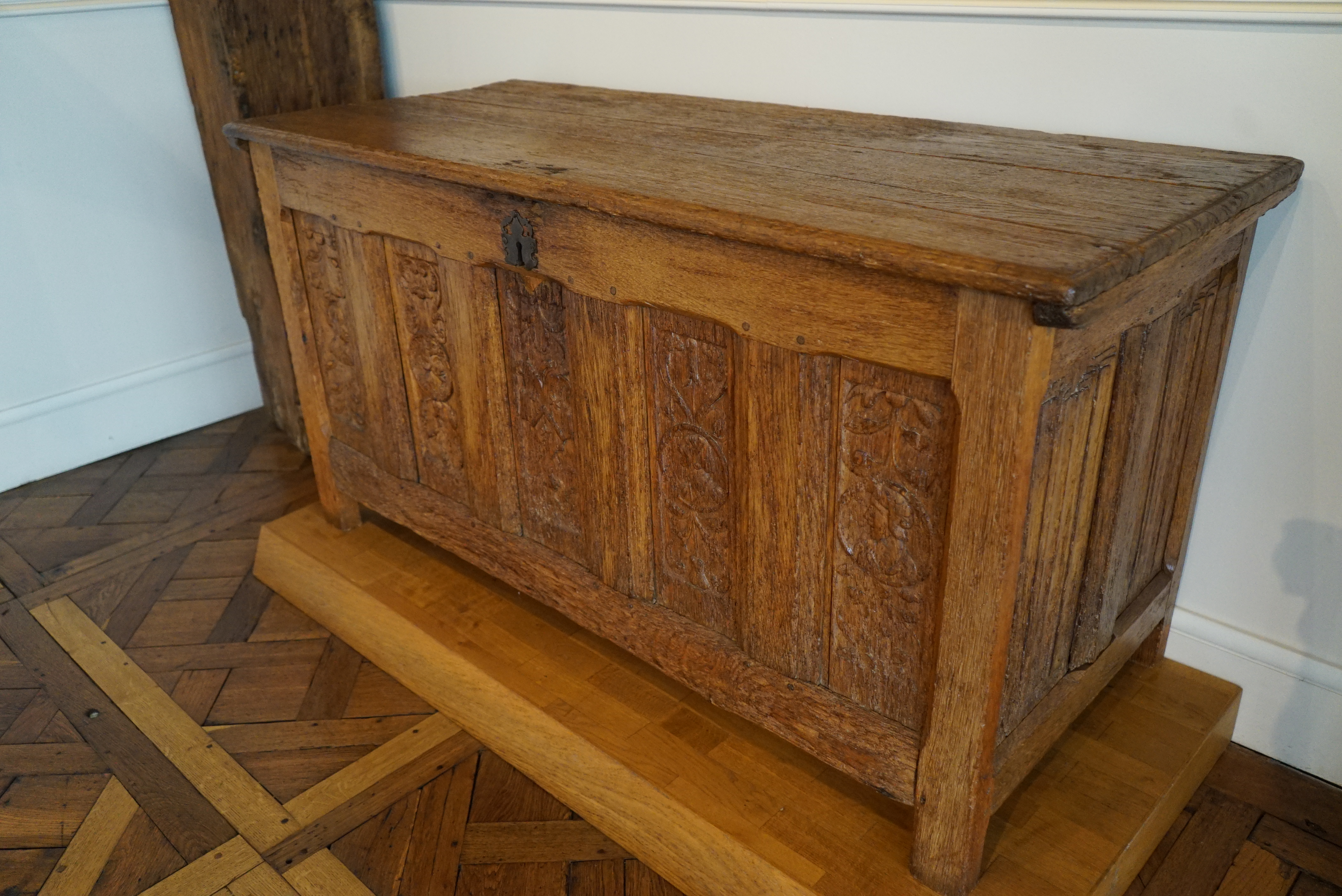
Cassapanca con decori a racemi (inizio del XVI secolo)

- Il tavolo vero e proprio come noi lo conosciamo non esisteva e quindi si trattava spesso ancora di assi poggiate su cavalletti oppure si sfruttavano le parti superiori di mobili massicci come cassapanche. Dopo il pasto, la tavola quindi scompariva. Di conseguenza non esistevano vere e proprie sale da pranzo.
- La cassapanca era un mobile ancora massiccio, squadrato, con la superficie superiore piana, talvolta ornata con un tappeto o una tovaglia ricamata nella parte alta. Le decorazioni a bassorilievo includevano l'uso di racemi (tipici dello stile rinascimentale) alternati all'uso di archetti pensili o arcate scolpite.
- La panca era di legno massiccio, ricoperta di stoffe (spesso broccato). Le migliori in Francia erano prodotte a Tours e soprattutto a Lione.
- La credenza di stile Luigi XII presente al musée de Cluny di Parigi, illustra chiaramente l'utilizzo di questo particolare mobile in un'epoca di transizione, ovvero nella scultura risente ancora dell'influenza dello stile gotico ma i tratti iniziano già a confondersi con gli stilemi del rinascimento.
- Il baule, solitamente usato per i viaggi, era un mobile anch'esso resistente e talvolta ricoperto di pelle, con la parte superiore voltata.
- Il comò entra in quest'epoca in uso per sostituire il classico cassettone. Attorno alla metà del Quattrocento inizia a comparire una forma più ingentilita del mobile, con maggiori decorazioni rispetto al passato.
- La sedia padronale era un particolare tipo di poltrona riservata al capo di casa, più alta delle altre e solitamente sormontata da un baldacchino[12].
- Il faudesteuil, un particolare tipo di sgabello.

### Gli arazzi

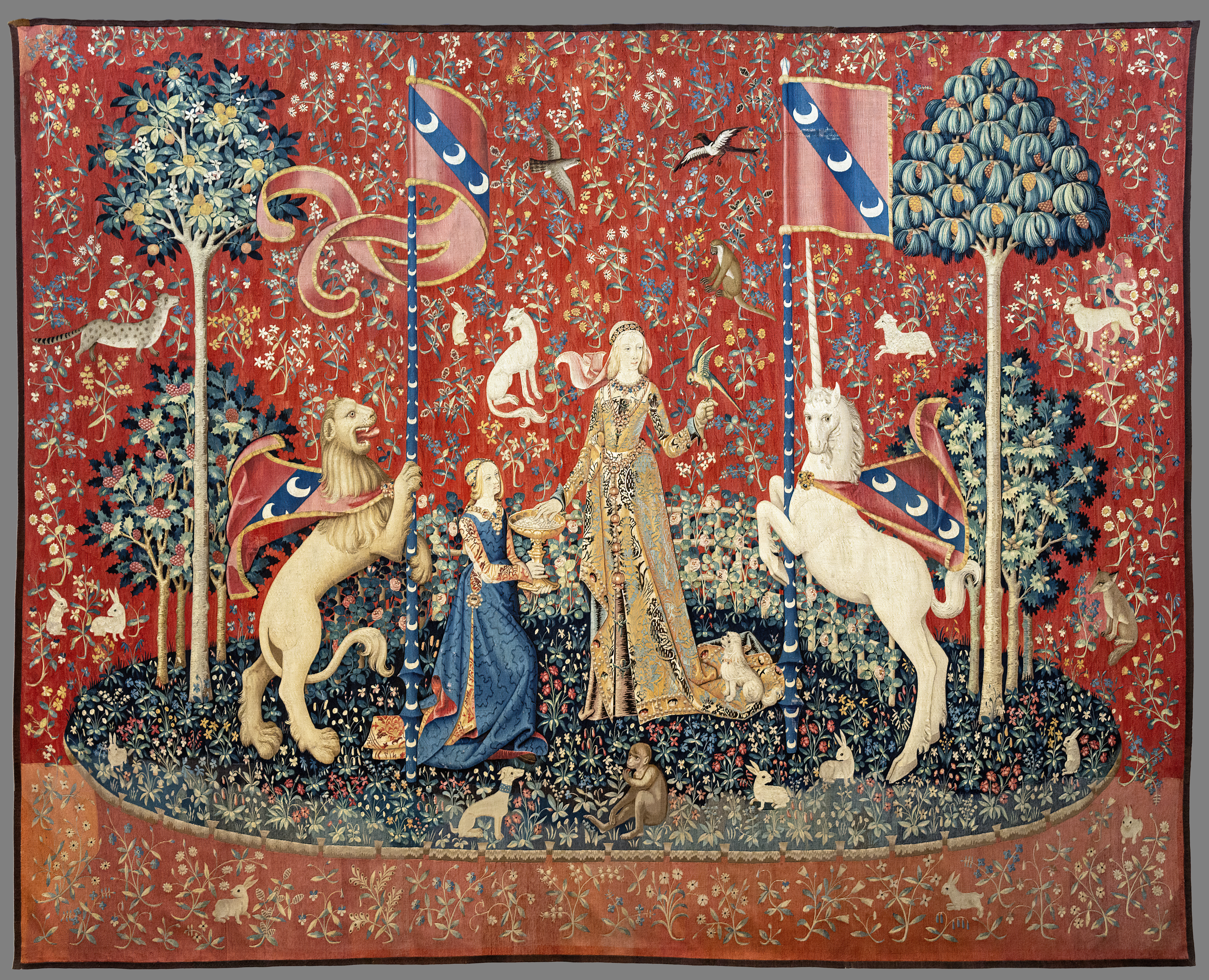
La dama e l'unicorno (1484-1500, museo di Cluny)

Molti dei muri delle strutture di quest'epoca erano ricoperti da arazzi e tele provenienti da Tours o da Lione, divenuti proprio nella medesima epoca importanti centri di tessitura in Francia, pur essendovi delle importazioni provenienti dalle Fiandre. Affreschi e decorazioni permanenti al muro pervennero in Francia proprio a partire dalla tarda epoca rinascimentale, su influsso dello stile italiano.
Uno degli esempi più classici di arazzi in questo periodo è La dama e l'unicorno commissionata da Jean le viste, presidente della cour des aides, di origine lionese trasferitosi a Parigi. Questi attorno al 1500 commissionò una serie di arazzi che rappresentavano i cinque sensi, più un sesto il cui significato rimane enigmatico, pur rappresentando con tutta probabilità il tema del libero arbitrio con il pieno controllo dei propri sensi; la dama qui rinuncia ai propri beni materiali per inseguire unicamente "i suoi desideri".
I veri eroi della scena sono paradossalmente i due animali. Nel paesaggio di una sorta di Eden, vengono raffigurati un leone e un liocorno, simboli tradizionali del coraggio e della purezza.
La presenza del Millefleur di sfondo, i numerosi simboli araldici, stemmi e bandiere oltre alla presenza di una tenda militare, rimandano certamente all'aristocrazia ed alla nobiltà d'animo a cui le virtù sono riferite.
I concetti aristotelici di elevazione dell'anima sopra i sensi, rimandano alla passione dei desideri dell'uomo (βούλησις). Come la maggior parte degli arazzi di quell'epoca in Francia, le figure appaiono allungate e i vari elementi presenti tendono ad accentuarne la verticalità, ma nel contempo rappresentano uno spaccato sulla quotidianità dell'aristocrazia francese all'inizio del XVI secolo.

### Gli smalti di Limoges

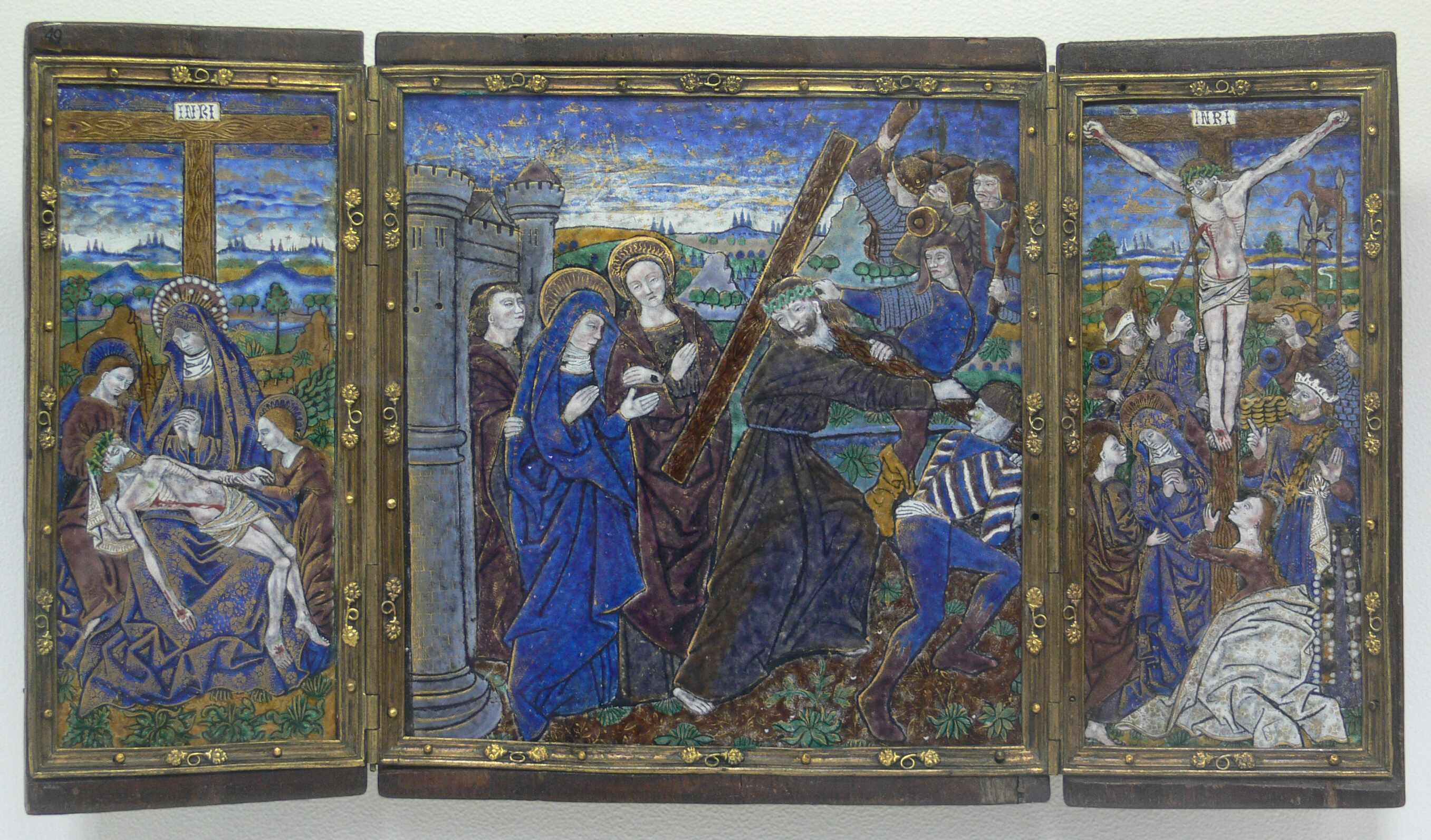
Trittico della Crocifissione di Monvaerni (fine del XV secolo, Louvre)
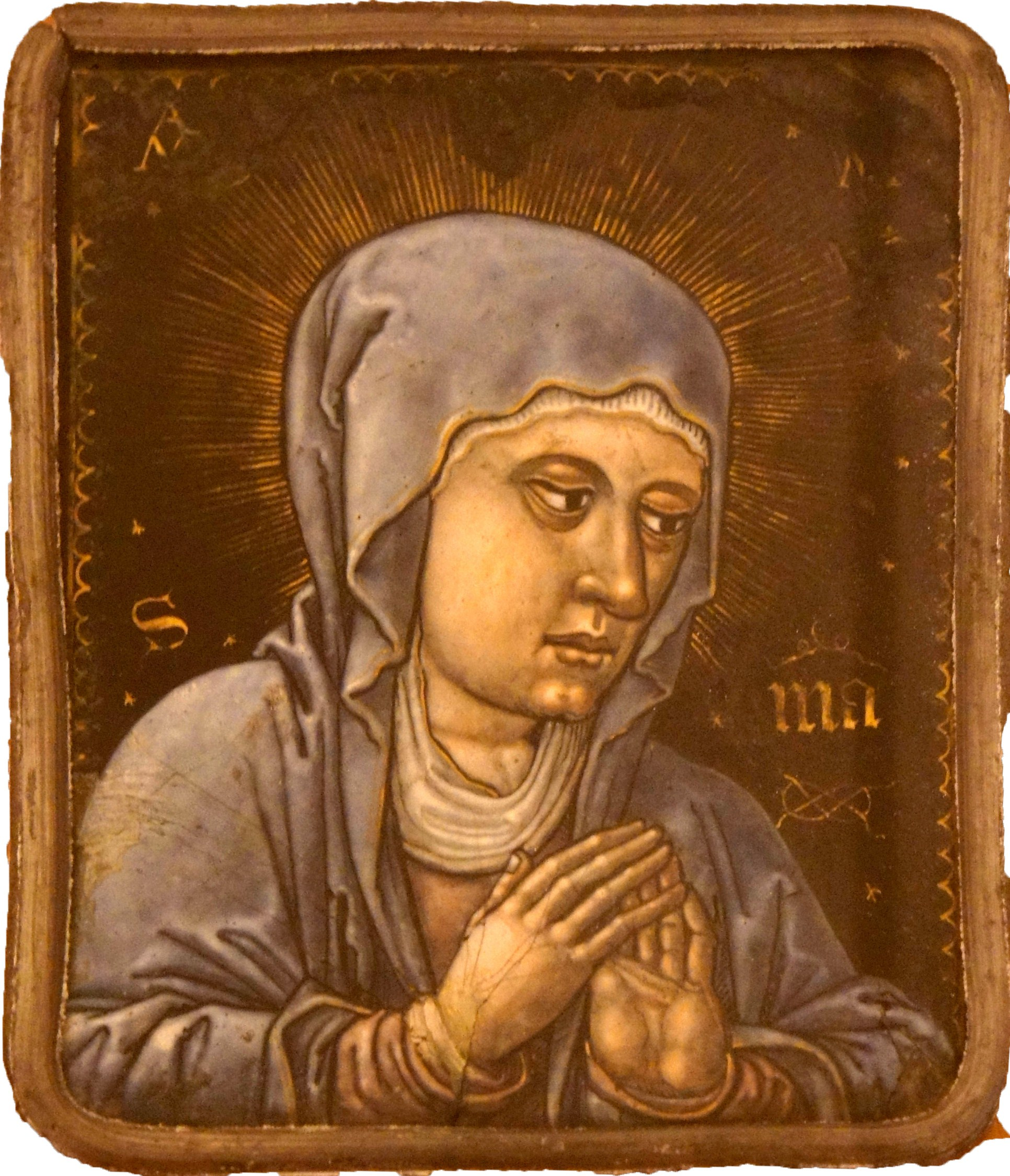
La Vergine in preghiera (inizio del XVI secolo, museo di Châlons-en-Champagne)
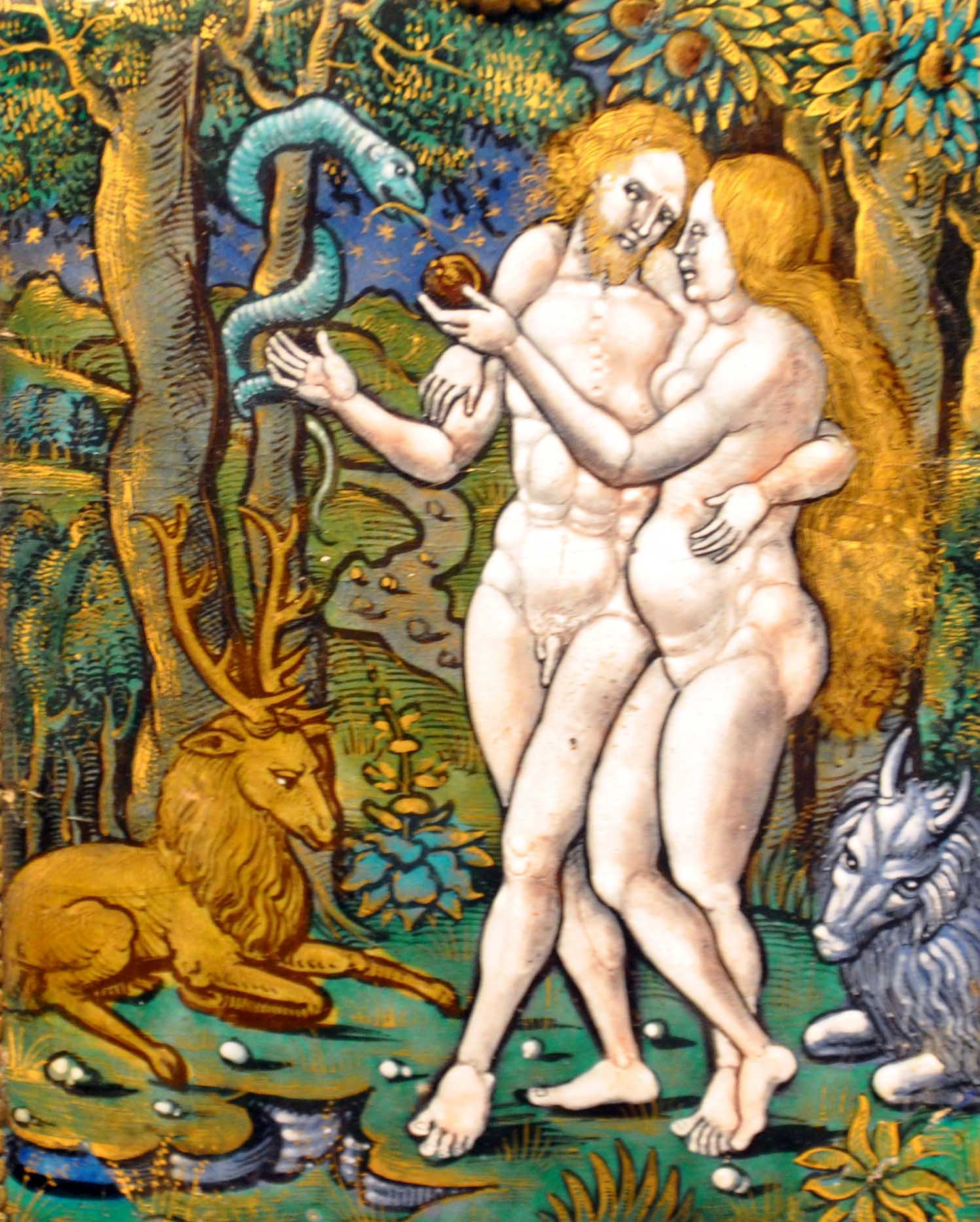
Il peccato originale dipinto da Nardon Pénicaud (inizio del XVI secolo, Musée Städel, Francoforte sul Meno)
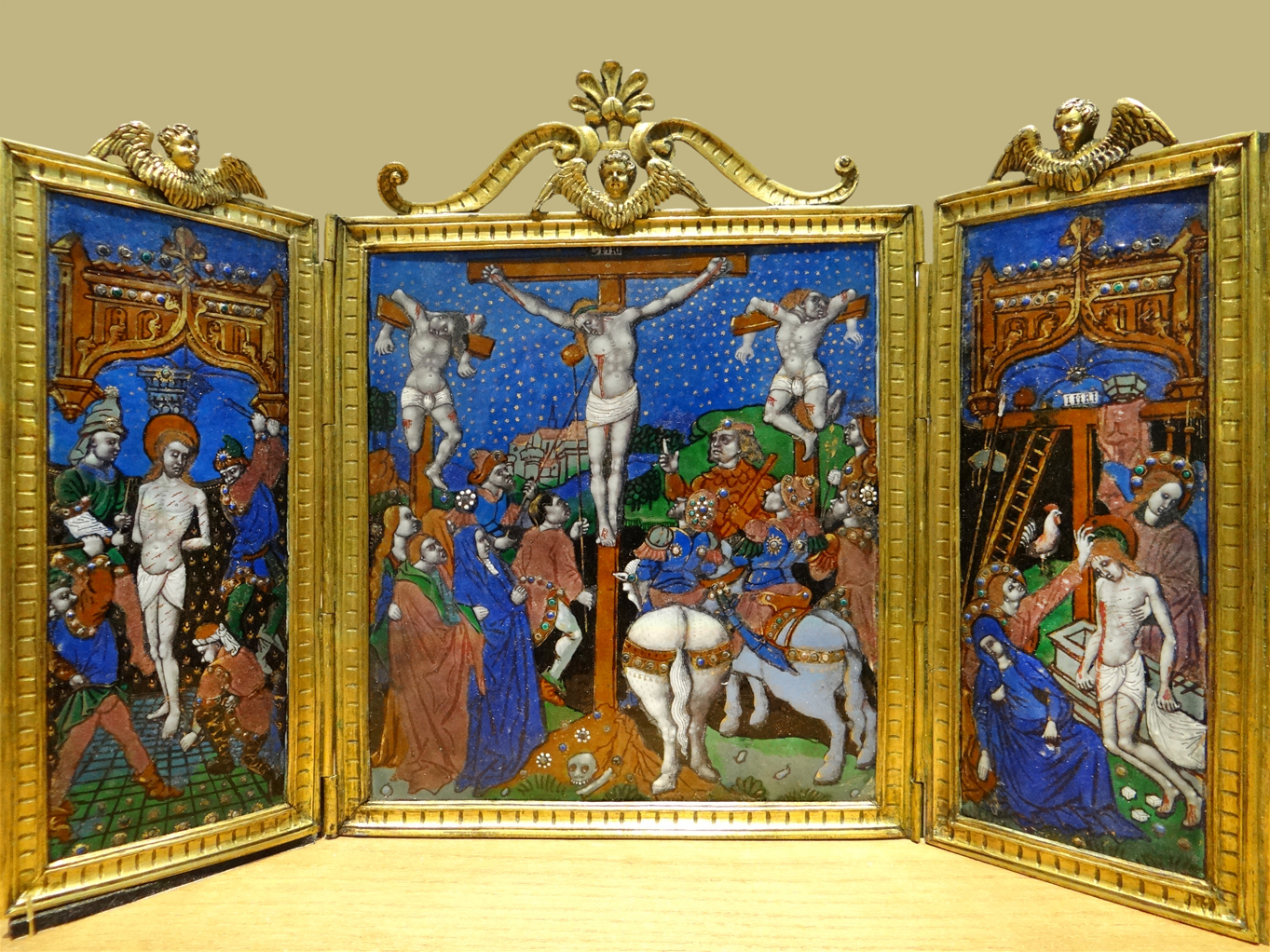
La Crocifissione, tra la Flagellazione e la Deposizione della croce (1500, Louvre-Lens)
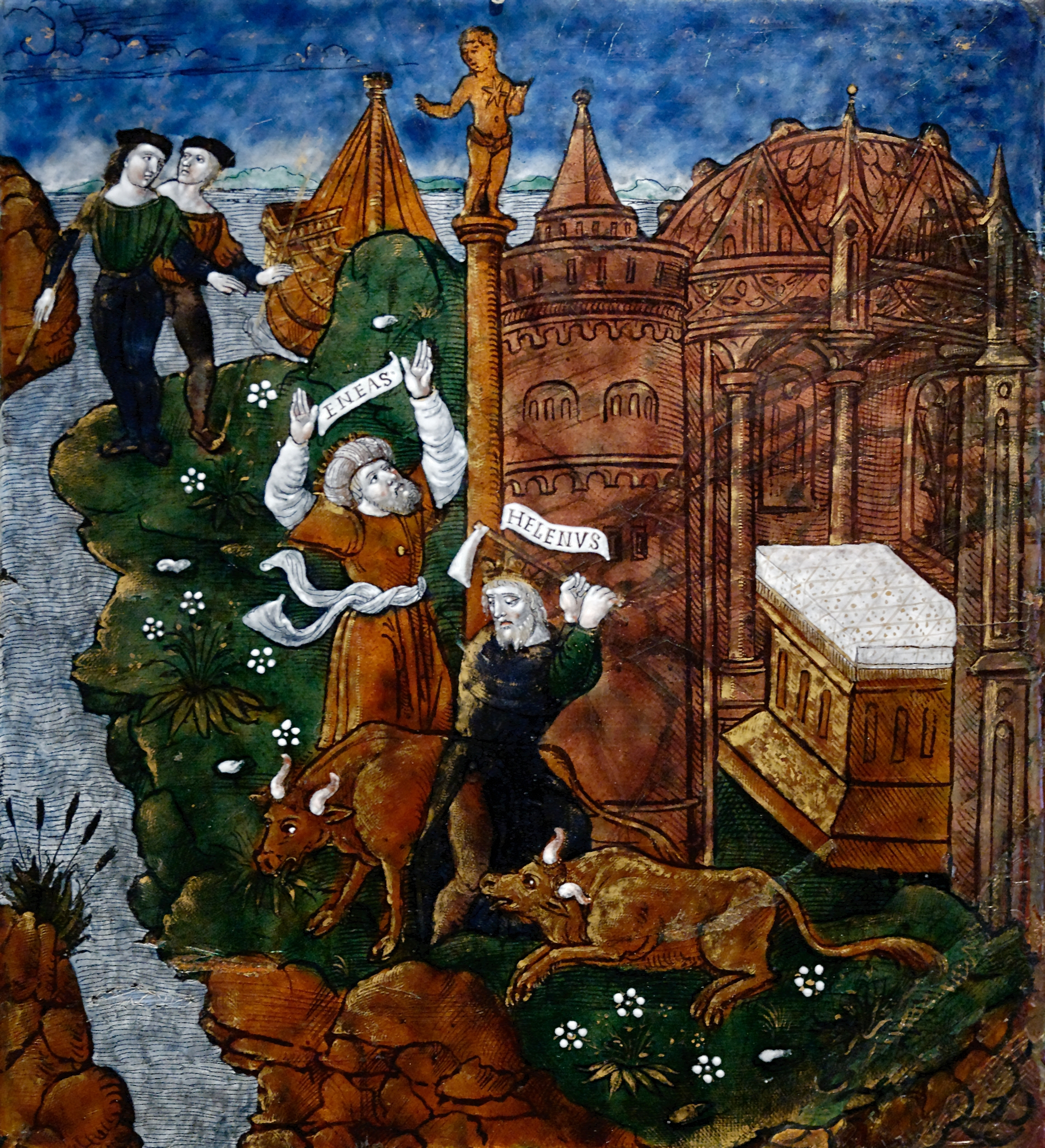
Enea ed Eleno offrono un sacrificio, Maestro dell'Eneide (c. 1530, Louvre)
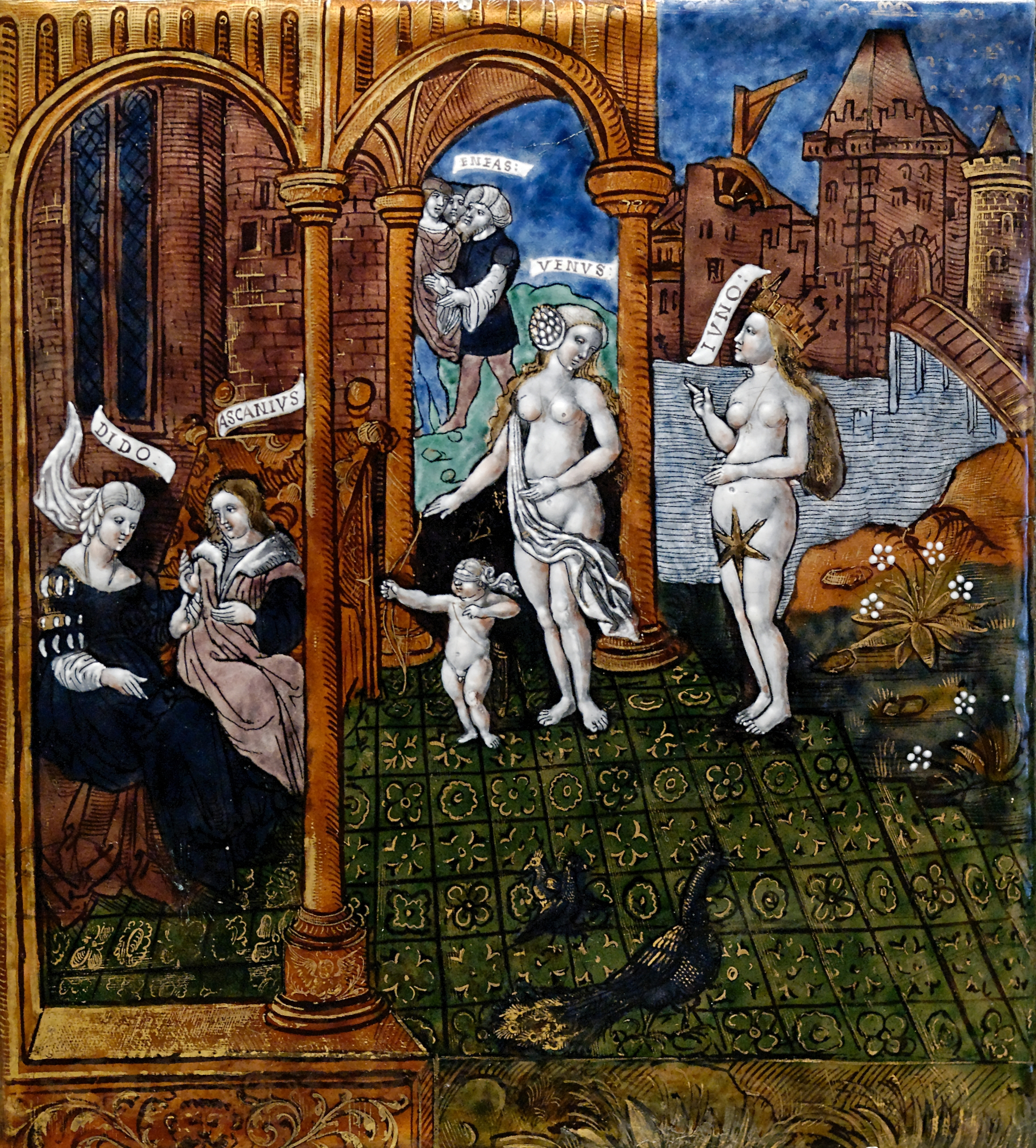
Venere e Giunone favoriscono gli amori di Didone e di Enea, Maestro dell'Eneide (c. 1530, Louvre)
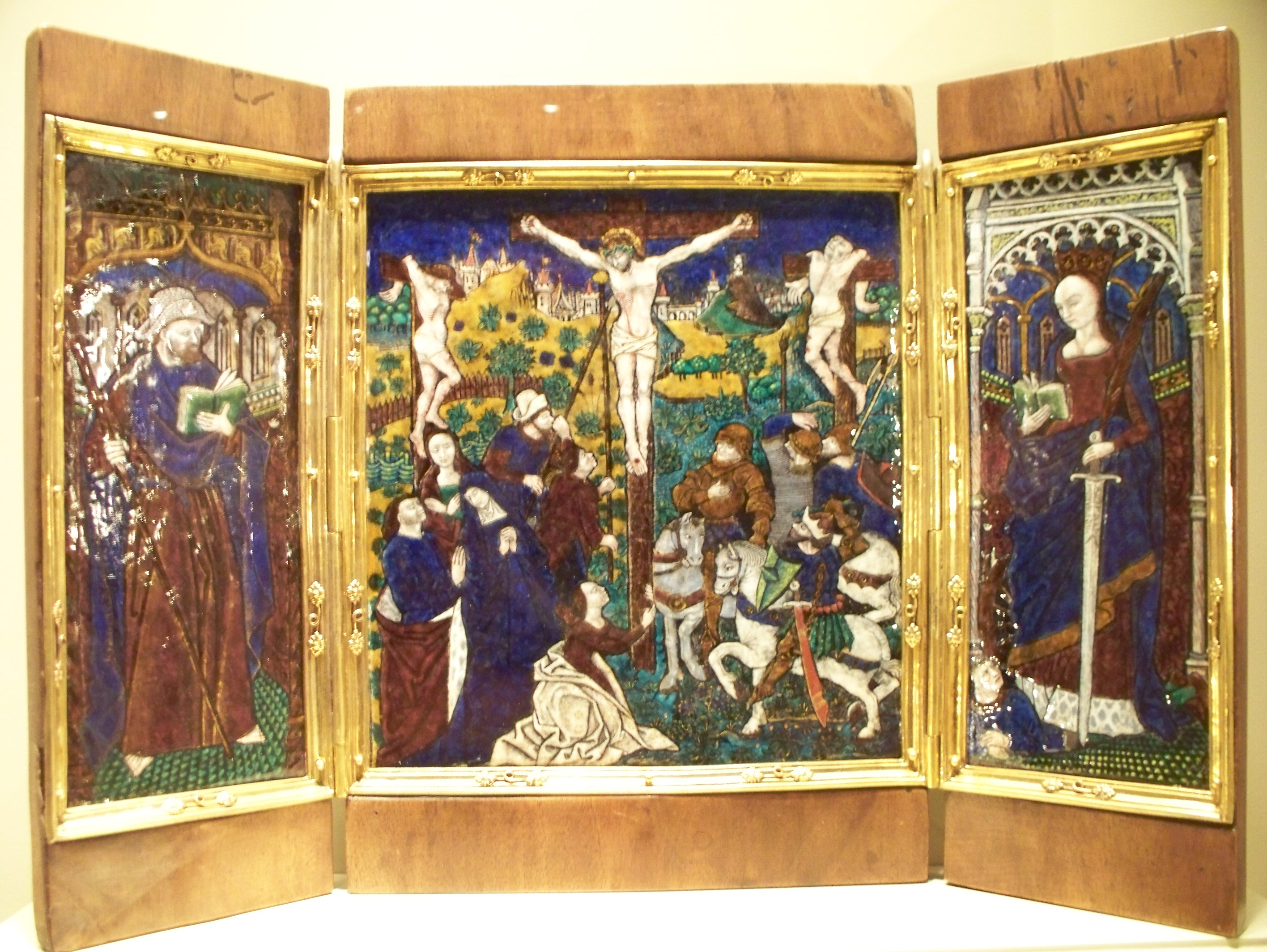
Trittico del Calvario, dipinto da Monvaerni (1484-97, Taft Museum of Art, Cincinnati)
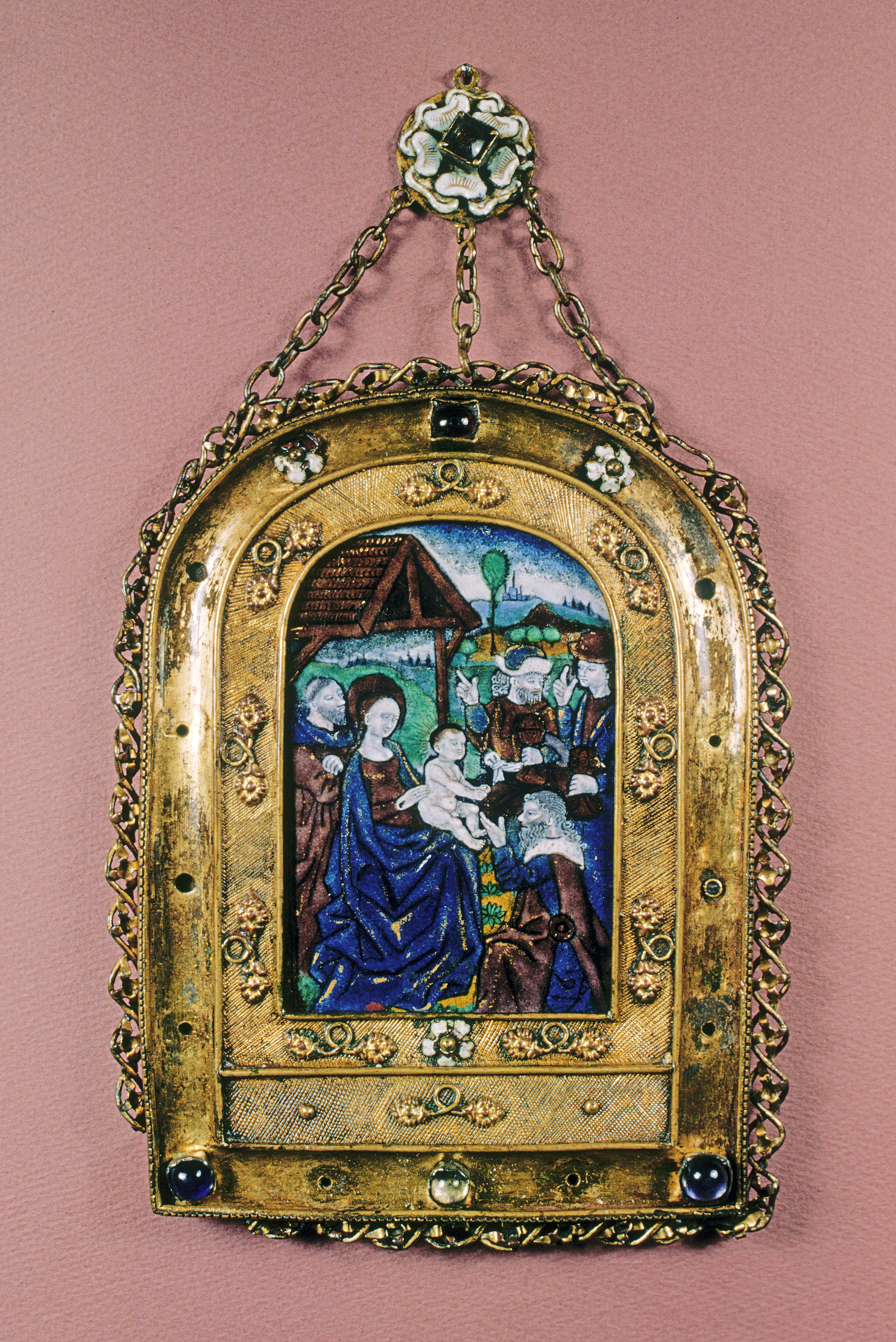
L'adorazione dei magi dipinto da Monvaerni (c. 1495, Walters Art Museum, Baltimora)
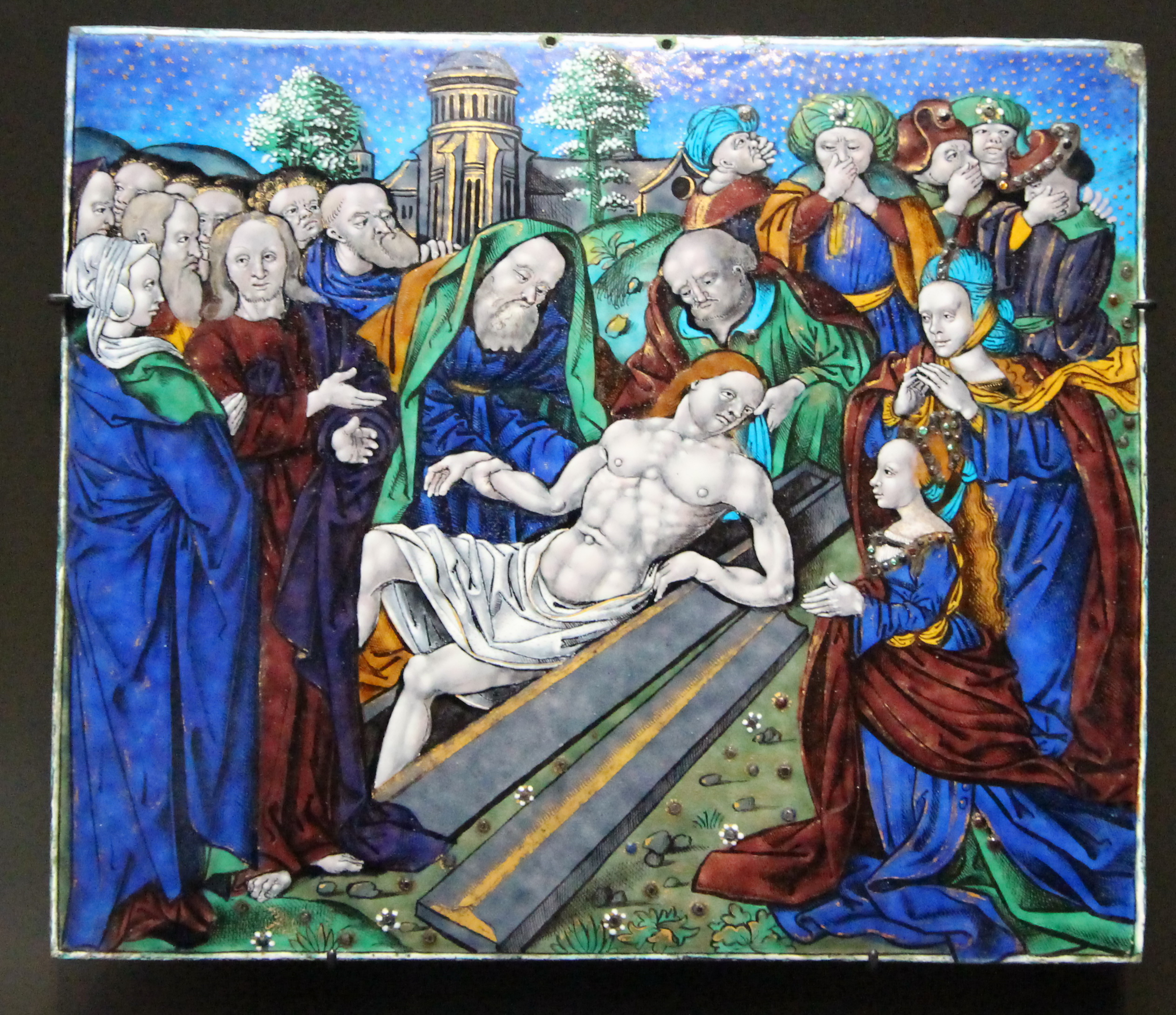
La risurrezione di Lazzaro dipinta da Jean Pénicaud I (c. 1500-1525, Rijksmuseum, Amsterdam)

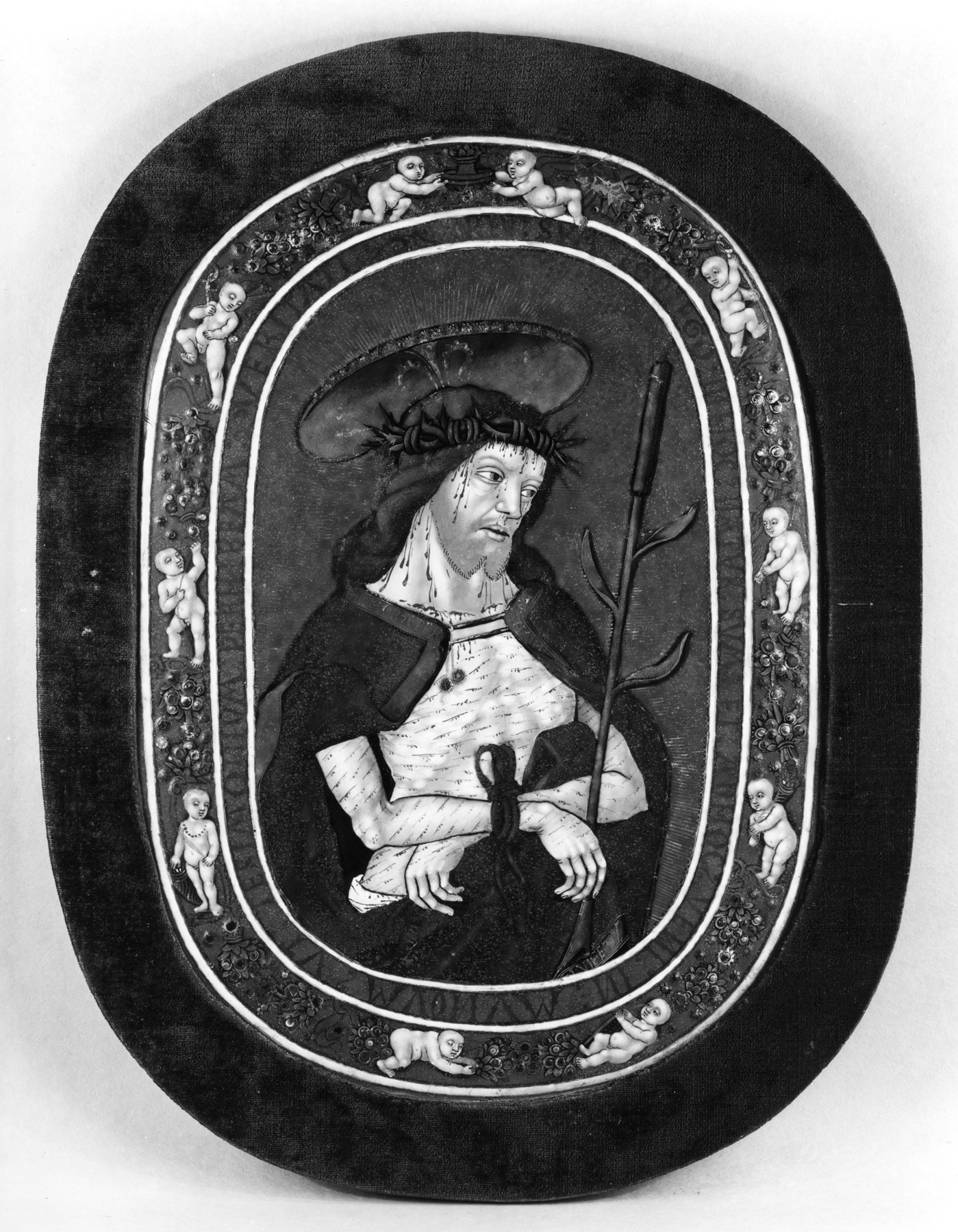
L'Ecce Homo, dipinto dal maestro del trittico di Luigi XII (c. 1500, smalto su rame, 30 × 21 cm, Walters Art Museum, Baltimora)

Detta anche opus lemovicense, a Limoges si diffuse in maniera particolare la tecnica della pittura a smalto su diversi materiali tra XII e XIII secolo. Dopo un periodo di successi in Europa occidentale, la città venne piagata dalla guerra dei Cent'anni e venne saccheggiata dalle armate di Edoardo di Woodstock nel mese di settembre del 1370. La produzione di miniature smaltate riprese con vigore alla fine del XV secolo, ma con una tecnica diversa, questa volta basata essenzialmente sulla pittura su rame..
Limoges, ad ogni modo, si specializzò anche nella produzione di un nuovo tipo di smalto (differente da quello già utilizzato in Italia per il medesimo scopo). In Italia, inoltre, lo smalto era spesso applicato su argento, mentre in Francia si preferì in rame, lavorabile in fogli più sottili e meno costoso da produrre, quindi anche più facile da vendere, il che ne contribuì ad una maggiore diffusione.
Dal 1480 al 1530 circa, gli smaltatori francesi realizzarono prevalentemente placche da montare poi in trittici o alla base di pale d'altare. Queste pitture erano sempre policrome, talvolta arricchite da pagliuzze d'argento per rendere ancora più l'effetto del brillio. Il controsmalto, invece, era opaco e più scuro. L'iconografia era esclusivamente religiosa. La maggior parte delle produzioni di stile Luigi XII, ad ogni modo, non erano originali, bensì riproduzioni di motivi a stampa provenienti perlopiù dall'Italia.

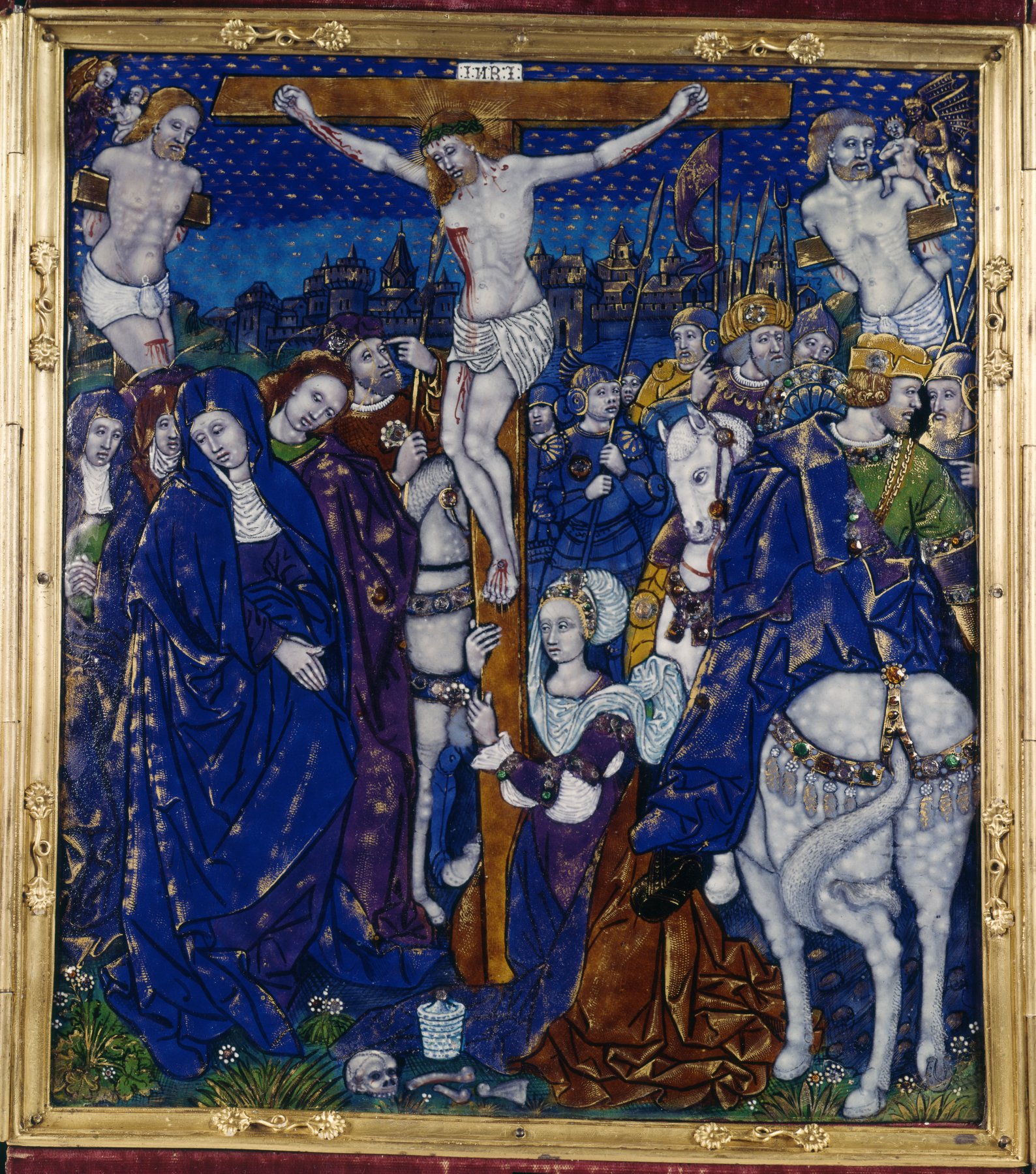
Trittico della Crocifissione dipinto da Nardon Pénicaud (c. 1495-1525, Walters Art Museum di Baltimora)

Gli artisti di quest'epoca sono rimasti perlopiù anonimi o hanno nomi di convenzione come Pseudo-monvaerni, Maestro del trittico d'Orléans. Con l'inizio del XVI secolo, ad ogni modo, alcuni artisti iniziarono a firmare le loro opere ed iniziarono ad emergere alcune dinastie di pittori, di cui la più rilevante per il periodo fu quella dei Penicaud. Il primo degli smaltatori conosciuti di questa famiglia, Nardon (abbreviativo di Leinard) è attestato a Limoges, tra il 1470 e la sua morte nel 1541; questi iniziò a siglare le proprie opere a partire dal 1503. I suoi smalti, eseguiti su fondo bianco, sono spesso impreziositi da pagliuzze d'oro; i soggetti sono contornati di nero; i corpi hanno toni violacei; i cieli sono di un blu intenso seminati di stelle d'oro. Le sue placche di rame sono di norma molto spesse e col retro ricoperto da scarti di fabbrica.
Un trittico del Maestro del trittico di Luigi XII, conservato al Victoria and Albert Museum di Londra, mostra il legame tra l'artista e la corte francese dell'epoca. Questi padroneggia perfettamente la tecnica degli smalti, come pure un certo legame con Jean Bourdichon, autore delle Grandes Heures di Anna di Bretagna. Egli si dimostra vicino anche all'arte italiana dell'epoca: l'Ecce Homo conservato al Walters Art Museum di Baltimora presenta la figura di Cristo circondato da putti già presenti nel modello in alcune pubblicazioni presenti nella biblioteca di Luigi XII al castello di Blois che lo smaltatore certamente ebbe modo di vedere e studiare.

### Le vetrate istoriate

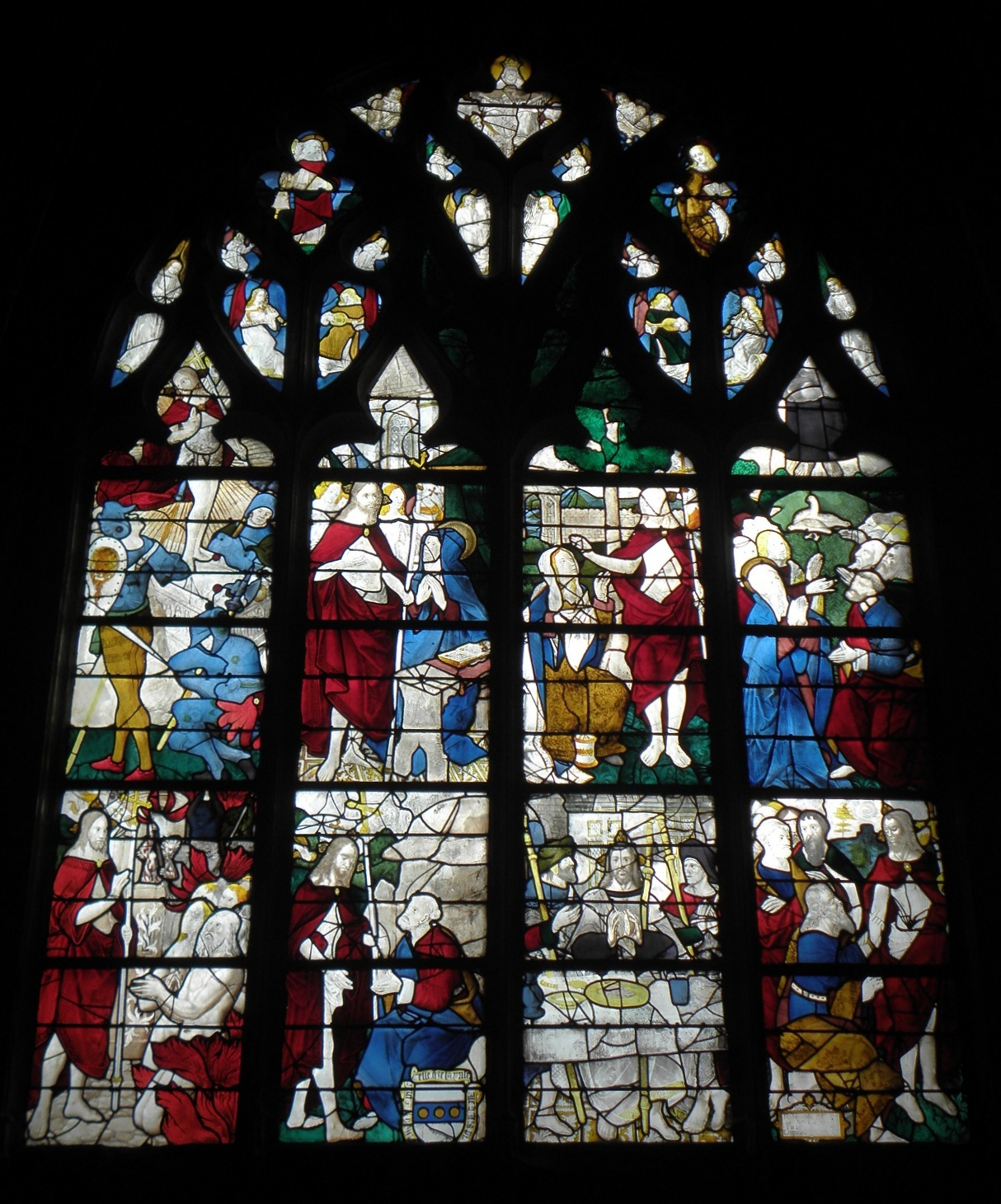
Chiesa di Notre-Dame de Louviers (1490-1530)
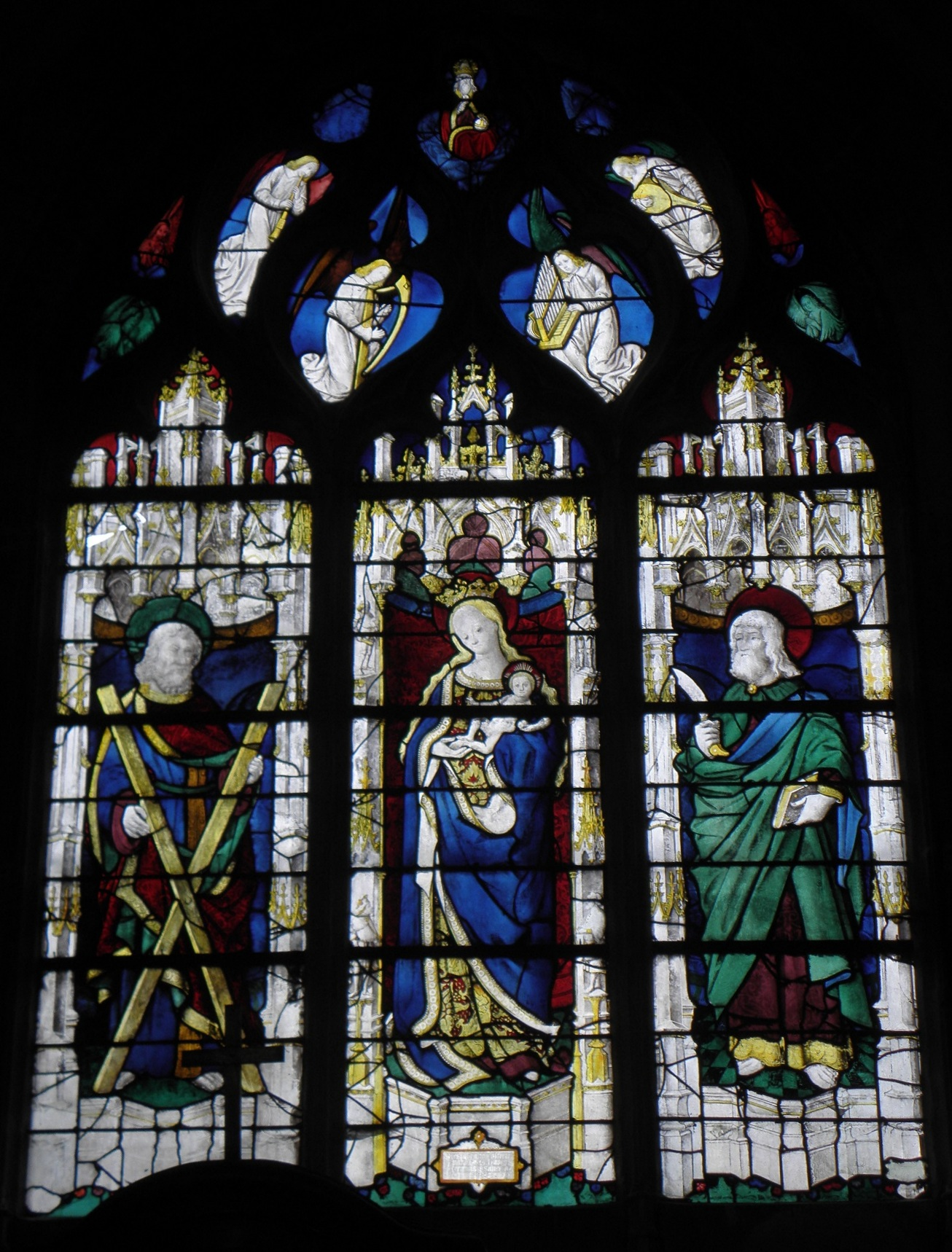
Chiesa di Notre-Dame de Louviers (1490-1530)
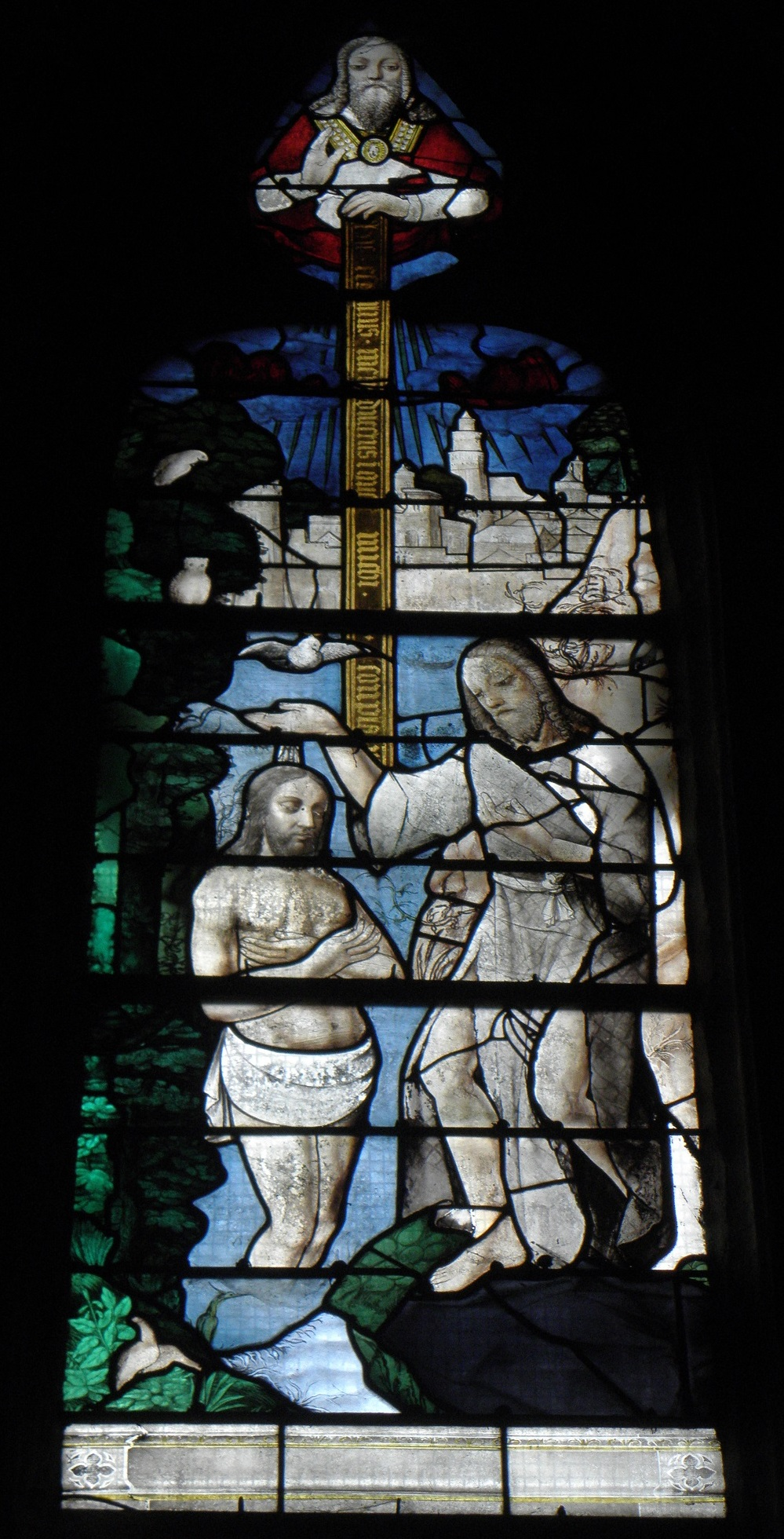
Battesimo di Cristo, Chiesa di Notre-Dame de Louviers
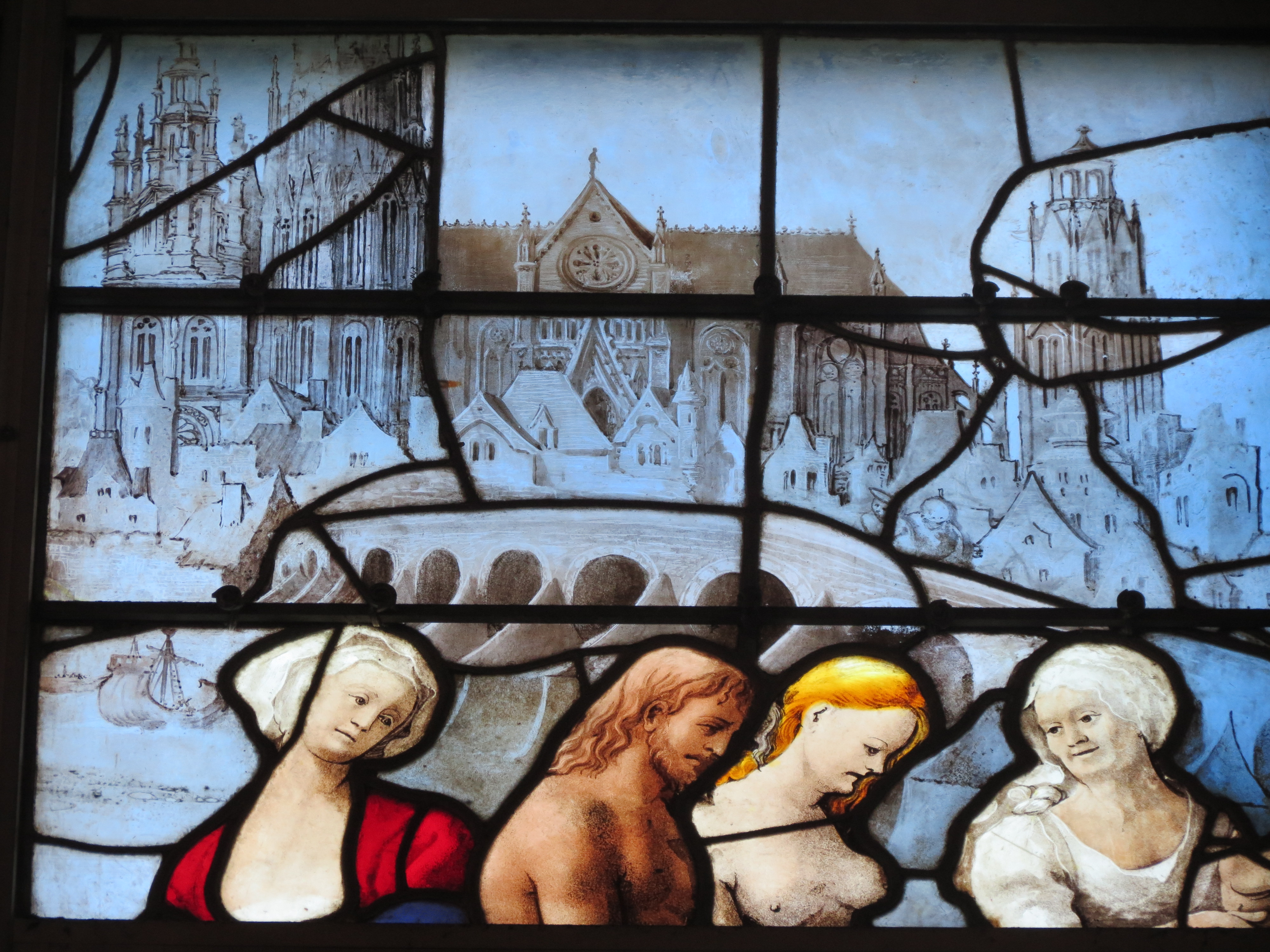
Vita di Santa Giovanna d'Arco, Cattedrale di Beauvais, 1491-1531
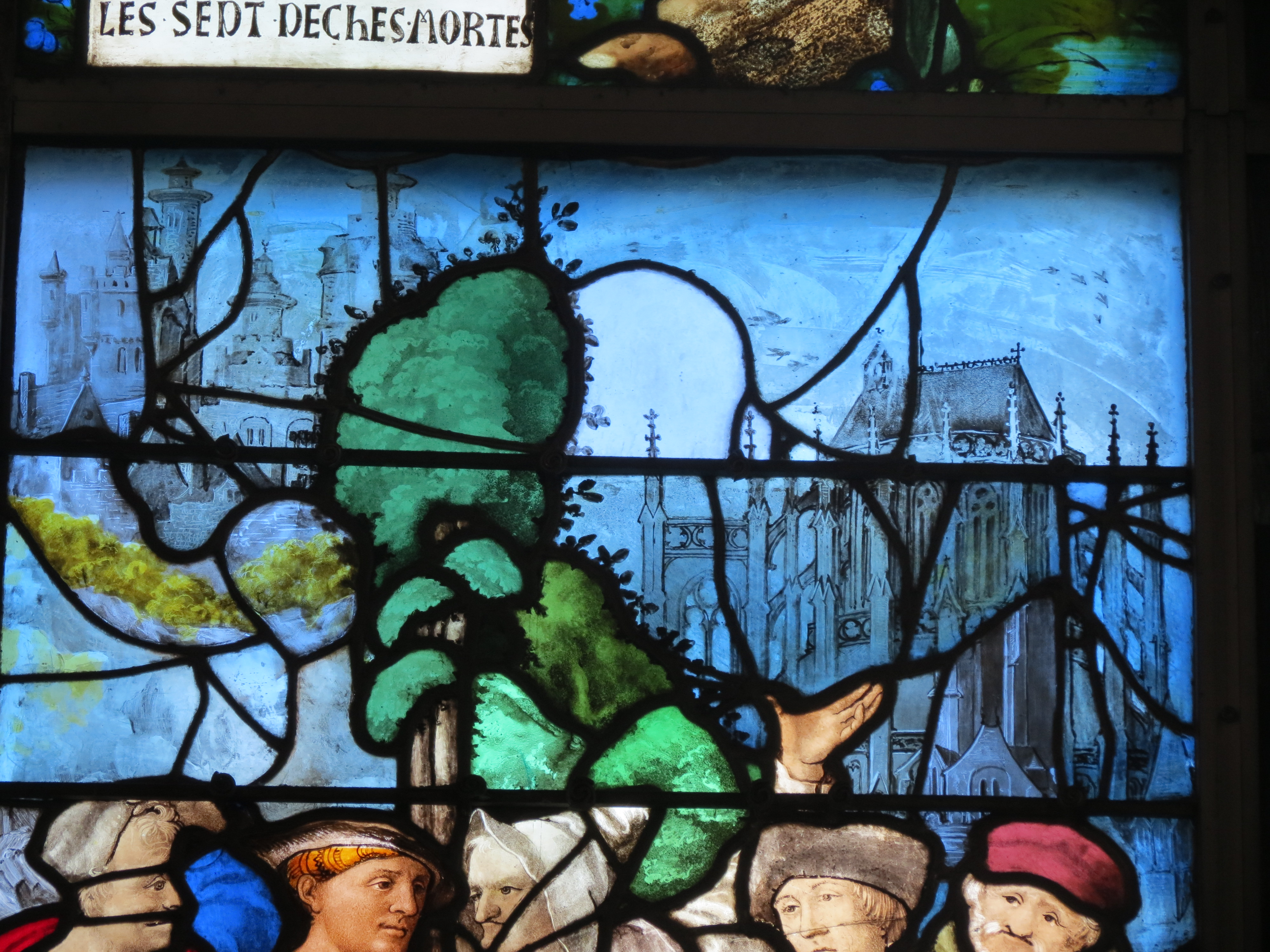
Vita di Santa Giovanna d'Arco, Cattedrale di Beauvais, 1491-1531
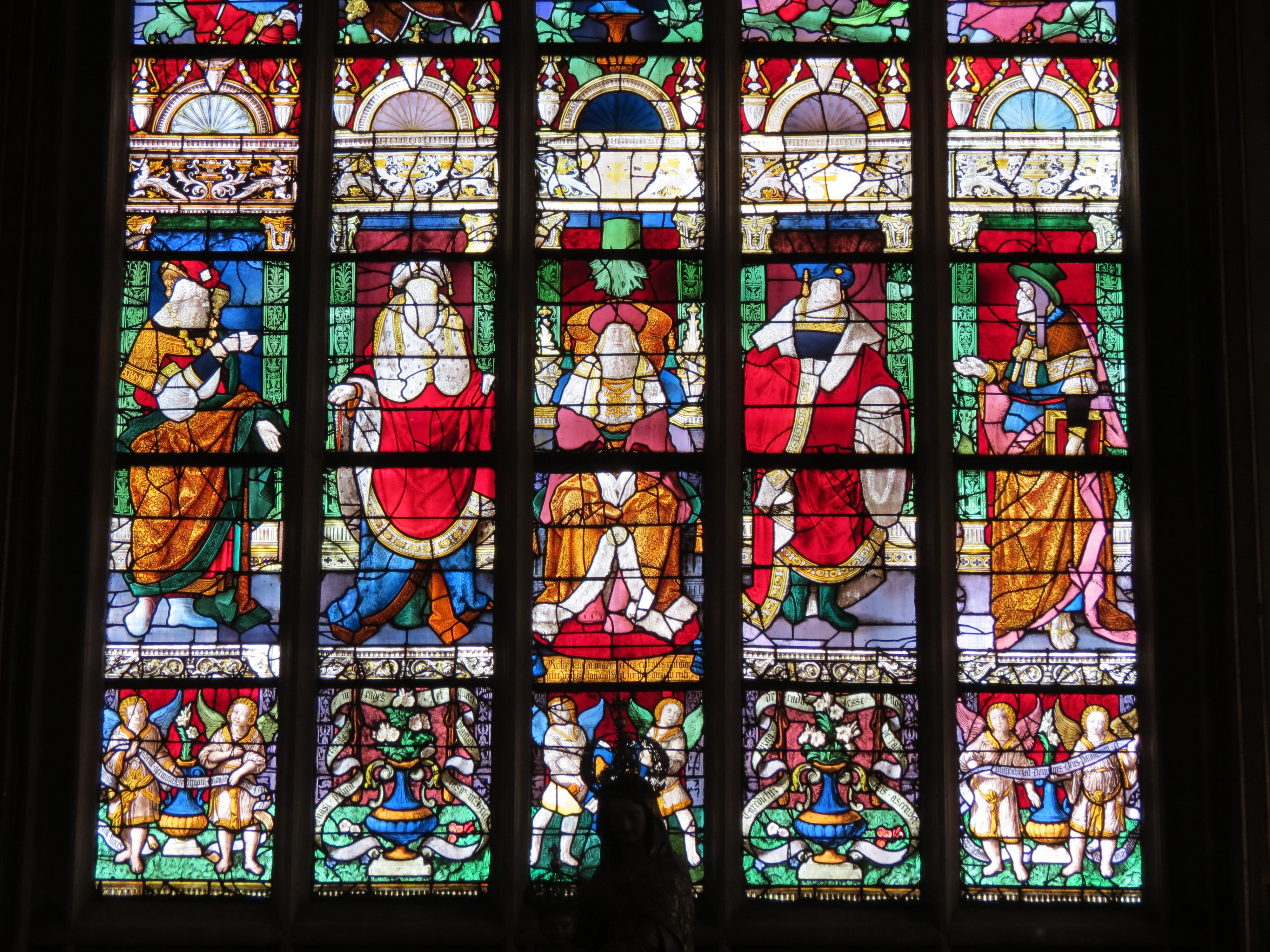
Albero di Iesse di Arnoldo di Nimega (1506, chiesa di Saint-Godard de Rouen)
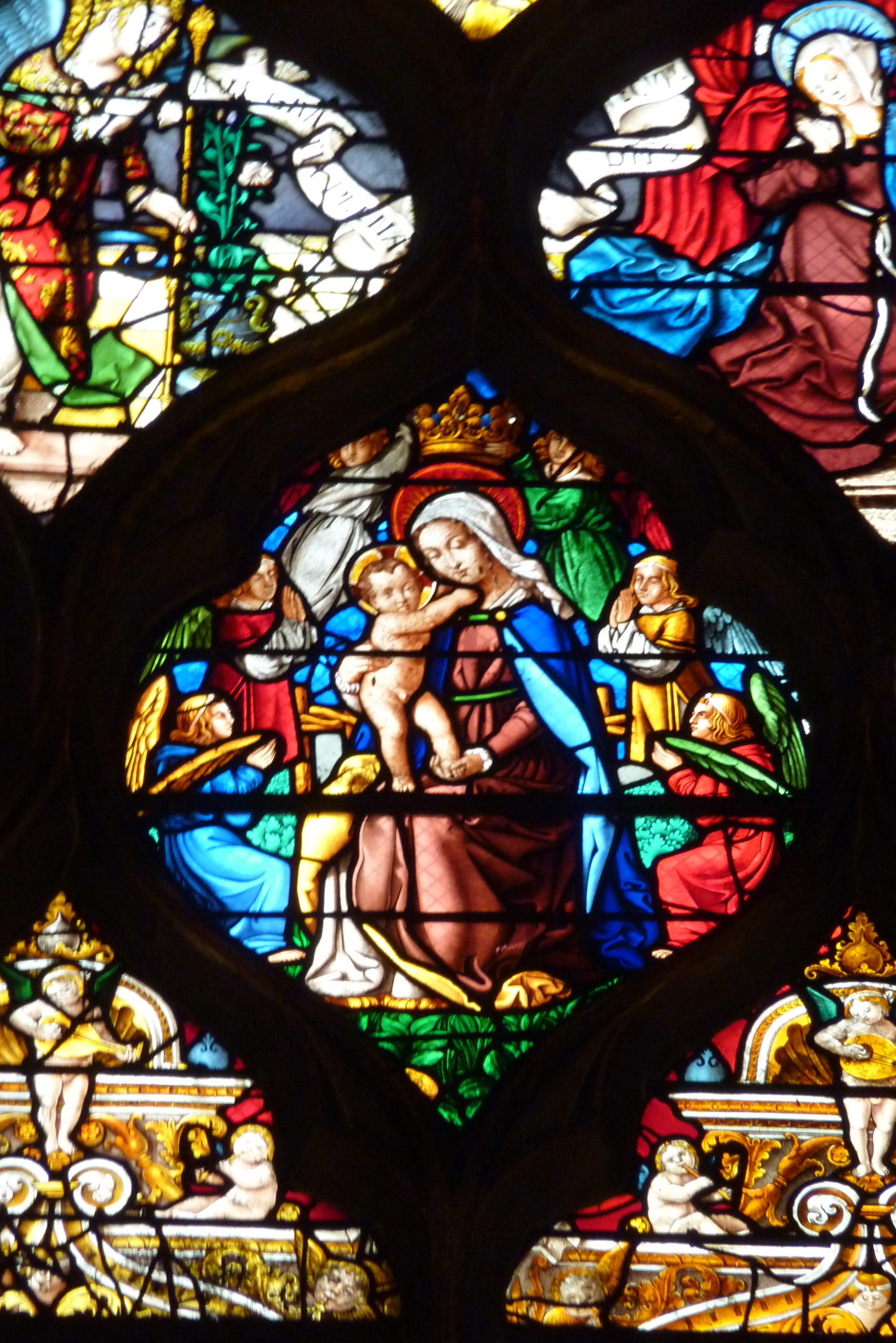
La Vergine secondo il pennello di Gauthier de Campes (c. 1517, chiesa dei Santi Gervaso e Protaso di Parigi)

Dal XV secolo, le vetrate istoriate conobbero dei progressi tecnici rispetto al passato: i vetri vennero costituti da parti più regolari, con elementi singoli sempre più grandi, evitando così frequenti piombature che disturbavano la scena. Come nella pittura su smalto, col XVI secolo iniziano a diffondersi le firme dei primi artisti anche in questo campo.
Sotto l'influenza del nord Europa e soprattutto di Anversa, i personaggi raffigurati vengono trattati con un grande realismo d'influenza italiana e con una notevole rielaborazione della prospettiva e degli ornamenti secondo i dettami dello stile rinascimentale d'oltralpe. Anche in questo caso, molti modelli provenivano da opere stampate perlopiù italiane.
La geografia naturale, le alleanze e le implicazioni territoriali portarono opere di artisti olandesi a circolare in Piccardia o in Borgogna durante tutto il XV secolo. Il caso di Tournai, un'enclave della corona francese nella contea dell'Hainaut, è un esempio di come tale cultura delle Fiandre sia penetrata in Piccardia e poi da lì a Parigi.
Alla fine del 1490, due pittori erano particolarmente attivi come maestri vetrai nella cattedrale di Tournai, Arnoldo di Nimega e Gauthier de Campes, i quali s'installarono coi loro laboratori l'uno a Rouen e l'altro a Parigi, giocando un ruolo particolare nello sviluppo di quest'arte, il primo come pittore di vetrate ed il secondo come pittore di cartoni per vetrate ed arazzi.
Ancora una volta sotto l'influenza dello stile rinascimentale italiano, si sviluppò una delle più importanti famiglie di artisti vetrai dell'epoca, quella dei Leprince, che lavorò dalla fine del XV secolo al cantiere della cattedrale di Beauvais con opere magistrali come il rosone del transetto, realizzato da Engrand Leprince.
Il caso della chiesa di Notre-Dame de Louviers è altrettanto interessante per l'epoca. Questa chiesa possiede delle splendide vetrate realizzate tra il 1490 ed il 1530 che testimoniano non solo la ricchezza della città e della sua cattedrale, ma anche la grande perizia nel lavoro degli artigiani chiamati a realizzare opere per essa ed in particolare per la partecipazione di Arnoldo di Nimega e Engrand e Nicolas Le Prince al medesimo cantiere.

### I pavimenti

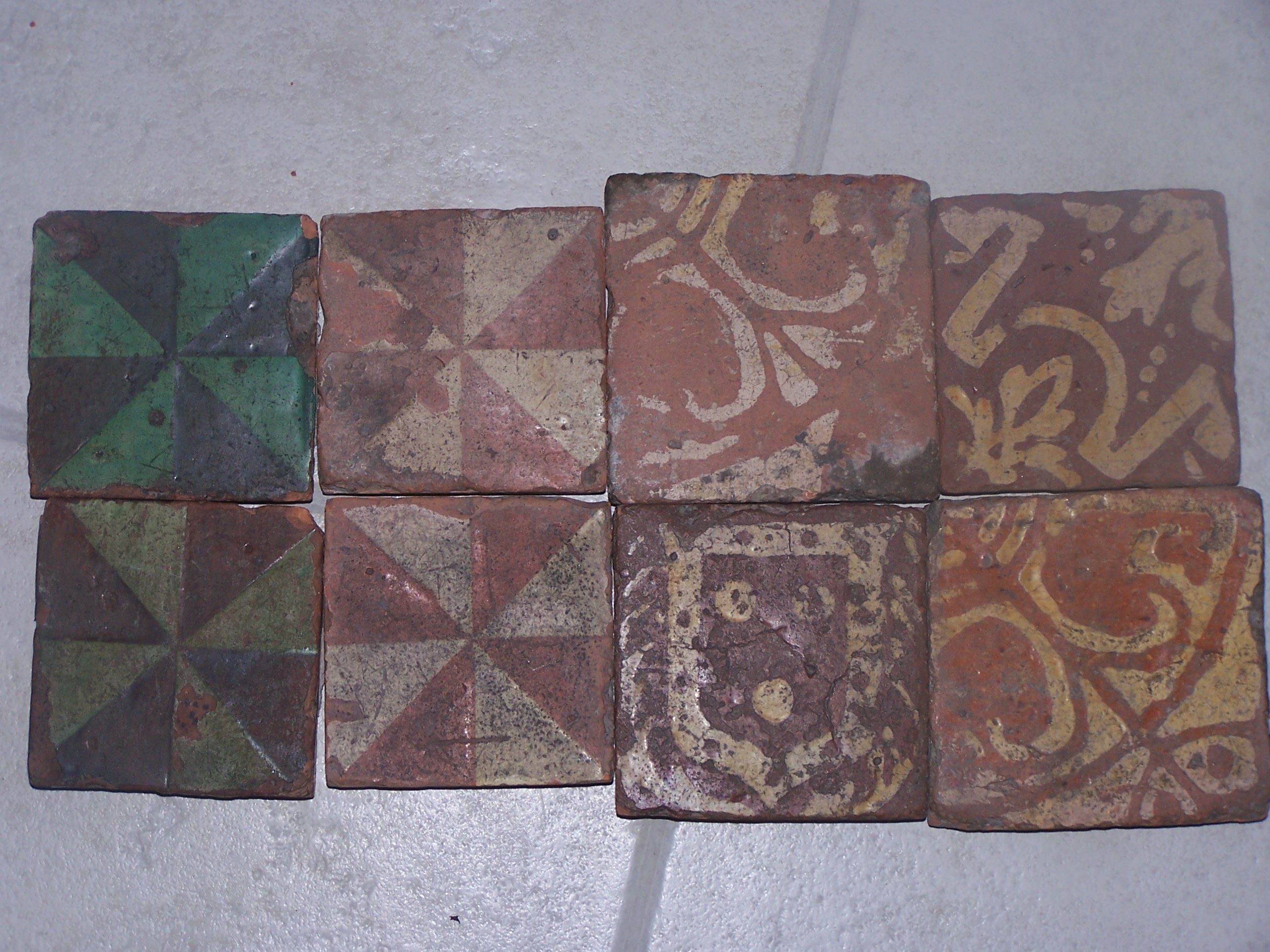
Piastrelle in terracotta
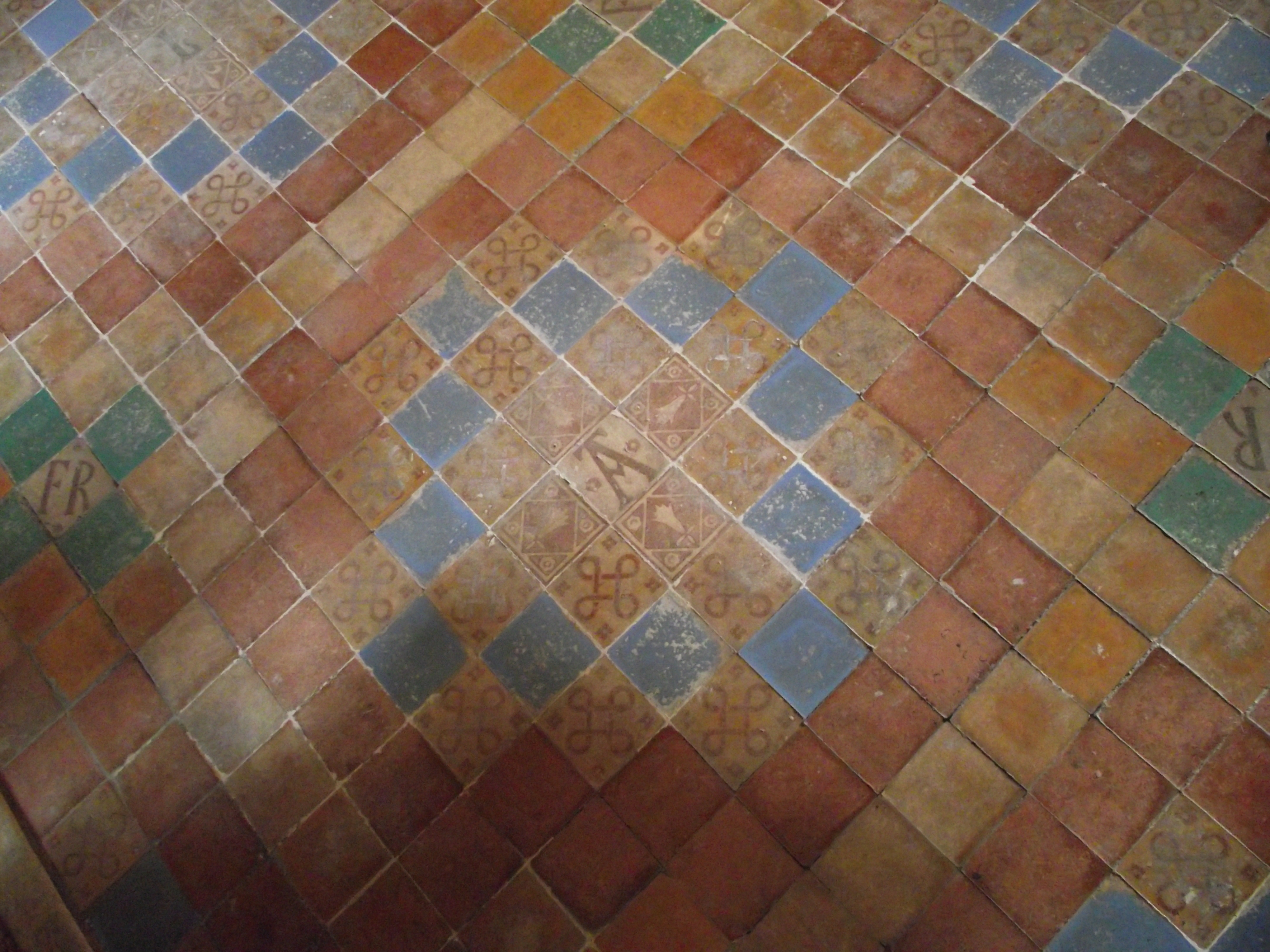
Piastrellatura della grande sala dell'ala sud dell'Hôtel d'Alluye di Blois con le armi di Anna di Bretagna

I pavimenti, fino ad allora realizzati perlopiù con blocchi di pietra, iniziarono ad essere realizzati in ceramica o terracotta, dipinti con la tecnica dell'encausto con motivi decorativi presi, sotto l'influenza italiana, dalle maioliche.